# Château de Pau
Vous lisez un « article de qualité » labellisé en 2020.
Le château de Pau est un château situé à Pau, chef-lieu du département français des Pyrénées-Atlantiques en région Nouvelle-Aquitaine. Construit du XIIe au XIXe siècle, il a été classé monument historique en 1840. Depuis 1927, il accueille le musée national du château de Pau, consacré au roi de Navarre Henri III, devenu en 1589 le roi de France et de Navarre Henri IV.
Fondé par les vicomtes de Béarn, c'est d'abord un château fort qui occupe une position stratégique pour la surveillance d'un gué sur le gave de Pau. Dès le milieu du XIIe siècle, la cour de Béarn se tient parfois au château de Pau, puis plus régulièrement à partir du règne de Gaston VI de Béarn. Dans sa volonté d'affirmer la souveraineté du Béarn, Gaston Fébus entreprend un vaste chantier de renforcement de l'édifice à la fin du XIVe siècle. À partir de 1464, le château de Pau devient la résidence principale des vicomtes de Béarn à la suite de la décision de Gaston IV de Foix-Béarn, qui restructure profondément les bâtiments. Devenus rois de Navarre en 1481, les souverains béarnais rénovent le château dans le style Renaissance sous le règne d'Henri d'Albret et Marguerite d'Angoulême, avant que leur fille Jeanne d'Albret et son époux Antoine de Bourbon, parents d'Henri IV, développent un jardin d'une immensité exceptionnelle.
Le Béarn ayant perdu son indépendance en 1620, lors d'une intervention militaire de Louis XIII au château, l'édifice subit un lent et long déclin, tandis que le développement de la ville empiète sur le domaine royal. Le mythe du « bon roi Henri » se répand au XVIIIe siècle et est utilisé par la propagande royaliste tout au long du XIXe siècle. Le château natal d'Henri IV bénéficie alors d'un regain d'intérêt qui se traduit par une profonde restructuration menée par Louis-Philippe puis Napoléon III. Le château est rénové et décoré dans le souvenir du premier roi Bourbon, et sa fonction muséale s'impose à partir du début du XXe siècle. Aujourd'hui, le musée national accueille environ 100 000 visiteurs par an.

## Géographie

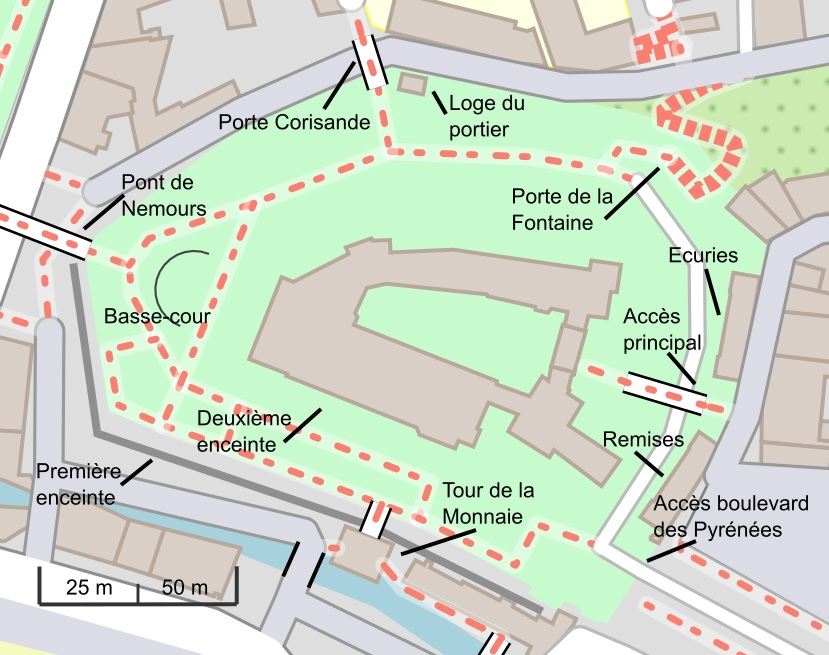
Les accès au château de Pau et les éléments de son enceinte.

Le château se situe au centre de la ville de Pau, préfecture du département des Pyrénées-Atlantiques, et capitale de l'ancienne principauté souveraine de Béarn. Il s'élève à l'extrémité sud-ouest d'un éperon rocheux d'environ 30 m, bordé au sud par la plaine alluviale du gave de Pau et au nord par le ravin du Hédas. Si le château se situe actuellement au cœur de l'agglomération paloise, il se trouve jusqu'au XIXe siècle en bordure occidentale de l'agglomération, dans un contexte semi-rural. L'emprise totale du domaine du château est de 22 ha, constituée par les bâtiments puis différents jardins et parcs s'étirant vers l'ouest tout en longueur au-dessus du gave jusqu'à la limite avec la commune de Billère.
L'accès principal au château de Pau se situe à l'est, par un pont dormant à une arche enjambant le fossé et reliant directement le quartier du château (bourg mayoù) à la cour du château. D'autres accès sont possibles, à l'ouest par le pont de Nemours au-dessus de la rue Marca qui relie le château à l'actuelle Basse-Plante, au nord par la porte Corisande qui rejoint la rue Lassansaa à proximité de la place Gramont, au nord-est par des escaliers jusqu'à la porte de la Fontaine depuis le ravin du Hédas, et au sud-est par un portail donnant sur le boulevard des Pyrénées.

## Histoire

### Les origines

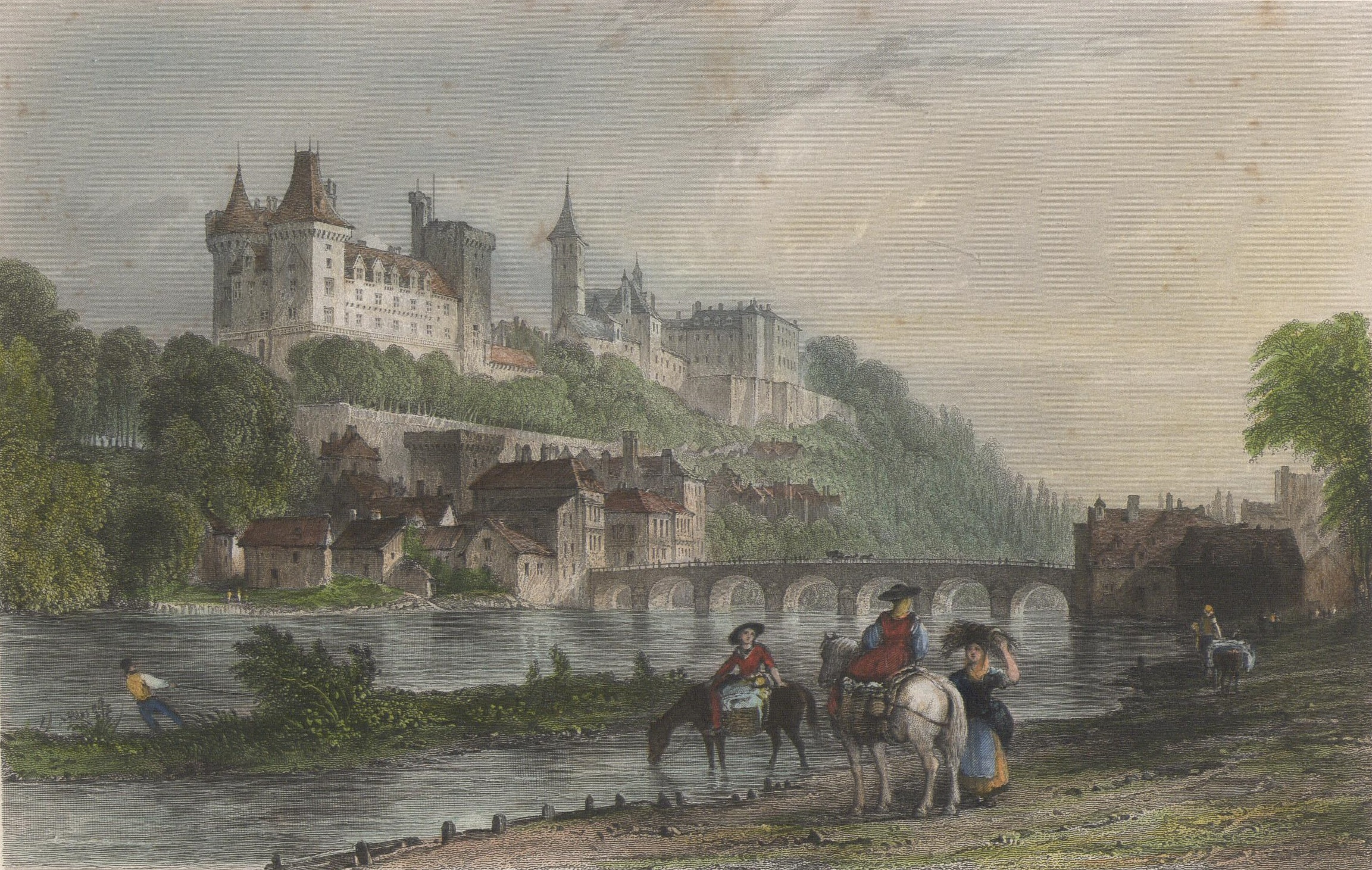
Le château de Pau contrôle un gué important sur le gave.

Le site qu'occupe le château permet la surveillance d'un gué sur le gave, qui représente l'une des clés sur la voie nord-sud reliant les Pyrénées — notamment la vallée d'Ossau — à la plaine d'hivernage pastorale du Pont-Long. S'il est difficile de savoir si le château précède la constitution du village, ou inversement, le site castral prend une importance symbolique dans l'origine de Pau. La légende raconte que pour délimiter l'étendue du domaine accordé par les Ossalois aux vicomtes de Béarn, trois pieux auraient été plantés, un pieu se disant pau en béarnais. Pau signifie également palissade, qui est une hypothèse souvent avancée pour expliquer le nom du château et de la ville. Selon d'autres spécialistes, le nom Pau serait plutôt lié à la racine pré-indo-européenne *pal, indiquant un rocher escarpé, comme c'est le cas pour d'autres toponymes pyrénéens (col de Pau, pic Palas, etc.).
La plus ancienne mention écrite connue du château de Pau remonte au XIIe siècle, alors qu'un conflit oppose l'évêque de Lescar Guy de Lons et un aristocrate local — Ramon de Bizanos — en 1131. Le texte évoque le castelo de Pal. Plus tard, une glose du for général confirme que la cour de Pierre II de Béarn se tient parfois au castello de Pau en 1147. Les fouilles archéologiques menées sur le site datent également les plus anciens éléments du château du XIIe siècle, il s'agit des actuelles tours Mazères et Billère, ainsi que des restes d'un donjon primitif dans la cour. Dès le XVIIIe siècle, l'historiographie traditionnelle reprend l'idée d'une fondation du château dans le courant du Xe siècle, parfois sous la commande de Centulle le Vieux, néanmoins aucune donnée écrite ou archéologique ne peut confirmer cette théorie. En conservant cette hypothèse d'une construction du château de Pau au XIIe siècle, son maître d'ouvrage pourrait être Gaston IV de Béarn, dit le Croisé. Ce premier site castral aurait donc compté au moins deux tours d'angle, ouest et nord-ouest, ainsi qu'un donjon (ou réduit) côté est. L'emprise de la place forte est alors estimée à environ 2 200 m2.
Une fonction vicomtale semble être à l'origine du château de Pau, sans qu'il soit possible de définir précisément cette fonction. Les premiers vicomtes de Béarn y séjournent régulièrement, comme Gaston VI ou Gaston VII. Dès Gaston VI, le château de Pau occupe un rang éminent au sein des résidences vicomtales. C'est en ce lieu que le souverain rénove le for général de Béarn en 1188. Au XIIIe siècle, le donjon primitif (ou réduit) est arasé pour faire place à la tour Montauser. Celle-ci s'adosse en partie sur cette ancienne construction, son mur sud constitue un reliquat de 12 à 15 m du mur nord de l'ancien donjon. La construction de la tour Montauser au XIIIe siècle vise peut-être à un agrandissement de la cour du château, ou bien à une reprise de la partie est du site en lien avec le bourg. À la fin du XIIIe siècle, un domaine étendu vers l'ouest entoure le château, avec moulin, verger et vignoble.

### Les princes de Béarn

#### Le château fort de Fébus

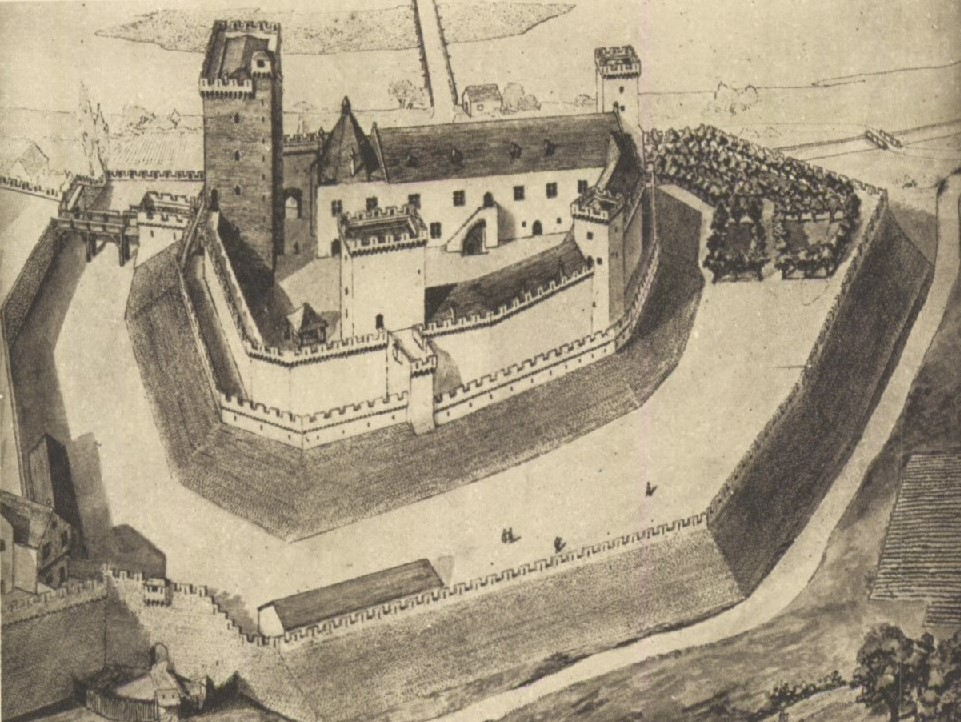
Le château de Pau sous Fébus, par Raymond Ritter.

Au XIVe siècle, le Béarn accède au statut de principauté souveraine sous le règne de Gaston III de Foix-Béarn, dit Fébus. Le jeune prince affirme en 1347 la neutralité du Béarn dans le conflit opposant Français et Anglais, signant de fait une déclaration d'indépendance. Le 5 décembre 1362 à Launac, les troupes de Fébus écrasent celles du comte d'Armagnac, l'ennemi héréditaire de la maison Foix-Béarn. Après cette victoire — probablement dans les derniers mois de 1363 — Fébus élabore son plan de défense face au double danger d'une vengeance d'Armagnac et d'une offensive anglaise. Pour mener à bien ses désirs d'indépendance, Fébus met en place un système de forteresses d'une rare densité, grâce à la construction et la transformation de nombreuses places fortes béarnaises. Le château de Pau se place au premier rang de ce système de défense souhaité par le prince. Il occupe une place stratégique d'importance, entre la citadelle anglaise de Lourdes et la capitale béarnaise d'Orthez. La place forte de Pau permet également d'épauler Montaner et Morlaàs, face à des attaques venant de Tarbes ou Auch.
La profonde restructuration du château de Pau se déroule aux alentours des décennies 1370-1380, sous la direction du maître d'œuvre Sicard de Lordat et de maçons cagots. Parmi les principales mutations opérées durant cette campagne, la plate-forme sommitale est parée de pierres, formant un glacis abrupt de 60°. L'assiette initiale du château est ainsi élargie, tandis qu'un chemin de ronde couronne ce glacis. Une enceinte extérieure crénelée est également constituée en contrebas, depuis laquelle un pont-levis donne accès au sommet de la nouvelle tour du Moulin (devenue tour de la Monnaie), haute de 18 m sur la plaine du gave. Les tours Mazères et Billère sont coiffées d'un crénelage à mâchicoulis, tandis qu'un donjon haut de 33 m est réalisé à l'angle sud-est. Désormais nommée tour Gaston-Fébus, celle-ci est une maçonnerie de briques de terre cuite, caractéristique des constructions fébusiennes. Un accès fortifié — porte du Terrer — permet l'accès au donjon. L'aile sud du château est également l'œuvre de Sicard de Lordat ; celle-ci n'est alors haute que d'un étage, elle relie la tour Mazères au donjon. Fébus fait inscrire sur le donjon la signature « Febus me fe » (« Fébus me fit », en béarnais).
La résidence principale de Fébus se trouve au château de Moncade, à Orthez. Malgré tout, le prince séjourne régulièrement au château de Pau à partir de 1373, généralement durant l'hiver. Les principaux travaux de transformation du château de Pau se terminent aux alentours de 1378, permettant à Fébus de se fixer à Pau pendant quatre ans à partir de 1380. Ce long séjour fait suite au « drame d'Orthez » durant lequel l'unique fils légitime de Fébus — Gaston — trouve la mort, probablement de la main de son père. Durant ses séjours au château de Pau, Fébus fait suivre son mobilier, ses tapisseries et sa vaisselle, comme il est alors d'usage. Le prince est presque toujours accompagné de ses autres fils Yvain et Gratien, ses frères Arnaud-Guilhem et Pierre, et de ses fidèles chevaliers Espan du Lion, Pierre de Gabaston ou encore Jean de Lanta. Autour de ces personnages, s'agite une foule d'hôtes de passage : chevaliers, damoiseaux, jongleurs. Le soir venu, le prince fait donner de grands repas dans le tinel — la grande salle — en présence de troubadours.

#### Au centre du pouvoir politique béarnais
Les successeurs de Fébus — Mathieu de Foix-Castelbon, le couple Isabelle de Foix-Castelbon et Archambaud de Grailly, ainsi que Jean Ier de Foix — gardent Orthez comme principal lieu de résidence tout en venant régulièrement au château de Pau. En 1408, Archambaud de Grailly fait consolider les fortifications voulues par Fébus autour du bourg mayoù, améliorant la résistance du château en cas de siège. Les visites princières au château de Pau s'accélèrent sous Jean Ier, qui y ouvre le 4 janvier 1432 une importante session des États du Béarn dans le tinel, puis y tient du 1er au 18 février 1434 la Cour majour. Gaston IV de Foix-Béarn hérite en 1436 des titres de son père Jean Ier. Il réside très souvent au château de Pau jusqu'aux années 1442, avant de rester occupé en France pendant une dizaine d'années. Les séjours du prince au château recommencent entre 1450 et 1453, au début 1456 le prince y réunit les États.
Durant ses nombreux séjours à la cour de France, Gaston prend goût aux palais nobles et gracieux du Berry, d'Anjou et de Touraine. Sous cette influence, et dans un contexte militaire très différent, Gaston IV fait exécuter des travaux visant à atténuer le caractère défensif du château. Cette campagne débute vers 1462, avec comme architecte Bertrand de Bardelon. Les tours sont couvertes de hautes toitures en ardoises, l'aile sud est surélevée d'un deuxième étage et est percée, comme celle du nord, de fenêtres, tandis que le crénelage de la troisième enceinte est détruit. Les travaux durent environ une décennie, Gaston IV décédant au moment de leur achèvement en 1472. Avant cela, Gaston IV décide de faire du château de Pau le nouveau centre politique du Béarn. Le 25 septembre 1464, le prince fixe la Cour majour — traditionnellement itinérante — au château, souhaitant en faire « s'il plaisait à Dieu, sa principale habitation ». Il justifie sa décision par la position centrale de Pau au sein du Béarn, ainsi que par la protection assurée par le château en cas de nécessité. N'ayant pu résider que très peu dans le château, à cause des importants travaux en cours, c'est sa belle-fille Madeleine de France qui réalise son vœu en se fixant à Pau avec ses enfants, dont l'héritier François Fébus.

### Les rois de Navarre

#### Une résidence royale
Par son mariage avec Éléonore de Navarre, Gaston IV assure à ses héritiers la couronne de Navarre. Le 6 novembre 1481, François Fébus est couronné roi de Navarre à Pampelune, mais des troubles éclatent et hâtent son retour en Béarn. Le jeune roi réunit les États pour leur prêter serment à partir du 24 novembre 1482 dans le tinel du château de Pau. François Fébus meurt de manière fulgurante le 30 janvier 1483 dans sa chambre du château, après avoir joué d'une flûte empoisonnée la veille. Sa sœur Catherine de Navarre lui succède et prête serment aux États de Béarn le 14 février 1483, avant d'épouser Jean II d'Albret en 1484. Durant les années suivantes, la cour de Navarre continue de résider assidûment au château de Pau, où se déroulent régulièrement les sessions d'États. Les deux souverains sont couronnés à Pampelune le 13 janvier 1494, et alternent par la suite les séjours en Navarre et en Béarn. En 1512, Ferdinand le Catholique exige des souverains de Navarre de se ranger à ses côtés dans sa guerre contre Louis XII. Ces derniers choisissent de maintenir leur neutralité, mais doivent subir l'invasion de la Navarre par les troupes espagnoles en juillet 1512. Catherine et Jean s'enfuient de Pampelune pour rejoindre définitivement le Béarn. Le château de Pau devient donc à partir de cette date la résidence principale des rois et reines de Navarre, privés d'une grande partie de leur royaume.
Les deux souverains meurent dans les années qui suivent la perte de Pampelune, en 1516 pour Jean II d'Albret puis en 1517 pour Catherine. Leur fils — Henri d'Albret — prend la suite, d'abord sous la tutelle de son grand-père Alain d'Albret, puis seul à partir du 21 décembre 1521. Lors de la bataille de Pavie, Henri d'Albret est fait prisonnier en compagnie de François Ier. Après cet épisode, Henri d'Albret épouse la sœur du roi — Marguerite — le 27 janvier 1527. Le roi et la reine de Navarre visitent Pau entre novembre et décembre 1527. C'est lors de ce séjour que Henri d'Albret décide d'embellir le château de Pau à la mode de la Renaissance. Cette nouvelle campagne de travaux débute en 1529 et se poursuit jusqu'en 1535, peut-être sous la direction de Pierre Tourner. L'aspect extérieur du château n'est que faiblement modifié : les travaux consistent en l'ouverture de portes et fenêtres ainsi que d'une longue terrasse sur l'aile méridionale. La cour du château est dotée d'une façade intérieure revêtue d'un parement de pierres de taille et d'un décor triomphal. Les transformations sont profondes à l'intérieur du château, les salles basses sont voûtées, l'escalier d'honneur remplace les cuisines de Fébus, les appartements royaux reçoivent une décoration somptueuse et les initiales du couple ornent murs et plafonds.
Malgré ces embellissements, le roi et la reine ne séjournent que rarement au château. C'est la sœur du roi — Anne d'Albret — qui administre le château et la principauté jusqu'en 1532, lors de leurs nombreux séjours à la cour de France. C'est après 1540 que Henri et Marguerite y séjournent plus souvent, Marguerite préférant la vie à Nérac ou même à Mont-de-Marsan. Après la mort de François Ier en 1547, Marguerite réside presque exclusivement au château de Pau. Elle meurt le 21 décembre 1549 près de Tarbes. Le souvenir de la Marguerite des Marguerites est resté peu attaché au château de Pau, ses séjours restant très brefs hormis à la fin de sa vie. Au cours de ces rares passages, la cour de Navarre amène au château de Pau une cour brillante.

#### Lou nouste Henric

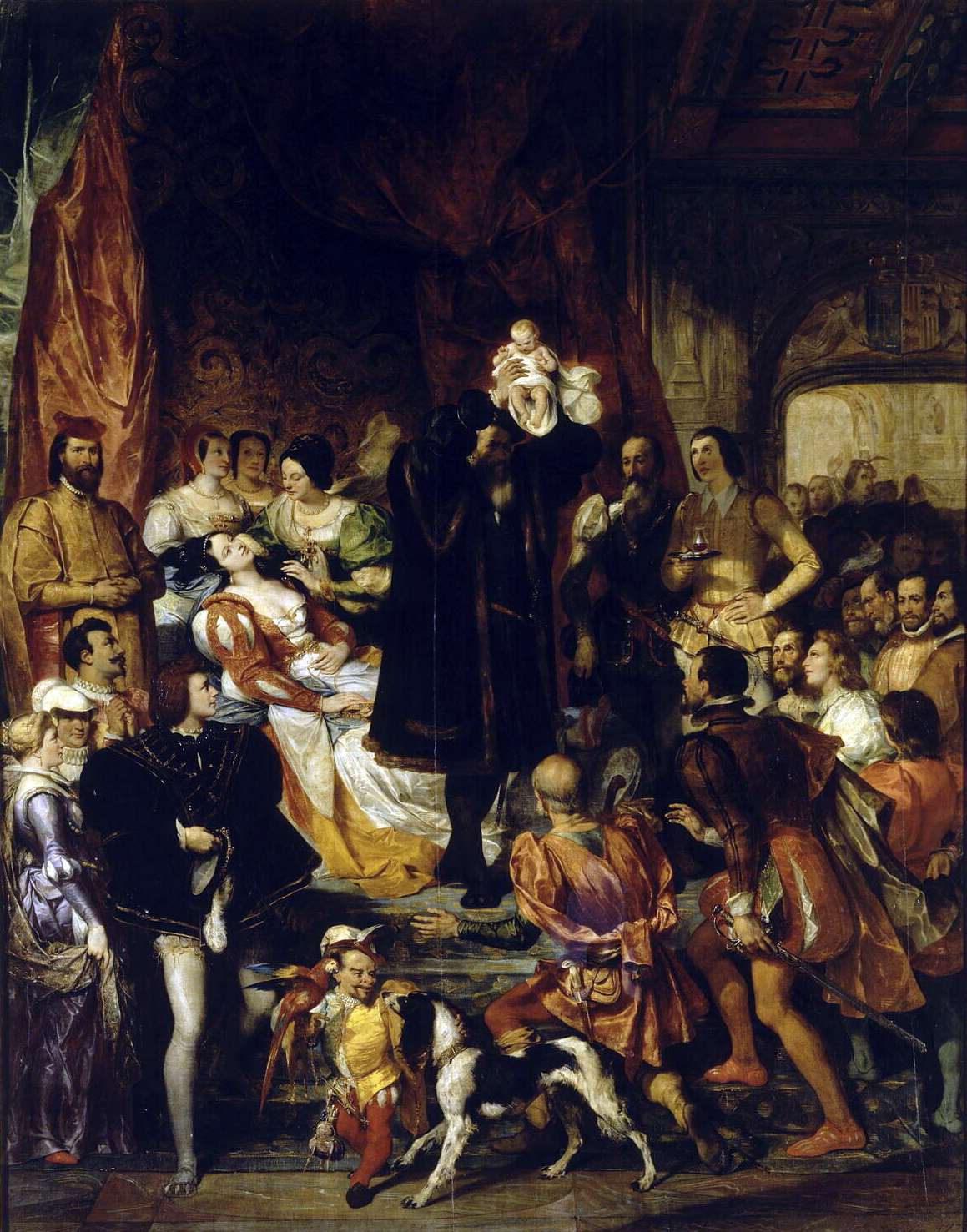
Henri d'Albret obtient satisfaction, son petit-fils naît à Pau.

La perte de sa femme porte un coup sensible au roi de Navarre, qui se retire alors au château de Pau, qu'il ne quitte que rarement jusqu'à la fin de son règne. Pendant ses dernières années, Henri d'Albret s'occupe avec beaucoup d'activité de l'administration du Béarn, révisant les fors, réorganisant la justice ou voulant moderniser l'agriculture. C'est également durant cette période — vraisemblablement vers 1554 — que la tour du Moulin de Fébus devient un atelier monétaire. Le futur accouchement de la fille du roi — Jeanne — est l'occasion d'une lutte d'influence entre le père — Antoine de Bourbon — qui privilégie le  Château neuf de La Flèche, ou celui de Vendôme et Henri d'Albret qui souhaite une naissance à Pau. Le roi de Navarre souhaite prendre directement sous son autorité la naissance et les premiers mois de l'enfant, accusant Jeanne et Antoine de négligence dans la surveillance de leur premier fils. Le grand-père est finalement contenté : les époux prenant la route du Béarn et atteignant Pau le 4 décembre 1553. C'est dans une chambre du premier étage de l'aile sud du château que se déroule l'accouchement dans la nuit du 12 au 13 décembre 1553, entre une heure et deux heures du matin. Chantant le cantique béarnais Nouste-Daune deù cap deù poun, la princesse Jeanne accouche d'un garçon, le premier prince de Béarn né à Pau. Son grand-père lui prodigue alors un baptême béarnais, frottant ses lèvres d'ail et de vin de Jurançon, et concluant par : « Tu seras un vrai Béarnais ! ». Le baptême chrétien de Henri de Bourbon se déroule le 6 mars 1554 au château de Pau, au cours d'une cérémonie fastueuse. Jeanne et Antoine quittent rapidement Pau pour rejoindre le nord de la France, laissant le petit Henri en Béarn avec son grand-père jusqu'à ses dix-huit mois. Malade, Henri d'Albret meurt le 24 mai 1555 à Hagetmau.
Les nouveaux souverains de Navarre, Antoine de Bourbon et Jeanne d'Albret, prennent rapidement la direction du Béarn, afin de prêter serment le 18 août 1555 dans la grande salle du château. En 1558, le Béarn se trouve menacé d'une invasion espagnole et le prince Henri — âgé de 4 ans — préside alors plusieurs assemblées des États. L'année suivante, Antoine de Bourbon séjourne assez longtemps au château et fait mettre en exécution d'importants travaux sous la direction d'Hervé Boullard. Sous le règne de Jeanne et Antoine, le parc et les jardins royaux sont complètement transformés, tandis que des réalisations touchent les portes et fortifications. Les fastes de la cour de Navarre n'ont alors rien à envier à celle de France, les souverains reçoivent somptueusement Élisabeth de France — nouvelle reine d'Espagne — le 21 décembre 1559 avant de l'accompagner vers la frontière espagnole. Introduite par sa mère Marguerite aux idées calvinistes, Jeanne d'Albret autorise en juillet 1561 les prêches protestants en Béarn. La mort d'Antoine de Bourbon — définitivement gagné au parti catholique — le 17 novembre 1562 pousse la reine à moins de prudence et elle communie solennellement le jour de Pâques 1563 selon le rite protestant en l'église de Pau.

#### Au cœur des guerres de Religion

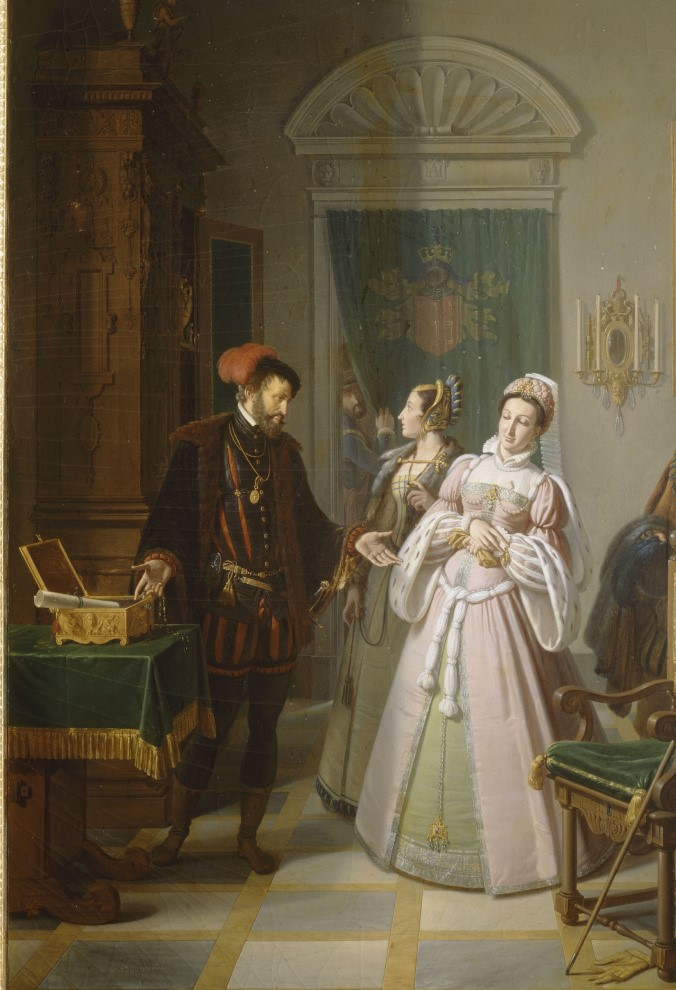
Jeanne d'Albret est chef de file du parti protestant.

La période troublée des guerres de Religion touche alors le Béarn, notamment avec la décision de la reine d'interdire les processions du Corpus Christi. Les tensions aboutissent le 18 octobre 1568 à un édit du roi de France Charles IX ordonnant la saisie des seigneuries de la reine de Navarre. L'édit constitue une véritable déclaration de guerre de la France envers le Béarn, et le 1er décembre 1568 la noblesse béarnaise se réunit dans la grande salle du château de Pau, le baron d'Arros appelant à la défense de la nation. Les préparatifs militaires s'organisent durant les semaines qui suivent, l'armée française d'Antoine de Lomagne atteignant les frontières béarnaises le 13 mars 1569. Les forces catholiques arrivent autour du 15 avril à Pau et réalisent un siège d'une dizaine de jours avant la capitulation de la ville. Henri de Navailles est alors nommé gouverneur de la ville et du château, mais la résistance de la place forte de Navarrenx permet une contre-offensive protestante menée par le comte de Montgommery, qui aboutit à la reprise du château le 20 août 1569. Jeanne d'Albret ne s'écarte alors plus guère de La Rochelle. Elle retourne tout de même au château de Pau à l'automne 1571, y laissant le prince de Navarre en qualité de lieutenant-général. Quelques jours avant le mariage de Henri avec Marguerite de Valois, la reine de Navarre meurt à Paris le 9 juin 1572.
Tout nouveau roi de Navarre sous le titre de Henri III, le souverain échappe de peu au massacre de la Saint-Barthélemy le 24 août 1572. Captif à la cour de France, il reste plusieurs années éloigné de son château de naissance. En son absence, le baron d'Arros garde la fonction de lieutenant-général jusqu'en 1575, avant son remplacement par le baron de Miossens. Le 3 février 1576, le roi Henri III s'évade du Louvre pour rejoindre ses terres du Midi. C'est seulement au printemps 1579 que Henri rejoint le Béarn, en compagnie de son épouse et de sa sœur Catherine. Le cortège royal atteint le château de Pau le 26 mai 1579, le roi profitant de son séjour pour jouer au billard, aux échecs ou à la paume, et s'amourachant de Mlle Rebours, demoiselle d'honneur de la reine. Henri réalise son serment auprès des États le 2 avril 1581 dans la grande salle du château. Vêtu de rouge et or — les couleurs du Béarn et de la Navarre — et nu-tête, le roi jure au diu bibàn (dieu vivant) d'être « bon et fidèle seigneur ». Déjà chargée de présider les États en 1577, la princesse Catherine reprend ce rôle de régente en 1582, puis à partir de 1583, son frère le roi ne pouvant que rarement venir en Béarn. Celle-ci fait construire, entre 1582 et 1583, l'actuelle porte Corisande au-dessus du Hédas. Fait inhabituel, Henri III séjourne pendant deux mois consécutifs au château de Pau entre février et mars 1584, le souverain étant alors au plus fort de sa passion pour la comtesse de Gramont.
Avec la mort du dauphin François de France le 10 juin 1584, Henri III devient l'héritier direct de la couronne de France. Envoyé par le roi de France Henri III, le duc d'Épernon est chargé de convaincre le Béarnais d'abjurer le protestantisme. Le duc séjourne plusieurs jours au château de Pau en juillet 1584, l'occasion de prodigieux festins pour lesquels de la glace est amenée des Pyrénées. Le Béarn de nouveau menacé d'invasion, des mesures sont prises pour renforcer les défenses du château en 1586, notamment à la porte du Terrer. Après sa victoire à la bataille de Coutras en 1587, Henri gagne le Béarn, arrivant à Pau le 6 novembre. Il quitte son château le 3 décembre 1587, date qui marque son dernier séjour palois. Henri de Béarn devient le 2 août 1589 roi de France et de Navarre, après l'assassinat de Henri III par le moine Jacques Clément, le souverain prend le titre de Henri IV. Sa sœur — la princesse Catherine — régente le Béarn jusqu'en 1592, réalise divers travaux au château de Pau en 1589 et 1590. Au printemps 1592, le comte de Soissons rejoint le château pour retrouver Catherine, qui lui voue un amour violent malgré l'opposition de son frère le roi. Prévenu de sa venue, Henri IV donne des instructions énergiques au président du Conseil souverain. Celui-ci fait cerner le château et arrêter le comte de Soissons, au grand désespoir de Catherine qui quitte définitivement le château le 26 octobre 1592.

#### L'expédition de Louis XIII

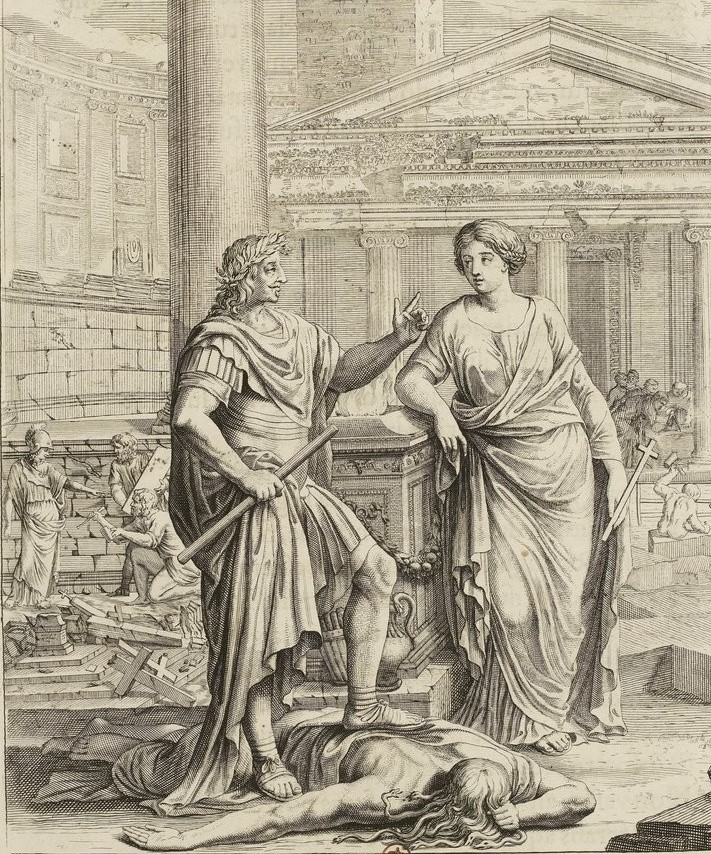
Louis XIII rétablit le culte catholique et annexe le Béarn en 1620.

Le départ de Catherine de Bourbon en 1592 marque la fin du pouvoir direct des rois et princes de Navarre en Béarn. Le souverain ne sera alors plus représenté que par un lieutenant-général, le château n'abritant plus que les intendants, la chancellerie et les prisons. Le marquis de la Force devient lieutenant-général pour le roi de Navarre à partir du 16 mars 1593. Le marquis fait réaliser divers travaux d'entretien dans le château, en 1595 dans le donjon ou encore en 1600 au pont dormant est. La Force est présent dans le carrosse royal lors de l'assassinat de Henri IV par François Ravaillac le 14 mai 1610, il raconte a posteriori dans ses mémoires une étrange scène se déroulant la veille de l'assassinat : « il vint dans la ville et faubourgs de Pau une très grande quantité de vaches mugissant et beuglant de manière épouvantable […] et un taureau se jeta du pont en bas où il fut trouvé mort le lendemain ». L'année suivante, le père de François Ravaillac — condamné au bannissement — est enfermé dans le donjon du château de Pau. Malgré le rapprochement entre la France et la Navarre, le Béarn reste une principauté souveraine dans laquelle le culte catholique n'est pas totalement rétabli.
En 1614, l'assemblée des États généraux demande la réunion du Béarn à la France. Cette première demande est suivie le 25 juin 1617 par un édit de Louis XIII — fils de Henri IV — pour imposer la restitution des biens ecclésiastiques en Béarn. Le Conseil souverain de Béarn refuse d'enregistrer cet acte dans un arrêt du 29 juin 1618, demandant au jeune roi de « laisser les affaires en l'état où elles étaient pour le bien de son pays de Béarn et repos de ses sujets. ». L'atmosphère de rébellion se poursuivant, le roi Louis XIII prend en 1620 la tête d'une importante force militaire depuis Bordeaux. Le 15 octobre 1620, le roi fait son entrée à Pau devant une population froide et hostile. Il est accueilli par les conseillers dans la cour du château, Louis XIII s'exclamant : « Servez-moi mieux à l'avenir, et j'oublierai le passé ». Le lendemain, le roi fait tenir une messe dans la grande salle du château, avant de visiter les jardins et le petit parc. Le 17, Louis XIII prend la direction de Navarrenx pour s'assurer de la soumission de la place forte. Dans l'après-midi du 19 octobre, le roi prête serment aux États réunis dans la grande salle basse du château, le premier article des fors est lu en français puis en béarnais par le président du Conseil, Louis XIII jurant en levant la main et disant : « Oui ». Le 20 octobre 1620, Louis XIII rétablit le culte catholique en Béarn par une procession du Corpus Christi à l'église Saint-Martin, puis le roi fait enregistrer par le Conseil un édit portant union de la Navarre et du Béarn à la France. Le lendemain, Louis XIII quitte le Béarn, envoyant quatre-vingt-quinze tableaux du château vers Paris.

### Un long déclin
L'épisode de 1620 marque le début d'un lent et long déclin pour le château de Pau jusqu'au XIXe siècle. Le palais joue alors le rôle d'un bâtiment administratif destiné au logement du gouverneur royal, de l'intendant, du sénéchal, de la Chambre des comptes et des prisonniers. À partir de 1621, et jusqu'à la fin de l'Ancien Régime, la charge du château est confiée à la puissante famille de Gramont. Hormis un bref passage de Philippe V le 31 mai 1706, les descendants de la famille de Bourbon délaissent le château. Les travaux réalisés au château de Pau se limitent à de l'entretien, hormis en 1659 après un vaste incendie qui nécessite la reconstruction des galeries orientales. La fin des années 1680 signe la période d'abandon la plus sensible pour le château, les toitures prennent l'eau et l'herbe envahit la cour d'honneur. En 1715, un vaste projet visant à déplacer l'entrée principale du château est établi par le gouverneur de Gramont. Finalement, ce projet aboutit au milieu du XVIIIe siècle — dans une version très simplifiée — avec un pont en briques. Le mobilier du château, auparavant d'une richesse inouïe, perd progressivement de sa splendeur, si bien qu'il faut emprunter des meubles pour loger le gouverneur en 1758. Le même constat de détérioration avancée peut être fait pour les jardins et le parc, autrefois un ensemble exceptionnel, les travaux d'entretien se raréfiant au XVIIIe siècle. Une importante campagne de travaux d'entretien se déroule entre 1765 et 1770, tandis que le domaine royal est amputé par les travaux de construction de la route de Bayonne à Pau, de la place Gramont et du nouveau cimetière de la ville.
De somptueux bals se tiennent à la fin du XVIIIe siècle dans la grande salle du château — en écho avec les fêtes brillantes de la cour de Navarre — à l'occasion du retour en grâce du Parlement de Navarre en 1775 et 1788. Les révoltes parlementaires se réalisent dans un contexte national tendu, qui aboutit à la Révolution française. Le château de Pau évite la destruction, notamment en souvenir de Henri IV. Sur proposition du député Bertrand Barère, l'Assemblée constituante décide en 1791 que « sera aussi réservé au roi le château de Pau, avec son parc, comme un hommage rendu par la nation à la mémoire d'Henri IV ». L'année suivante pourtant — en 1792 — une partie des jardins, les maisons des gardes du parc et les écuries sont aliénées comme biens nationaux. En 1793, pendant la Terreur, une copie du berceau de Henri IV est brûlée en place publique, la vraie carapace de tortue ayant été mise à l'abri. Le Directoire des Basses-Pyrénées décide en 1796 d'aliéner la totalité du parc du château, mais face au risque de le voir démembrer, une centaine de citoyens de Pau décident de créer une société chargée de racheter l'ensemble des lots pour le conserver en promenade publique.

Le déclin du château de Pau (sélection).
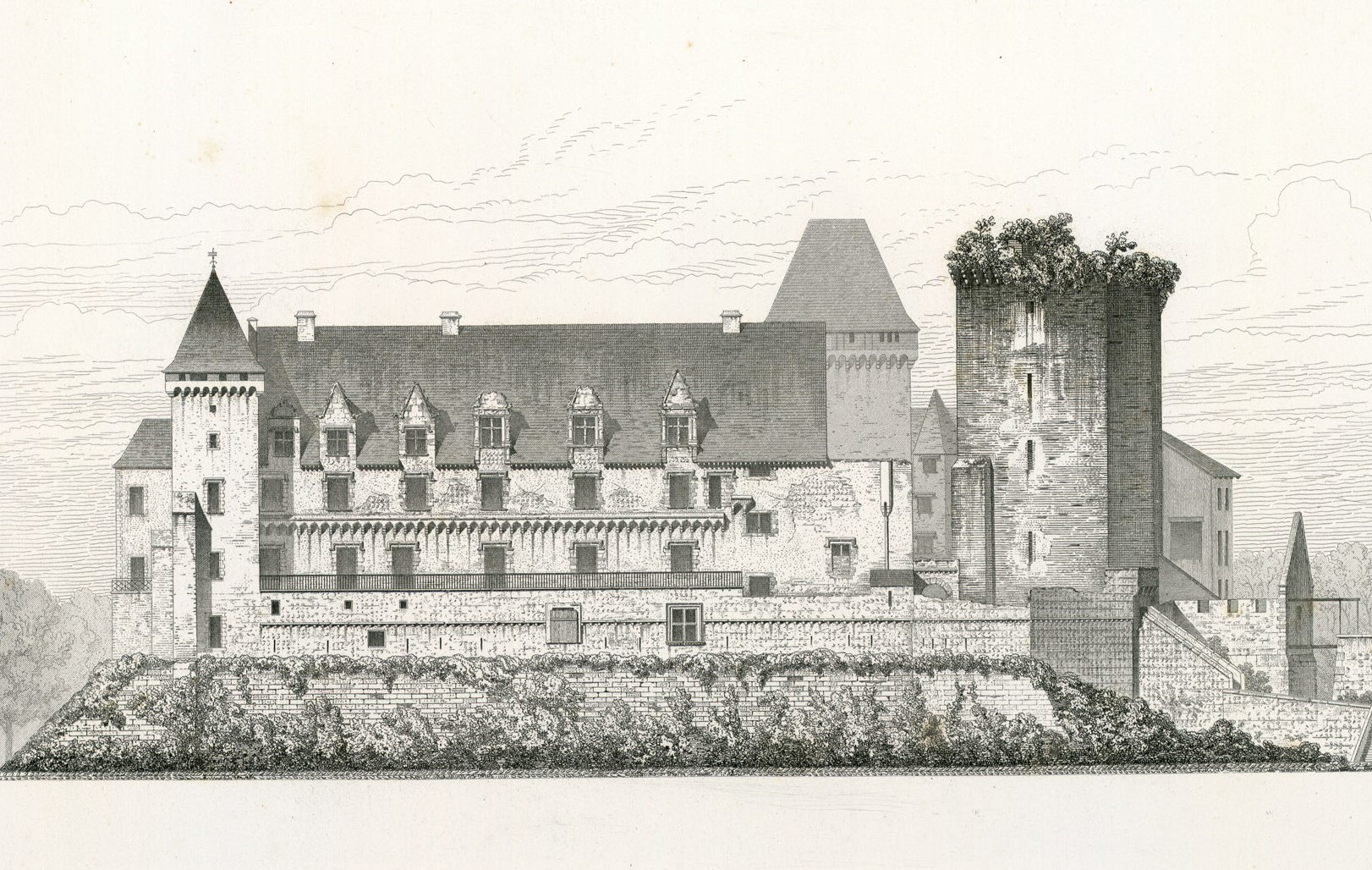
La façade du Midi en 1828.
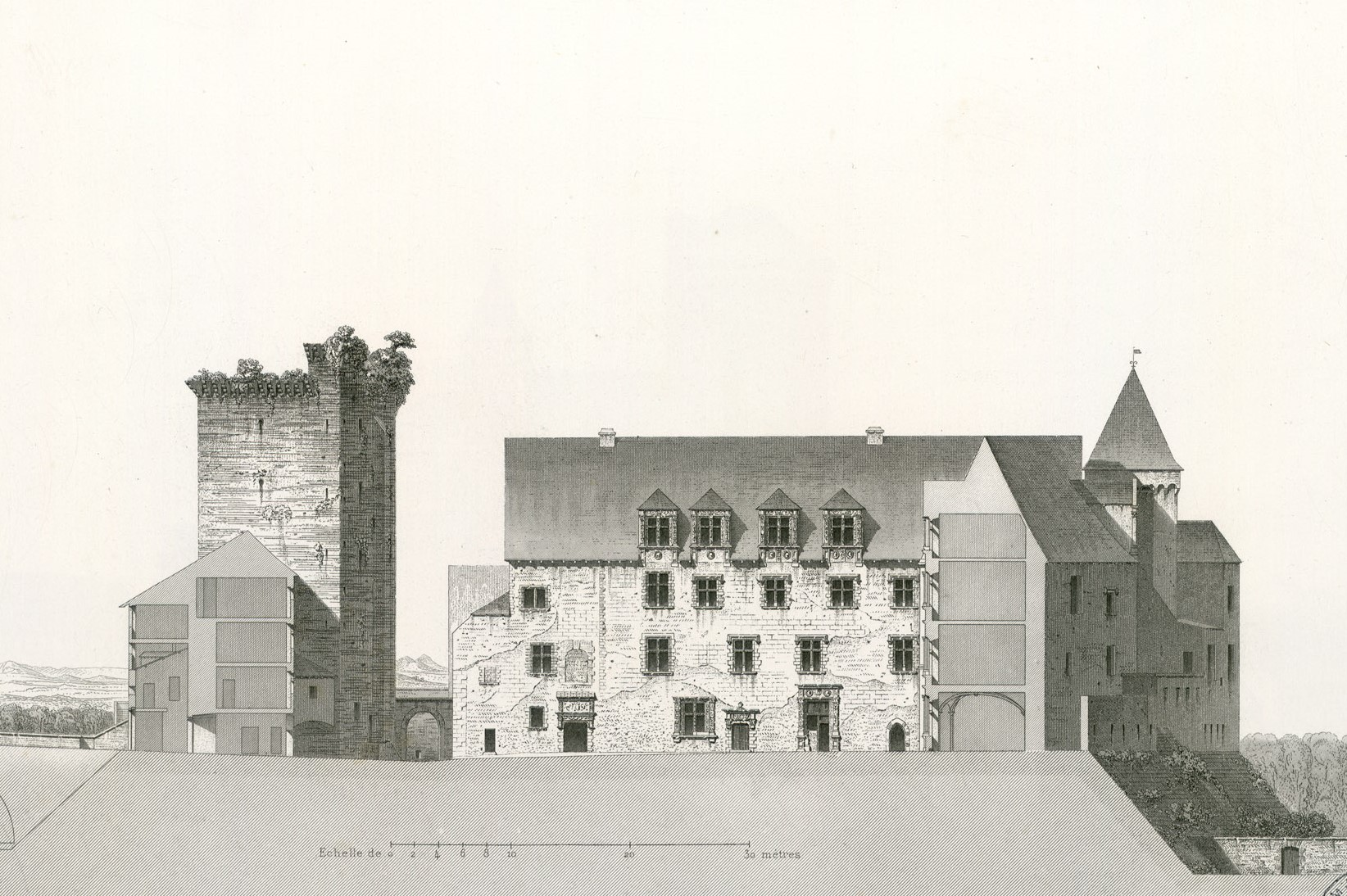
La façade nord en 1828.
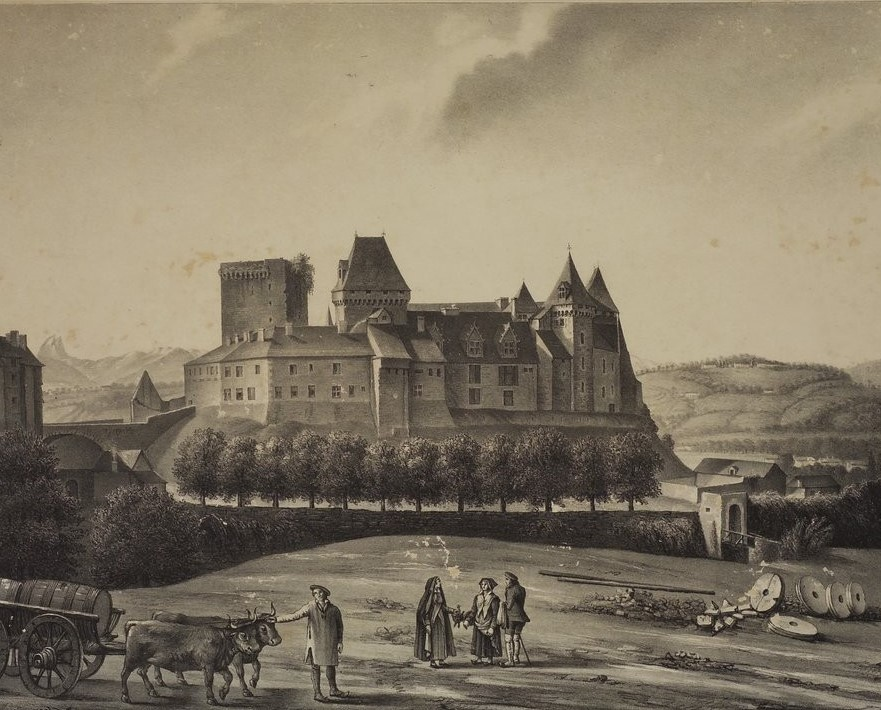
Le château au XIXe siècle.
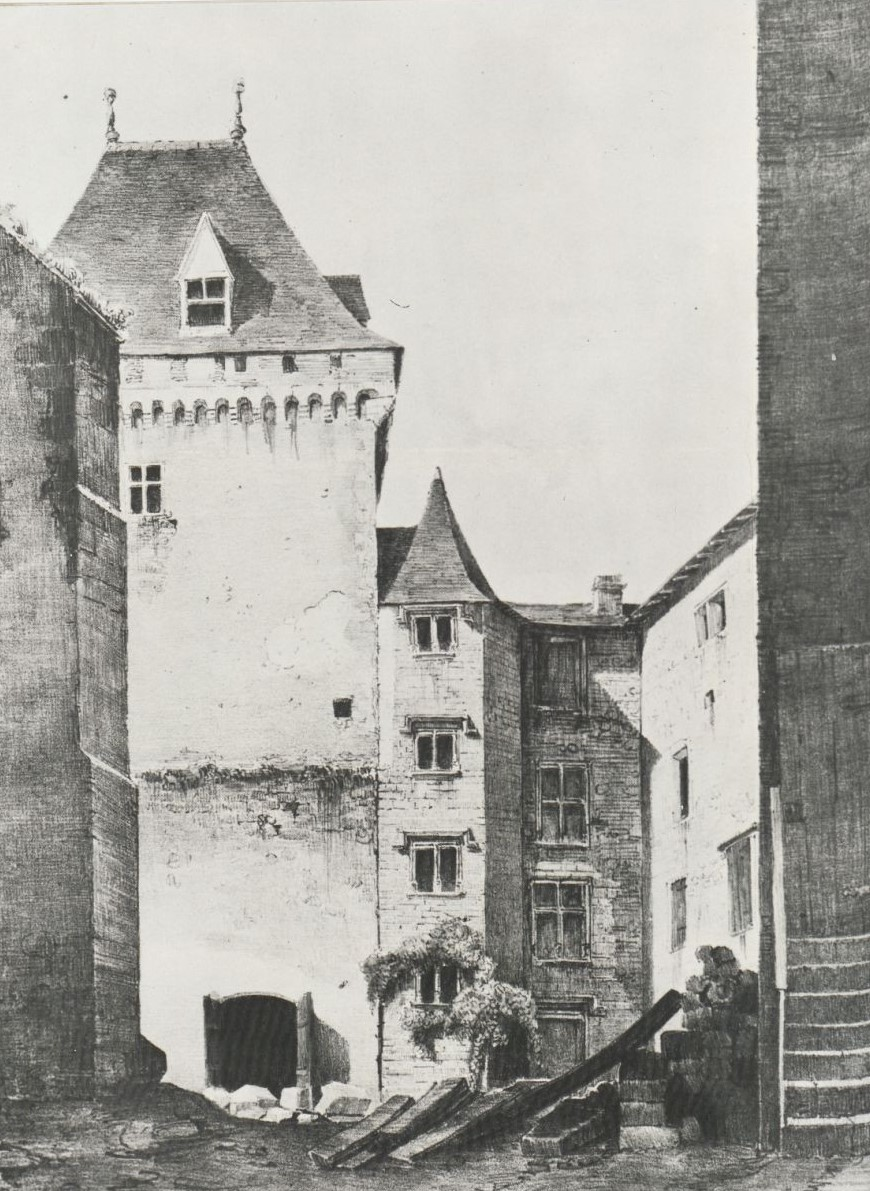
La cour d'honneur délabrée.
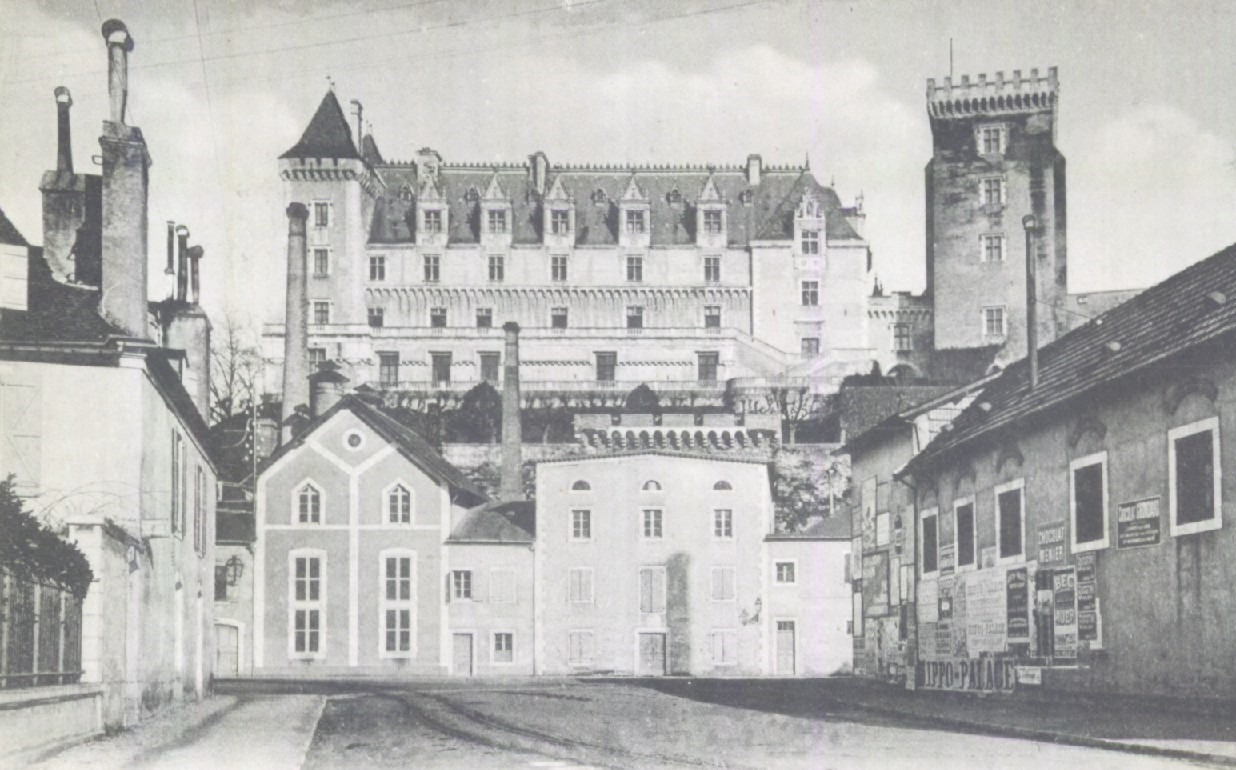
La tour de la Monnaie est entourée d'usines.

### Les transformations duXIXesiècle
De passage à Pau le 22 juillet 1808, l'empereur Napoléon Ier juge le château « en très mauvais état ». L'architecte Auguste Famin dresse alors des plans pour une rénovation totale du château, qu'il chiffre à 1 000 000 de francs. Ses plans ne sont pas suivis d'effet en raison du coût d'une telle opération. Le mythe du bon roi Henri s'installe en France à partir de la Restauration, tandis que le tourisme hivernal se développe à Pau sous l'effet du romantisme. Désireux d'admirer la vue sur les Pyrénées et de visiter le lieu de naissance de Henri IV, les touristes de marque se succèdent au château de Pau dans cette première moitié du XIXe siècle. Le duc d'Angoulême (1814), la princesse de Saxe (1819), le prince de Suède (1822), les souverains de Sicile (1830), Gustave Flaubert (1840), le duc de Montpensier (1841) ou encore Victor Hugo (1843) se succèdent au château.

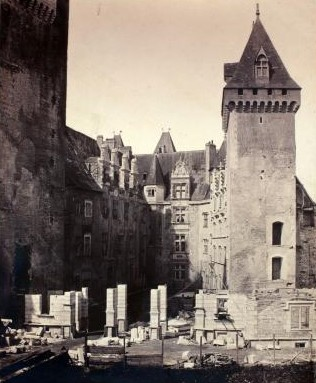
La construction du portique d'entrée et de la tour Napoléon III vers 1860.

Seul roi de France resté populaire après la Révolution, le souvenir d'Henri IV pousse les rois Bourbon à s'intéresser à l'état du château de leur ancêtre. Les appartements du château commencent à être remis en état sous Louis XVIII, avec comme architecte Jean Latapie fils. Des travaux de plus grande ampleur sont donnés à partir de 1838 sous la monarchie de Juillet, le roi Louis-Philippe Ier souhaitant élever le château au rang de résidence royale. Jusqu'en 1852, les architectes Lefranc et Vincent Latapie réalisent d'importantes modifications, supprimant le couloir fortifié conduisant de la basse-cour à la cour d'honneur, transformant l'avant-porte en chapelle ou ajoutant une tour factice à l'ouest (tour Louis-Philippe) symétrique à la tour Mazères. Pour l'aménagement intérieur, des objets de styles néo-Renaissance et néo-gothique sont placés, une chambre natale d'Henri IV est artificiellement constituée, tandis qu'une collection de tapisseries — des Gobelins pour la plupart — est ajoutée. Louis-Philippe, rénovateur de la demeure comme de Versailles — exilé en 1848 en Angleterre où il meurt deux ans plus tard — ne séjourne jamais dans ce lieu.
En 1848, la Révolution de février entraîne une suspension des travaux de restauration. Alors que les principales résidences de Louis-Philippe, dont les Tuileries ou le Palais-Royal, sont saccagées par les révolutionnaires, le château de Pau est épargné, et repris par l'administration de l'Enregistrement et des Domaines dès le 1er mars 1848. Le château de Pau devient alors la prison de l'émir Abd El-Kader — et de sa suite de quatre-vingt-neuf personnes — du 29 avril au 2 novembre 1848. Le coup d'État du 2 décembre 1851 et le plébiscite l'année suivante installent au pouvoir Louis-Napoléon Bonaparte sous le titre de Napoléon III. Ce dernier redonne vie à l'ancienne liste civile et décide une reprise officielle des travaux au château de Pau en 1853. Les architectes Alexis Paccard, Jacques-Martin Tétaz, Louis-Auguste Couvrechef, Gabriel-Auguste Ancelet et Auguste Lafollye se succèdent alors au chevet du château jusqu'aux années 1870. Les travaux concernent essentiellement l'extérieur du château — le décor intérieur étant déjà presque complet — avec une reprise des façades et des lucarnes, une restauration des portes et fenêtres, et surtout la destruction de l'aile est — la vétuste Chancellerie — pour son remplacement par un portique à trois arcades. Ce dernier élément est l'œuvre de l'architecte Ancelet, tandis que les deux médaillons « H » et « M » sont commandés en 1861 au sculpteur Charles-Martial Baury par le comte Émilien de Nieuwerkerke. À la même époque sont construits les bâtiments reliant le portique à la tour Montaüser, dont la tour Napoléon III à l'angle nord-est. L'empereur Napoléon III visite plusieurs fois le château, le 21 août 1854 ainsi qu'en 1863 et 1868, son épouse Eugénie également lors de ses multiples cures thermales dans le Sud-Ouest de la France. Du 30 septembre au 6 novembre 1868, la reine Isabelle II d'Espagne — en fuite — séjourne au château.

Le château en 1882 (sélection).
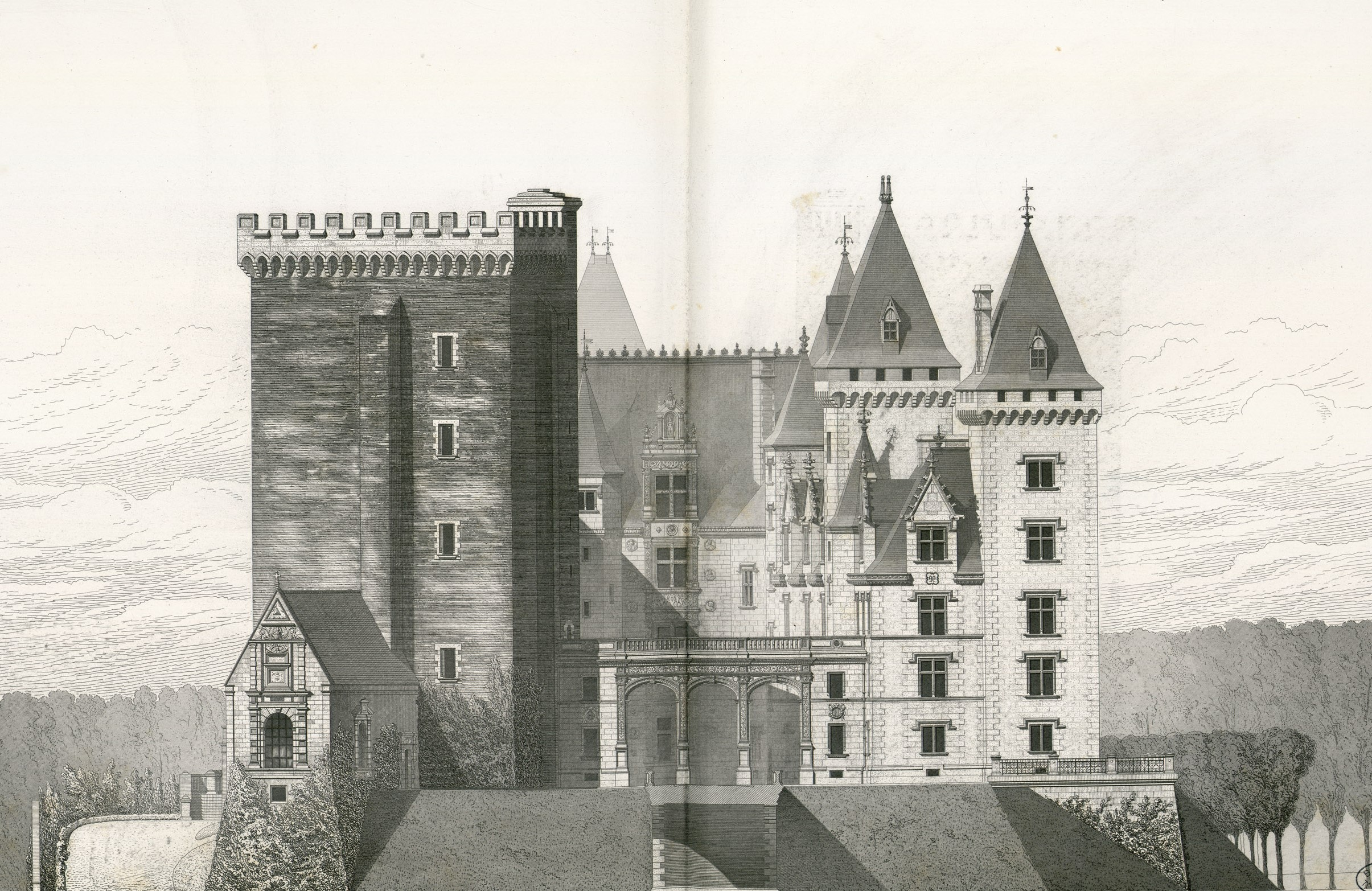
Vue sur la façade est.
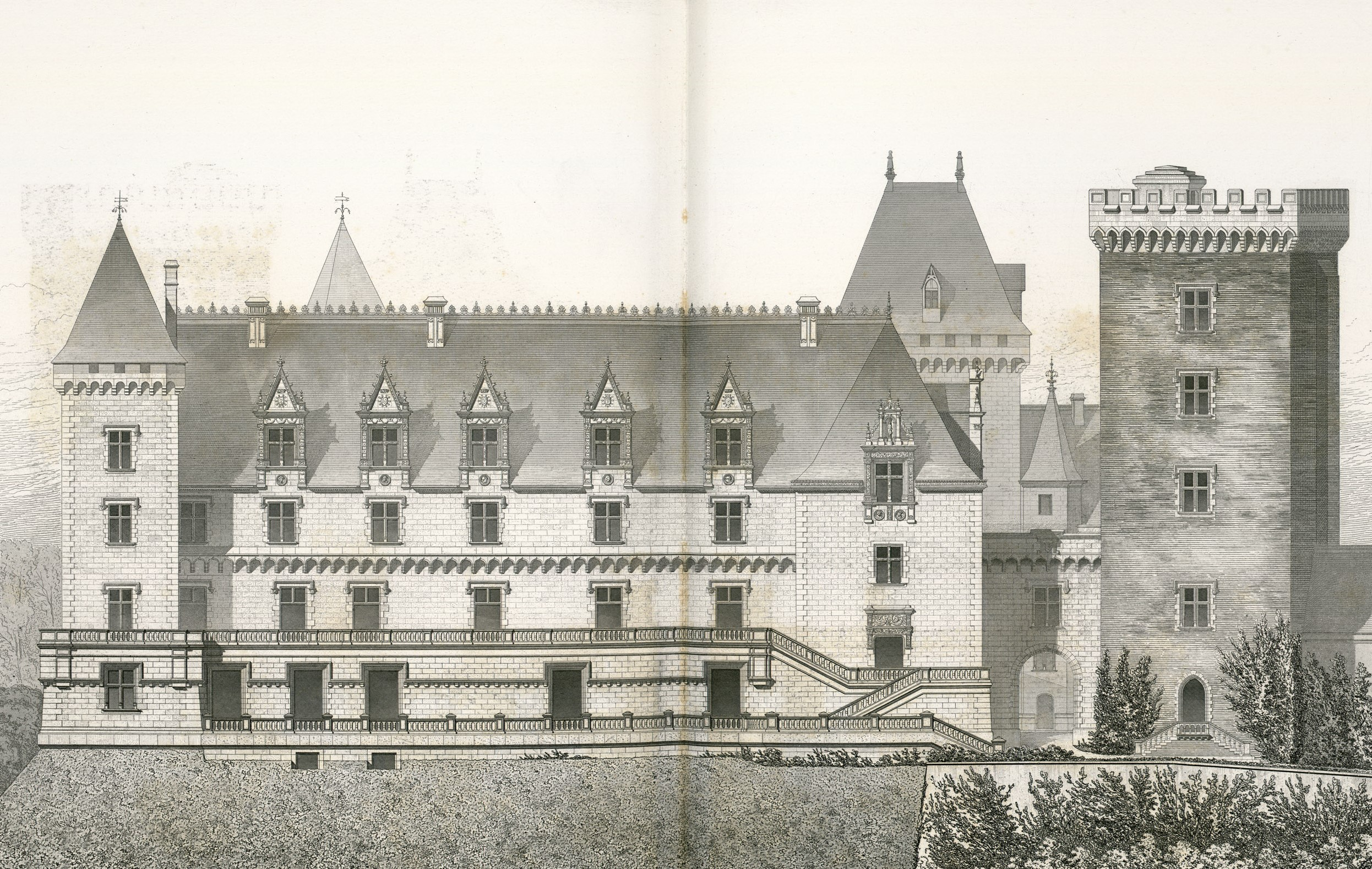
Vue sur la façade sud.
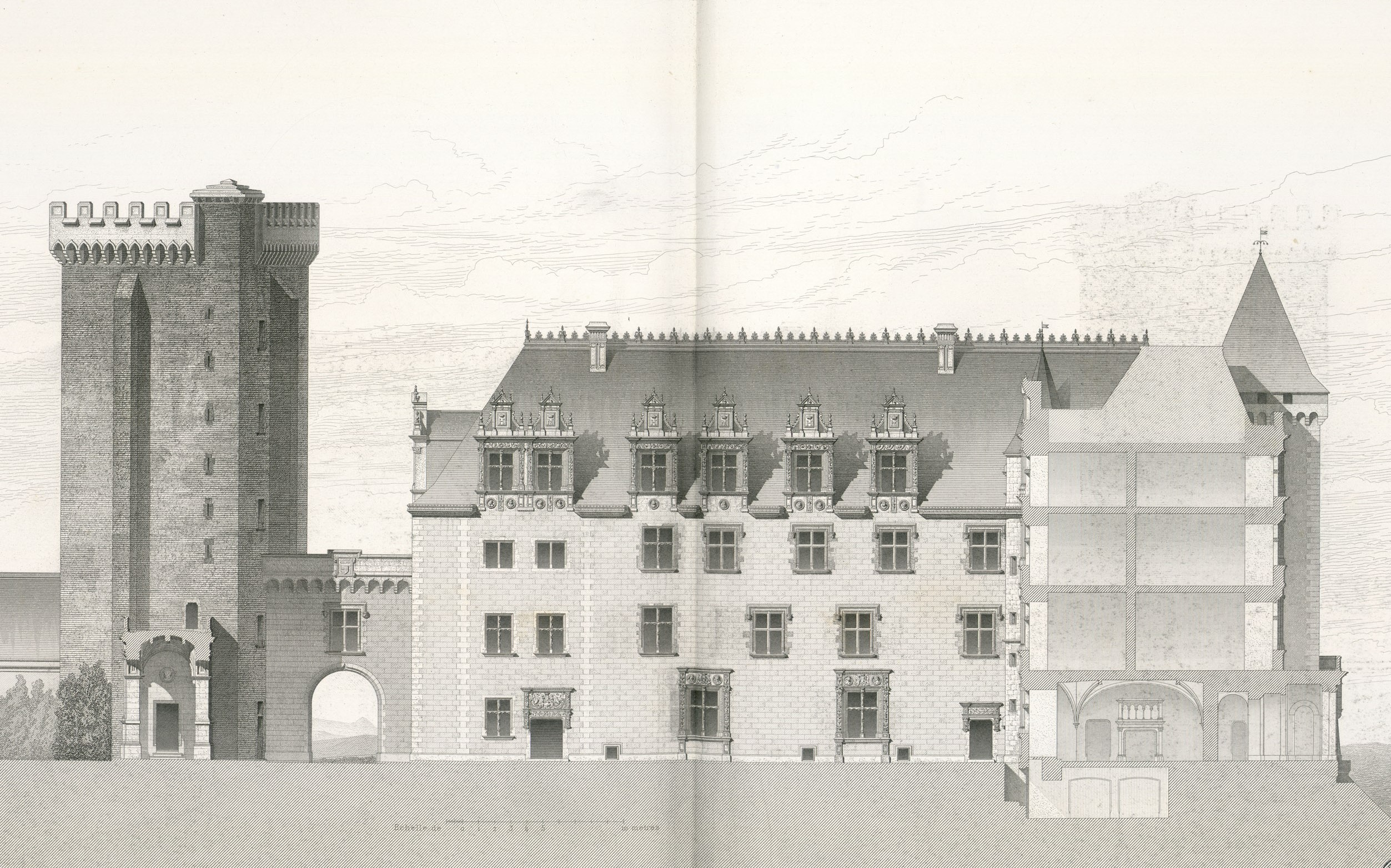
Vue sur la façade intérieure de l'aile méridionale.
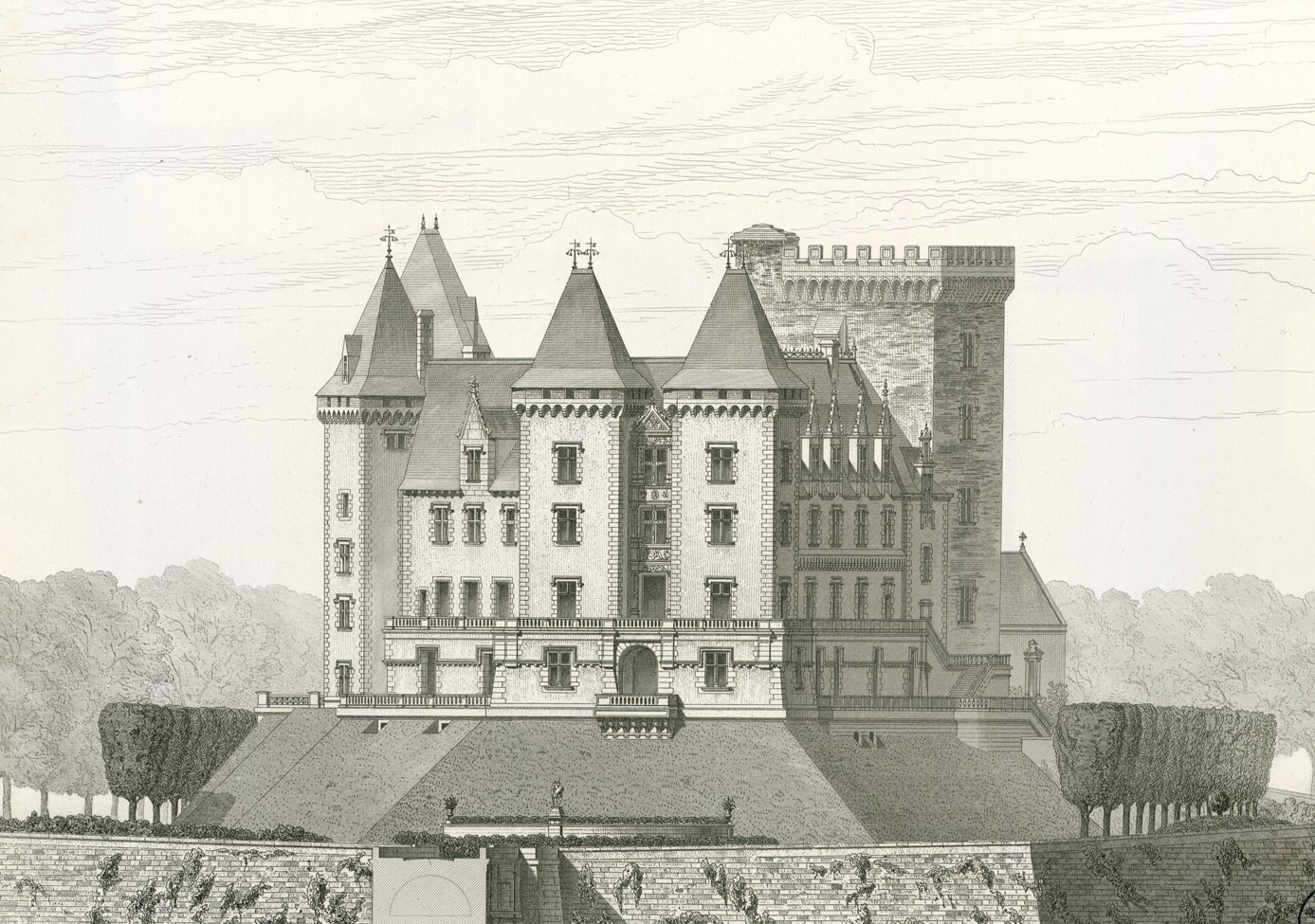
Vue sur la façade ouest.
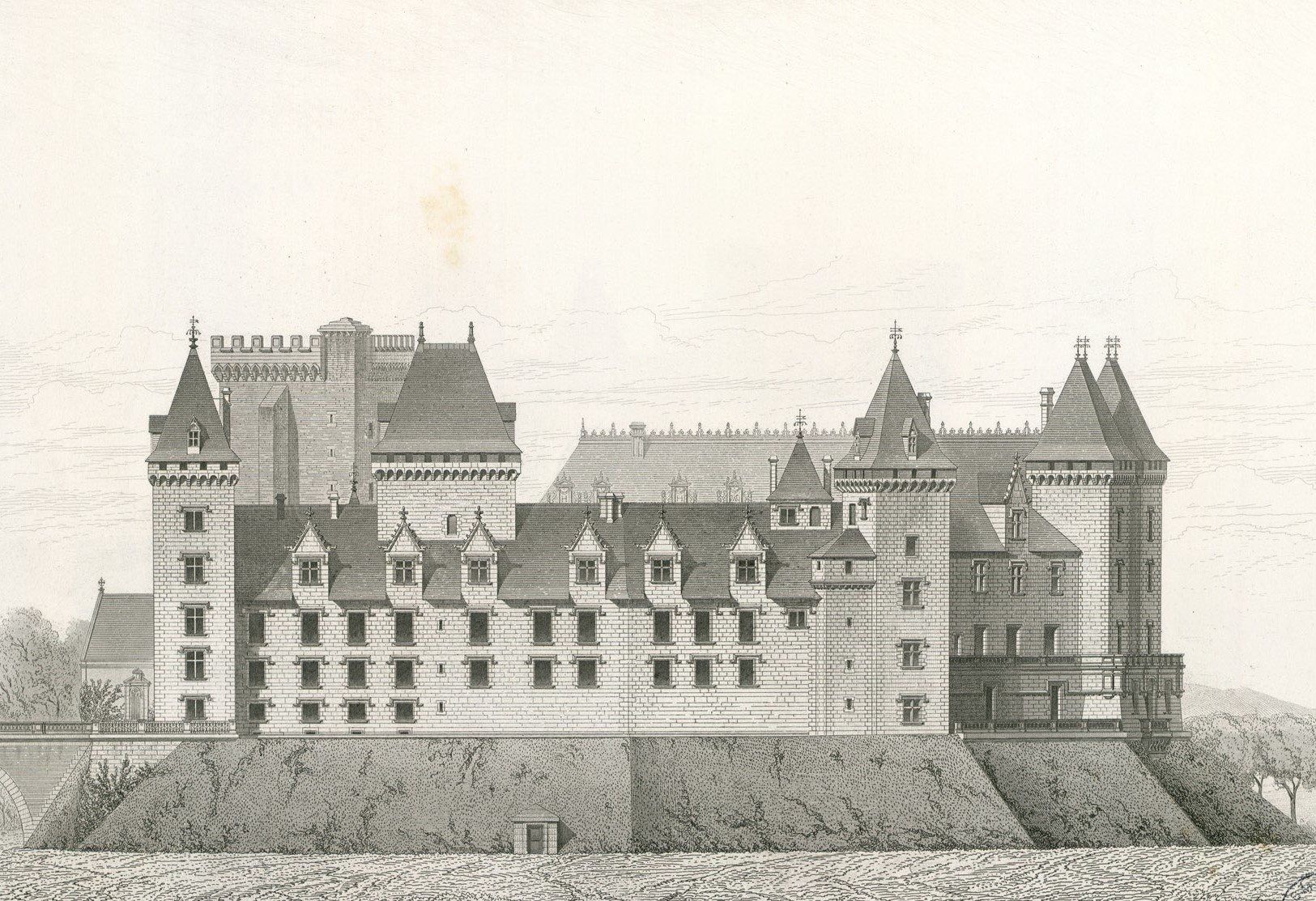
Vue sur la façade nord.
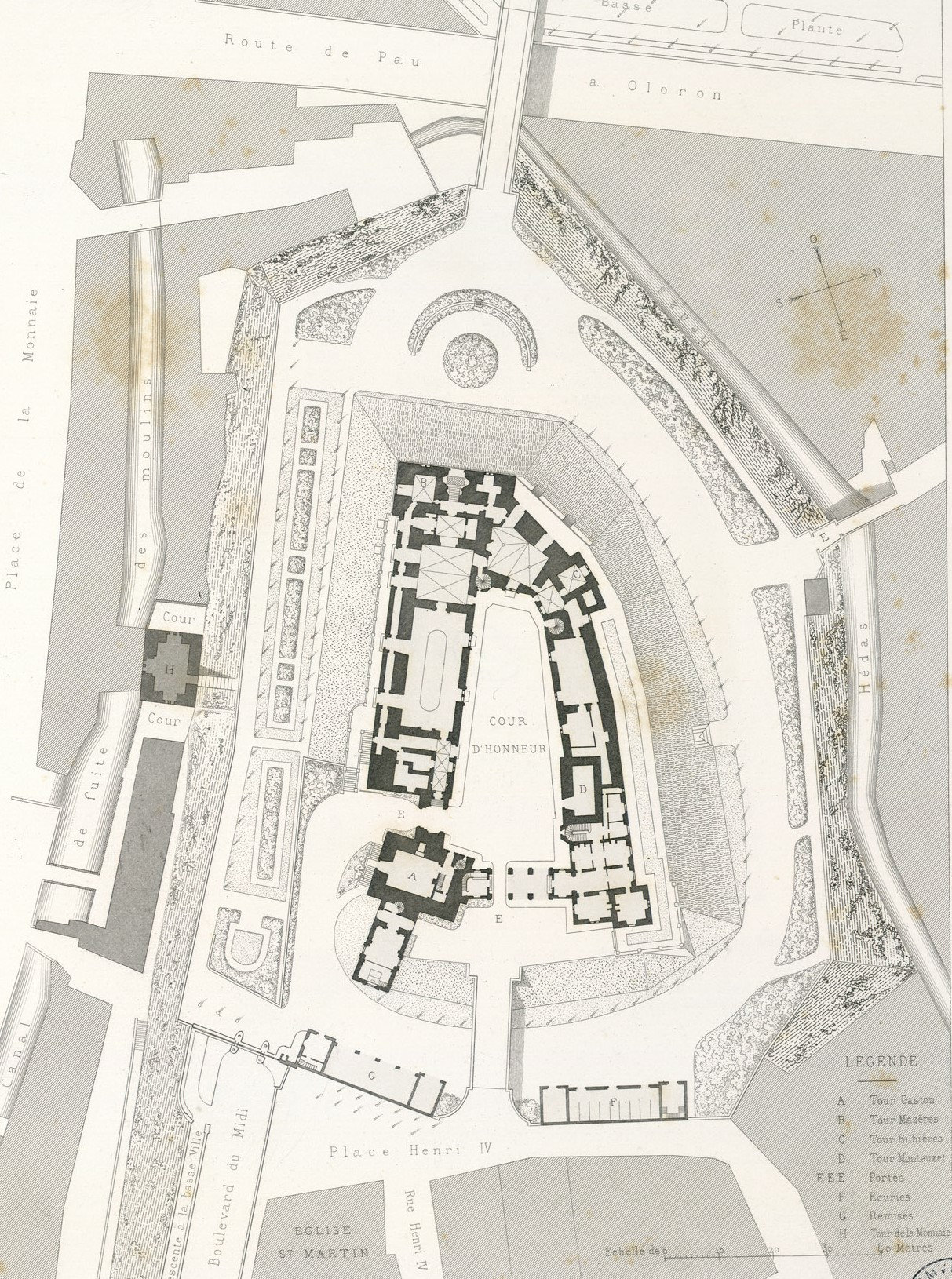
Plan général du château.

### Le musée national
Avec la chute du Second Empire en 1870, le château de Pau conserve toujours sa vocation de résidence de prestige. Il devient alors palais national à destination de la Troisième République, le président Sadi Carnot y séjournant en 1891. Au début du XXe siècle, les visites de marque se succèdent, comme celle du roi d'Espagne Alphonse XIII le 27 juillet 1905 ou du roi d'Angleterre Édouard VII lors de ses multiples séjours à Biarritz. Au printemps 1918, au moment où les Allemands lancent une série d'offensives pour précipiter la fin de la Première Guerre mondiale, quelques services du ministère des Finances s'installent au château de Pau.
À partir des années 1920, la vocation de musée s'impose face à celle de palais de résidence, le château devient ainsi musée national en 1927. La visite guidée — reprenant un circuit guidé réalisé dès 1848 — s'effectue autour de la mémoire d'Henri IV, avec comme point d'orgue le berceau-carapace du bon roi. Les collections visent principalement à perpétuer la mémoire d'Henri IV et de son règne. Chaque année, le musée attire environ 100 000 personnes, tandis que les visiteurs illustres continuent de défiler dans le palais royal, du général de Gaulle en 1959, en passant par Haïlé Sélassié Ier aussi en 1959, Nikita Khrouchtchev en 1960, Philip Mountbatten en 1992, ou plus récemment la famille royale de Suède en 2018. Le 13 janvier 2020, le G5 Sahel se tient au château de Pau, il réunit les chefs d'État de France, Burkina Faso, Mali, Mauritanie, Niger et Tchad.
Depuis 1995, le château de Pau connaît une phase active de restauration du clos et du couvert, avec la réfection des toitures entre 1995 et 2000, puis les façades de 2002 à 2009, le donjon et la chapelle en 2010 ou encore le pavage de la cour d'honneur en 2015.
Dates clés de l'histoire du château.

## Description

### Disposition générale

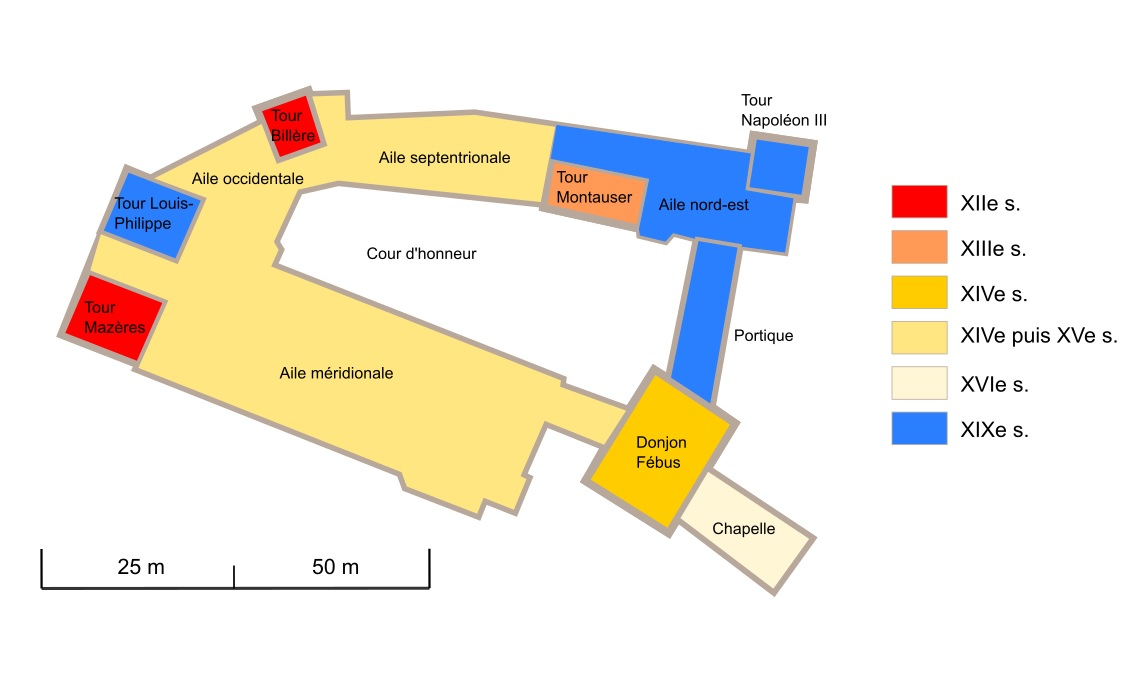
Les différents éléments du château.

Le château de Pau, construit sur un éperon rocheux, offre un plan polygonal très irrégulier. Le bâti se trouve au sommet de deux talus, entourés par la première puis la deuxième enceinte. La deuxième enceinte dessine globalement un D majuscule, dont l'angle de contingence supérieur est tronqué, et dont la corde fait face au gave de Pau. À l'intérieur de cette deuxième enceinte, le château est bâti sur le même plan polygonal. Il est aujourd'hui flanqué de six tours, tandis qu'une septième tour — dite de la Monnaie — fait partie de la première enceinte. Ces tours sont toutes rectangulaires et reliées par un gros mur contre lequel s'appuient les bâtiments d'habitation formant le logis. Cette configuration forme une cour allongée qui va en se rétrécissant vers l'est, en forme de fer à repasser. Le château de Pau offre une superficie de 6 227 m2, dont 2 300 m2 au sol pour le bâtiment principal et 850 m2 pour la cour d'honneur.

### Enceintes
Deux enceintes entourent le château de Pau. La première enceinte s'appuie sur un éperon rocheux de 30 m au-dessus de la plaine alluviale du gave de Pau. Durant la campagne de travaux des années 1370 — sous Fébus — de puissants remblais sont déposés, contenus par un long mur de soutènement en pierre de taille, cette enceinte extérieure étant alors surmontée d'un crénelage. Une deuxième enceinte protège la plate-forme sommitale. Également sous Fébus, les versants de cette enceinte sont parementés de pierre. La deuxième enceinte forme depuis un glacis abrupt de 60°, couronné par un chemin de ronde bordé d'un petit mur parapet. Jusqu'au XVe siècle, une troisième enceinte protège le château, mais les travaux réalisés sous Gaston IV intègrent cette enceinte au château, tandis que son crénelage est détruit. Entre la première et la deuxième enceinte se trouve la basse-cour, cette dernière constitue une large terrasse pseudo-annulaire sur laquelle se situe notamment le petit jardin au sud et une promenade arborée de platanes au nord.
Plusieurs ouvertures interrompent aujourd'hui la première enceinte. Il s'agit tout d'abord de la porte Corisande, construite en 1582 sous la commande de Catherine de Bourbon. Tour-porte à pont-levis à arcade unique, elle permet alors l'accès aux jardins récemment aménagés au XVIe siècle depuis la partie de nord de la basse-cour, en surplomb du ravin du Hédas. La porte est modifiée et élargie en 1766, puis surmontée d'un fronton en 1828. Le pont-levis initial est remplacé au XIXe siècle par un pont d'une pile et de deux arches en plein cintre, en briques, de dimensions inégales. Le pont de Nemours relie lui la basse-cour avec la basse-plante au-dessus de la rue Marca. Il est réalisé sous la Monarchie de Juillet. Au nord-est de la première enceinte se trouve une porte d'accès datant des travaux de Fébus. Elle était encore murée et remblayée du temps de Raymond Ritter, et permet aujourd'hui l'accès du Hédas vers la basse-cour par un escalier. Jusqu'au XIXe siècle, la deuxième enceinte peut être franchie par la porte du Terrer puis par un couloir fortifié donnant accès à la cour d'honneur. Aujourd'hui cet accès est toujours possible, depuis une grille sur le boulevard des Pyrénées, puis une rampe en pente douce menant à la cour. L'entrée principale du château s'effectue du côté est, par un pont de briques et de pierres à une arche enjambant le fossé, il est construit au milieu du XVIIIe siècle pour remplacer le pont-levis médiéval.
Afin de compléter et renforcer la première enceinte, Fébus fait construire la tour de la Monnaie autour de 1375. Alors nommée tour du Moulin, cette construction est un puissant ouvrage défensif, avancé et tourné vers une passerelle enjambant le gave. Cette tour s'élève à une hauteur de 18 m, avec une surface au sol de 110 m2, construite avec des lits de galets et de briques, ainsi que des pierres de taille pour les chaînes d'angle. L'accès au sommet de la tour depuis la basse-cour s'effectue par un pont-levis sous Fébus, son sommet est crénelé au XVe siècle. La tour comprend quatre étages, sans ouvertures au nord, et percée de meurtrières au sud pour surveiller le Camp batalher. Vers 1554, la tour accueille un atelier monétaire qui lui donne son nom actuel. Henri d'Albret charge alors le graveur Jean Frondelle d'aménager un moulin — alimenté par les eaux du canal du Moulin — destiné à la fabrication de la monnaie béarnaise, la vaqueta. Plus tard, un hôtel de la Monnaie est installé par Jeanne d'Albret au pied des fortifications de la première enceinte. La tour sert à cette tâche monétaire jusqu'en 1778. Au XIXe siècle, une minoterie et une brasserie sont construites tout autour et masquent totalement la tour de la Monnaie. C'est en 1976 que ces bâtiments industriels sont détruits pour dégager de nouveau la tour. Aujourd'hui, un ascenseur installé dans la tour permet l'accès à la basse-cour du château.

Les enceintes du château (sélection).
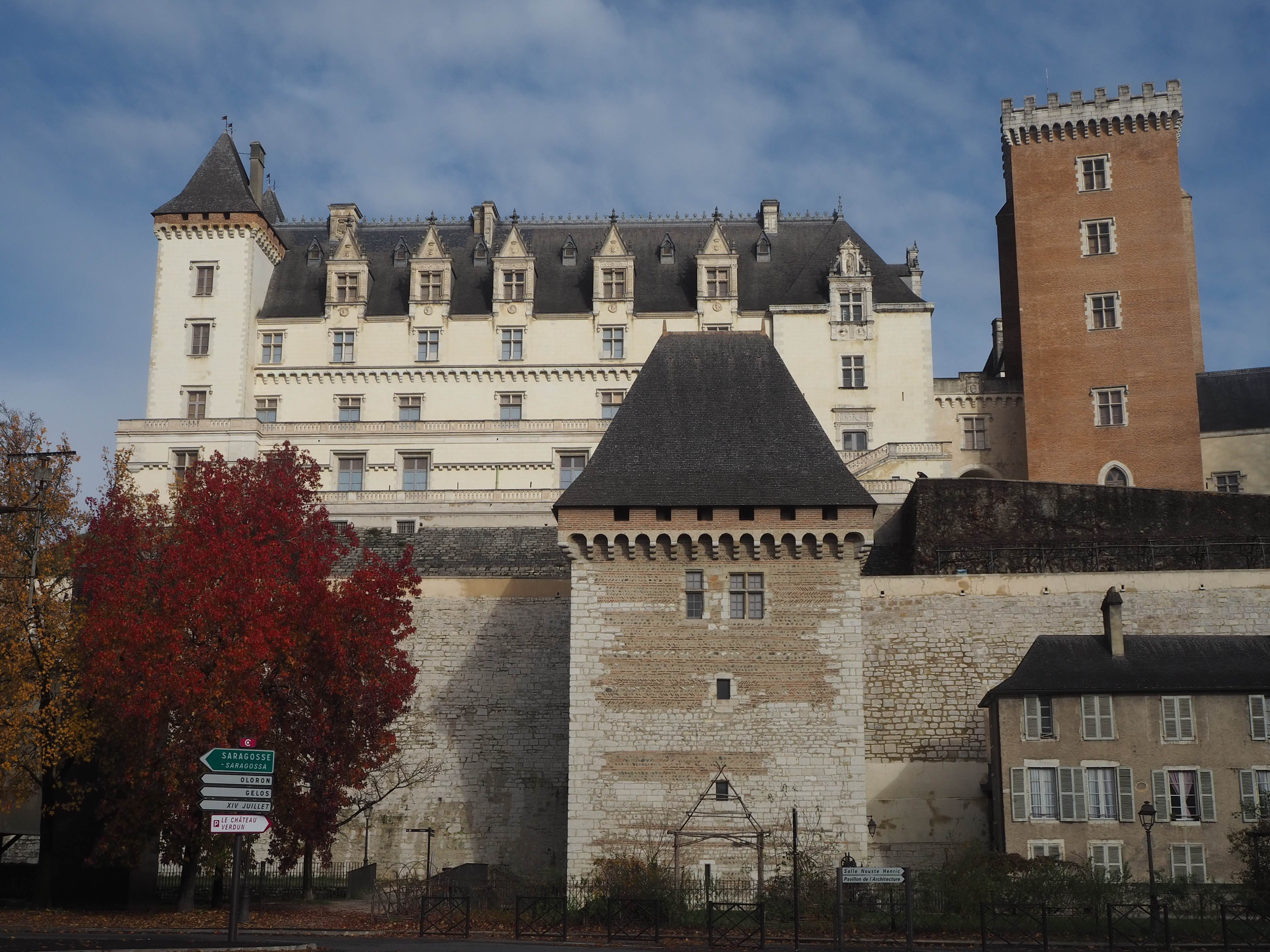
La tour de la Monnaie, élément de la première enceinte.
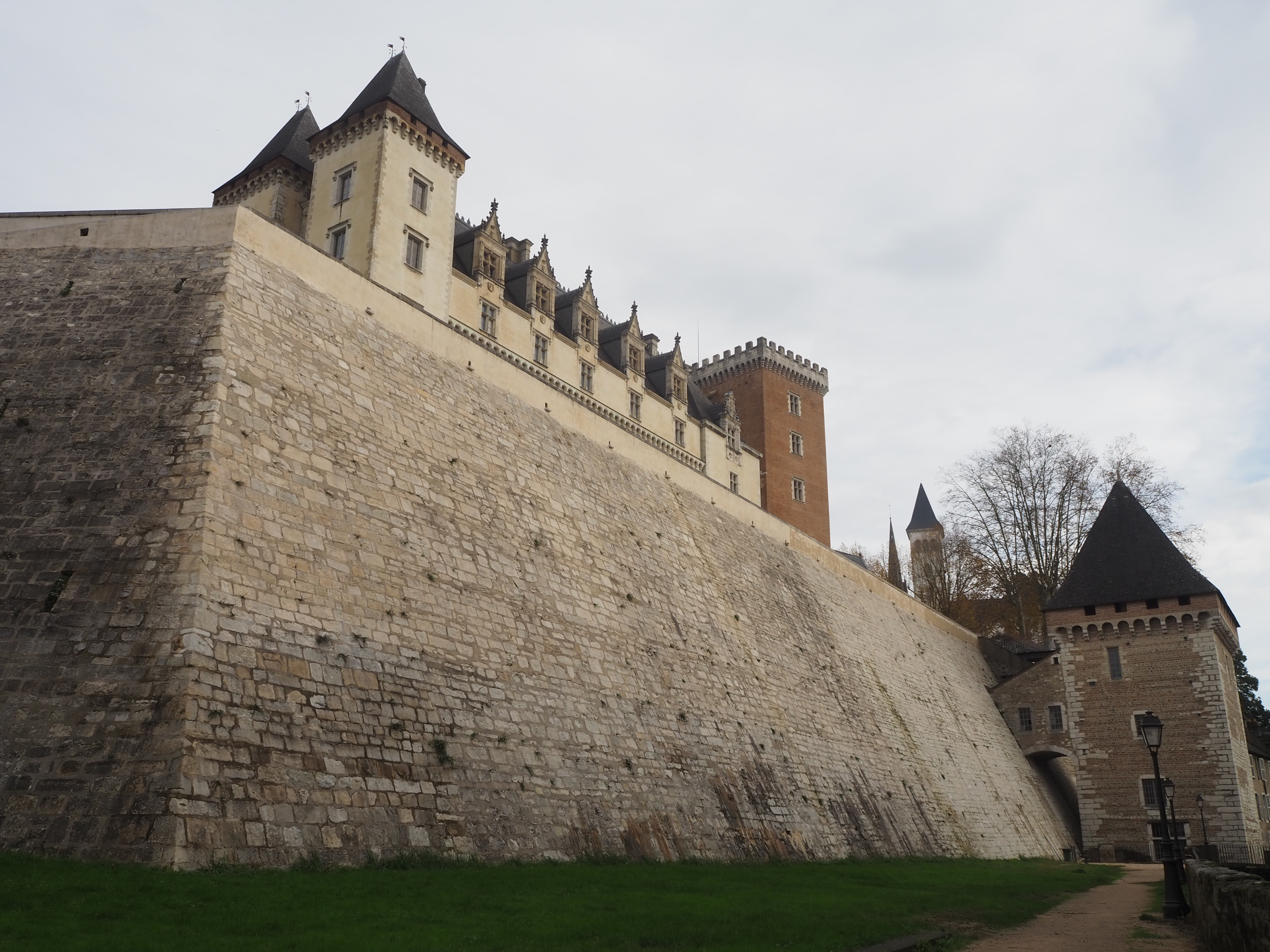
La première enceinte du château.
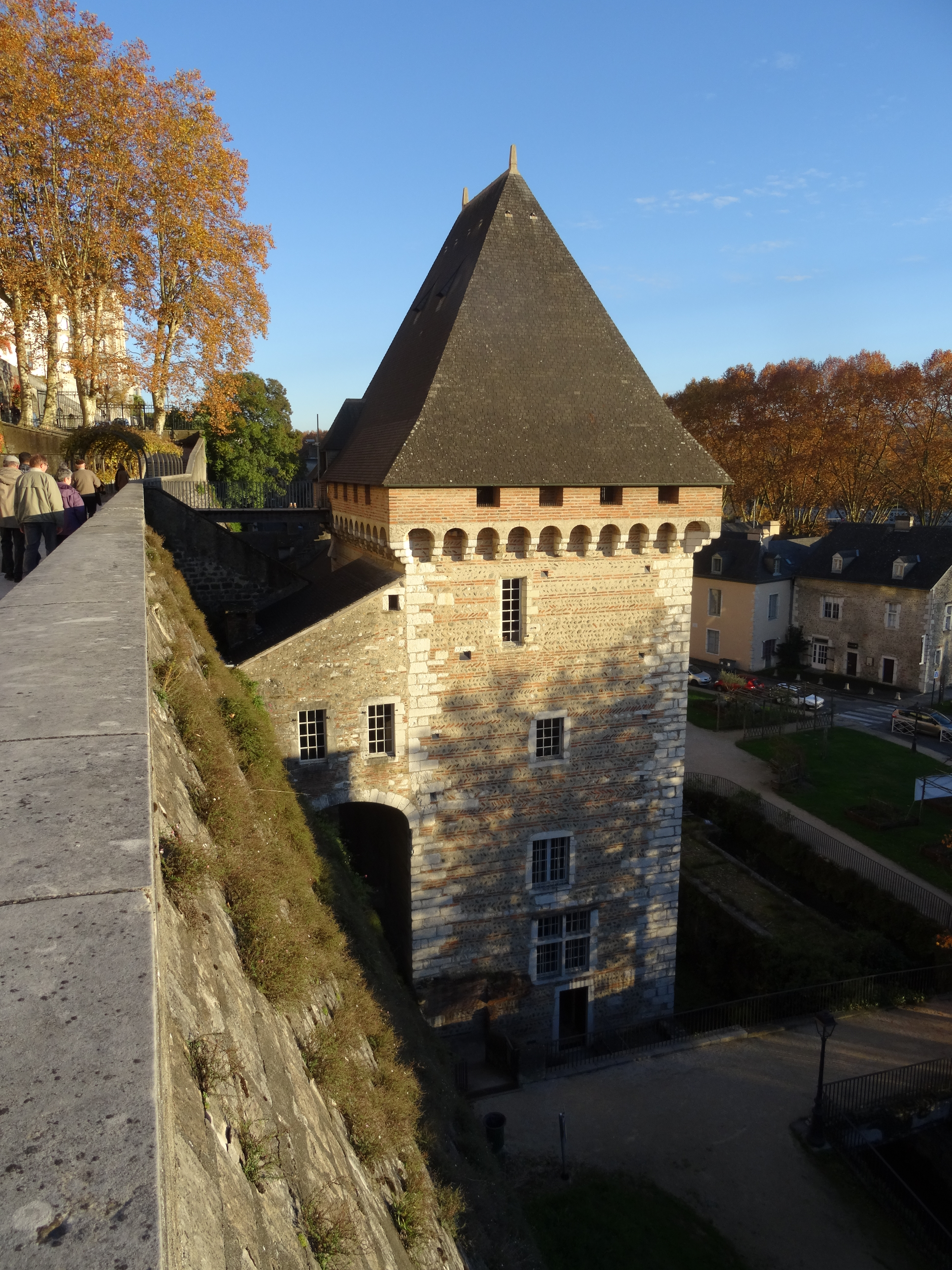
La tour de la Monnaie.
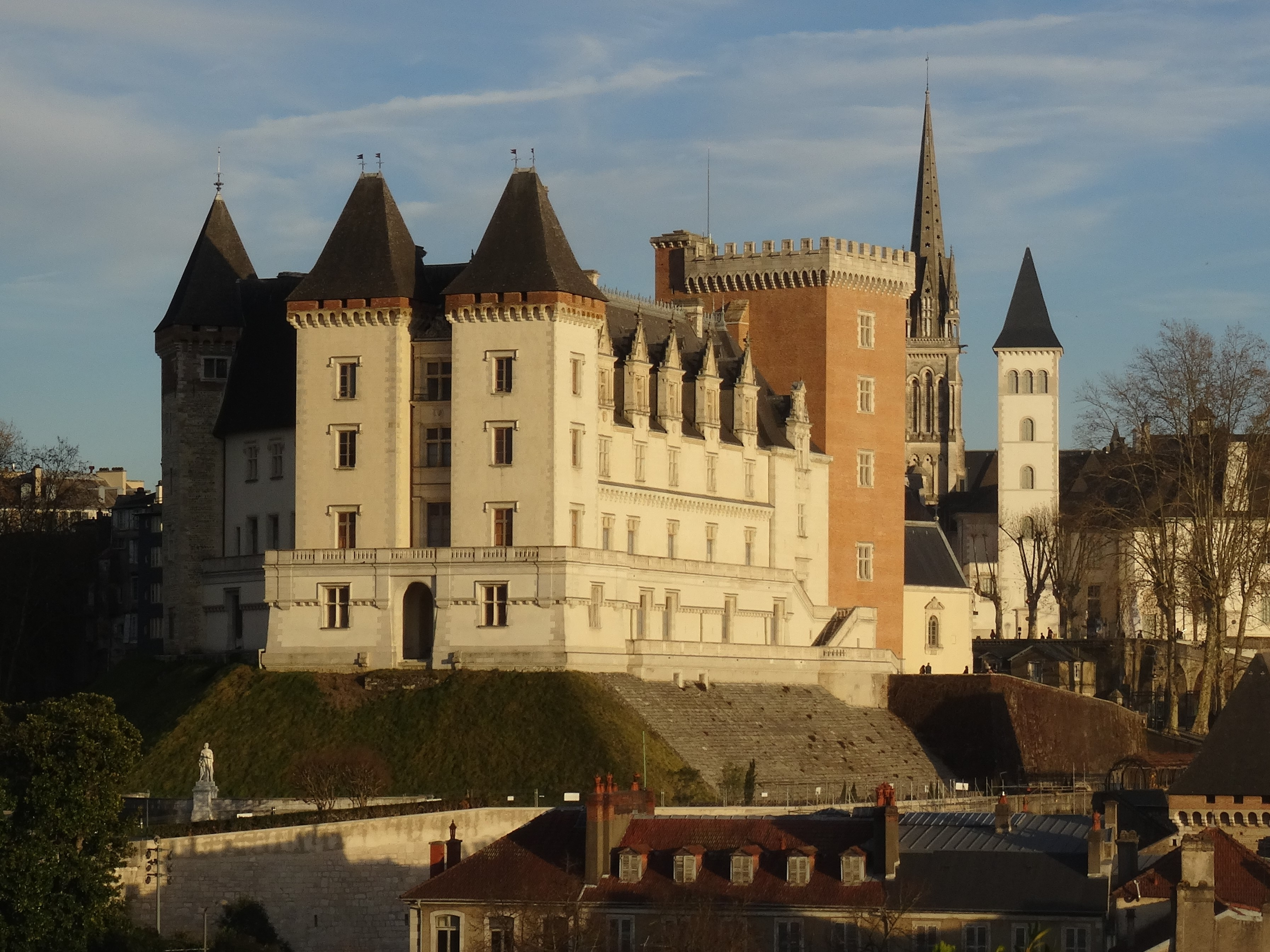
Le château est protégé par une double enceinte.
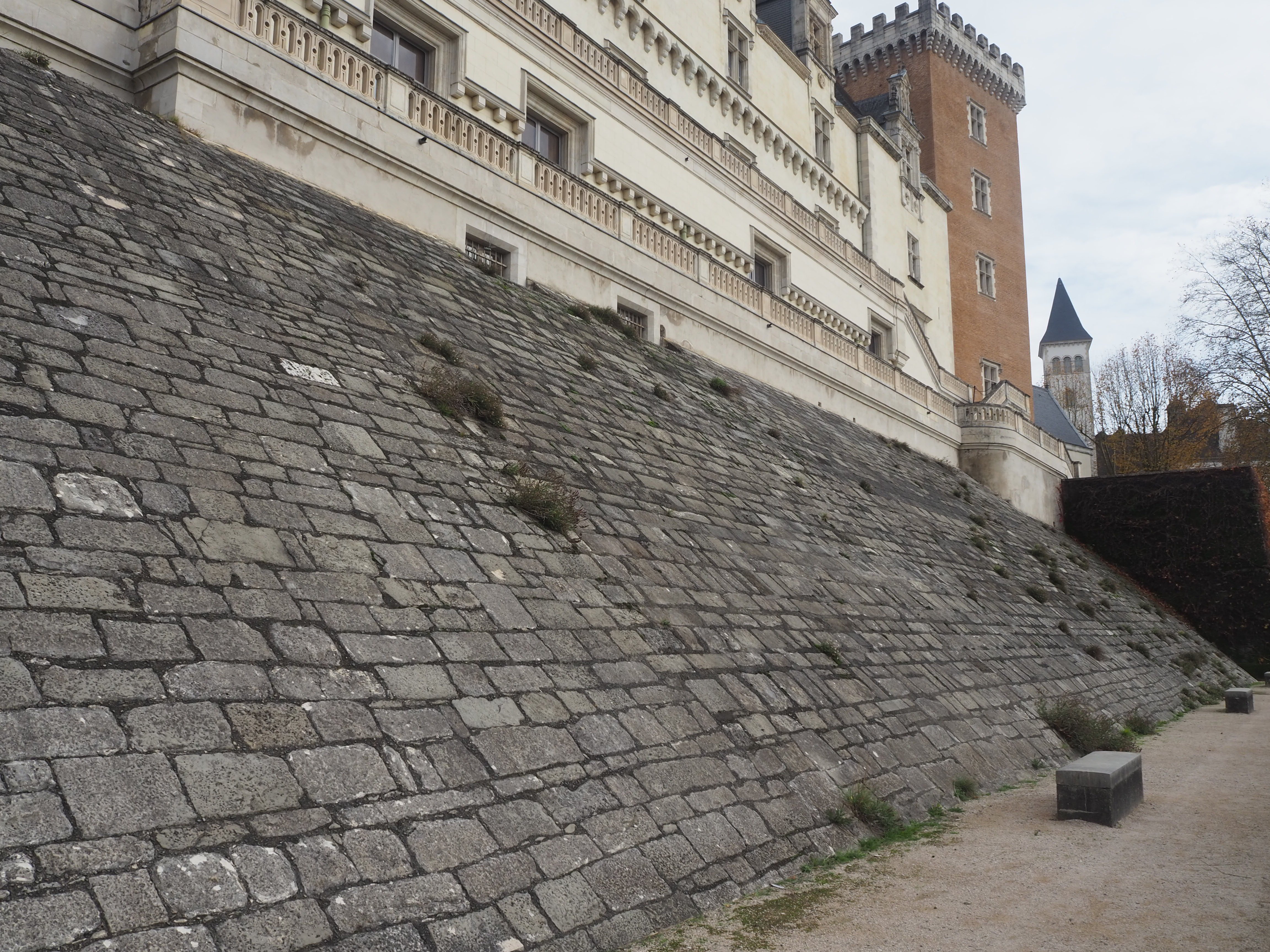
La deuxième enceinte du château.
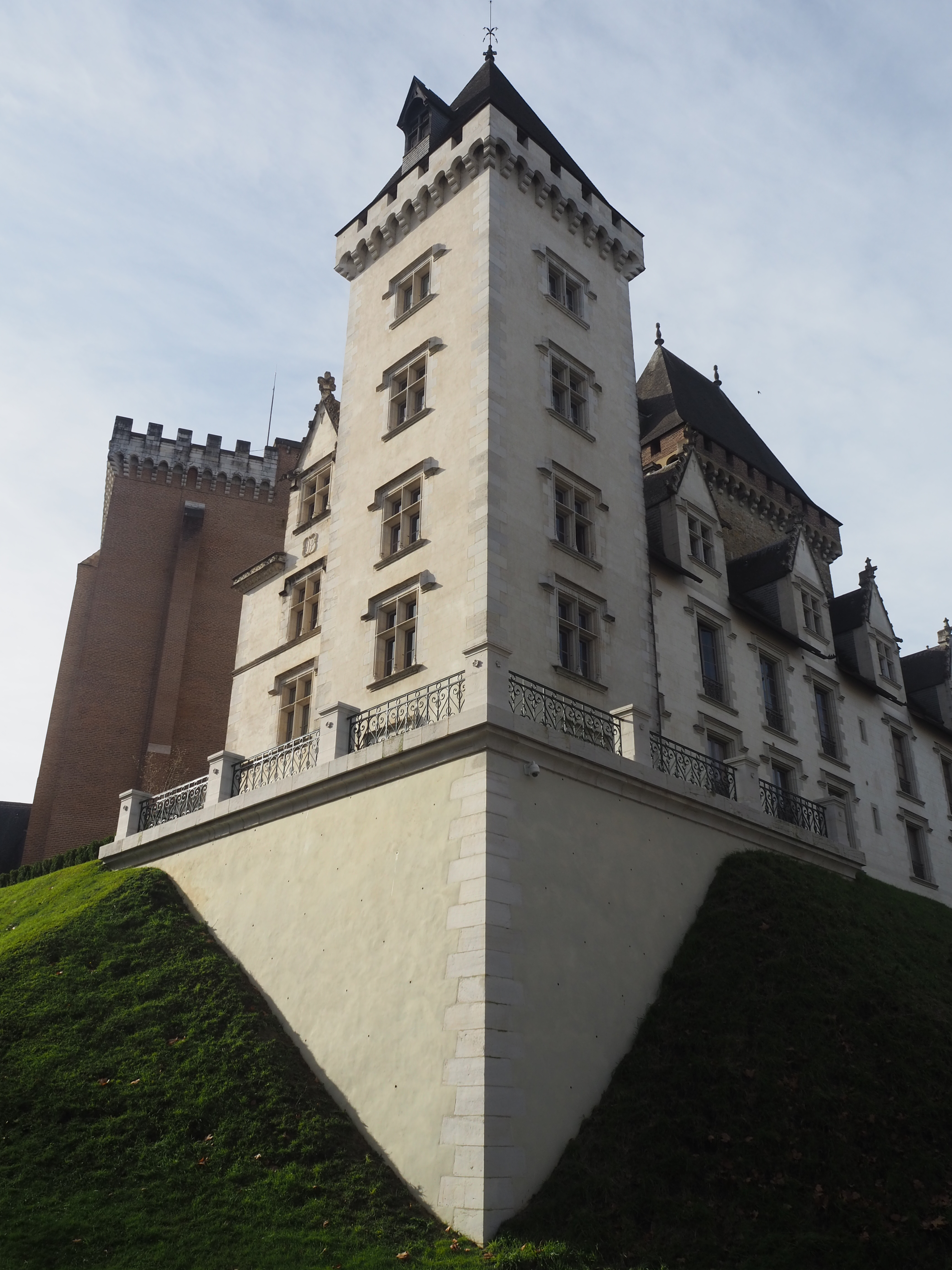
La deuxième enceinte au pied de la tour Napoléon III.
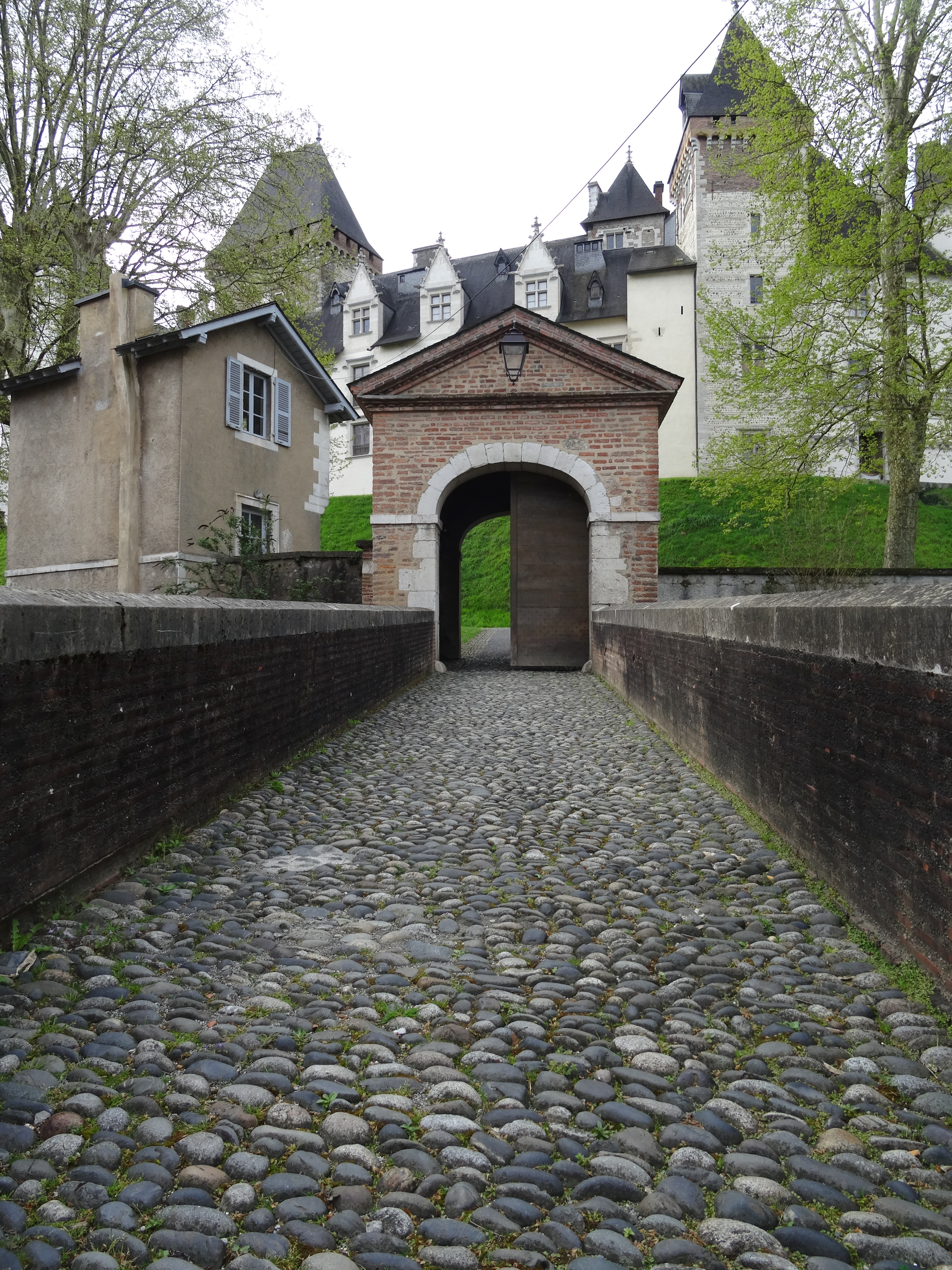
La porte Corisande.

### Tours

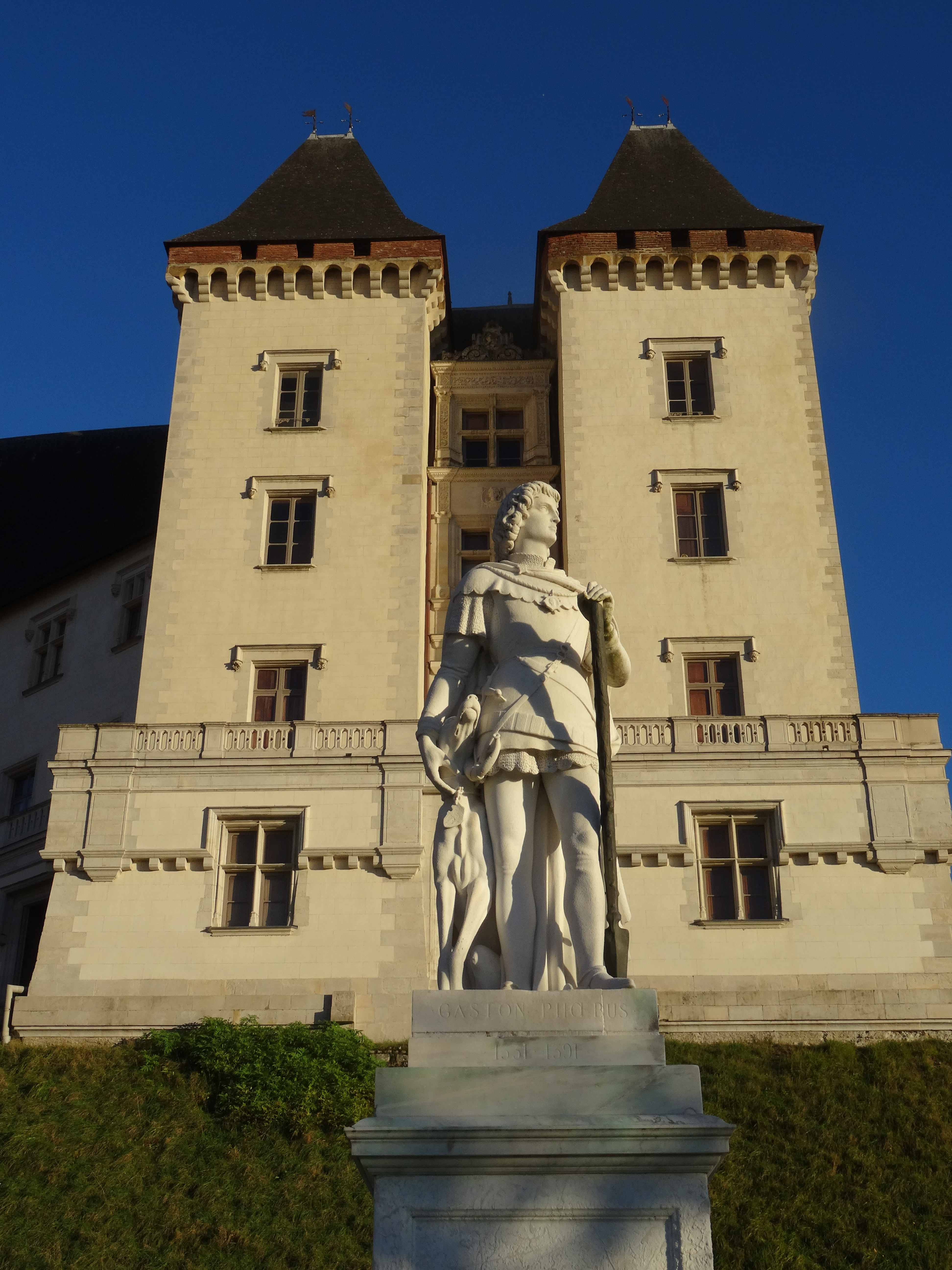
Les tours jumelles Louis-Philippe et Mazères derrière la statue de Fébus.

Le château de Pau compte six tours rectangulaires édifiées du XIIe siècle au XIXe siècle. L'une des plus anciennes est la tour Mazères, datant donc du XIIe siècle pour sa partie inférieure et du XIVe siècle pour son crénelage. Elle se trouve à l'extrémité ouest de l'enceinte et remplit — très probablement dès l'origine — la fonction de tour d'angle. La tour Mazères présente un plan carré de 7,2 m, pour une hauteur de 22,3 m et une épaisseur maximale des murs de 1,65 m. Son nom fait référence au village de Mazères, qui lui fait plus ou moins face. Cette appellation pourrait être très tardive, cette construction étant nommée sous Fébus tour de la chambre, puis tour des cabinets en 1638. Juste au nord se trouve la tour Louis-Philippe, il s'agit de la tour jumelle — factice — de la tour Mazères construite au milieu du XIXe siècle. Au nord-ouest se trouve la tour Billère, construite également au XIIe siècle. Elle est bâtie sur un plan carré de 6,8 m pour une hauteur de 30 m. Jusqu'au troisième étage, la tour est construite avec des galets du gave, disposés en arêtes de poisson, le quatrième étage est entièrement bâti en briques. Comme pour la tour Mazères, la tour Billère prend le nom d'un village environnant, la commune de Billère. Si la tour Billère s'oriente vers le village, elle doit surtout son nom au fait que le roi Henri IV passe dans ce village une partie de ses premières années, chez sa nourrice Lassansàa.
Au nord du château, la tour Montauser date du XIIIe siècle. En 2014, les travaux de réhabilitation de la cour d'honneur mettent au jour de puissantes fondations au contact immédiat de cette tour. La structure découverte mesure 10 m sur 11, avec une largeur de murs d'environ 2,5 m. Par ses dimensions, sa position et sa mise en œuvre, il pourrait s'agir d'un donjon ou d'un réduit du château primitif. Ce donjon — ou réduit — serait donc contemporain des tours Mazères et Billère. Les murs ouest, sud et est de cet édifice sont dérasés, tandis qu'une partie de son flanc nord — environ 12 à 15 m — sert à adosser l'actuelle tour Montauser. Celle-ci présente des dimensions de 11,8 m de long, pour 6,85 m de large et 25 m de haut. Au XIXe siècle, le nom de la tour est écrit Montauzet ou Monte-aüset, ce qui signifie « Monte-oiseau » en béarnais. Raymond Ritter contredit cette affirmation, il explique le nom Montauser par la présence au XVIe siècle d'une maison appartenant à Catherine de Montauser, située en face de la tour. Au XVIIIe siècle, la tour sert d'arsenal et son rez-de-chaussée héberge aujourd'hui l'accueil du musée national. Au nord-est, la tour Napoléon III ferme le château et répond au donjon de Fébus. Elle est constituée de quatre étages, sa construction se déroule durant la campagne 1853-1870.
Dernier élément du château, la tour Gaston-Fébus — ou donjon — se situe à l'angle sud-est de l'édifice. Il constitue l'élément clef de la forteresse voulue par le prince Fébus à la fin du XIVe siècle. Le donjon présente un plan rectangulaire de 16 m sur 12 m, avec une hauteur de 33 m et une épaisseur de murs de 2,8 m. L'architecte de Fébus — Sicard de Lordat — utilise uniquement la brique de terre cuite pour cette réalisation, un matériau facile d'emploi, peu onéreux et permettant une avancée rapide des travaux. Le donjon possédait, comme les autres tours, une couverture en ardoise qui lui est enlevée après une tempête en 1817. Ce n'est que durant les travaux du XIXe siècle que le crénelage actuel est ajouté. La tour Gaston-Fébus sert de prison pendant plusieurs siècles, au moins du XVIe siècle jusqu'en 1822. Son rez-de-chaussée sert également à conserver les biens les plus précieux des souverains de Navarre — archives, vaisselle d'or, objets précieux — jusqu'à la fin du XVIe siècle. Auguste Lafollye établit une bibliothèque dans le salon Bernadotte du premier étage au XIXe siècle. En 2019, le salon Bernadotte ouvre de nouveau au public après huit ans de travaux et retrouve alors sa fonction de salon. Au cours des siècles, différents noms permettent de désigner le donjon : grande tour de tuiles, tour castelanne, tour de la Conciergerie ou tour des prisons.

Les tours du château (sélection).
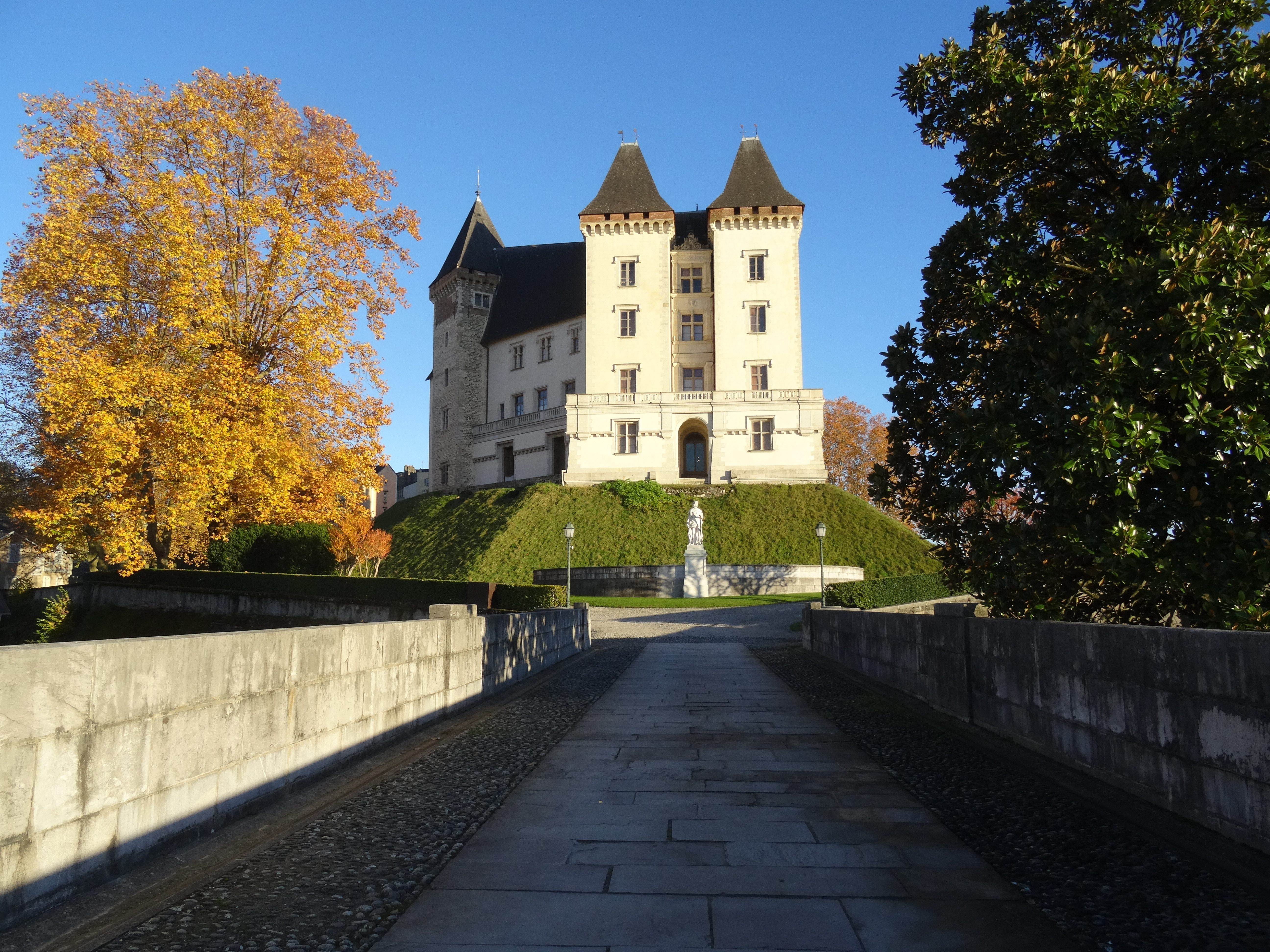
Vue sur les tours Billère, Louis-Philippe et Mazères depuis le pont de Nemours.
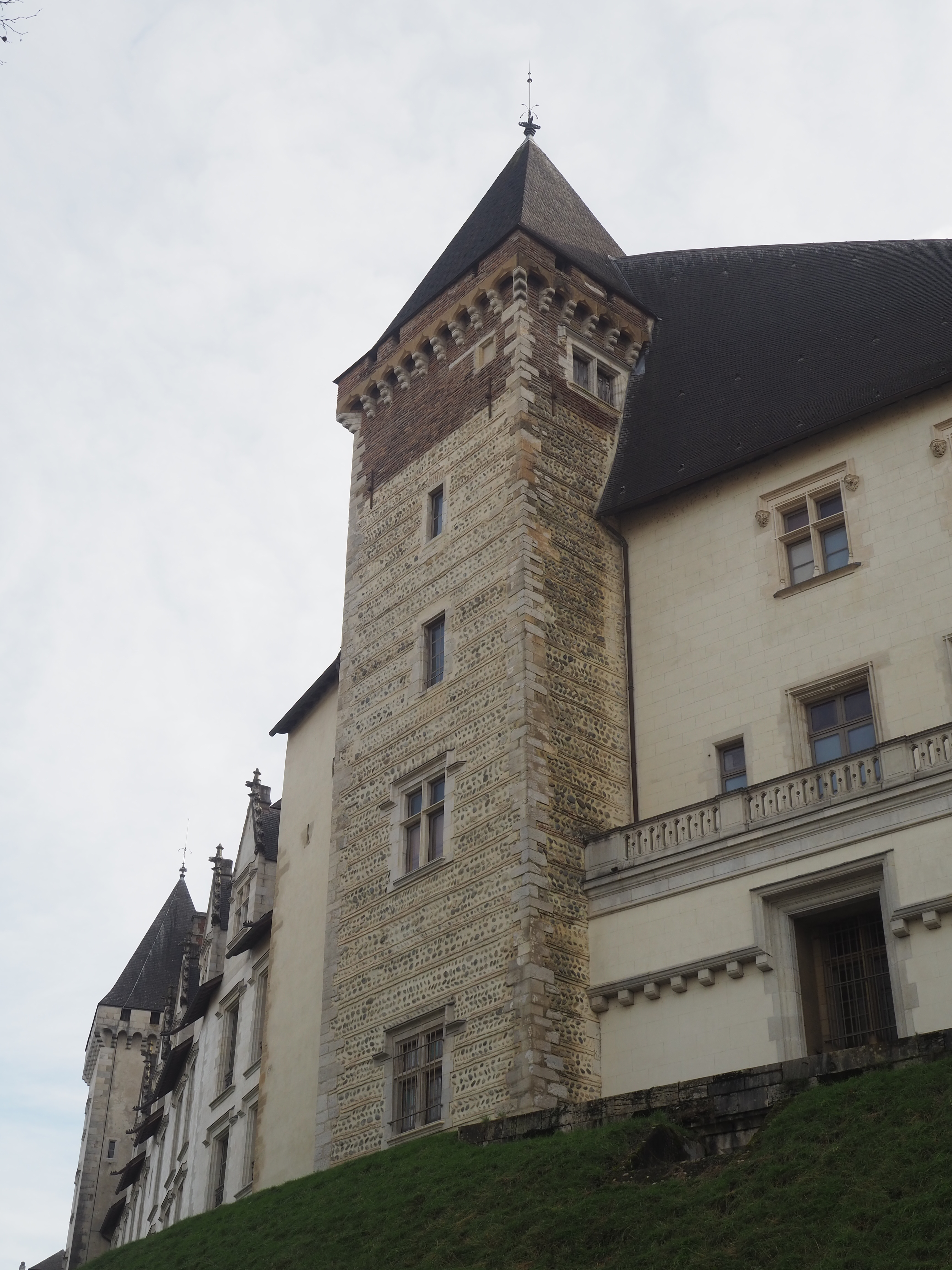
La tour Billère.
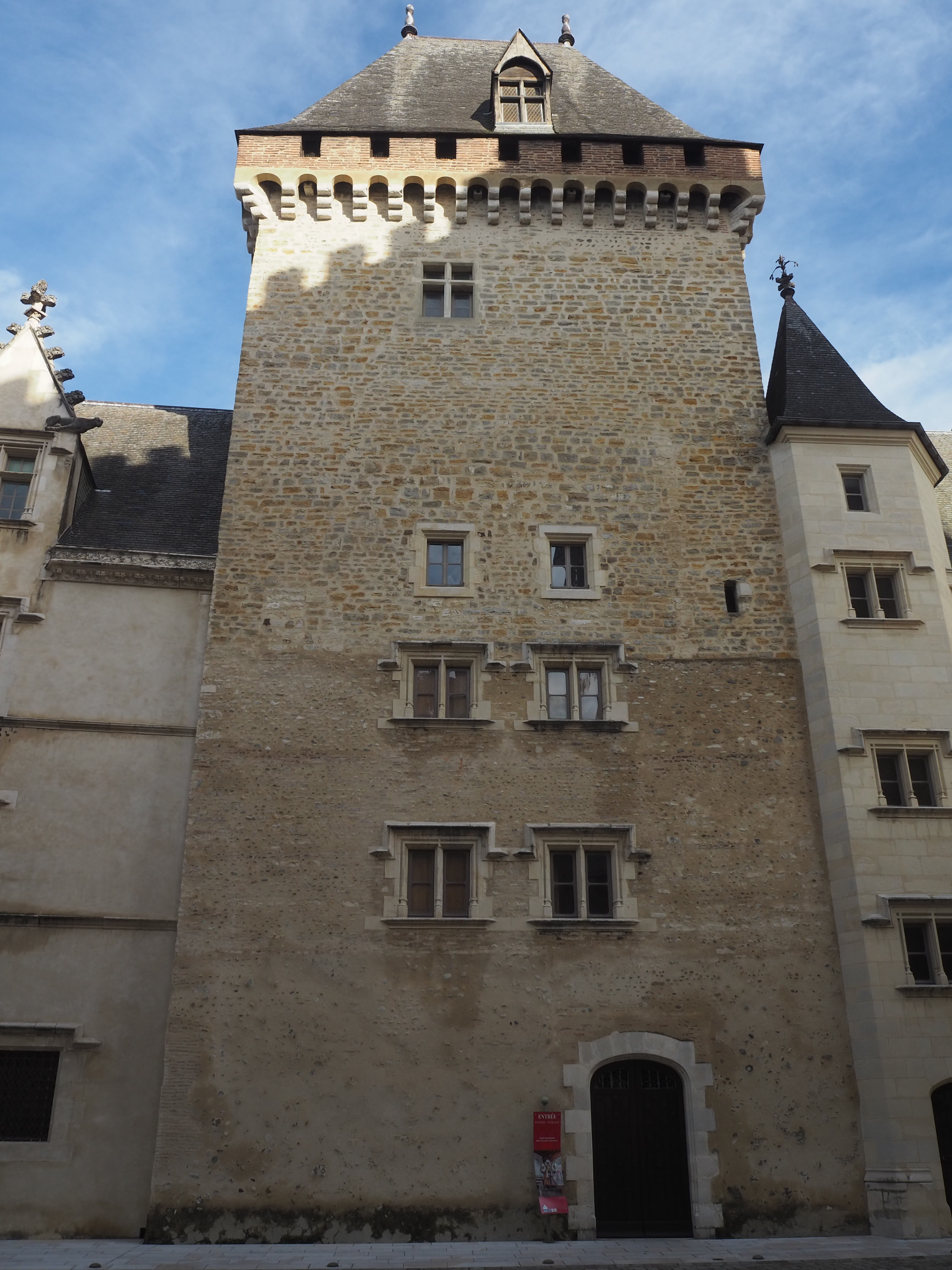
La tour Montauser.
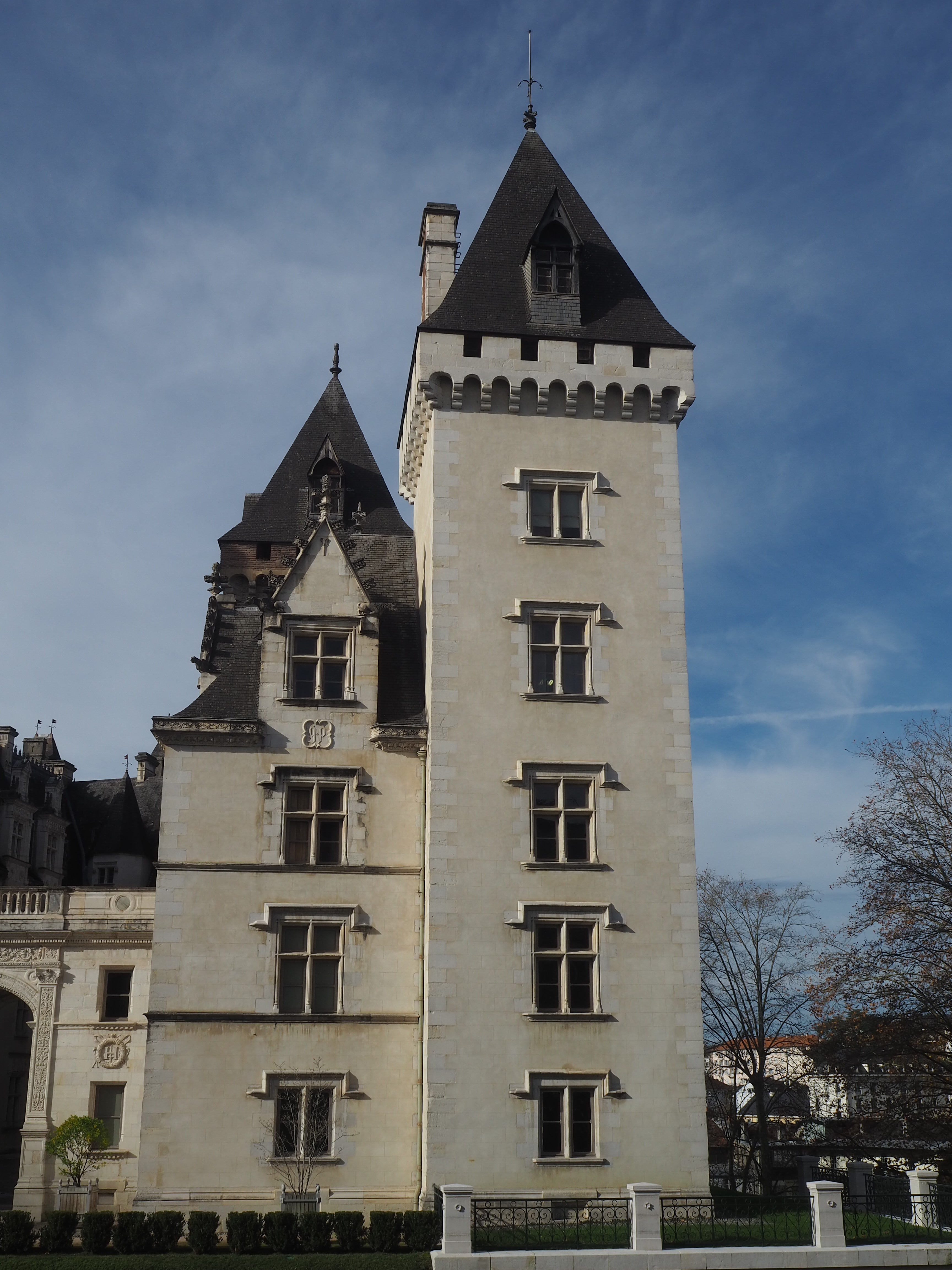
La tour Napoléon III.
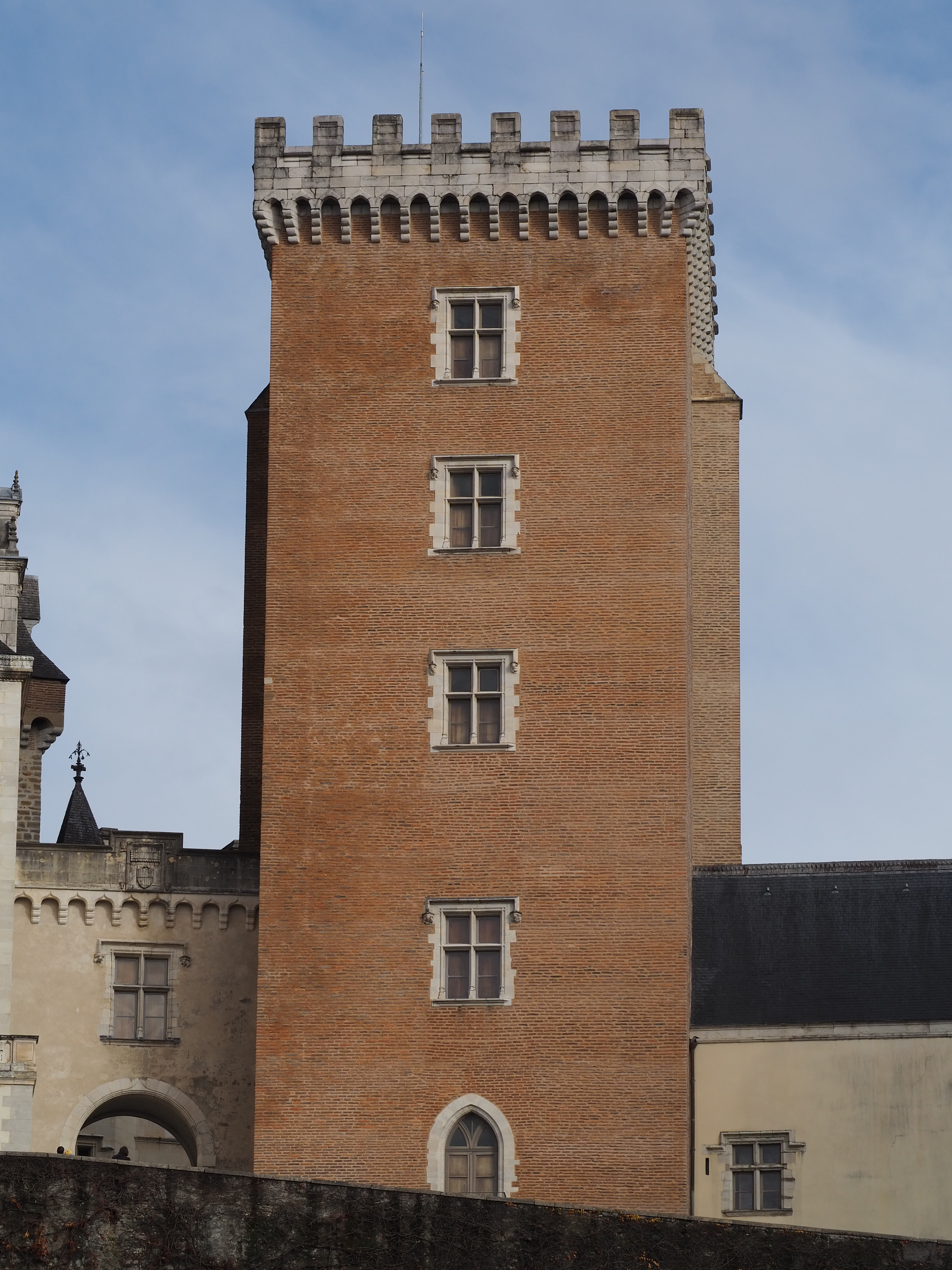
Le donjon.
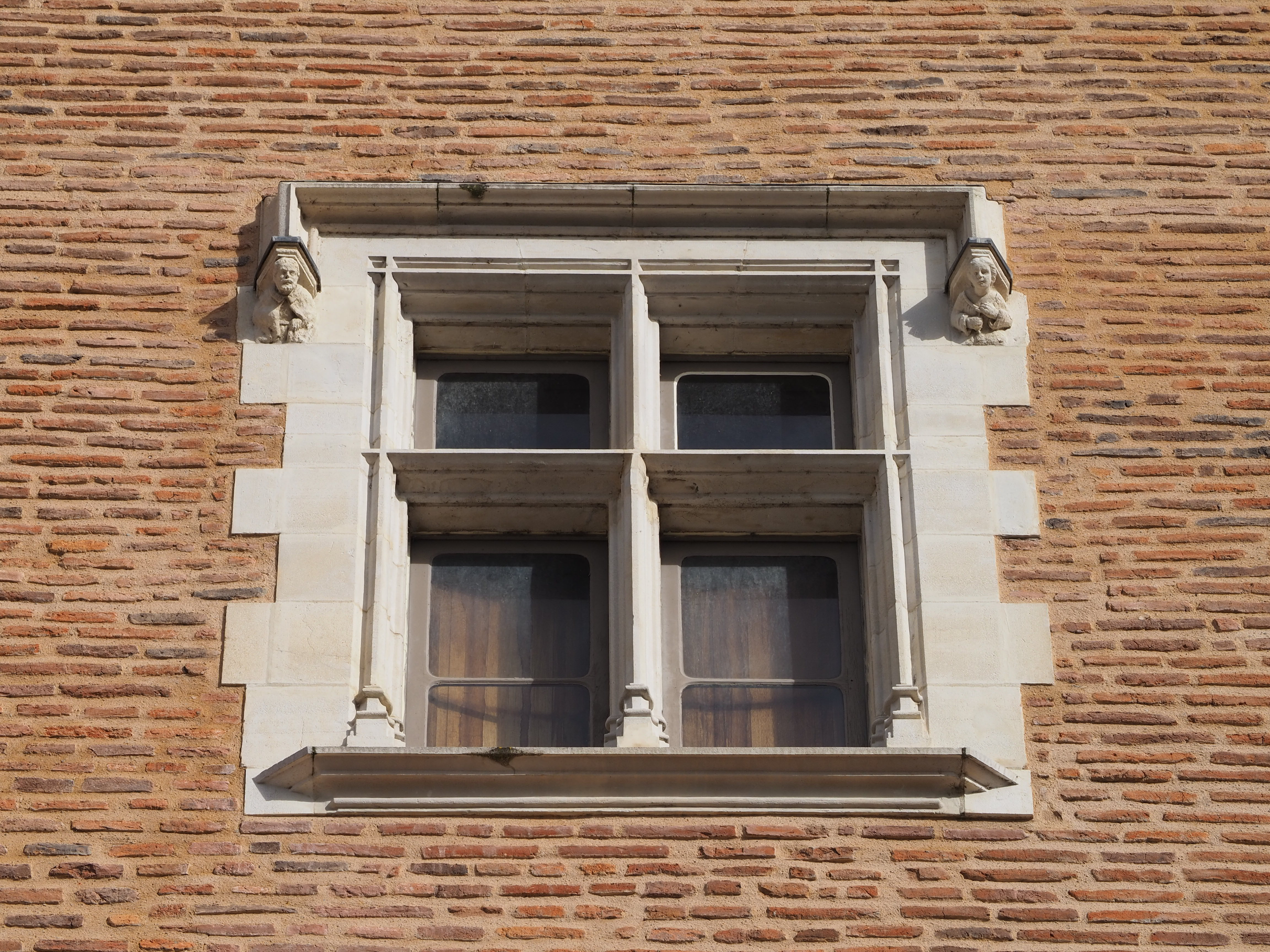
Une fenêtre du donjon.
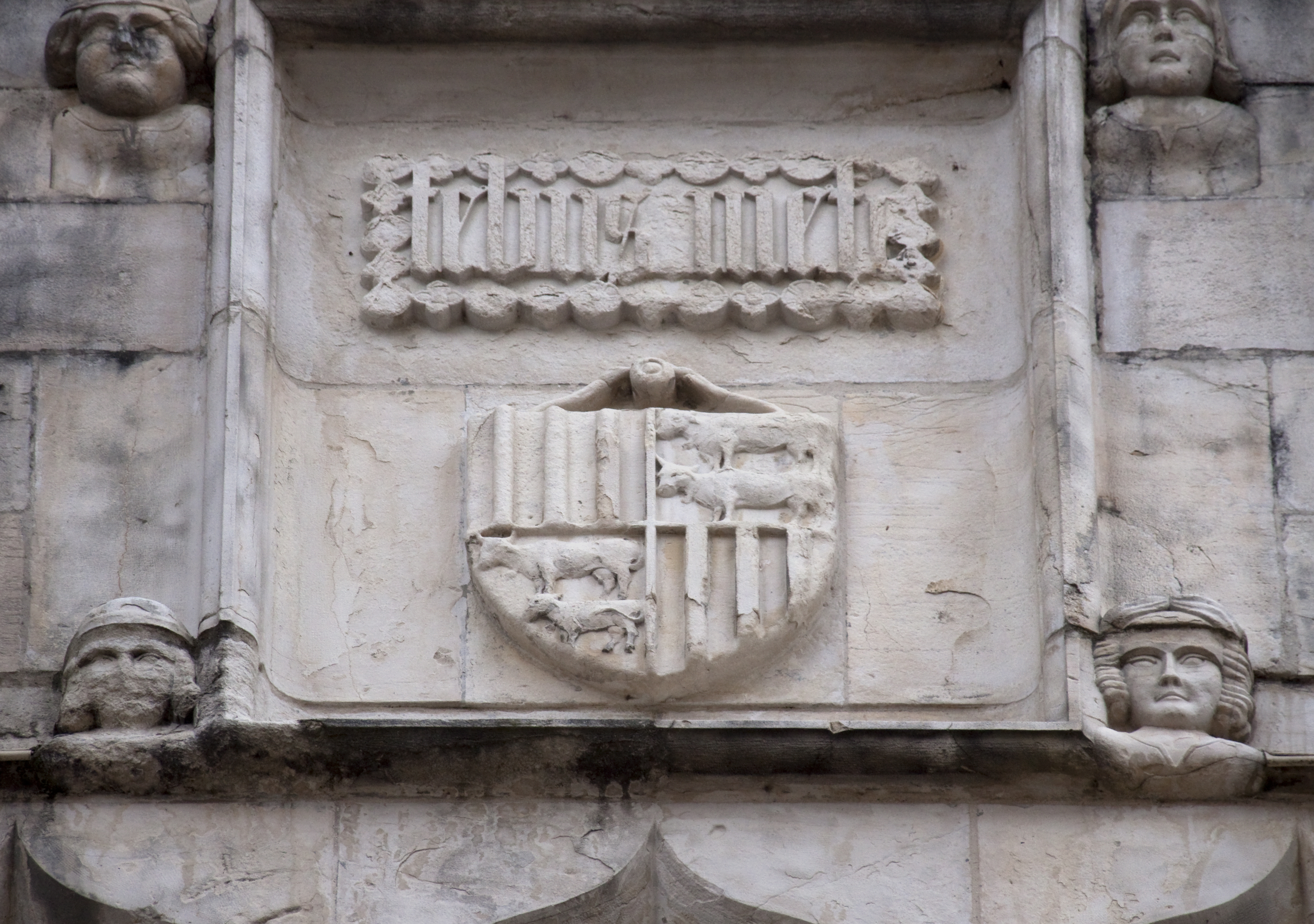
Febus me fe, la signature de Fébus.

### Logis

#### Aile méridionale

##### Extérieur
Corps de logis principal du château de Pau, l'aile méridionale renferme les grands appartements, se développant entre la tour Mazères et le donjon de Fébus. Reliée à ce dernier par le couloir Bernadotte réalisé au XIXe siècle dans le style du XVe siècle, l'aile fait face à la vallée du gave et aux Pyrénées. Le rez-de-chaussée et le premier étage de l'aile méridionale sont réalisés par Sicard de Lordat, lors de la campagne du XIVe siècle, un deuxième étage est ajouté vers 1472. Au pied de sa façade sud, une terrasse construite au XVIe siècle surmonte au rez-de-chaussée la deuxième enceinte de Fébus. Le premier étage est éclairé par six fenêtres surmontées de larmiers, tandis qu'une rangée de corbeaux à trois ressauts du XVe siècle prend place au niveau de l'ancien chemin de ronde de la forteresse de Fébus. Au deuxième étage s'ouvrent six fenêtres à meneaux cruciformes et à larmiers retombant verticalement sur des culs-de-lampe. Cinq grandes lucarnes complètent la façade sud de l'aile méridionale, des éléments qui se terminent en fronton triangulaire dans un style Renaissance ; elles sont l'œuvre d'Auguste Lafollye. À l'extrémité orientale, Auguste Lafollye fait également légèrement saillir la cage de l'escalier d'honneur avec des ouvertures décalées par rapport au reste de l'aile.
Sur la façade nord, deux fenêtres du XVIe siècle marquent le rez-de-chaussée au niveau de la grande salle basse. Celles-ci sont surmontées d'entablements, moderne pour la fenêtre de gauche, et en partie Renaissance pour la fenêtre de droite. Au XIXe siècle, la porte à linteau mouluré qui se situait entre les deux fenêtres est déplacée à l'angle sud-ouest de la cour, elle date également du XVIe siècle. À l'extrémité est de la façade intérieure se trouve une fenêtre à croisée et une large porte qui donnent accès à l'escalier d'honneur. Au premier étage, côté ouest se trouvent trois fenêtres à croisées de pierre de la seconde moitié du XVe siècle, et côté est trois autres fenêtres de style Renaissance, dont celle du milieu est moderne. Au deuxième étage la même disposition est de rigueur, avec quatre fenêtres du XVe siècle à l'ouest et à l'est une fenêtre du XVIe siècle et deux autres ouvertures divisées en deux parties par un montant mouluré, dont celle de droite est moderne. Au sommet de la façade intérieure de l'aile méridionale s'élèvent deux lucarnes géminées modernes, puis quatre autres lucarnes de style Renaissance.

L'extérieur de l'aile méridionale (sélection).
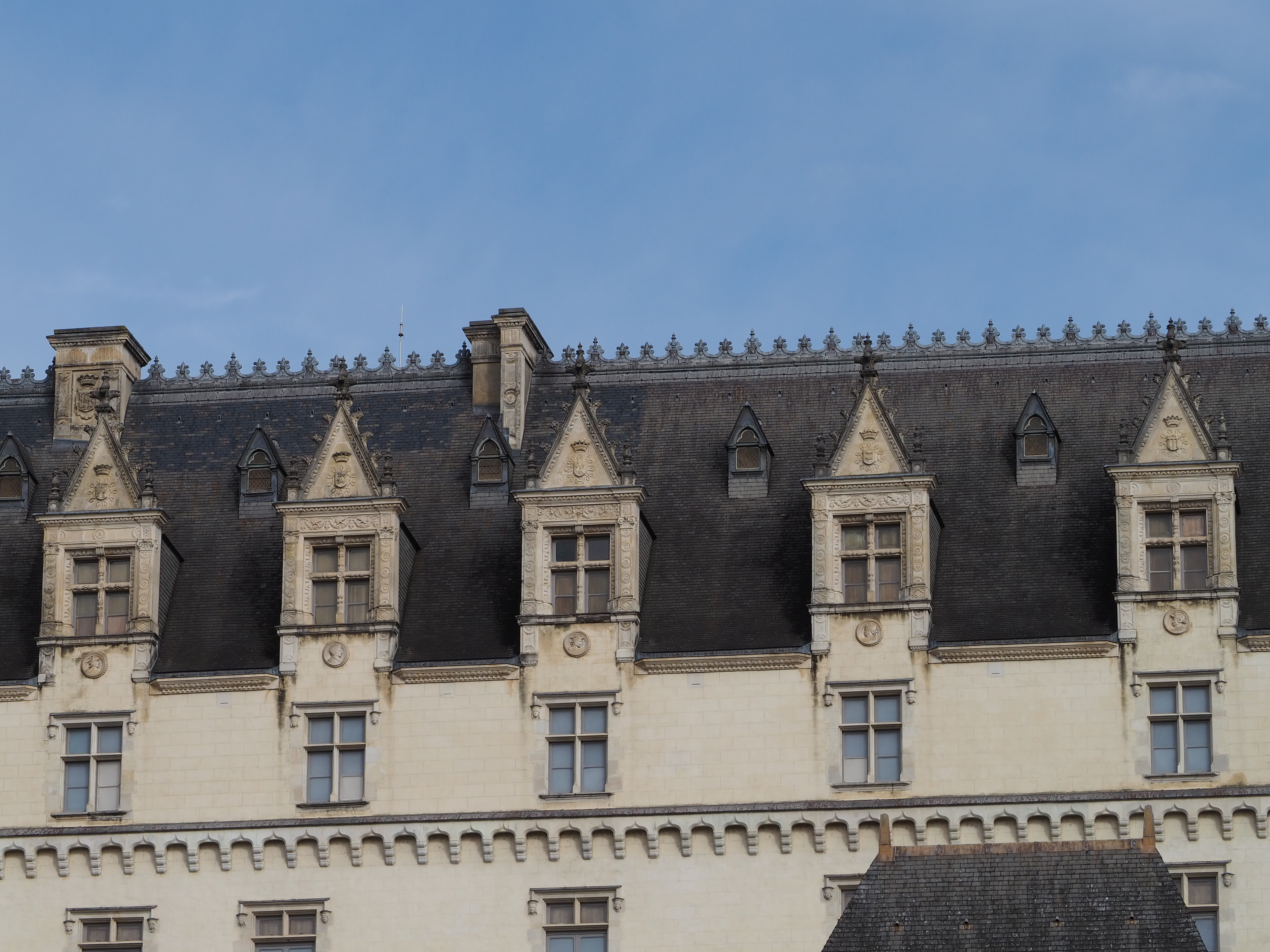
Les lucarnes de la façade extérieure de l'aile méridionale.
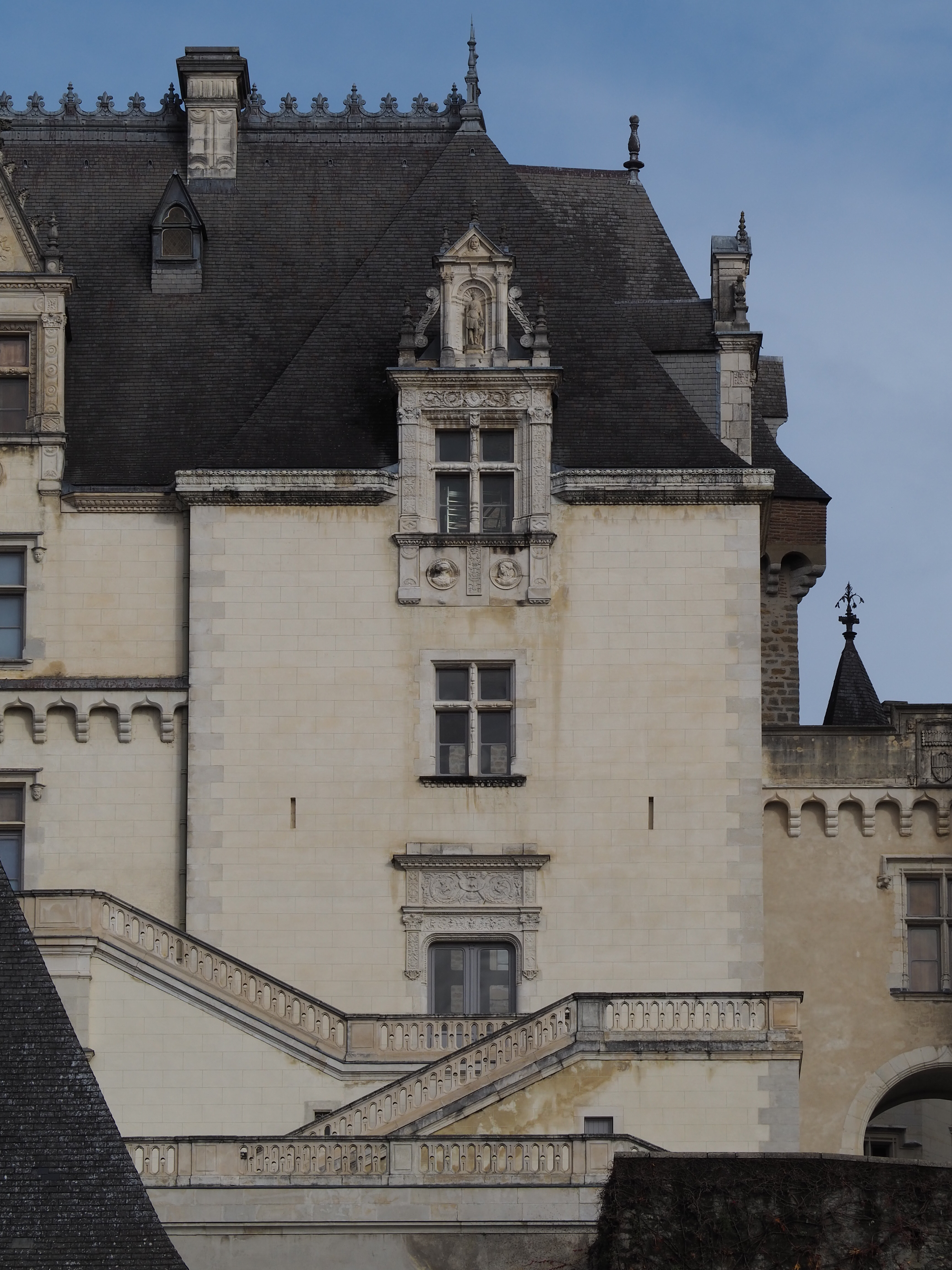
La façade extérieure de l'escalier d'honneur.
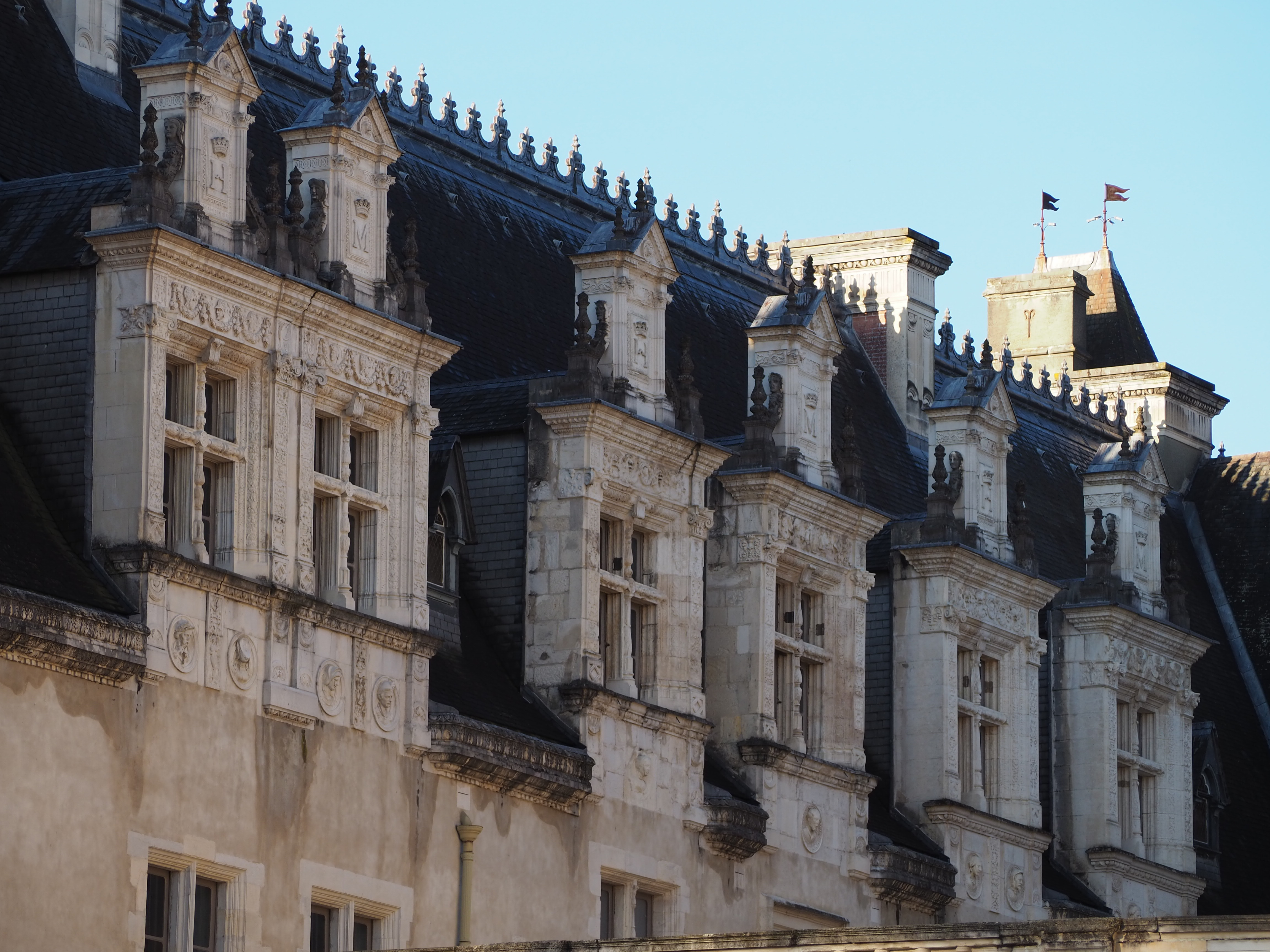
Les lucarnes de la façade intérieure de l'aile méridionale.
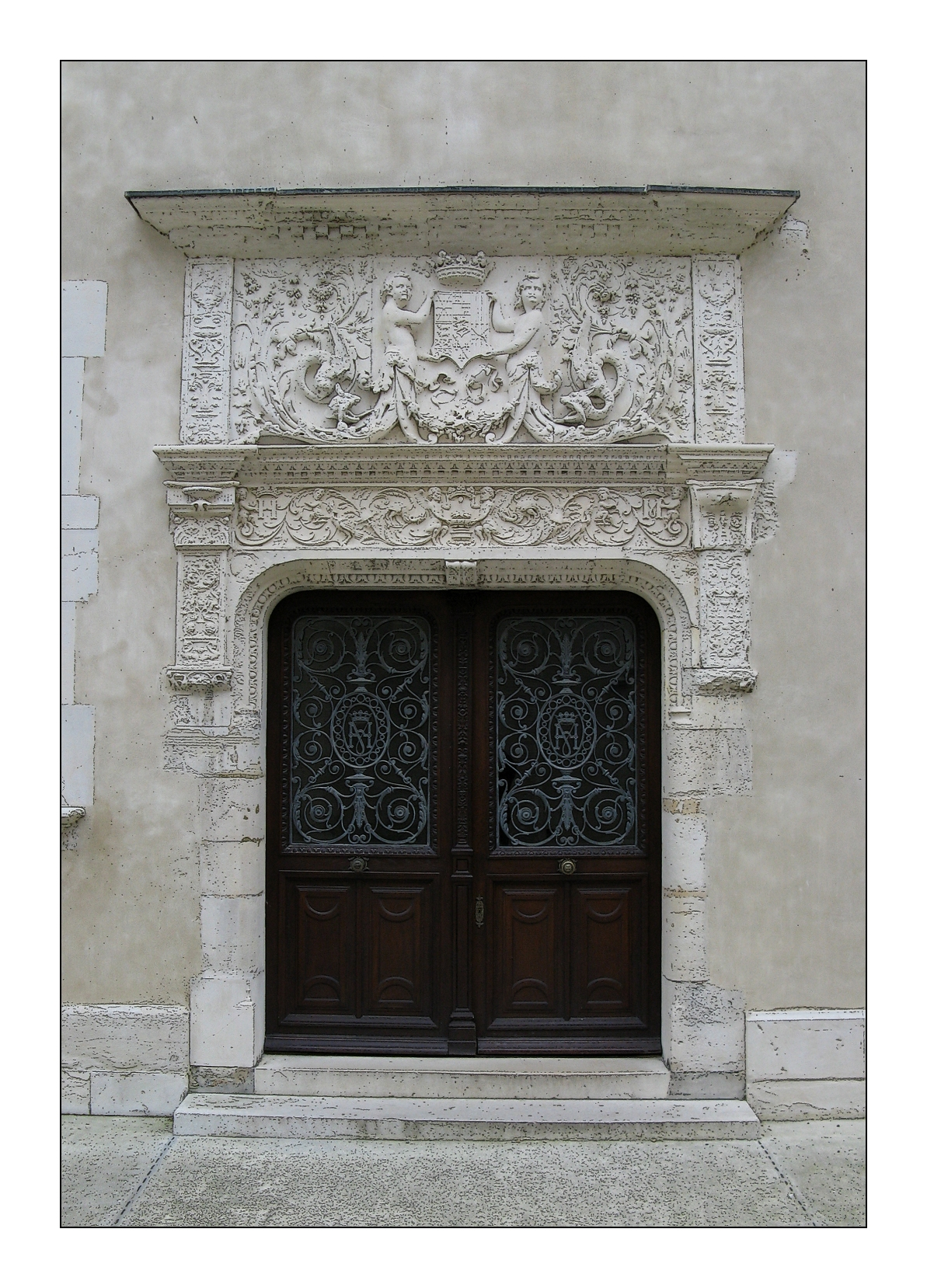
Porte d'entrée de l'escalier d'honneur.
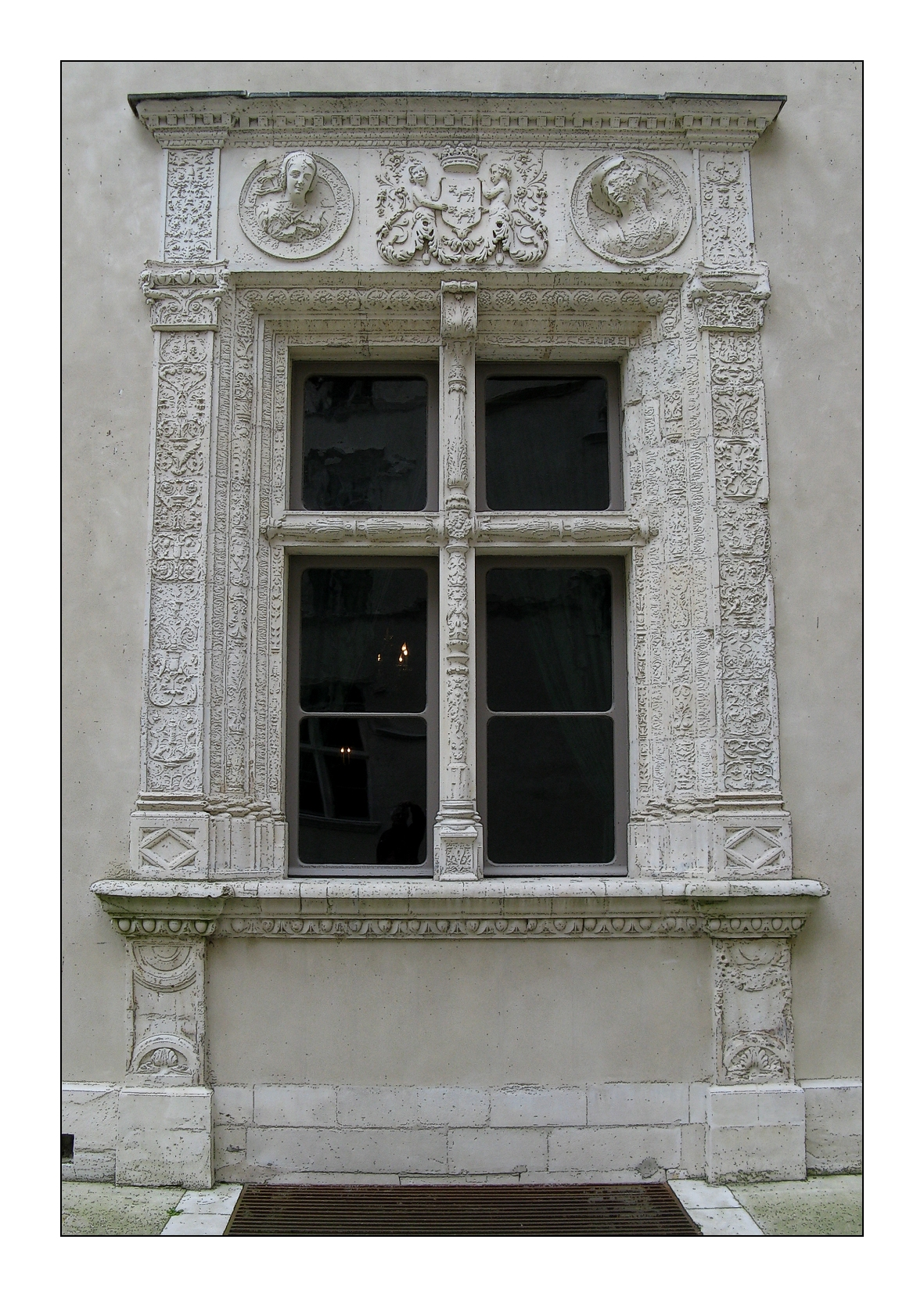
Fenêtre du premier étage, côté cour.
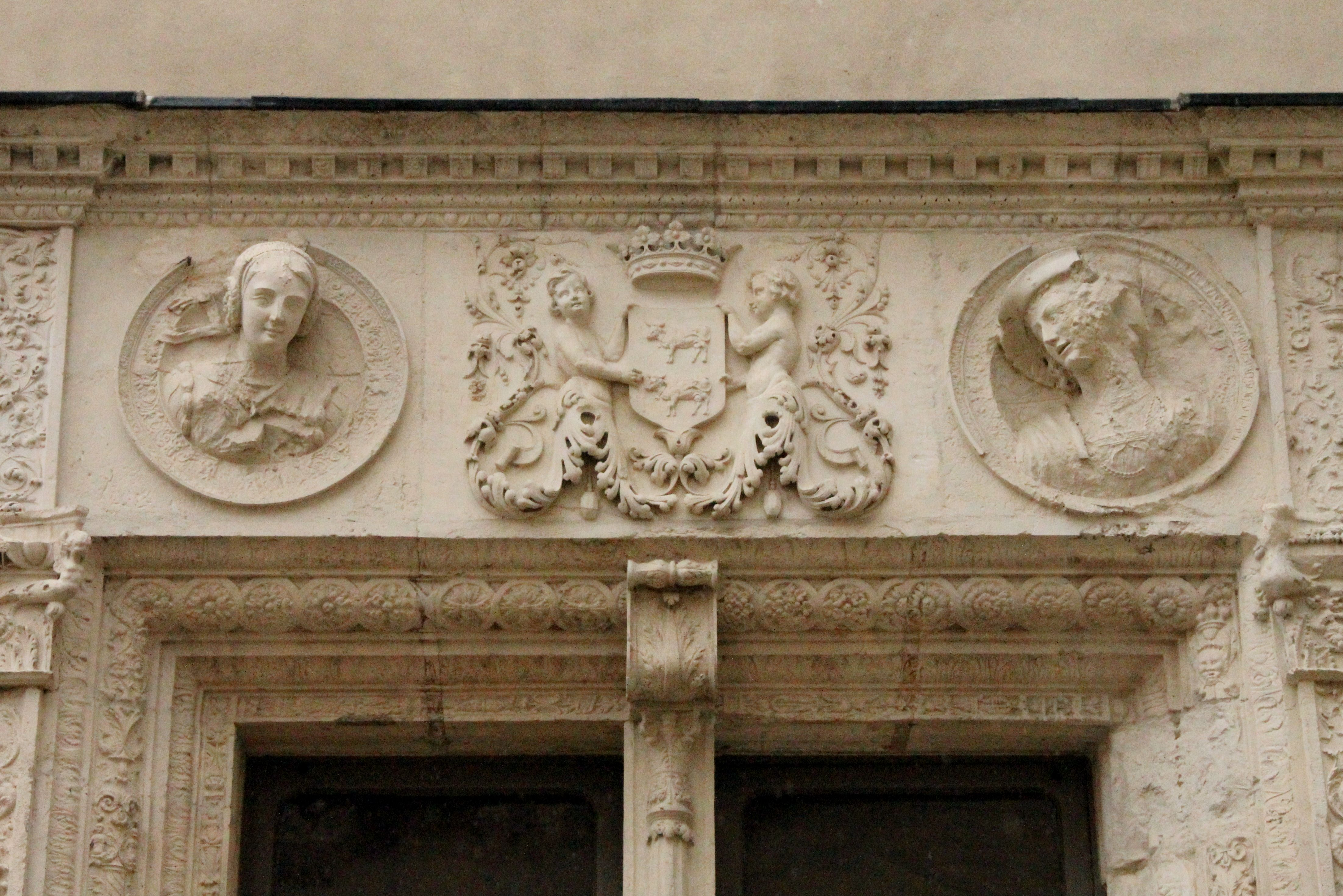
Entablement d'une fenêtre de la façade intérieure, aux armes du Béarn.

##### Intérieur

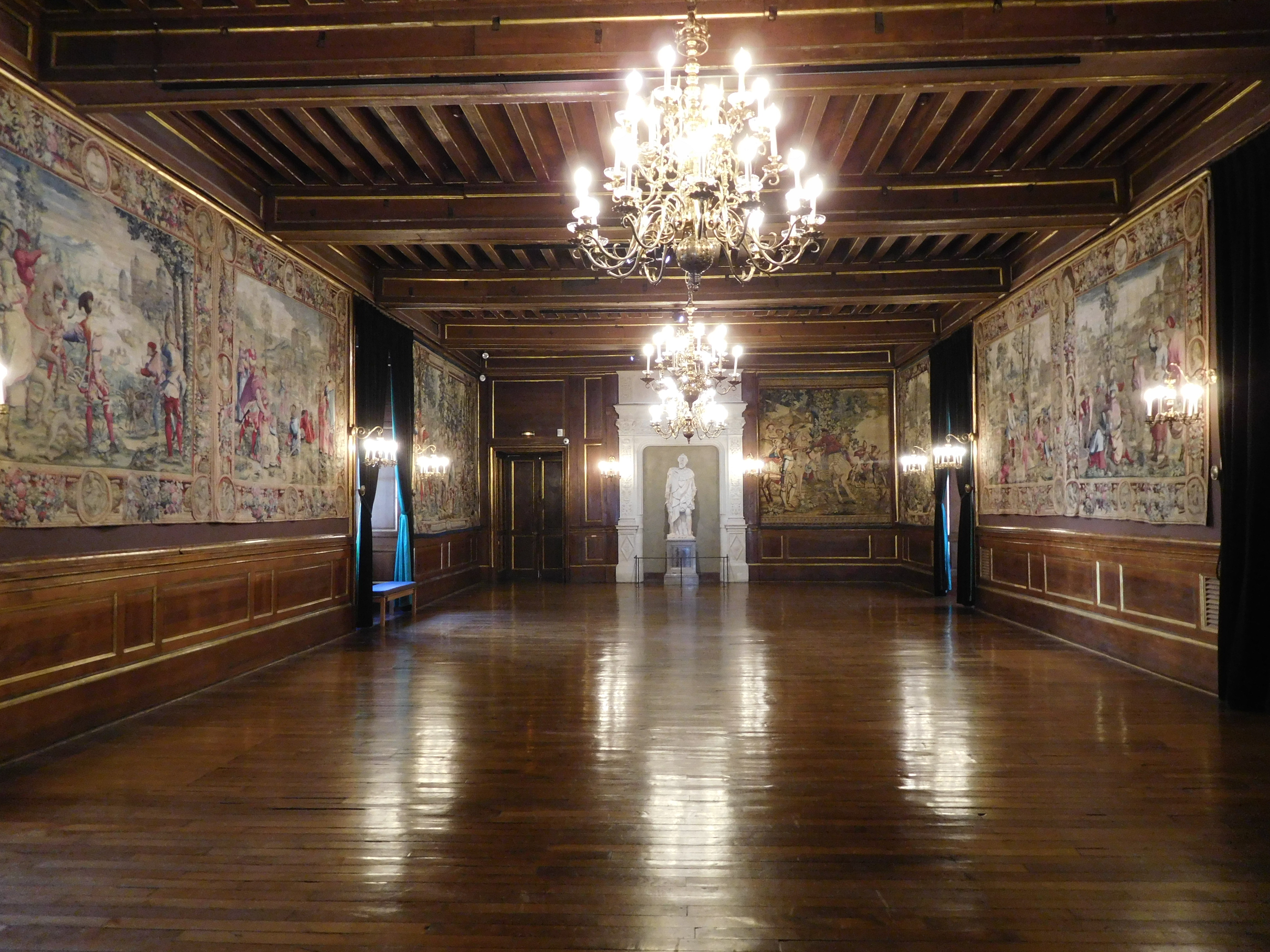
La grande salle basse de l'aile du Midi.

Le rez-de-chaussée de l'aile du Midi s'ouvre, à l'ouest, sur la salle à manger des officiers de service. Celle-ci est couverte de deux voûtes d'ogive du XVIe siècle, séparées par un arc doublant. Deux statues en carton-pierre — représentant Henri IV et Sully — entourent une porte donnant accès à la grande salle basse du château. Aujourd'hui cette grande pièce accueille la salle à manger du château, nommée salle des cent couverts. Elle doit son nom actuel à la présence d'une table d'apparat de 18 m de longueur pouvant accueillir une centaine de convives. Le duc de Montpensier au XIXe siècle y donne plusieurs banquets, tout comme Valéry Giscard d'Estaing le 5 octobre 1979. Les murs sont tendus de tapisseries des Gobelins, dont les Chasses de Maximilien et Les mois Lucas. Auparavant, cette pièce prend le nom de salle des États, bien que les États de Béarn n'y siègent qu'une seule fois, à l'occasion de la venue de Louis XIII en 1620. Plus avant encore, elle prend le nom de salle d'armes, car les princes et nobles y sont alors faits chevaliers. La grande salle basse est entourée de tous les portraits des souverains du Béarn jusqu'en 1690, date à laquelle le ministre Louvois les fait tous envoyer à Paris. Durant la période révolutionnaire, cette pièce sert d'écurie militaire, avant sa restauration au XIXe siècle. À l'extrémité est de la grande salle basse se trouve une statue en marbre de Henri IV, réalisée vers 1610 par Pierre de Francqueville, et donnée au château de Pau par Louis XVIII en 1819.
Au premier étage, les actuels salon d'attente et grand salon de réception formaient la grande salle du château, ou tinel. Au Moyen-Âge, la Cour Majour du Béarn se réunit dans cette salle, Fébus y donne des banquets, tandis qu'elle devient la salle du trône des rois de Navarre à partir du XVe siècle. Les États y tiennent souvent leur séance d'ouverture, les princes de Béarn prêtant serment devant eux. Henri IV y est également baptisé. Les deux salons actuels comptent plusieurs tapisseries des Gobelins, tandis qu'une cheminée en pierre du XVIe siècle orne le grand salon de réception. Plusieurs vases de Sèvres ainsi que deux autres provenant de Chine sont exposés, tout comme une statue en bronze de Henri IV enfant de François Joseph Bosio. Sous Louis-Philippe, un plafond à caissons est installé, sur lequel alternent les chiffres — dorés à l'or fin — des grands-parents d'Henri IV. Après le grand salon de réception, se trouve l'actuel salon de famille qui serait le véritable lieu de naissance du futur Henri IV. Il a également porté le nom de salon de la reine Marguerite. Le premier étage de l'aile méridionale se termine sur la chambre de l'Empereur, ou chambre de Henri d'Albret. Cette dernière appellation est incorrecte puisque la chambre des rois de Navarre se trouvait au deuxième étage. Cette chambre est celle qui héberge Fébus lors de ses séjours, ainsi que de multiples hôtes de marque, comme Louis XI, François Ier ou Charles Quint. Cette chambre donne ensuite sur le cabinet de l'Empereur au premier étage de la tour Mazères puis aux appartements de l'Impératrice dans l'aile ouest.

Le premier étage de l'aile du Midi (sélection).
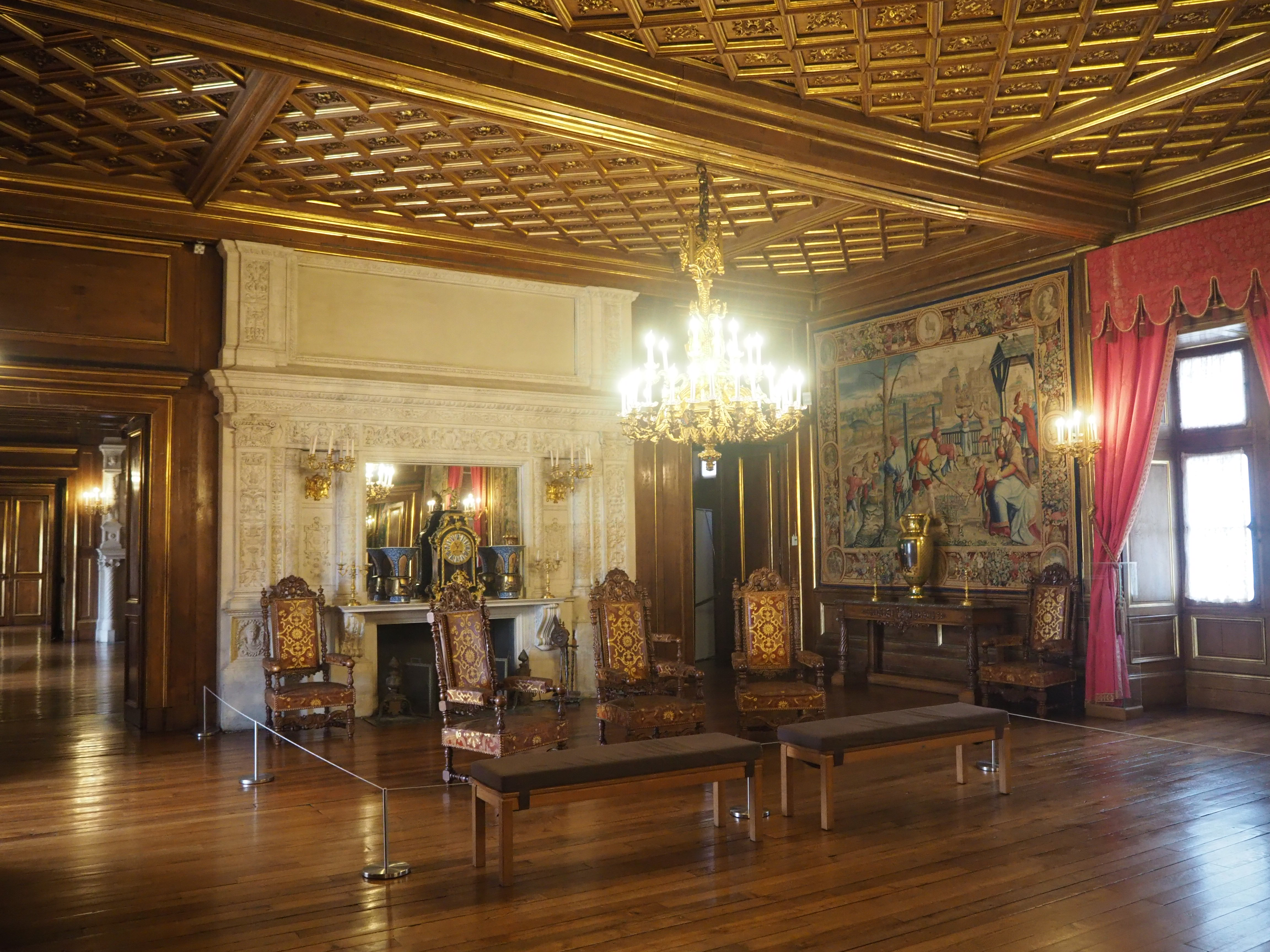
L'actuel salon de réception, partie de l'ancien tinel.
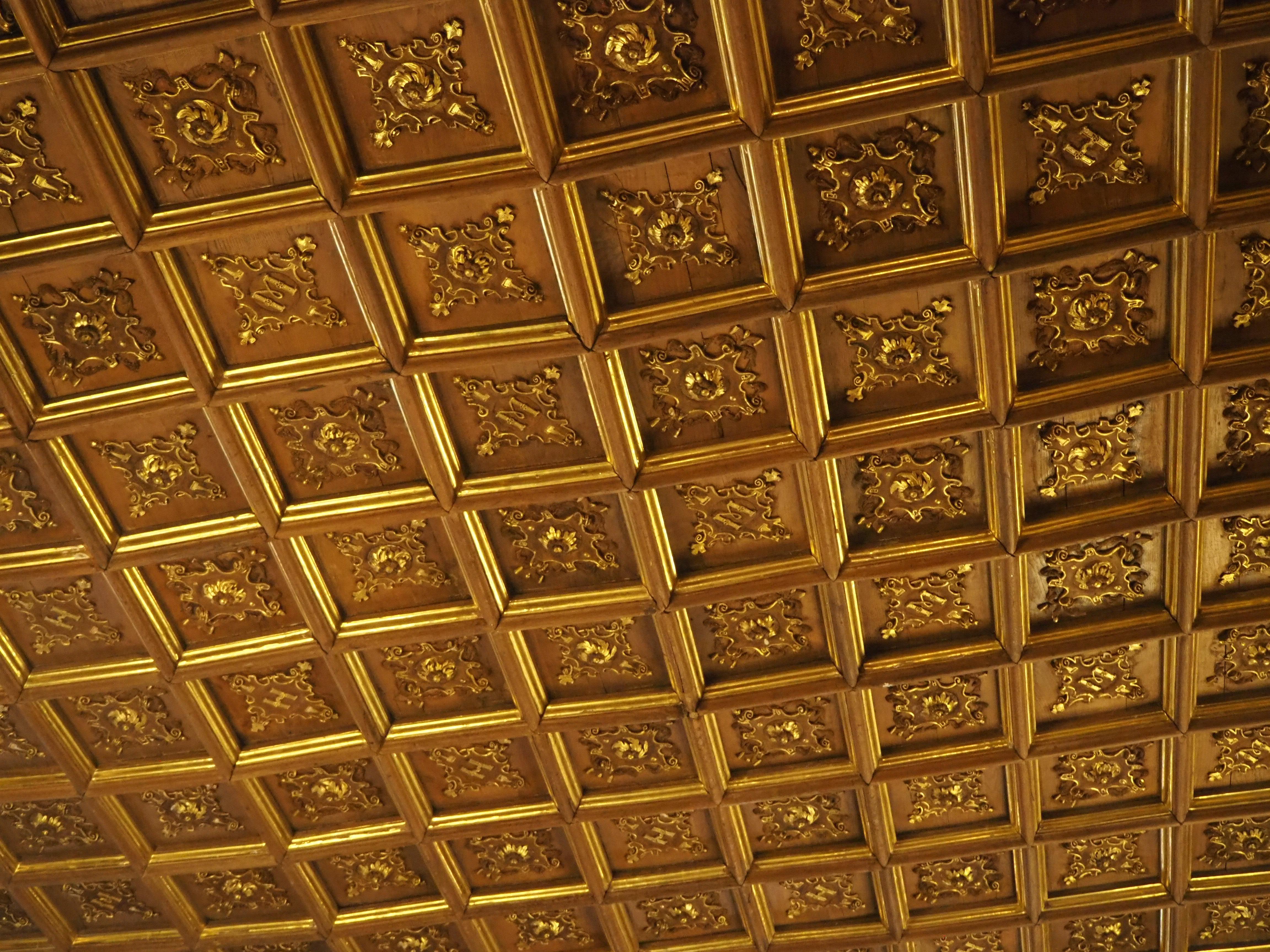
Détail sur le plafond à caissons du salon de réception.
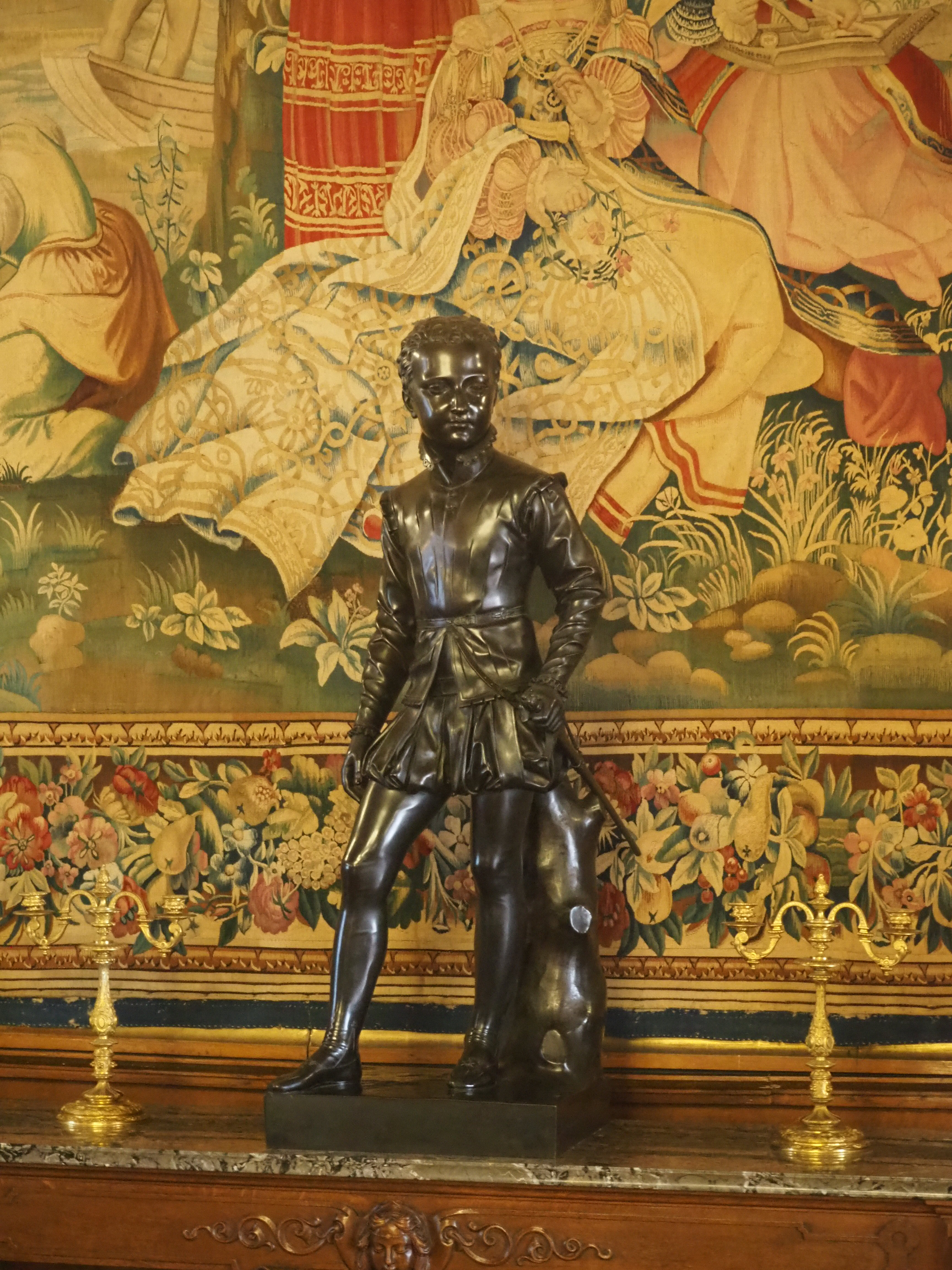
Statue de Henri IV enfant.
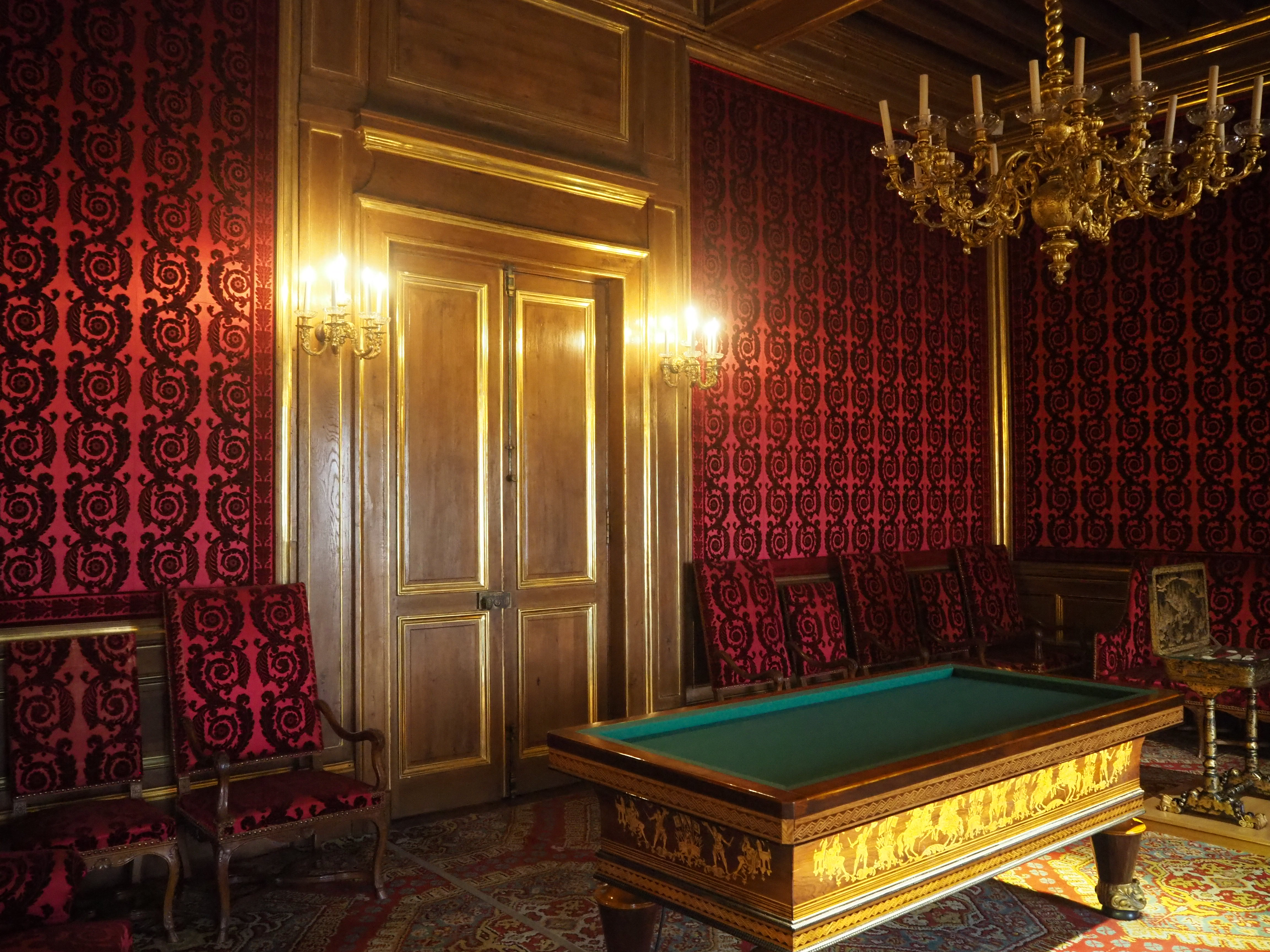
Le salon de famille.
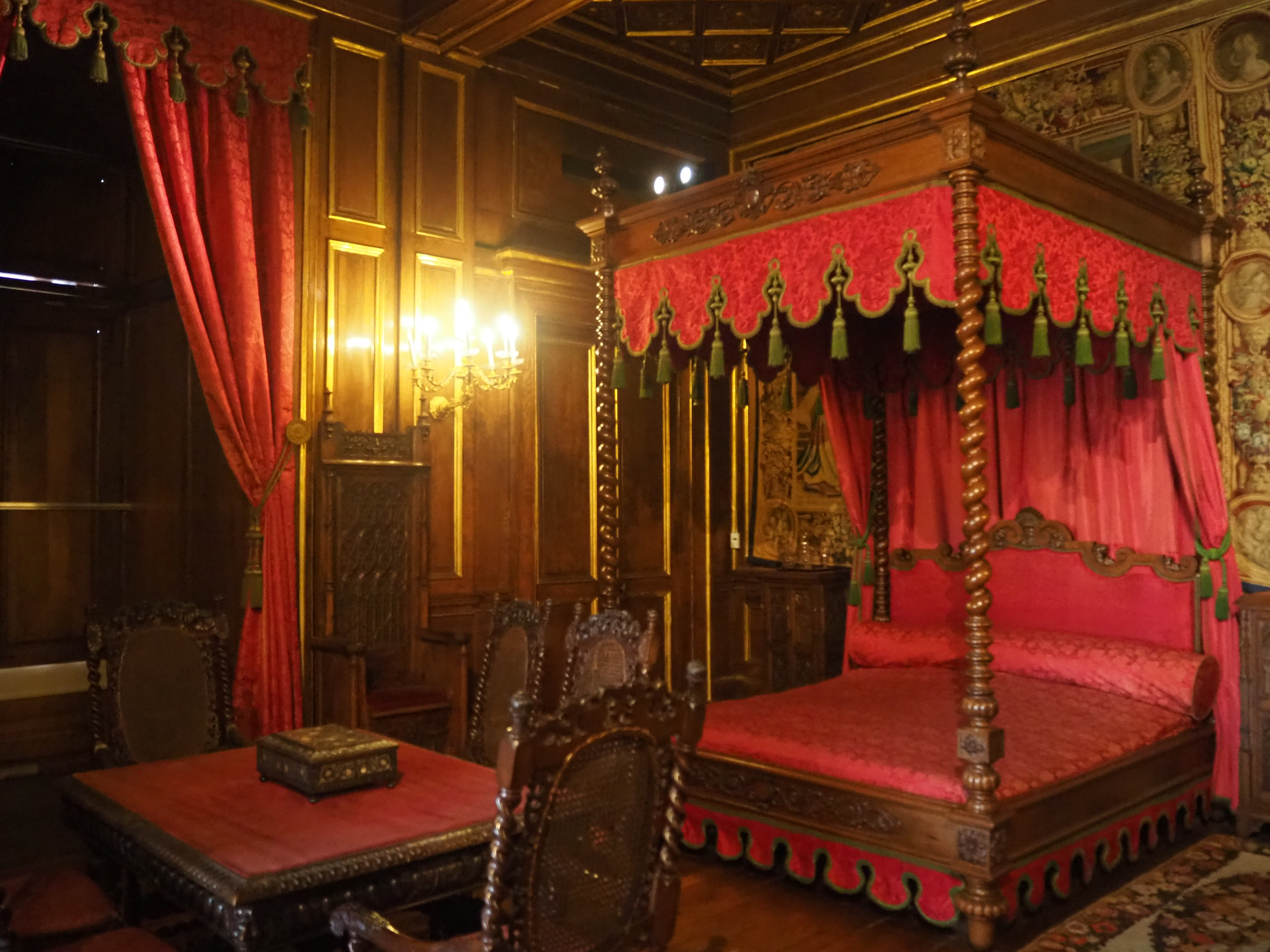
La chambre de l'Empereur.
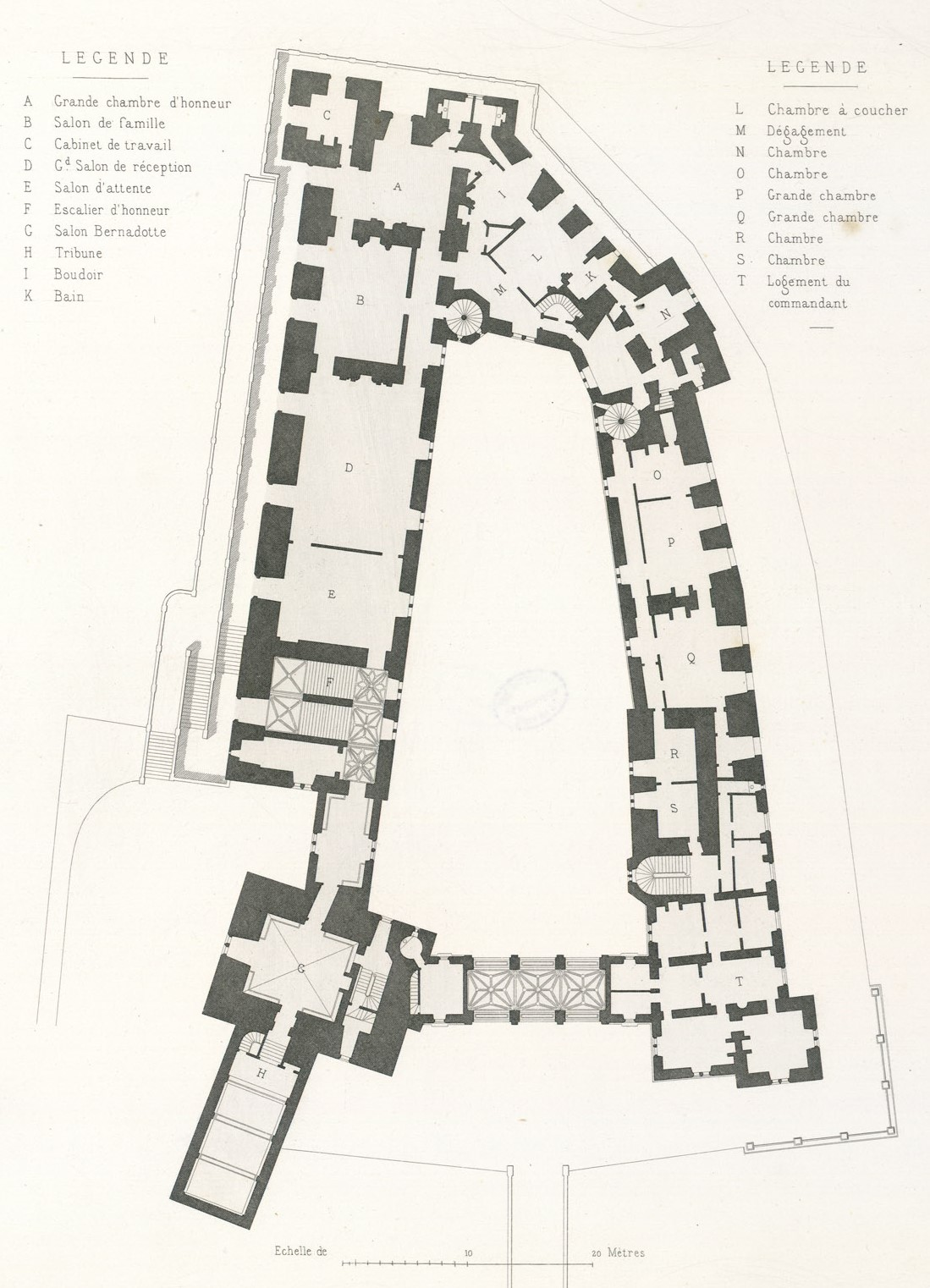
Plan du premier étage du château en 1882.

Au deuxième étage de l'aile méridionale, se trouvent les appartements historiques du château. Durant son séjour en 1848, Abdelkader et sa suite logent dans plusieurs de ces pièces, dont la chambre de Mme Adélaïde — ou de Louis XIV —, le salon Flamand et le cabinet de Psyché. Ces trois pièces forment les appartements d'Abdelkader. Cet ensemble est largement restructuré au XXe siècle, la chambre de Mme Adélaïde et le salon Flamand sont détruits pour créer la salle Saint-Jean en 1936. Dans les années 1950, l'enfilade constituée par cette salle et le cabinet de Psyché est consacrée à l'histoire et à la légende d'Henri IV. Vient ensuite l'une des pièces principales du château, la chambre du roi, ou chambre de Henri IV. Si le futur roi de France et de Navarre semble être né au premier étage, cette pièce est choisie au XIXe siècle pour servir de reliquaire à la carapace de tortue ayant servi de berceau à Henri. Louis XVIII puis Louis-Philippe font aménager la pièce autour de cette carapace, alors objet d'un véritable culte. Cette pièce est l'ancienne chambre à coucher des rois de Navarre, dans laquelle meurt sûrement François Fébus en 1483. Avec les deux dernières pièces de l'étage — chambre de Jeanne d'Albret et cabinet de Jeanne d'Albret —, ces trois pièces forment au XVIe siècle l'appartement de Jeanne d'Albret. L'actuelle chambre de Jeanne d'Albret est l'ancien cabinet du roi, un lit monumental flamand de 1562 l'occupe notamment, tandis que le cabinet de Jeanne d'Albret est l'ancien oratoire de la reine.

Le deuxième étage de l'aile du Midi (sélection).
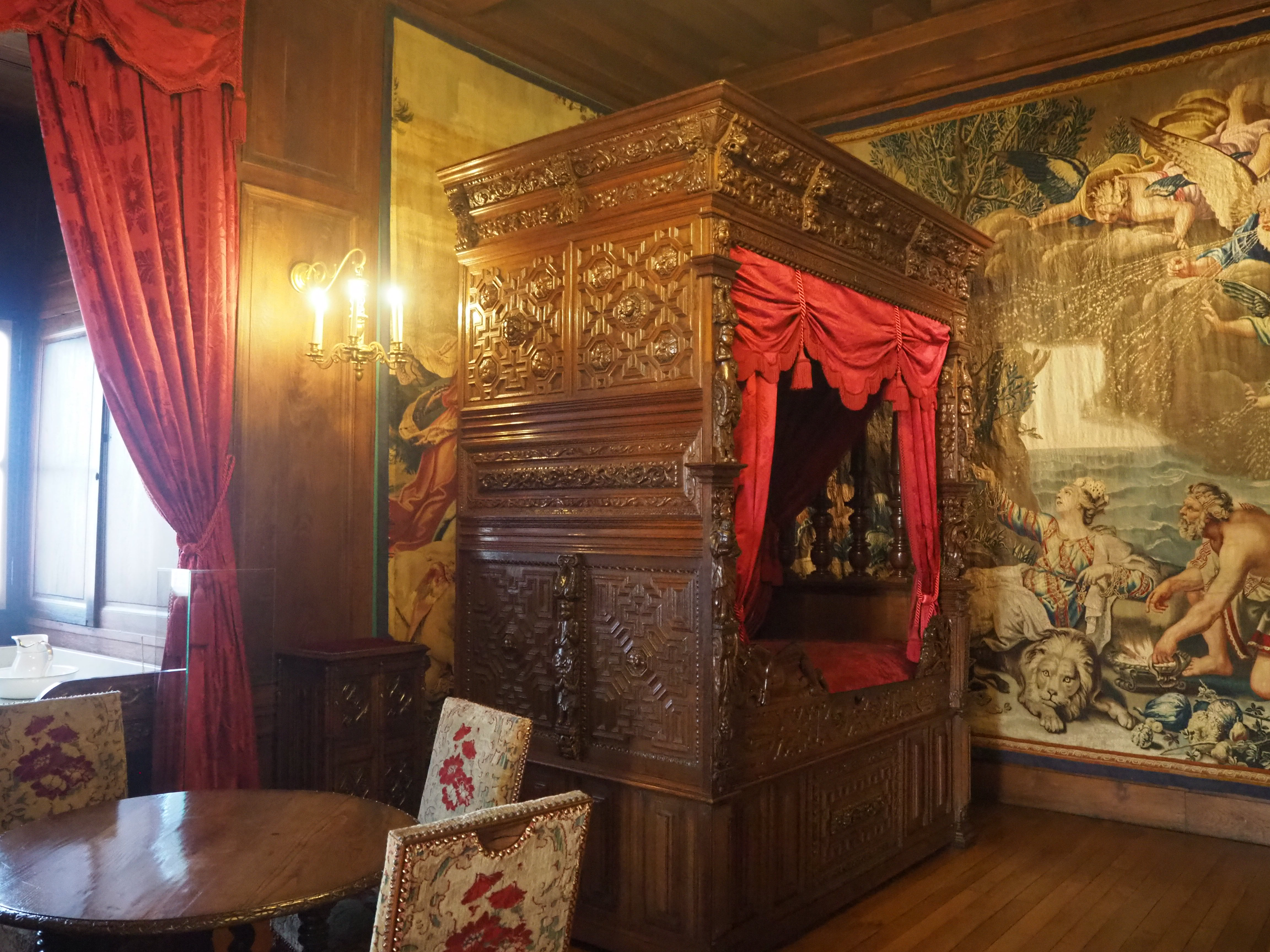
La chambre Jeanne d'Albert.
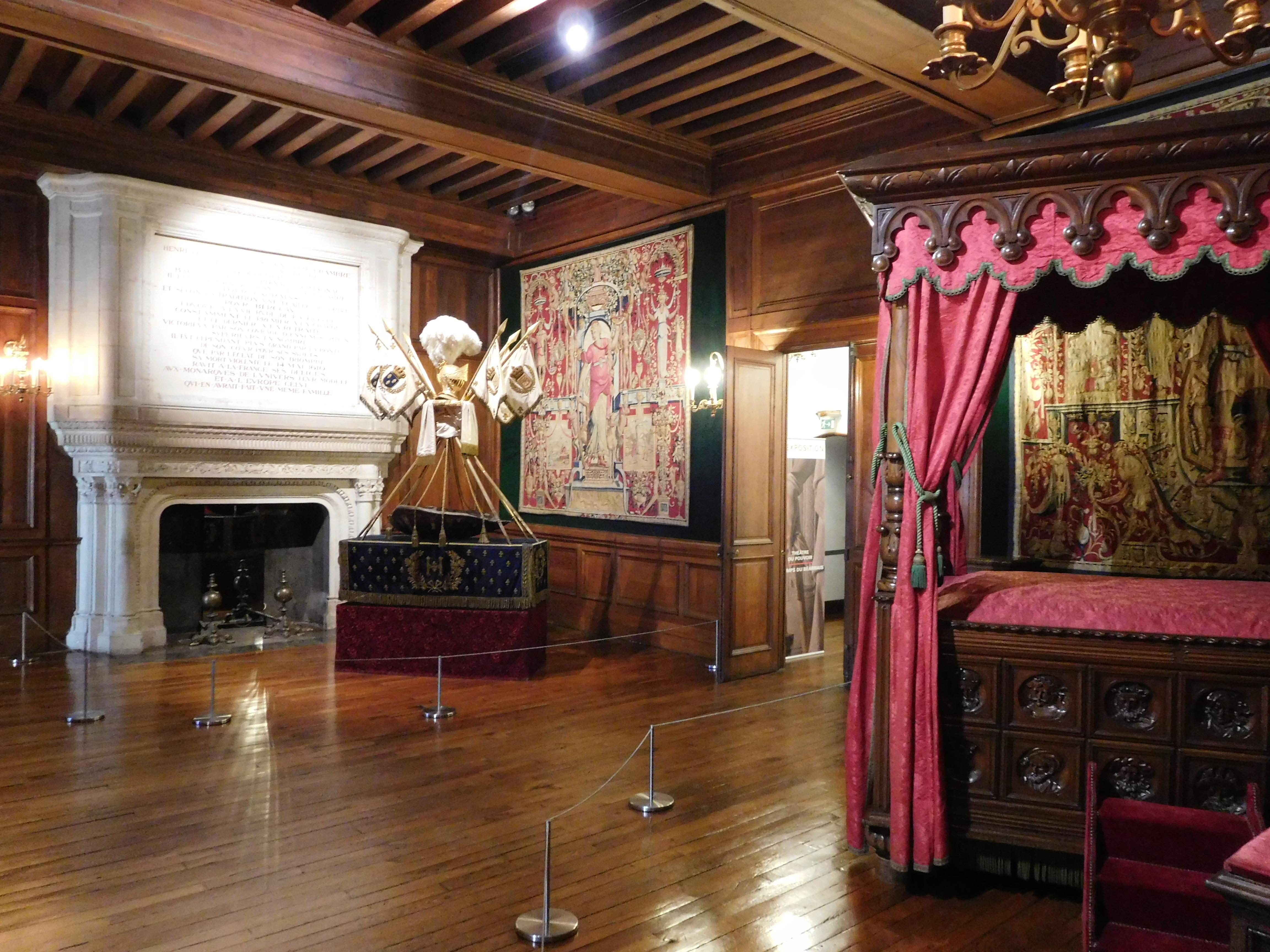
La chambre du roi.
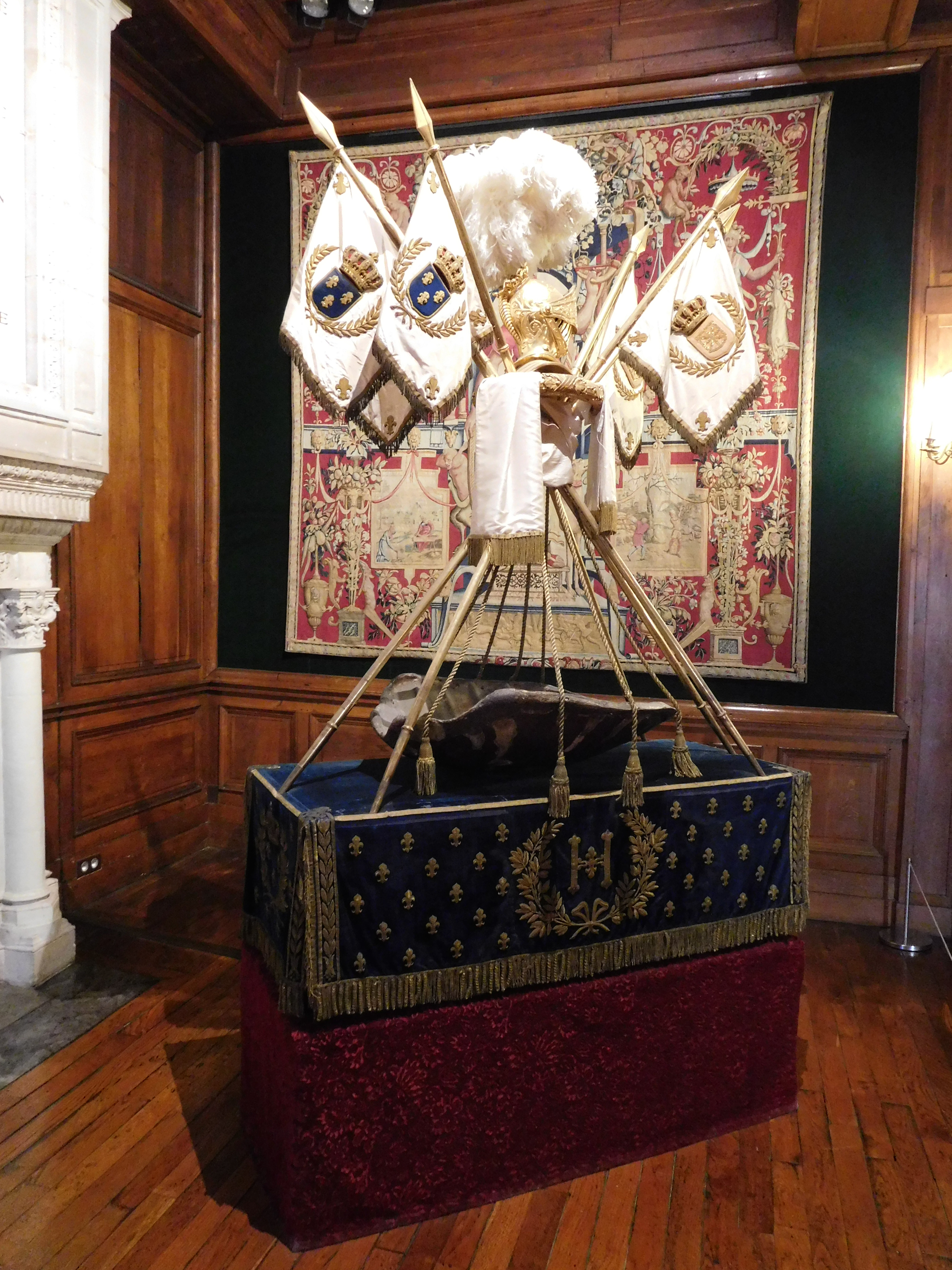
Décor Louis XVIII autour de la carapace de tortue.
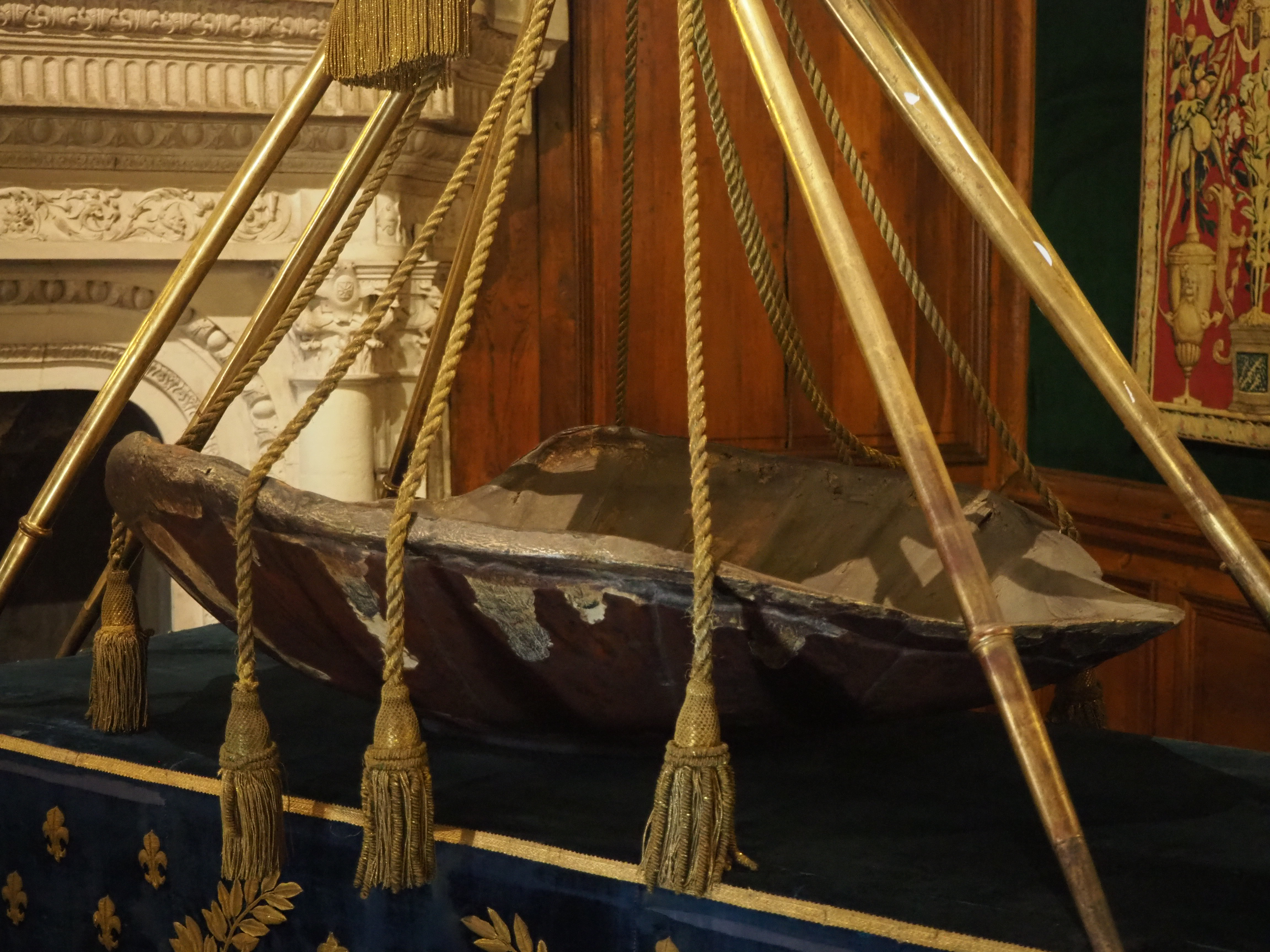
Détail sur la carapace de tortue.
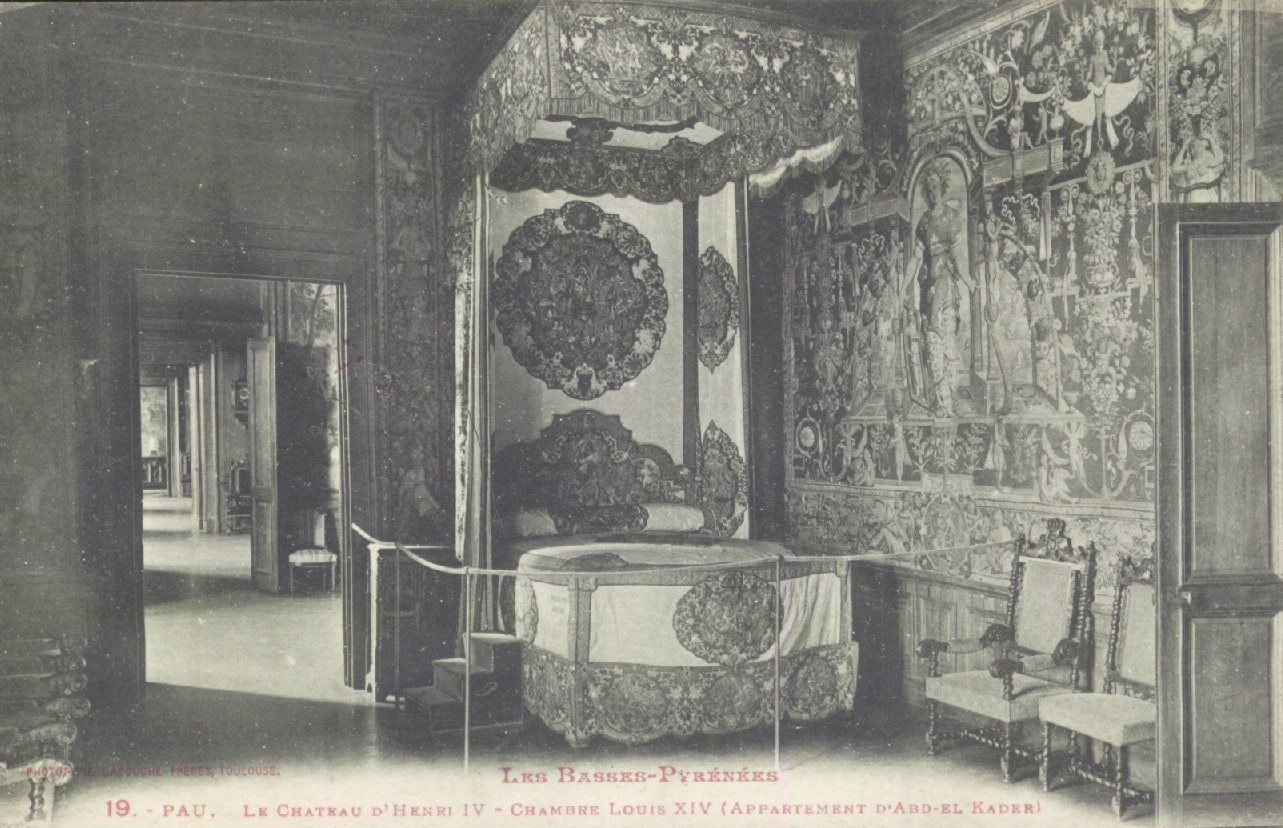
La chambre d'Abdelkader (anciennement de Louis XIV).
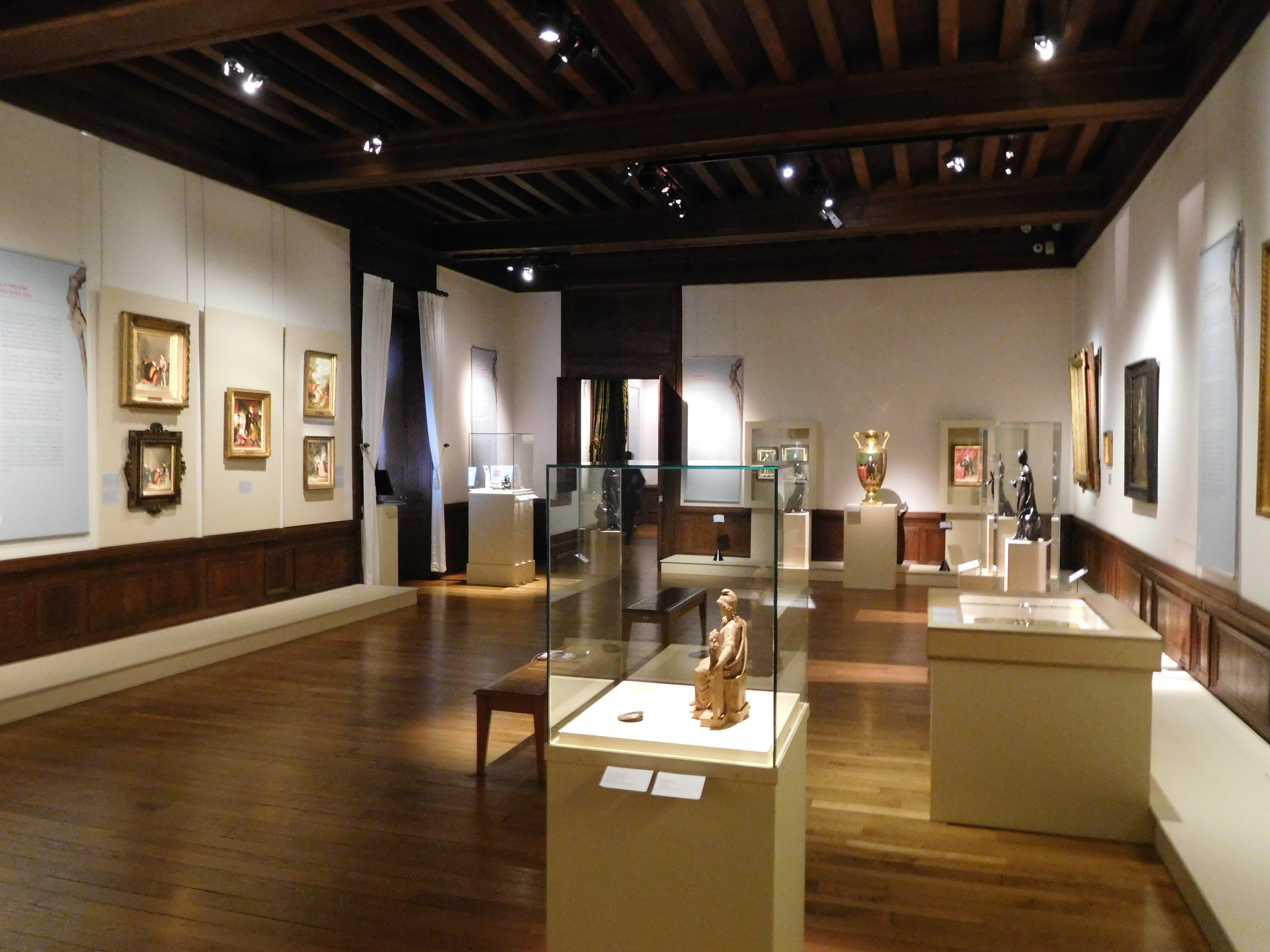
La salle Saint-Jean, pour des expositions temporaires.

Tous les étages de l'aile méridionale du château sont desservis par l'escalier d'honneur, construit vers 1528 sous Henri d'Albret et Marguerite d'Angoulême. Celui-ci présente des volées droites et parallèles, appartenant aux escaliers de style Renaissance qui se répandent au XVIe siècle, comme à Chambord, Montal, Châteaudun ou Blois. L'escalier d'honneur compte un total de 107 marches larges de 2,63 m et reliées par de vastes paliers. La voûte rampante de la première volée, en berceau anse de panier, est décorée de nervures se coupant en losange. Au-dessous de la naissance de la voûte règne une frise où les initiales H. M. sont constamment répétées. Le premier palier est couvert de deux voûtes, dont l'une à ogives. La voûte de la deuxième volée forme vingt et un caissons ornés de feuillages, tandis que le deuxième palier se compose de trois travées, dont deux voûtes à liernes et à tiercerons. La décoration est plus modeste aux étages supérieurs, l'apparat étant moins nécessaire après le premier étage qui compte la salle du trône. Deux grands vases de porphyre rouge ornent les paliers. Il s'agit de cadeaux fait par le roi de Suède Jean-Baptiste Bernadotte — né à Pau — à Louis-Philippe. L'escalier d'honneur est construit au XVIe siècle sur les anciennes cuisines de Fébus, dont il reste encore une petite partie au rez-de-chaussée en forme de couloir.

L'escalier d'honneur (sélection).
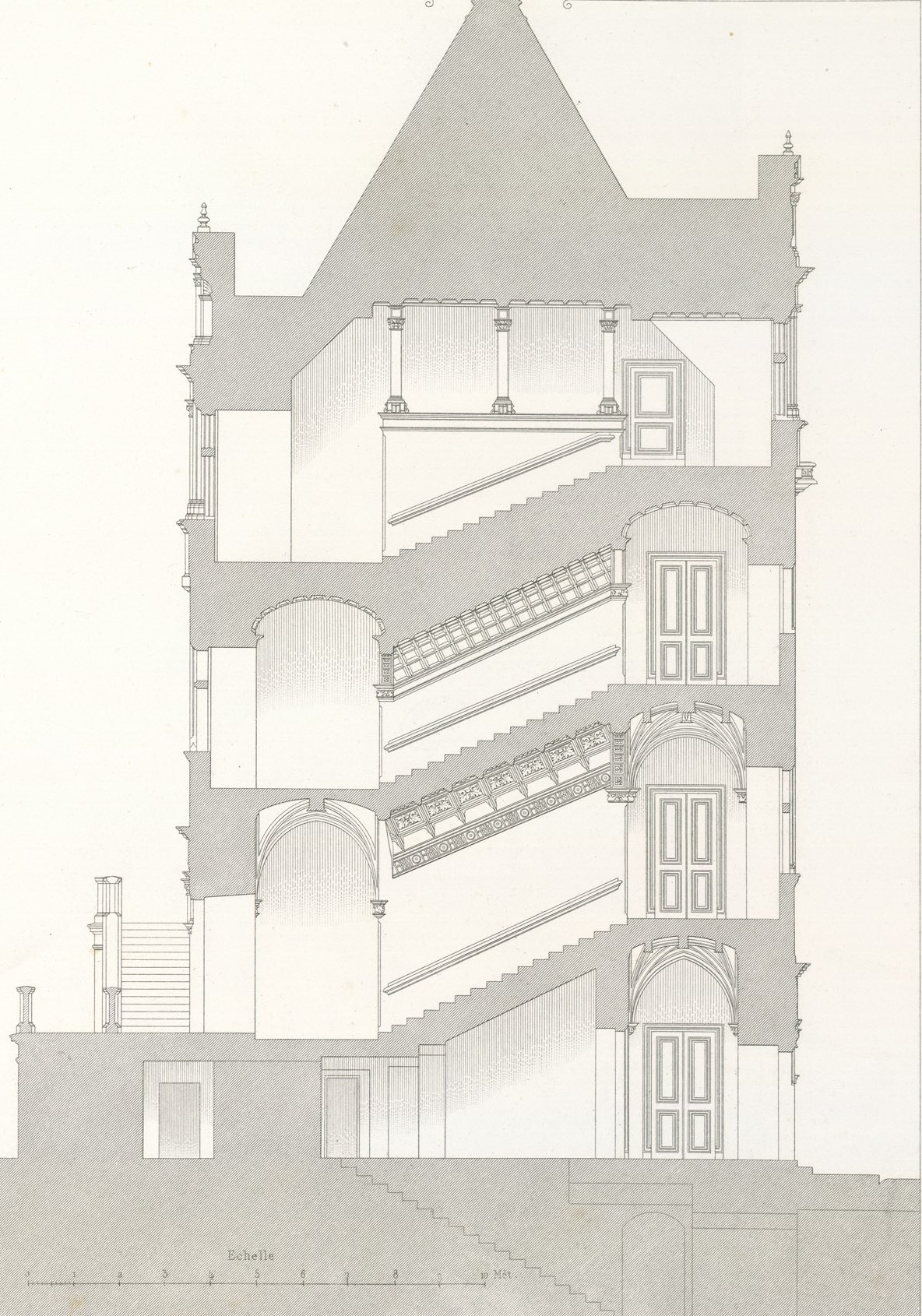
Coupe sur l'escalier d'honneur.
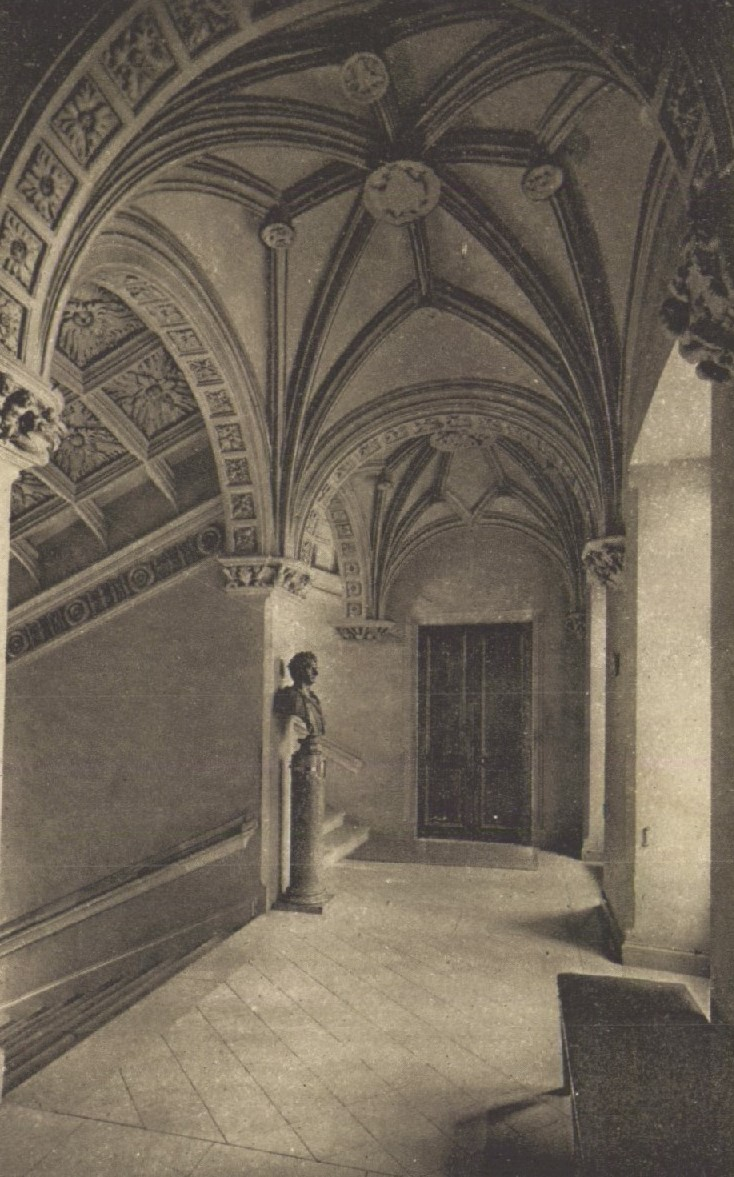
L'escalier d'honneur.
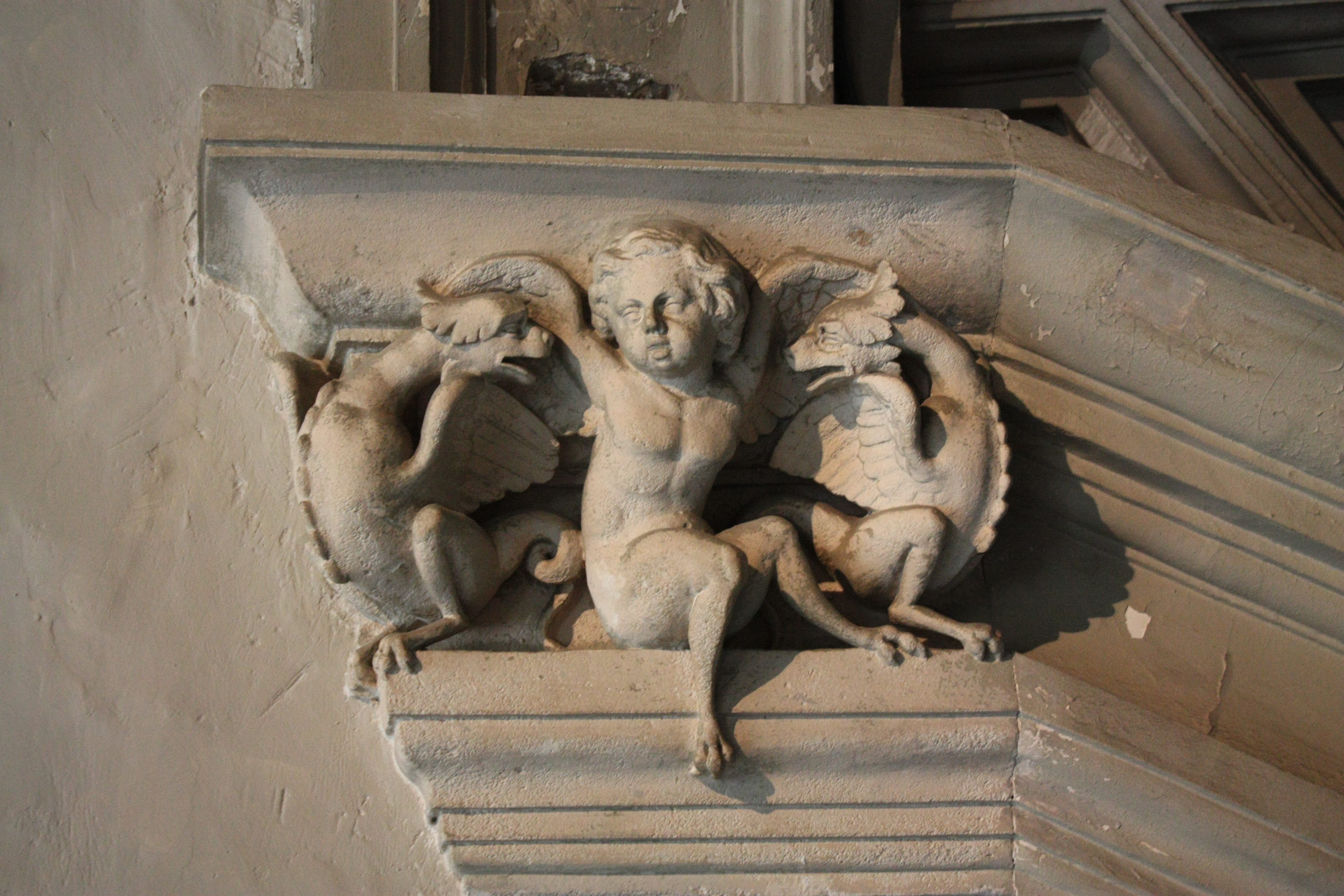
Détail.
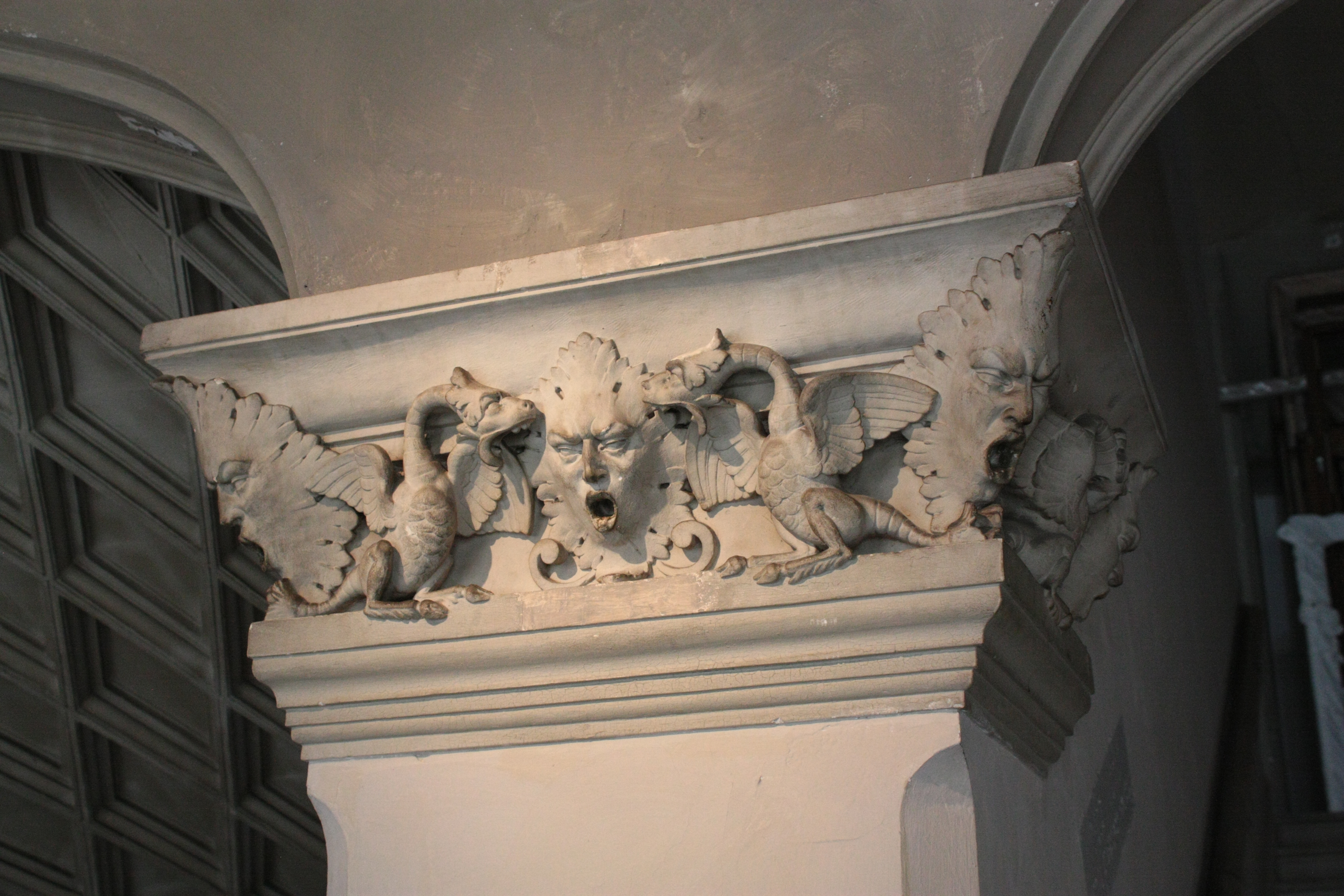
Détail.
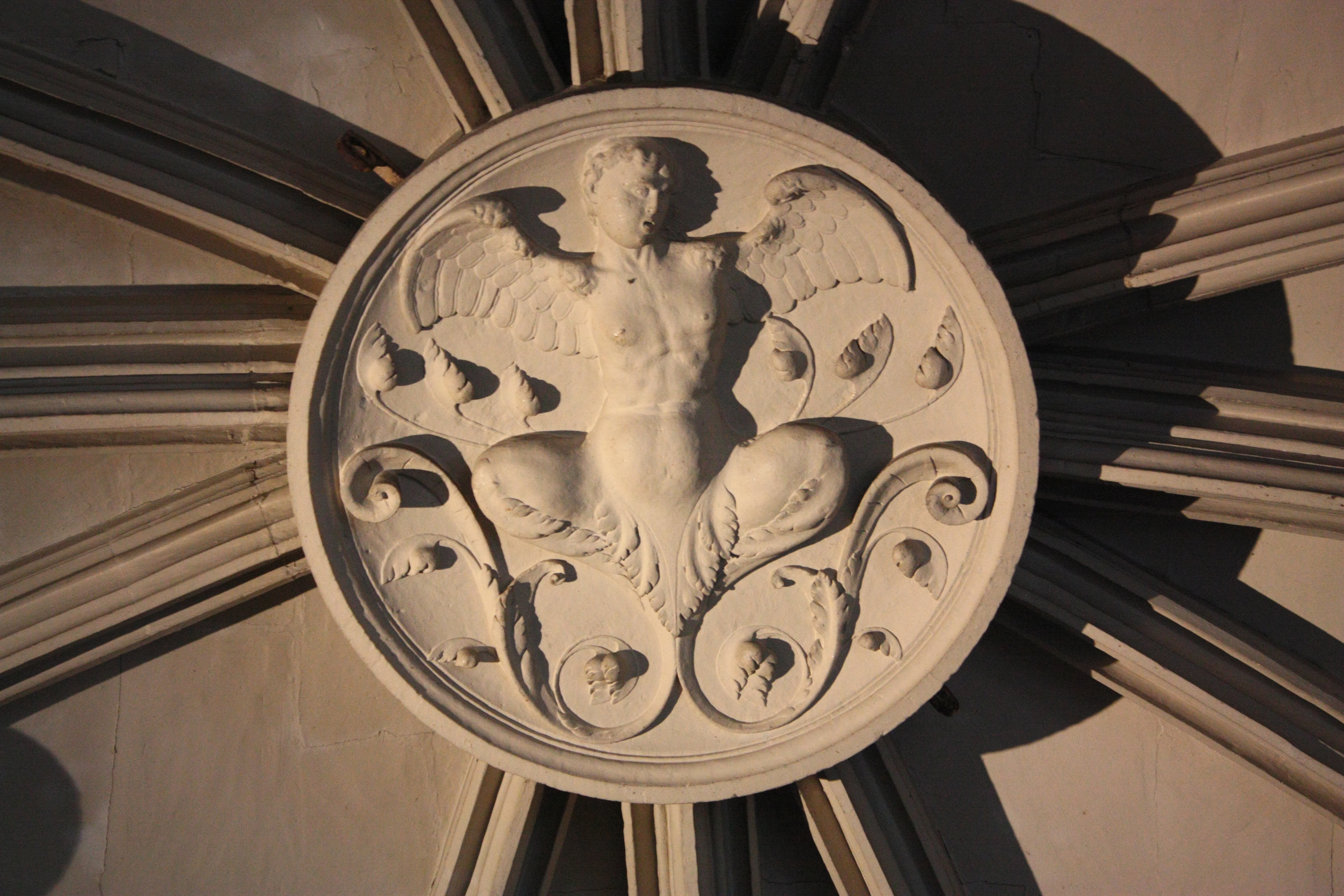
Détail.
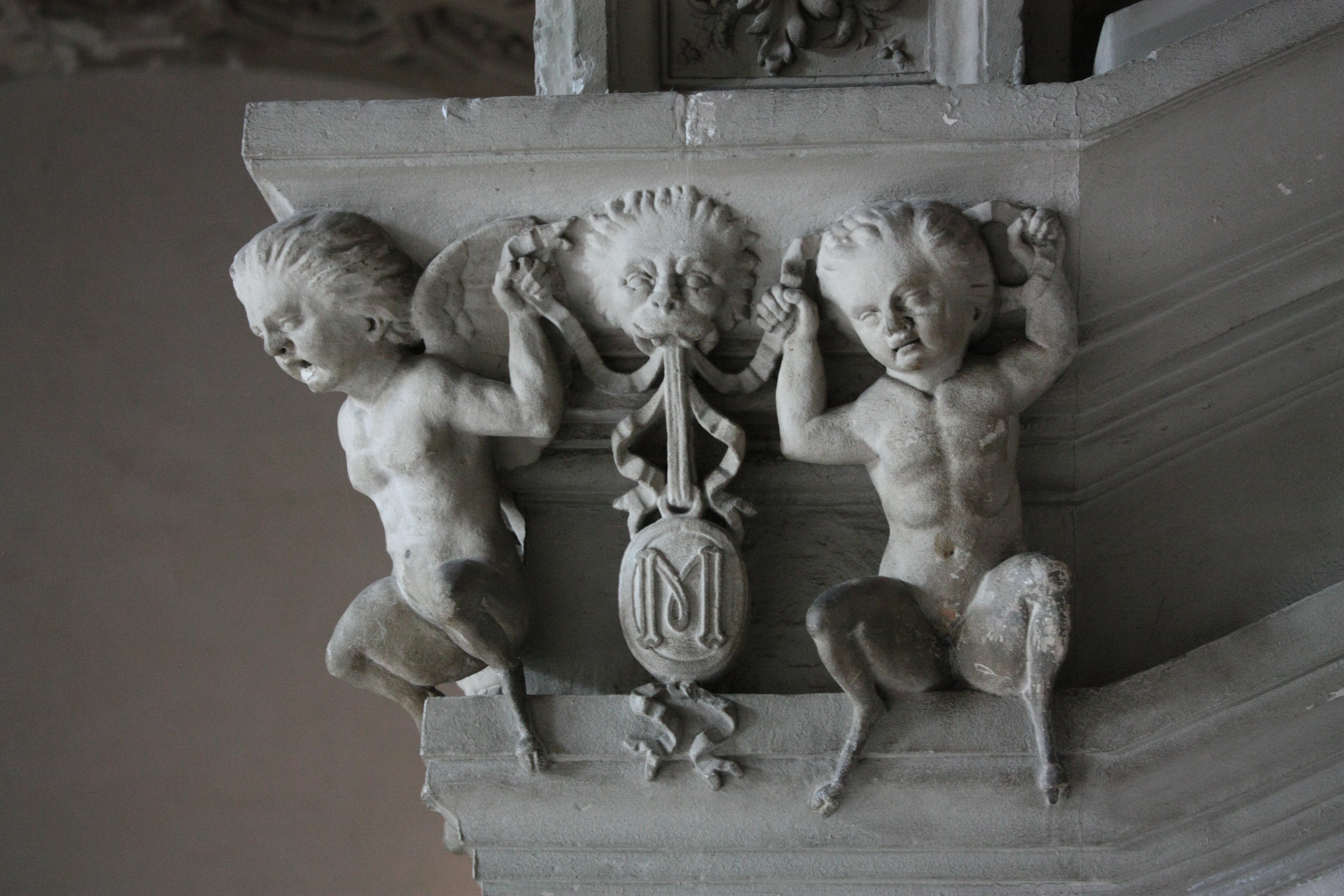
Détail.

#### Aile occidentale
L'aile ouest du château de Pau relie les tours jumelles Mazères et Louis-Philippe à la tour Billère. Entre les deux tours jumelles, deux fenêtres et une lucarne de style Renaissance sont ajoutées lors des travaux du XIXe siècle. Au rez-de-chaussée, une porte de plein cintre est également visible, un projet — inabouti — devait faire aboutir un escalier en fer-à-cheval en direction de la basse-cour. Entre la tour Louis-Philippe et la tour Billère, une terrasse du XIXe siècle est visible au premier étage, accessible par une porte et surmontée par trois fenêtres moulurées. Au deuxième étage se trouvent trois fenêtres modernes de style XVe siècle. Du côté de la cour, l'aile occidentale offre une façade très étroite entre le pan coupé nord-ouest et la tourelle renfermant l'escalier à vis dit « Henri IV », datant de la fin du XVe siècle. Au milieu de cette façade intérieure s'ouvrent trois grandes fenêtres superposées, surmontées d'une lucarne du XVIe siècle. Ces ouvertures sont encadrées par huit médaillons de chaque côté, qui représentent des guerriers antiques, des enfants ou encore Lucrèce. Cette façade est revêtue d'un parement en pierre de taille du XVIe siècle qui englobe également la tourelle de l'escalier de Henri IV.
La salle des Gardes occupe le rez-de-chaussée de l'aile occidentale. Cette pièce est couverte au XVe siècle de deux voûtes d'une grande portée, l'une à trois et l'autre à quatre branches d'ogive retombant sur des culs-de-lampe. Cette pièce sert par la suite de cuisine, puis de salon d'attente. Au centre se trouve un plan en relief du château dans son état de 1838, réalisé par Pierre Saget. Au premier étage se trouvent les appartements de l'Impératrice — ou petits appartements — composés d'un boudoir, d'une chambre, d'une salle de bains, d'un cabinet de garde-robe ainsi que d'une chambre de domestique et d'une salle des atours. Construits à l'origine pour l'épouse de Louis-Philippe, la reine Marie-Amélie, ces appartements sont finalement occupés par l'impératrice Eugénie. L'impératrice vient à de nombreuses reprises dans le château de Pau au cours de ses voyages entre Biarritz et les stations thermales des Pyrénées. Au deuxième étage se trouvent le cabinet Bourbon et la salle Marquet de Vasselot pour la présentation d'œuvres du musée.

L'aile occidentale (sélection).
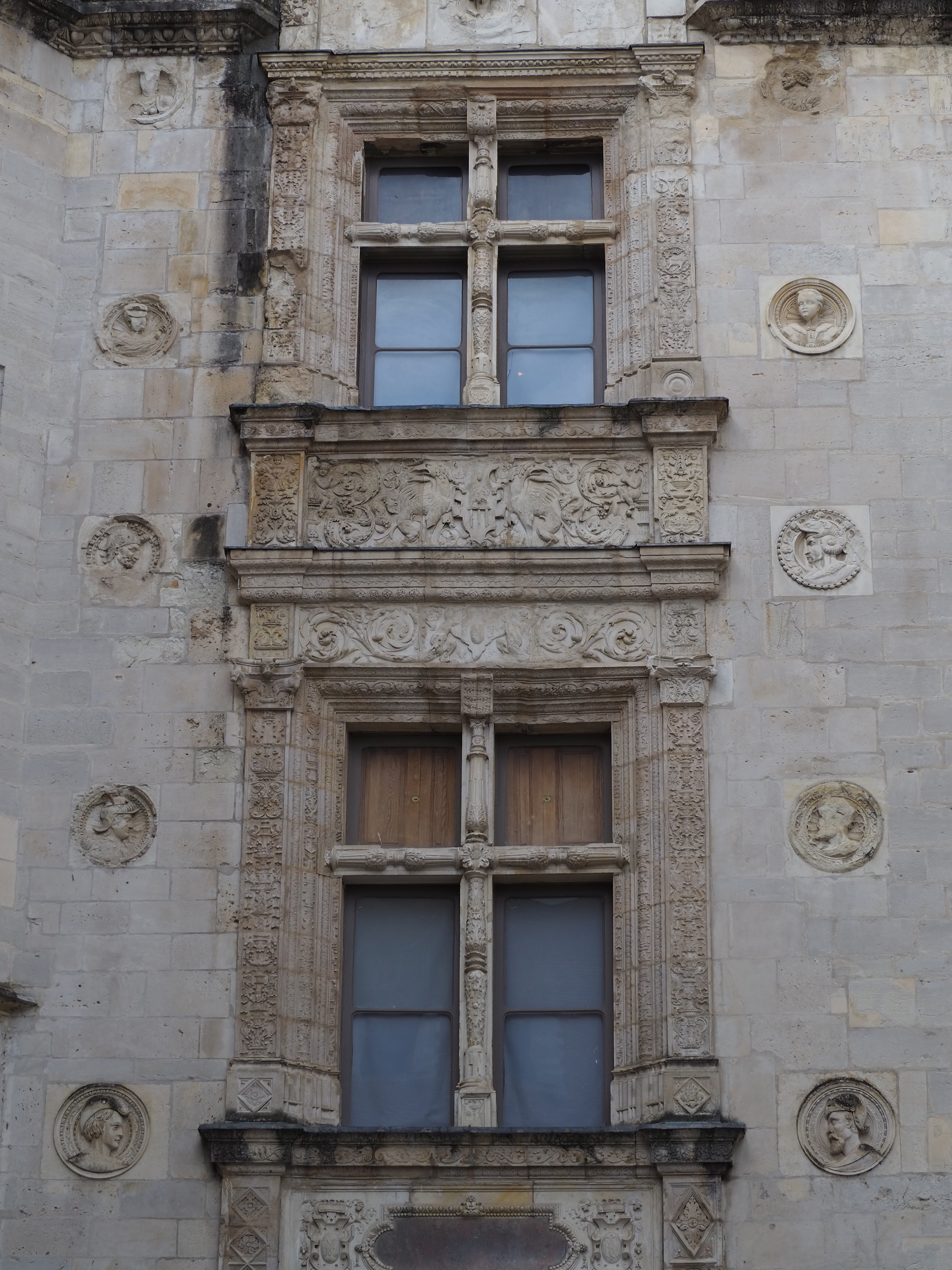
Les médaillons de la façade intérieure.
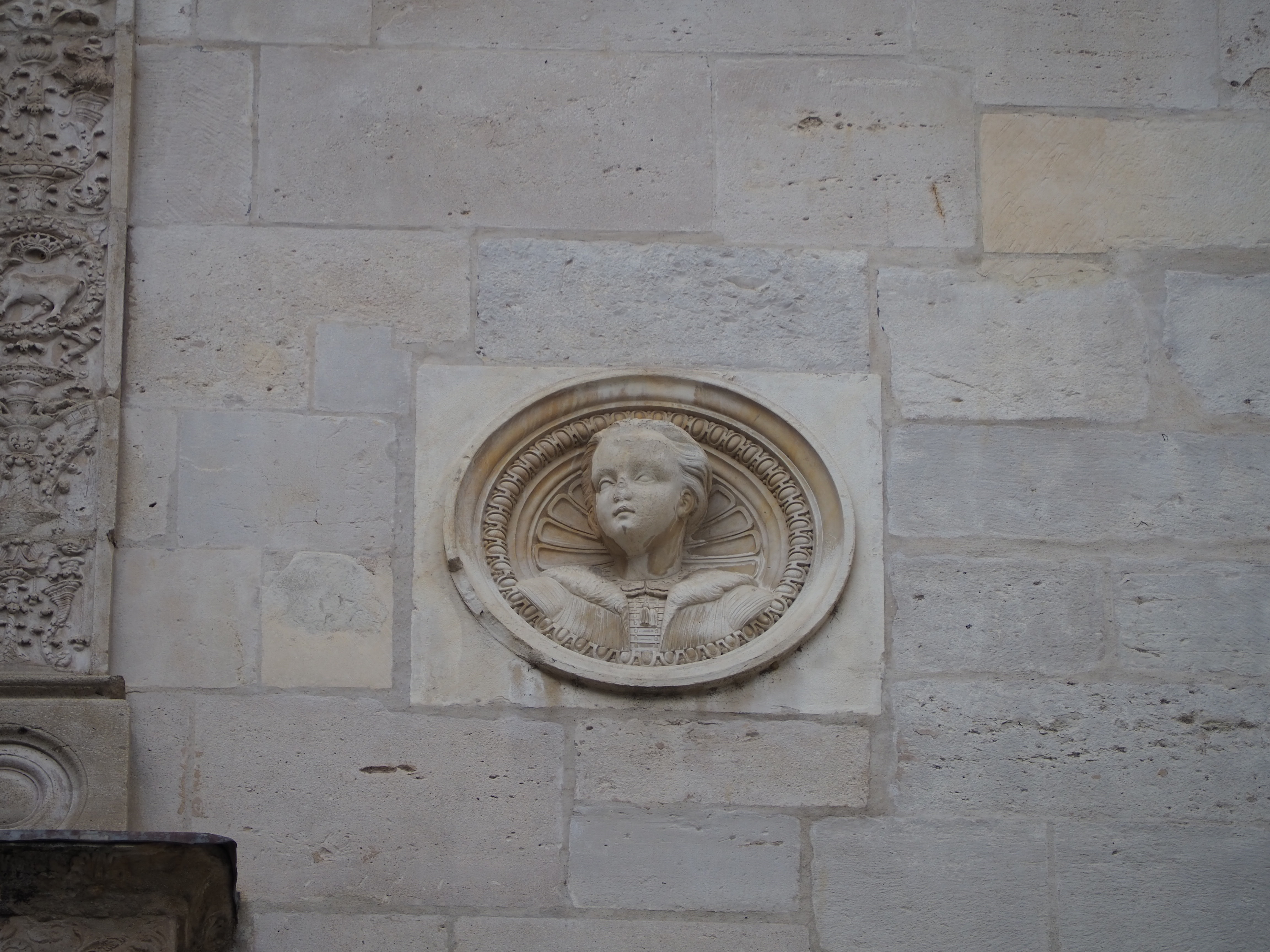
Détail sur un médaillon.
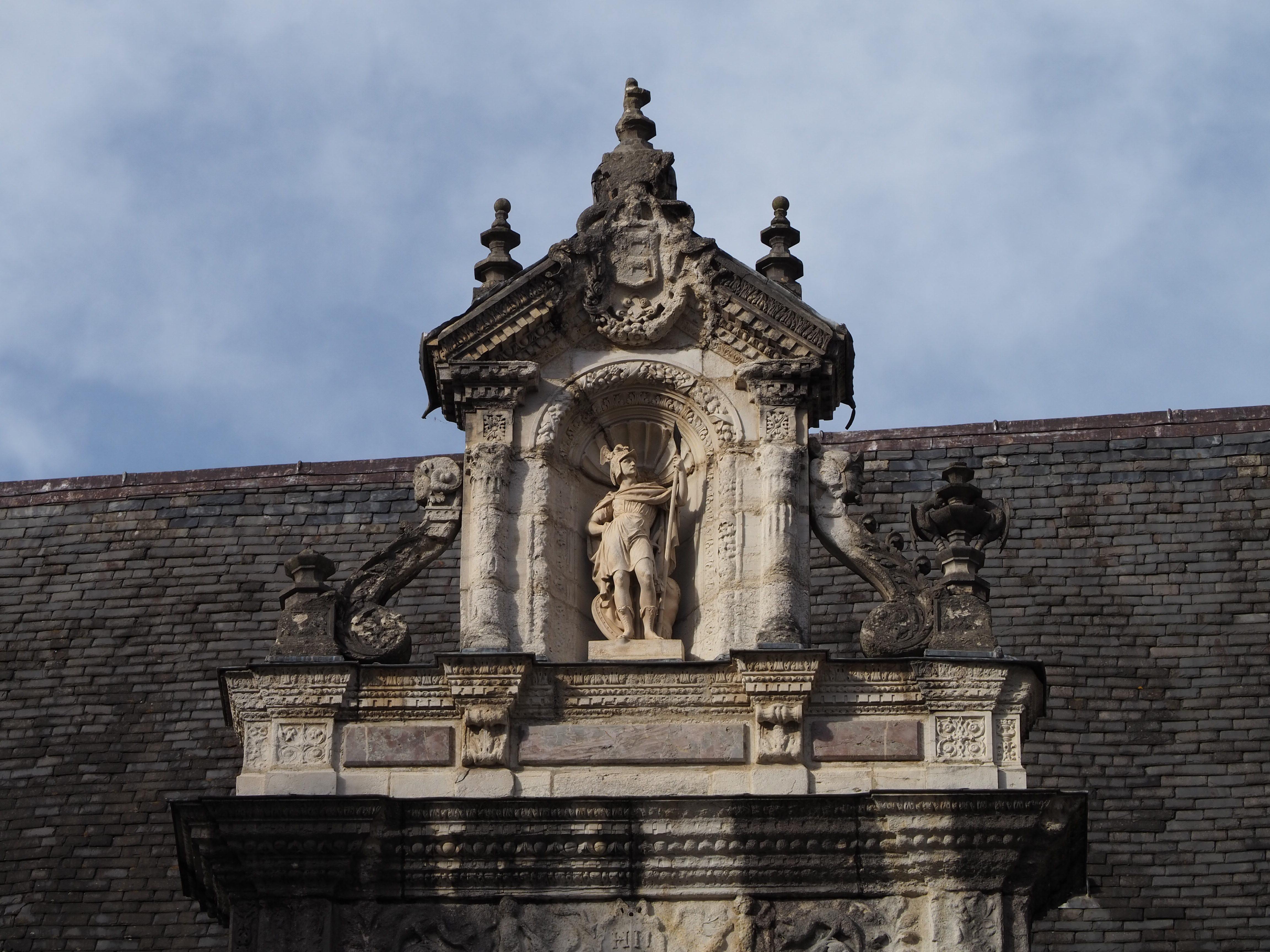
Détail sur la lucarne de l'aile ouest.
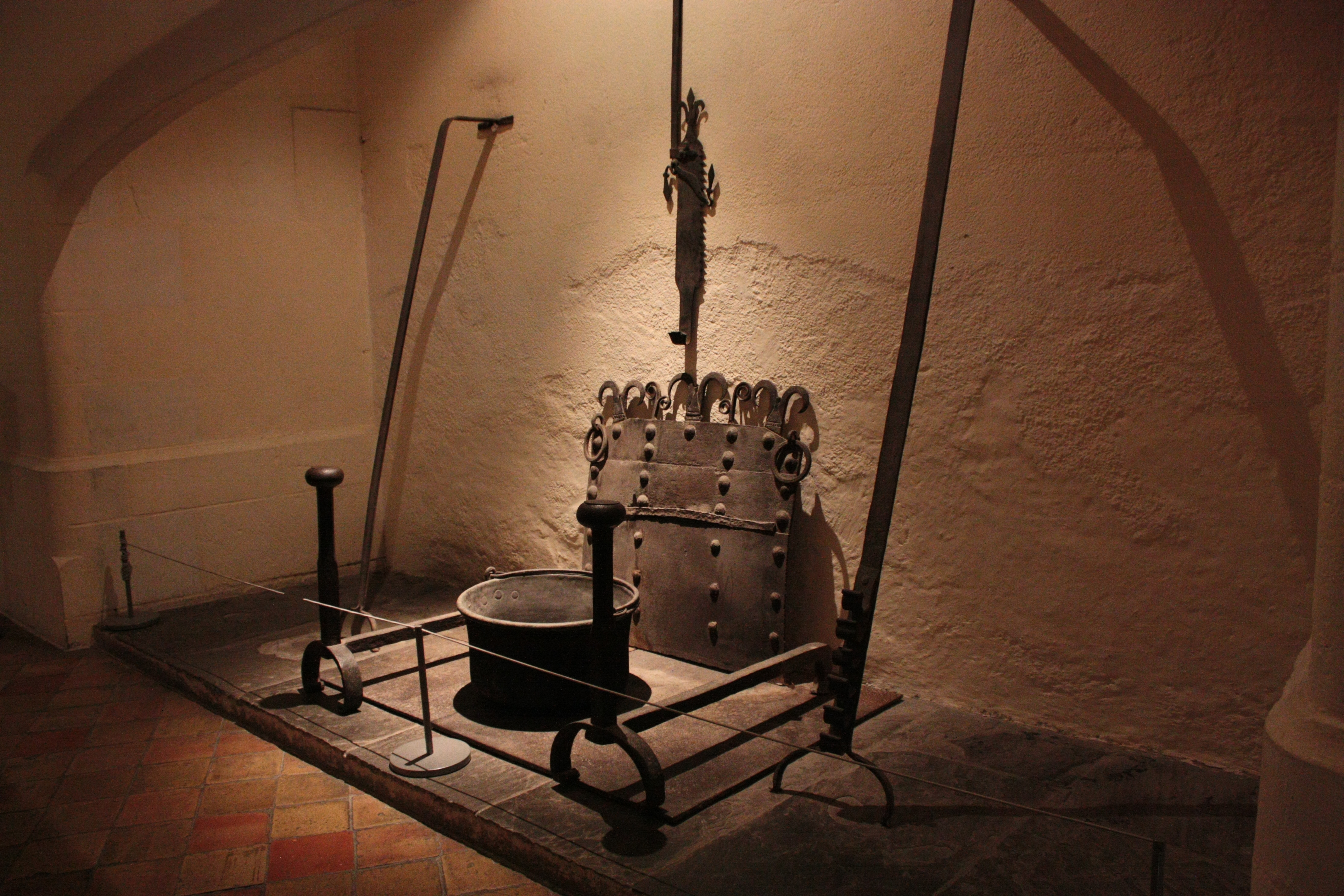
Cheminée de la salle des Gardes.
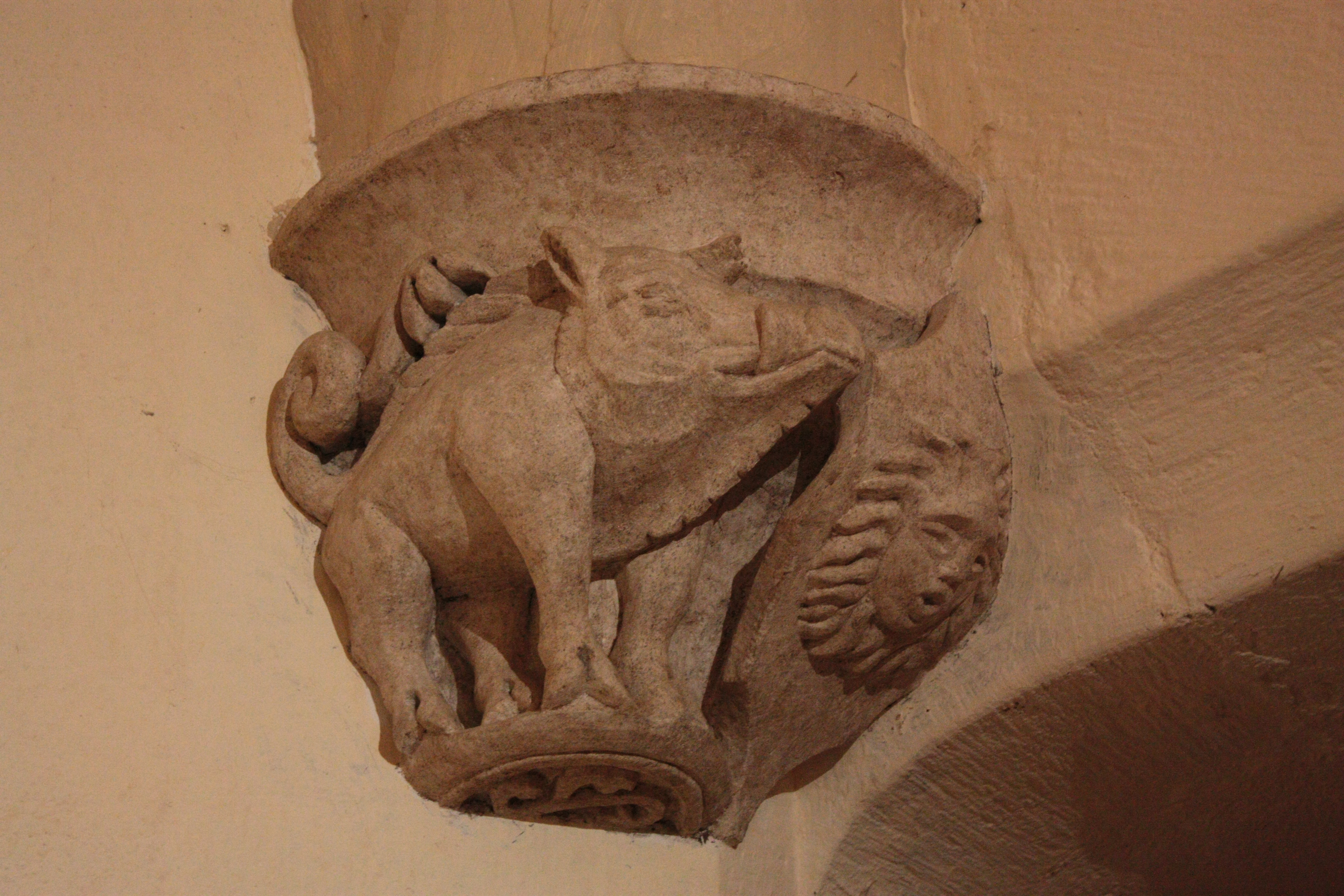
Détail de la salle des Gardes.
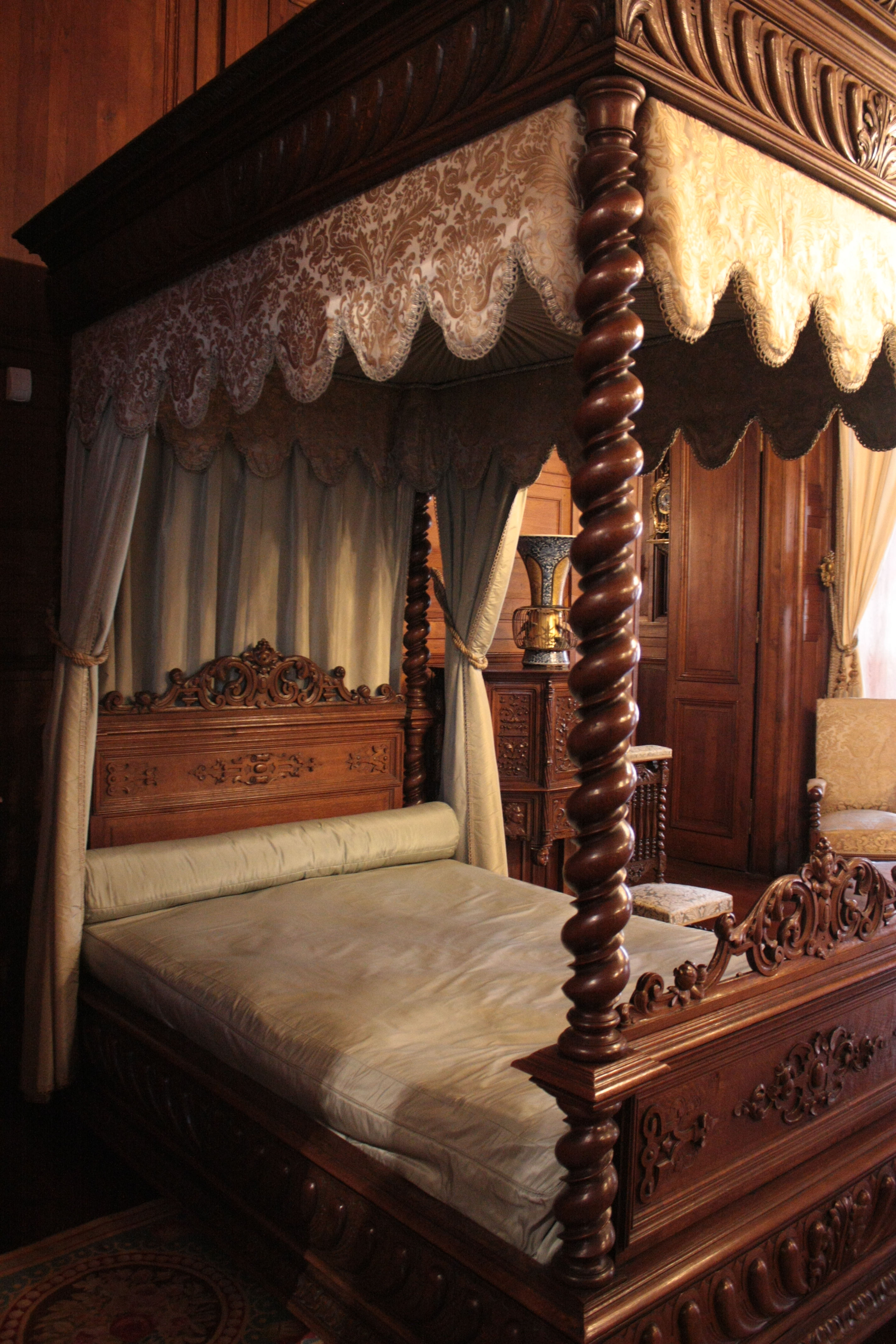
Le lit de l'Impératrice.
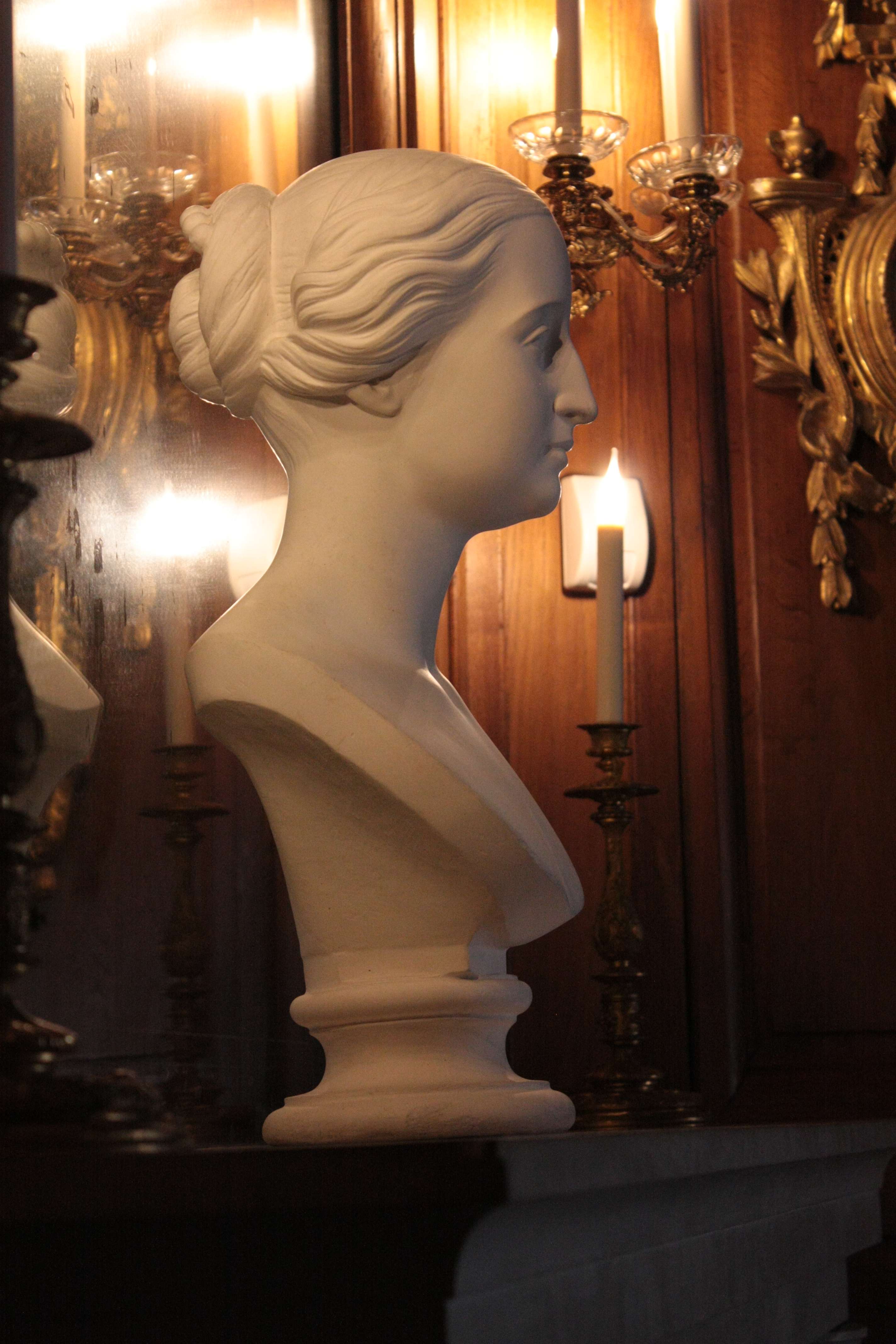
Le buste de l'impératrice Eugénie.

#### Aile septentrionale
L'aile nord du château s'étend de la tour Billère à la tour Montauser. Comme pour l'aile du Midi, le rez-de-chaussée et le premier étage datent des travaux réalisés sous Fébus au XIVe siècle, tandis que le deuxième étage et les combles remontent à ceux entrepris par Gaston IV au XVe siècle. La façade extérieure est profondément refaite, voire reconstruite, lors des travaux du XIXe siècle. Au contraire, la façade intérieure conserve son caractère hérité du XVIe siècle. Cette façade côté cour peut être divisée en trois parties, la première concerne un pan coupé au contact sud de la tour Billère. Se superposent ici une porte à arc en anse de panier et une fenêtre à croisée au rez-de-chaussée, puis deux autres fenêtres à croisée et à larmier aux premier et deuxième étages. La deuxième partie de cette façade est une tour quadrangulaire — ne saillant pas sur la cour — abritant un escalier à vis. Au rez-de-chaussée de cette tour se trouve une porte moulurée, puis au-dessus une succession de cinq fenêtres à jambages et montant moulurés, et à larmiers. Enfin, entre cet escalier et la tour Montauser se trouve un grand mur percé de neuf fenêtres à croisée de pierre, trois à chaque étage. Au-dessus de cette dernière partie de l'aile s'élèvent trois lucarnes massives, dont les pignons sont ornés de coussinets de feuillage et agrémentés de gargouilles de part et d'autre.
À l'intérieur de l'aile septentrionale, chaque étage était auparavant divisé en deux vastes salles, qui sont par la suite cloisonnées et desservies par un couloir. Le rez-de-chaussée du corps principal de l'aile accueille aujourd'hui la boutique du musée, à l'emplacement de l'ancienne petite salle à manger des officiers, tandis qu'au premier étage se trouve une enfilade de trois chambres. Contre la tour Billère se trouvent les anciennes latrines du château, dont il ne reste ni les cloisons ni les sièges en pierre. Au premier étage du pan coupé au sud de la tour Billère se trouve le cabinet de peintures XIXe siècle.

L'aile septentrionale (sélection).
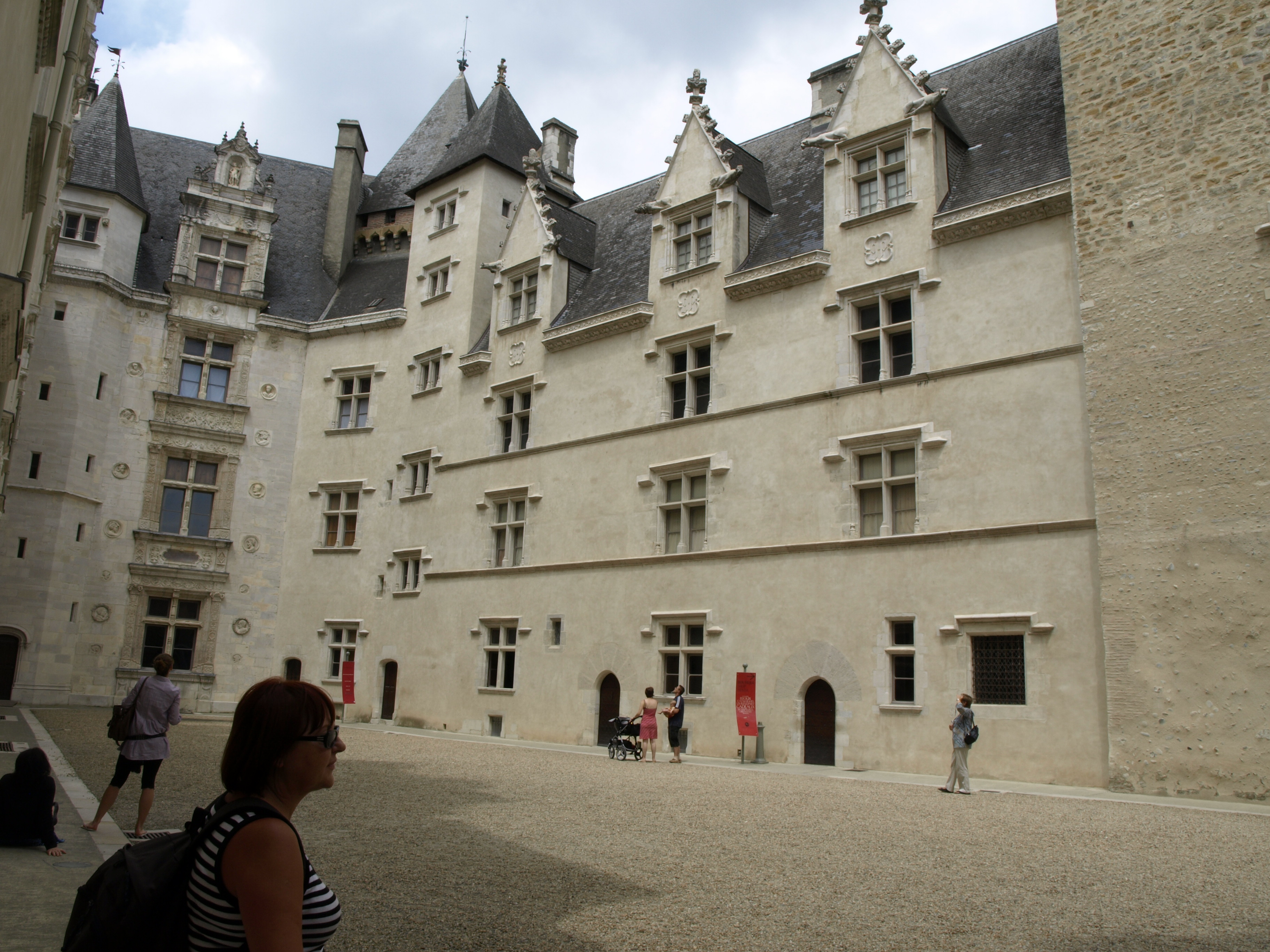
La façade intérieure de l'aile septentrionale.
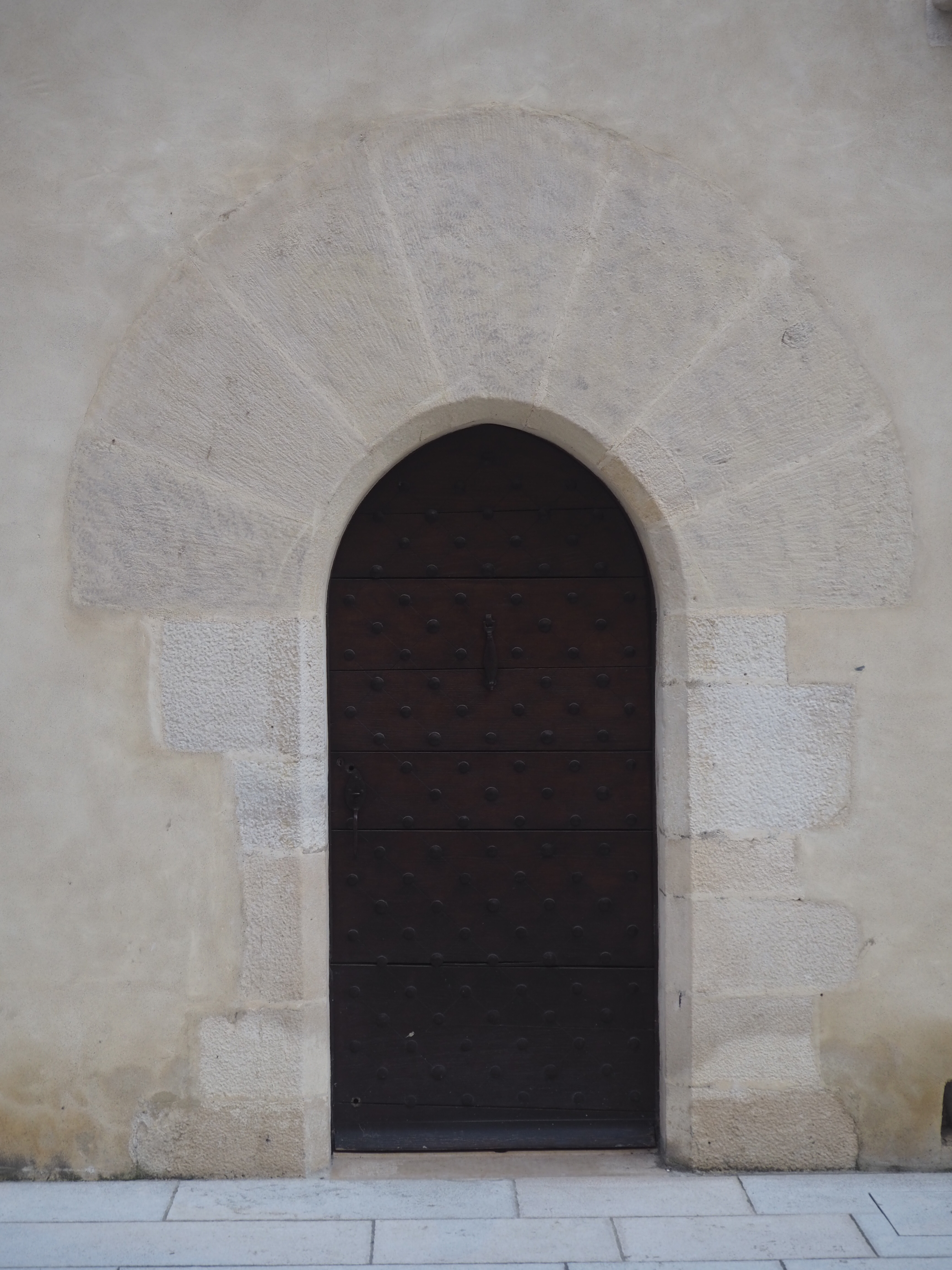
Détail d'une porte.
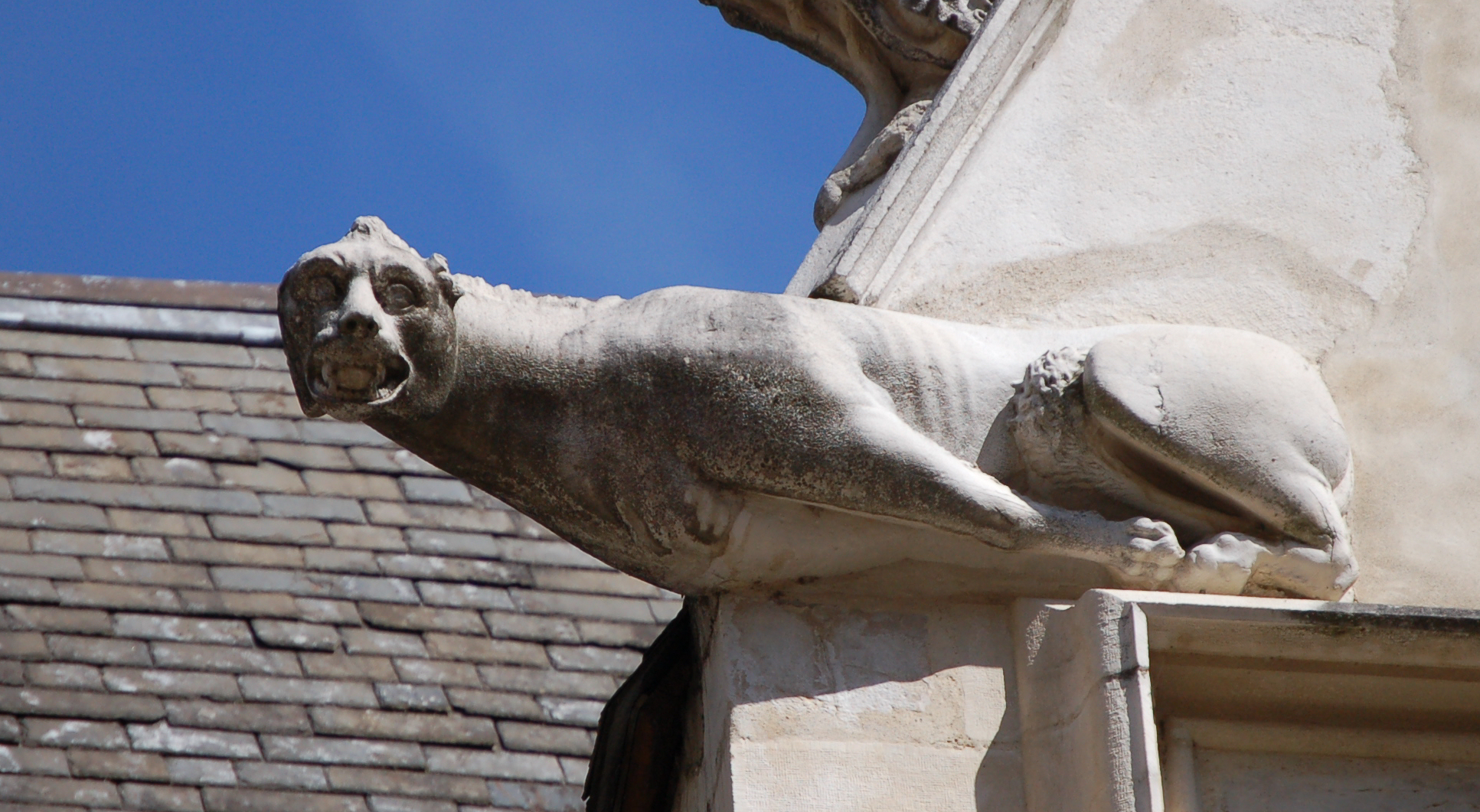
Une gargouille de l'aile nord.
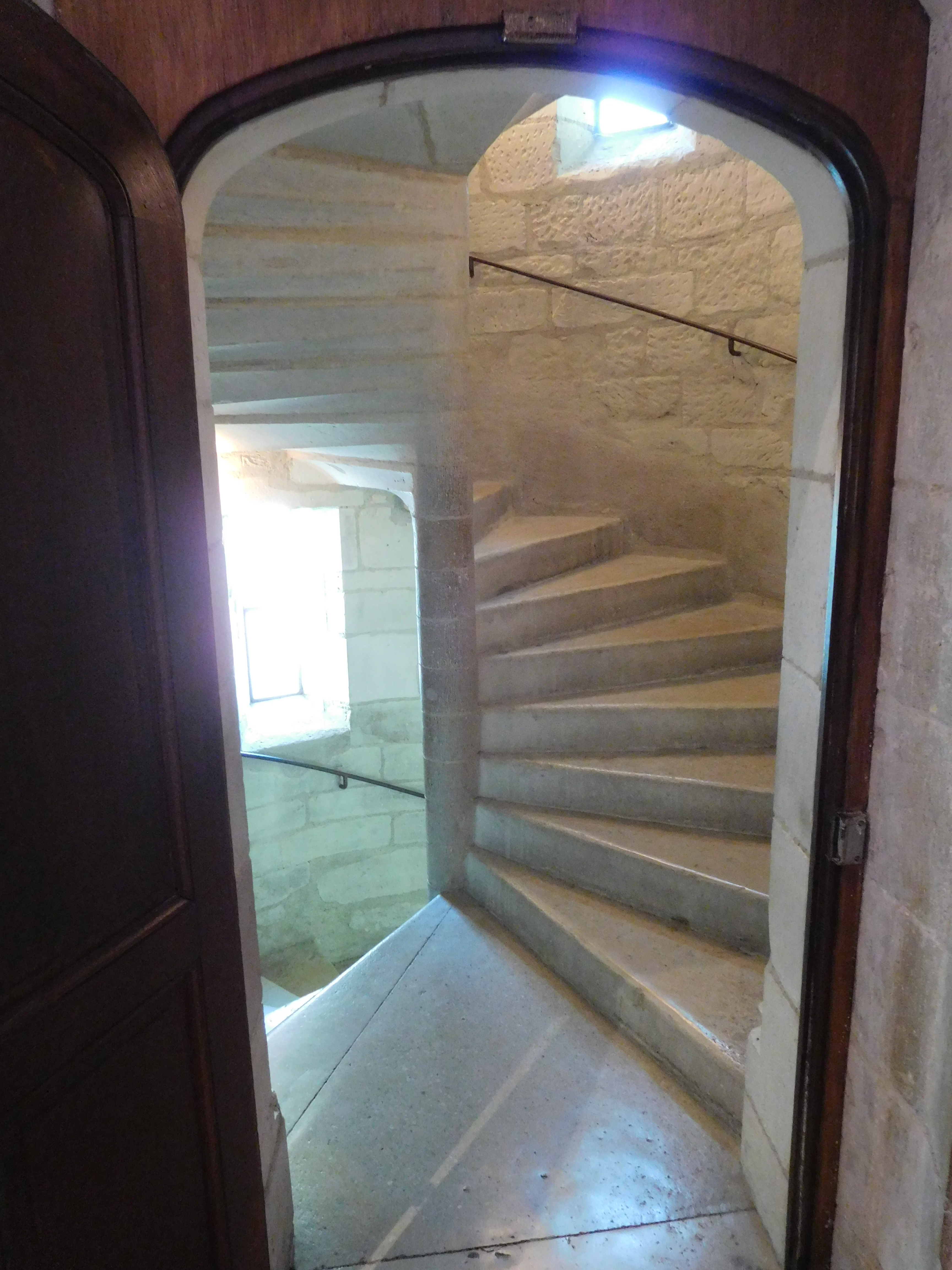
Intérieur de l'escalier à vis de l'aile nord.
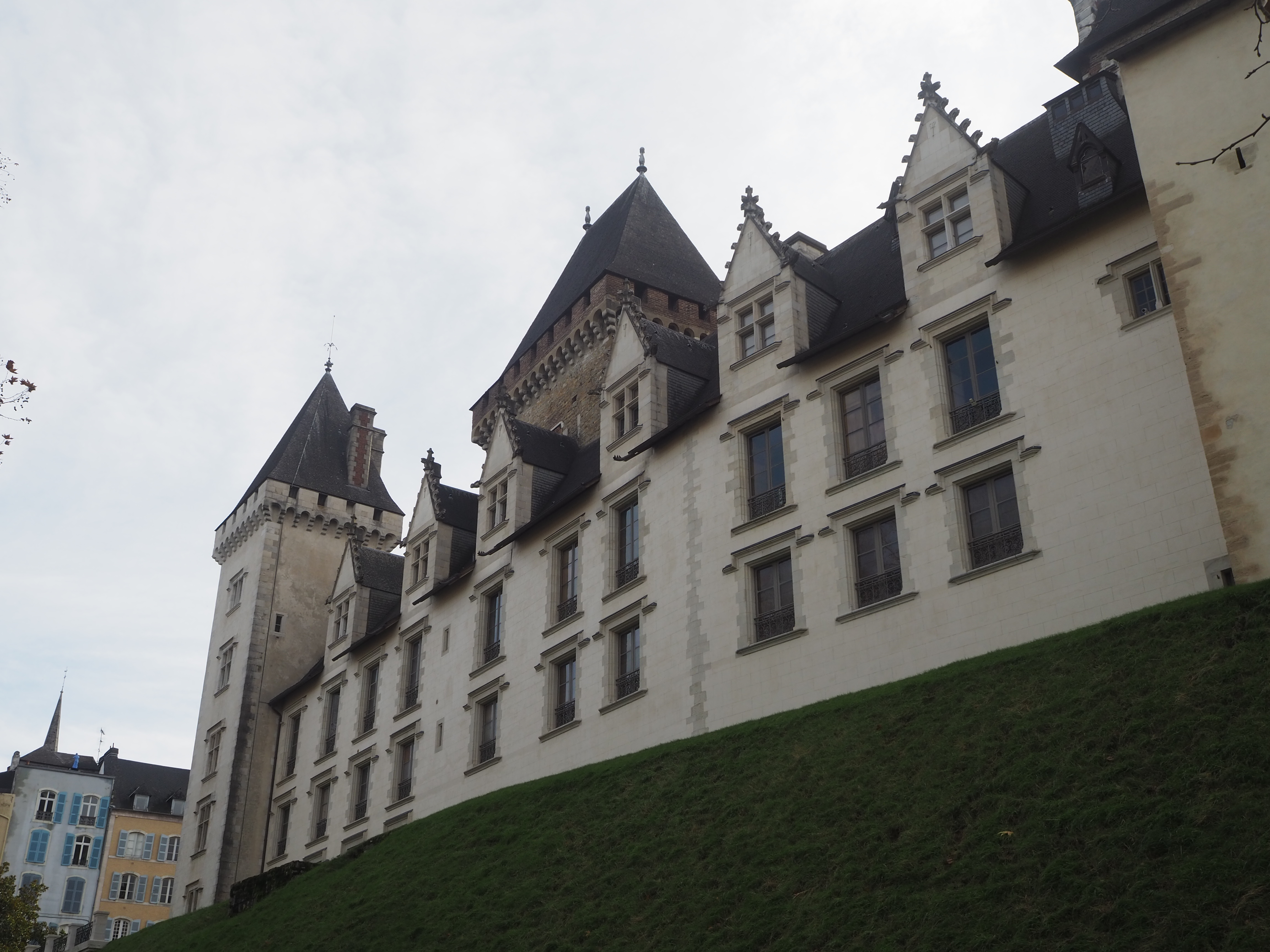
La façade extérieure de l'aile nord.
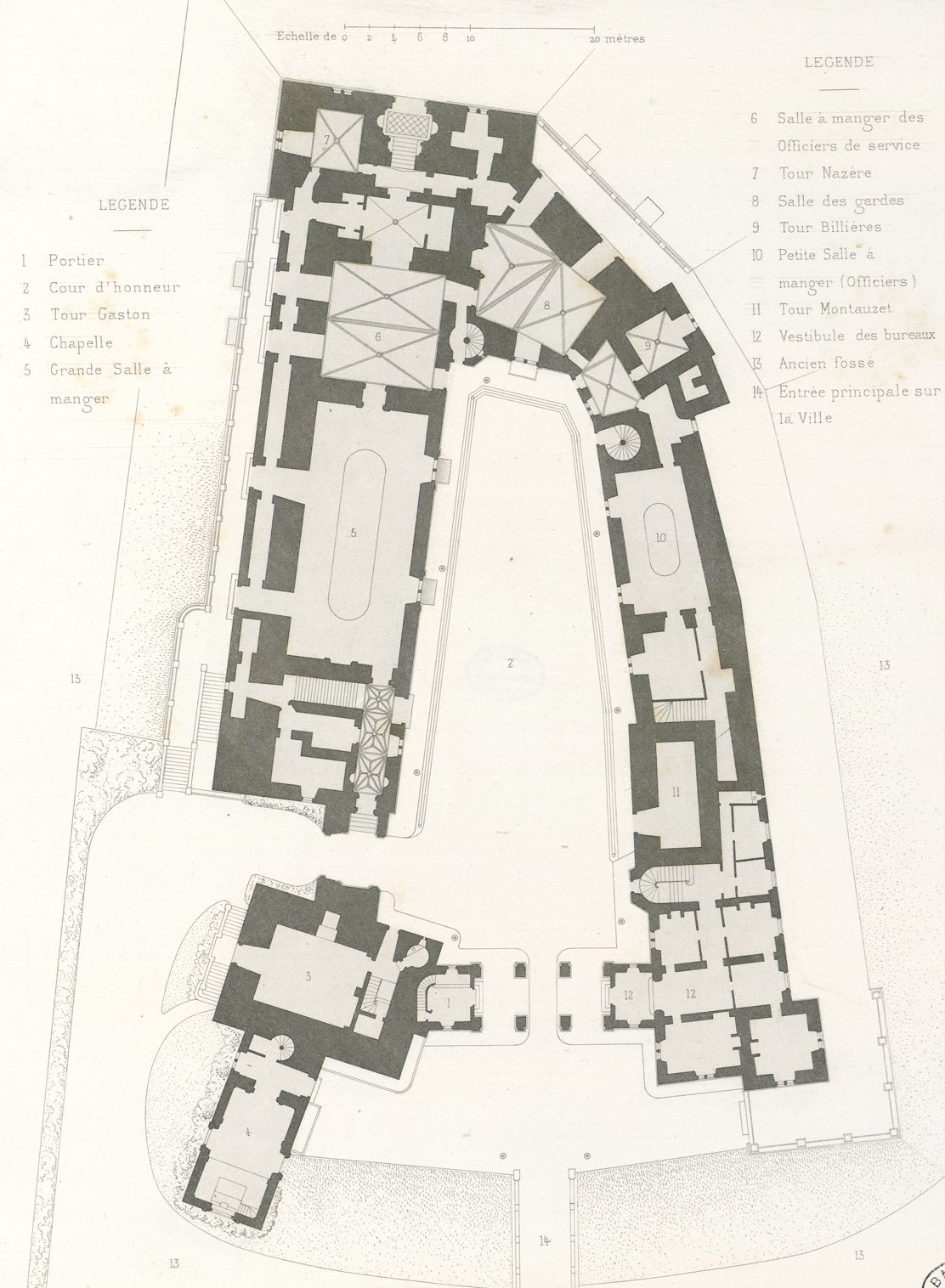
Plan du rez-de-chaussée du château en 1882.

#### Aile nord-est
Au nord et à l'est de la tour Montauser s'étend un corps de logis construit sous Napoléon III au XIXe siècle, dans le style des bâtiments de Gaston IV. Contre la tour Montauser se trouve une tourelle contenant un escalier en bois moderne, qui remplace un escalier à vis démoli au moment des travaux de rénovation. Cette aile se termine à l'angle nord-est par la tour Napoléon III, cet ensemble moderne accueille notamment les bureaux du musée national ainsi que différents logements de fonction. Sur sa façade est, le château s'ouvre depuis le XIXe siècle sur la ville par un péristyle à trois arcades relié au donjon, et dont les pilastres et les voûtes reprennent certains motifs des fenêtres de la grande salle et des voûtes de l'escalier d'honneur. L'ensemble moderne construit au XIXe siècle — aile nord-est, tour Napoléon III et portique — occupe notamment l'emplacement de l'ancienne Chancellerie. De longues galeries côté est sont bâties au XVe siècle sous Gaston IV, elles sont mal reconstruites à la suite d'un incendie en avril 1659, puis transformées au XVIIIe siècle et très délabrées au début du XIXe siècle avant leurs démolitions sous le Second Empire. Durant son utilisation, ce bâtiment de la Chancellerie accueille certaines séances d'ouverture des États, il occupe une fonction administrative jusqu'aux années 1850 avec le travail des conseillers et auditeurs. Le garde-meuble du château reste installé au deuxième étage de ce bâtiment jusqu'à la fin des années 1760.

Aile nord-est (sélection).
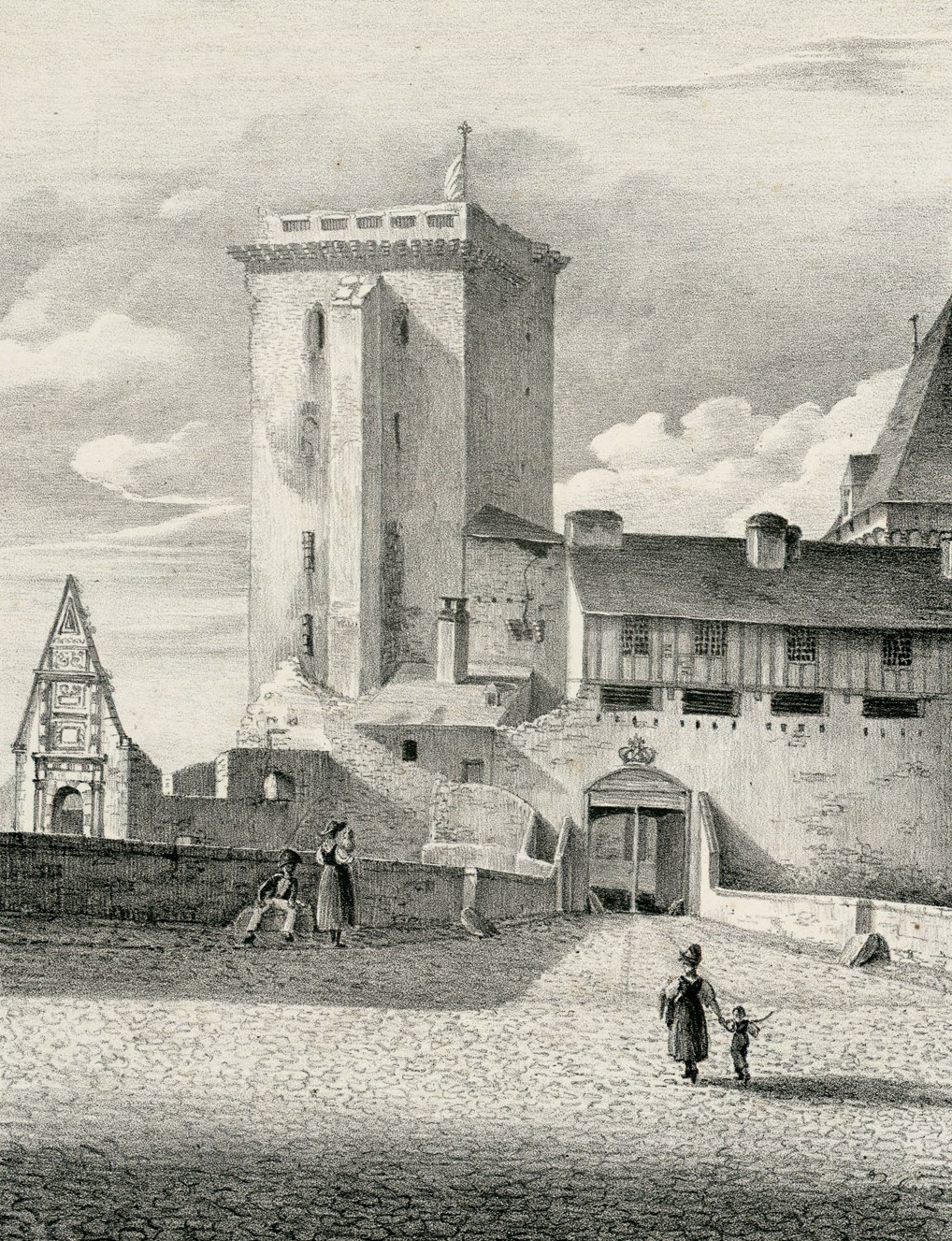
La façade est du château avant la destruction de la Chancellerie.
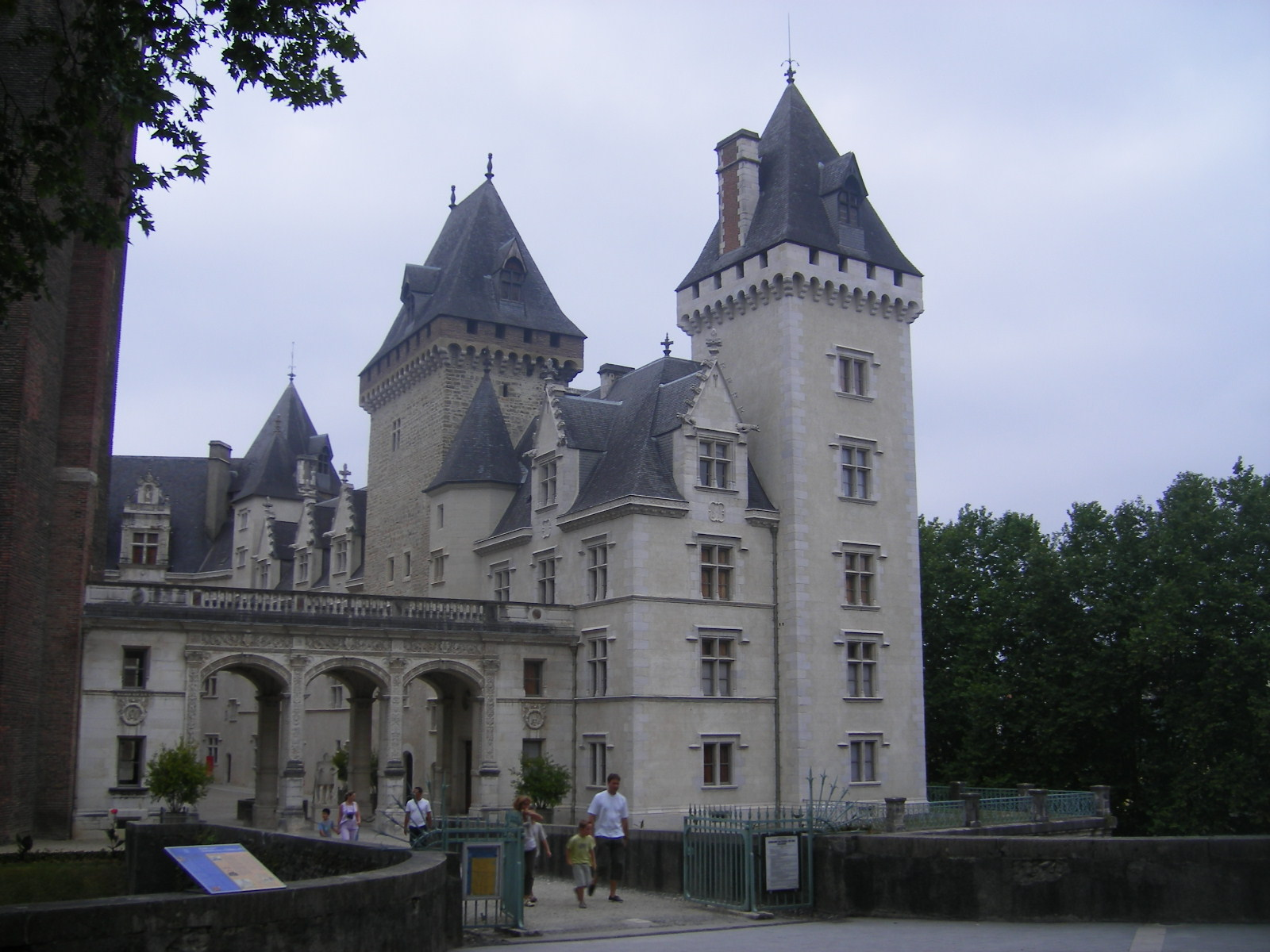
Entrée principale du château.
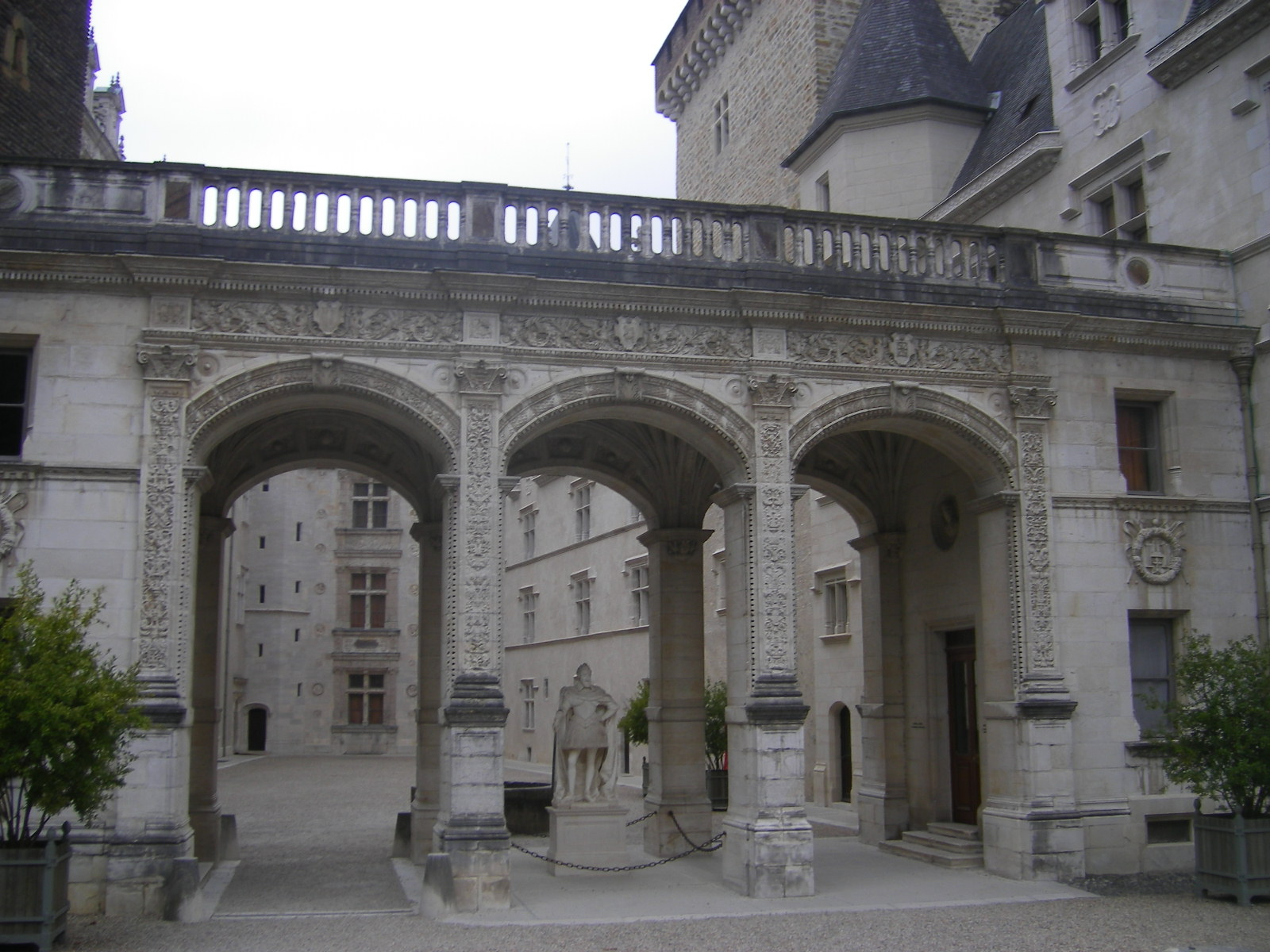
Le portique d'entrée.
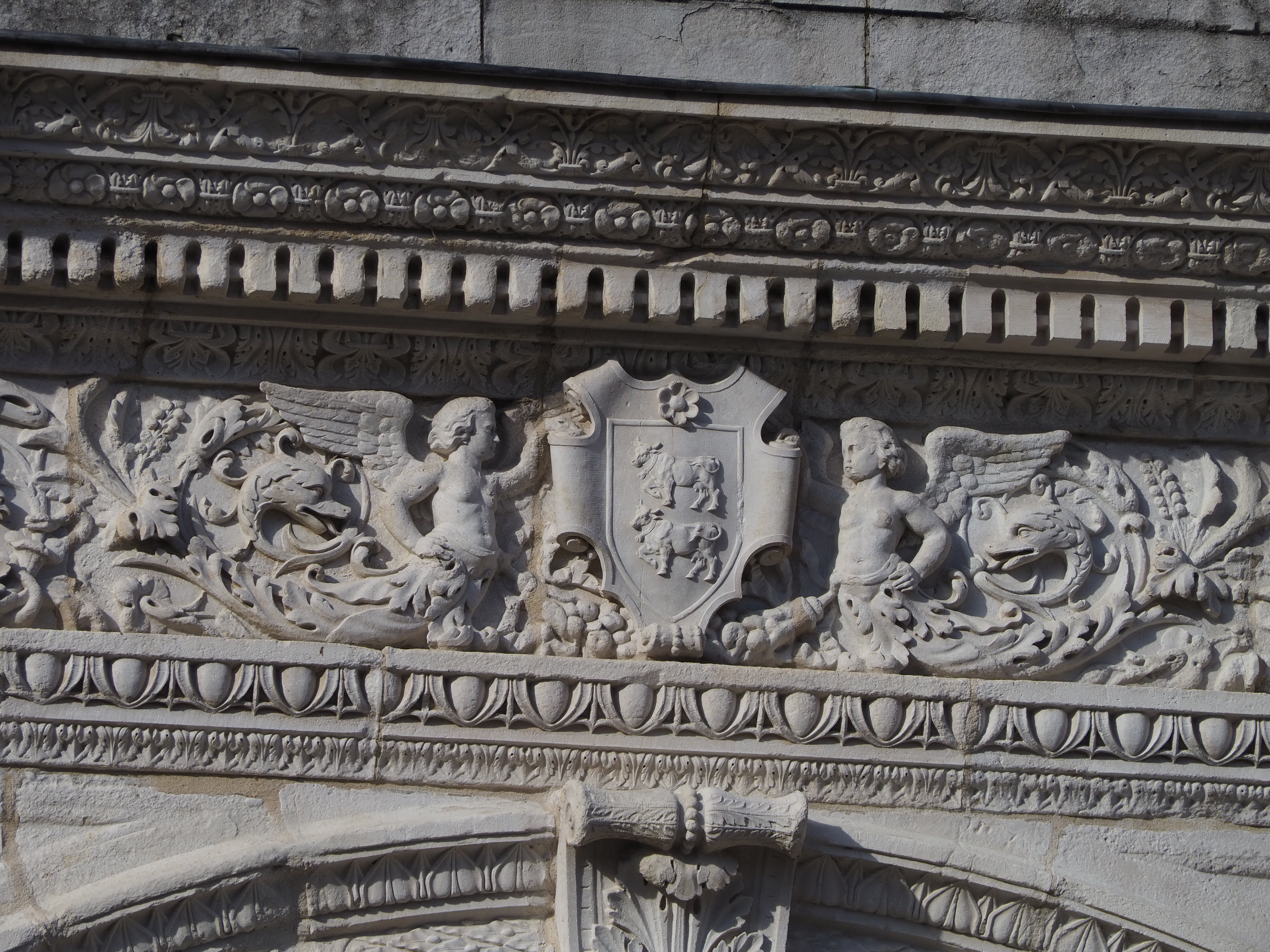
Détail du portique.
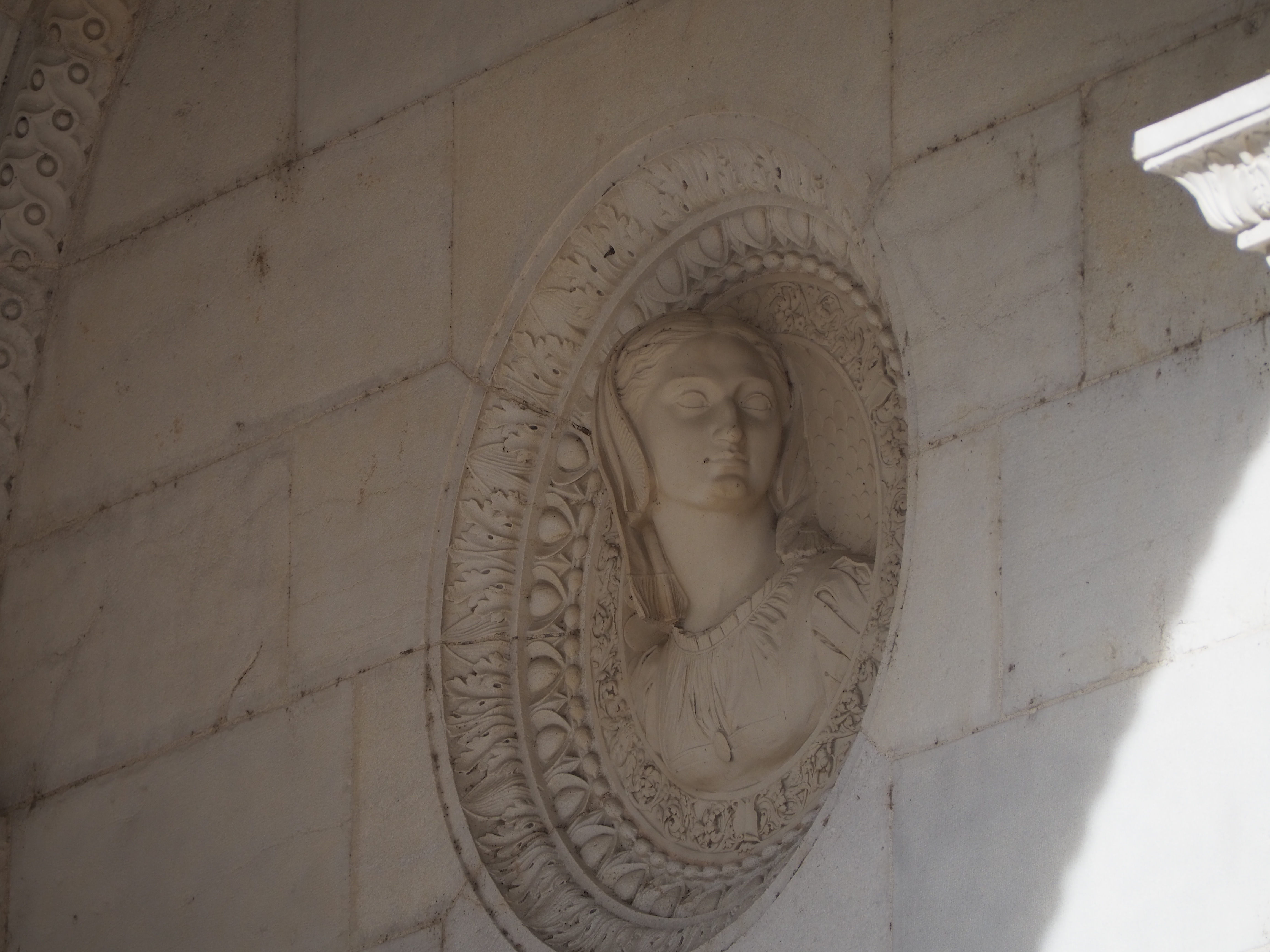
Détail du portique.
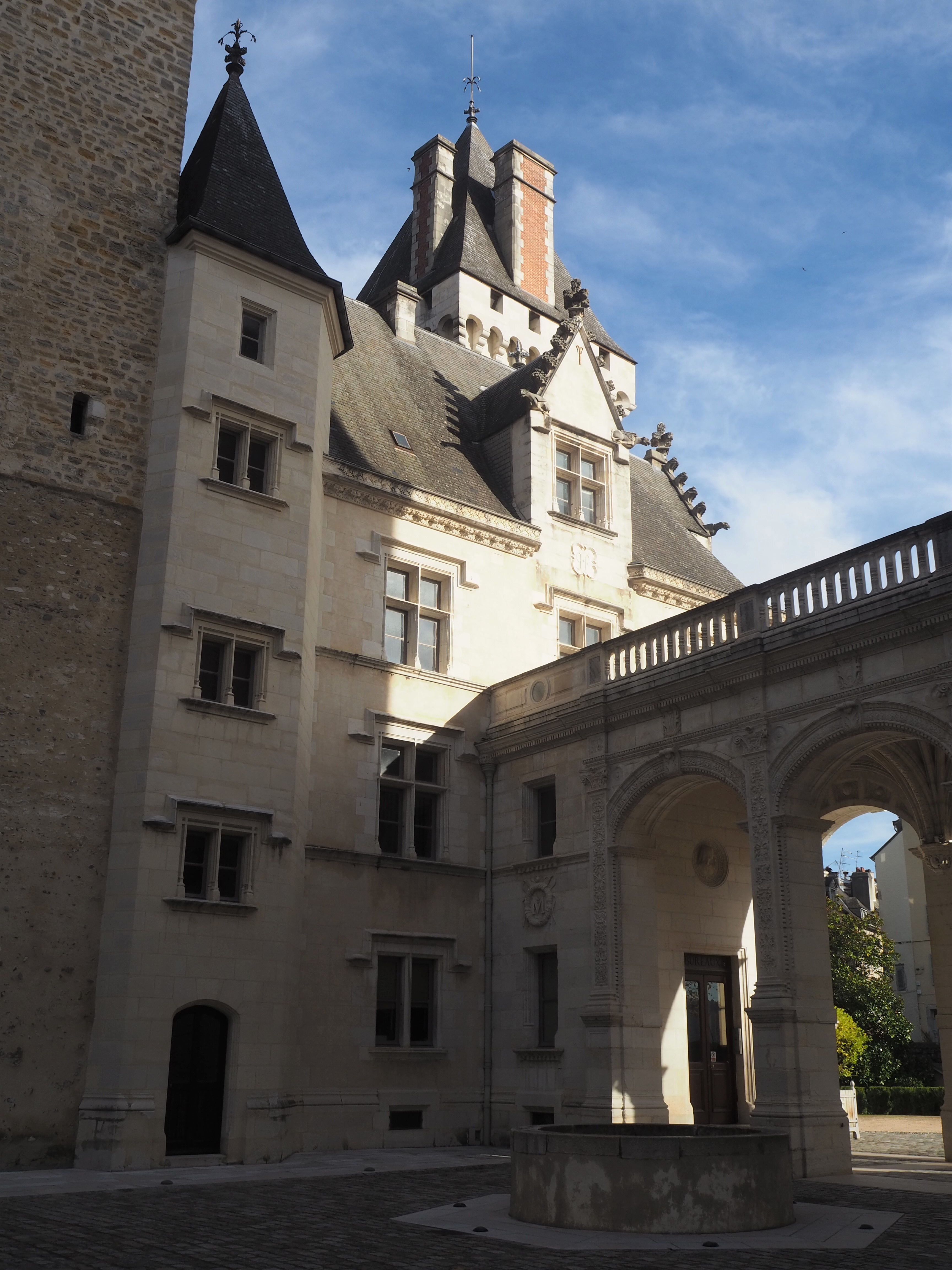
L'aile nord-est depuis la cour d'honneur.

### Chapelle
La chapelle actuelle du château de Pau est bénie en 1843 par l'évêque de Bayonne. Elle prend place à partir de 1840 dans un avant-corps défensif du XVIe siècle — sûrement construit dès 1589 — qui permet une liaison à la ville par un pont-levis reposant à l'est sur un pont dormant détruit en 1824. En 1592, son mur pignon oriental est percé d'une porte en plein cintre et doté d'un décor de pierre et de marbre d'Izeste. Une plaque à la gloire de Henri IV y est apposée en partie haute, elle est détruite à la Révolution puis reposée à l'identique sous la Monarchie de Juillet. Ce bâtiment est connu autrefois sous le nom de premier corps de garde, sa toiture ne s'appuyait alors pas au donjon, mais sur le mur de la deuxième enceinte. Cette porte d'accès et son pont-levis sont rendus inutiles avec la construction d'un pont en briques au XVIIIe siècle. Les tribunes de la chapelle donnent un accès direct au premier étage de l'aile méridionale du château, via le couloir Bernadotte. À l'intérieur de la chapelle, il est à noter un vitrail de l'Adoration des Mages, exécuté à Sèvres, d'après Francisco de Zurbarán.
Avant l'installation tardive de cette chapelle, le château de Pau compte une à plusieurs autres chapelles plus anciennes, sans qu'il soit possible de les situer. Sous Fébus, le château compte une chapelle privée mentionnée dans les textes « la capere deu casteg de Pau ». Un visiteur du XVe siècle signale plusieurs chapelles, tandis que Marguerite de Valois décrit une petite chapelle de « trois ou quatre pas de long […] pleine quand nous estions sept ou huit ». Des pièces comptables attestent de l'entretien de cette chapelle jusqu'au XVIIIe siècle, Raymond Ritter émet l'hypothèse d'une localisation — du temps des Albret — dans l'aile occidentale, mais il suppose également que la chapelle ait pu occuper plusieurs emplacements au fil des siècles.

La chapelle (sélection).
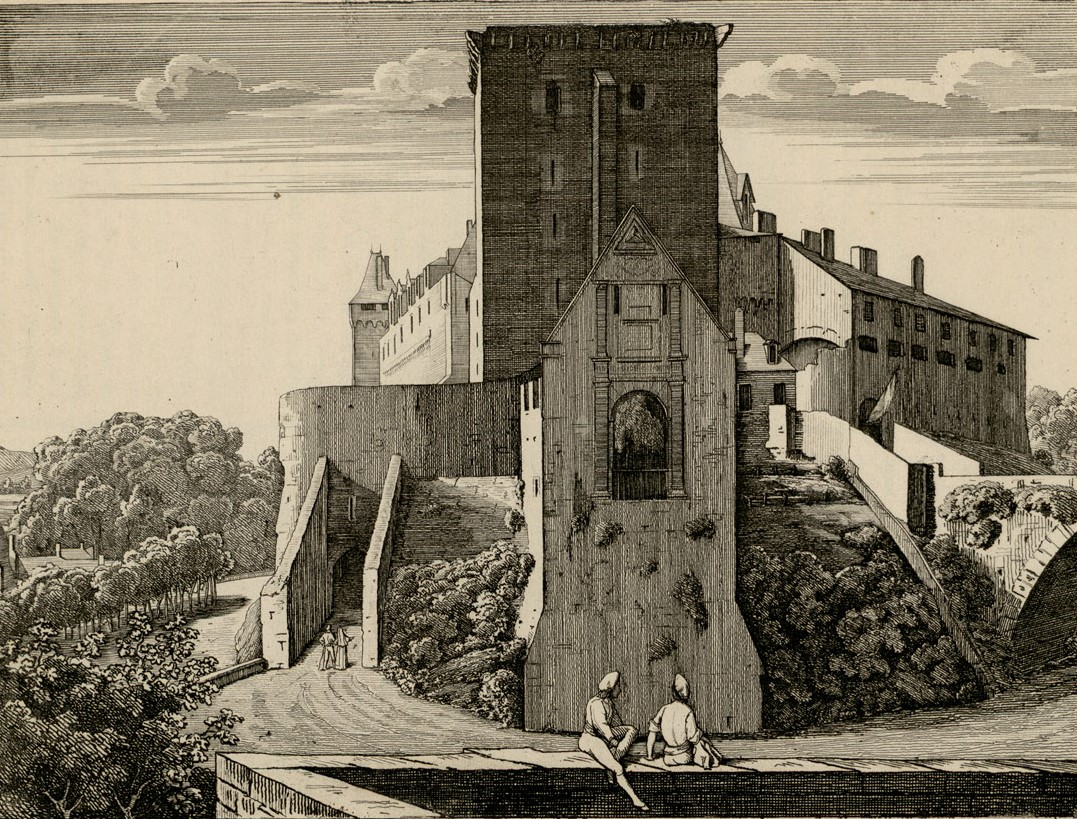
La chapelle est l'ancien avant-corps défensif du pont-levis.
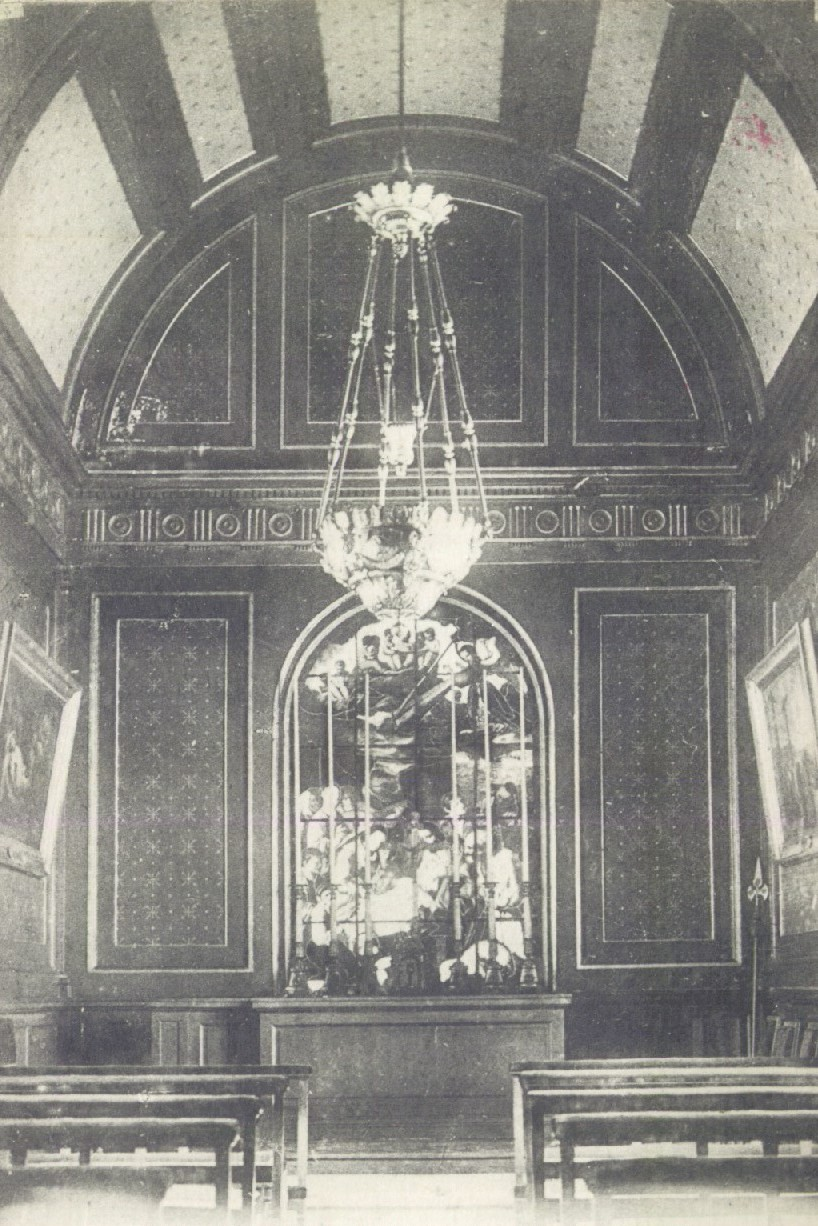
L'intérieur de la chapelle.
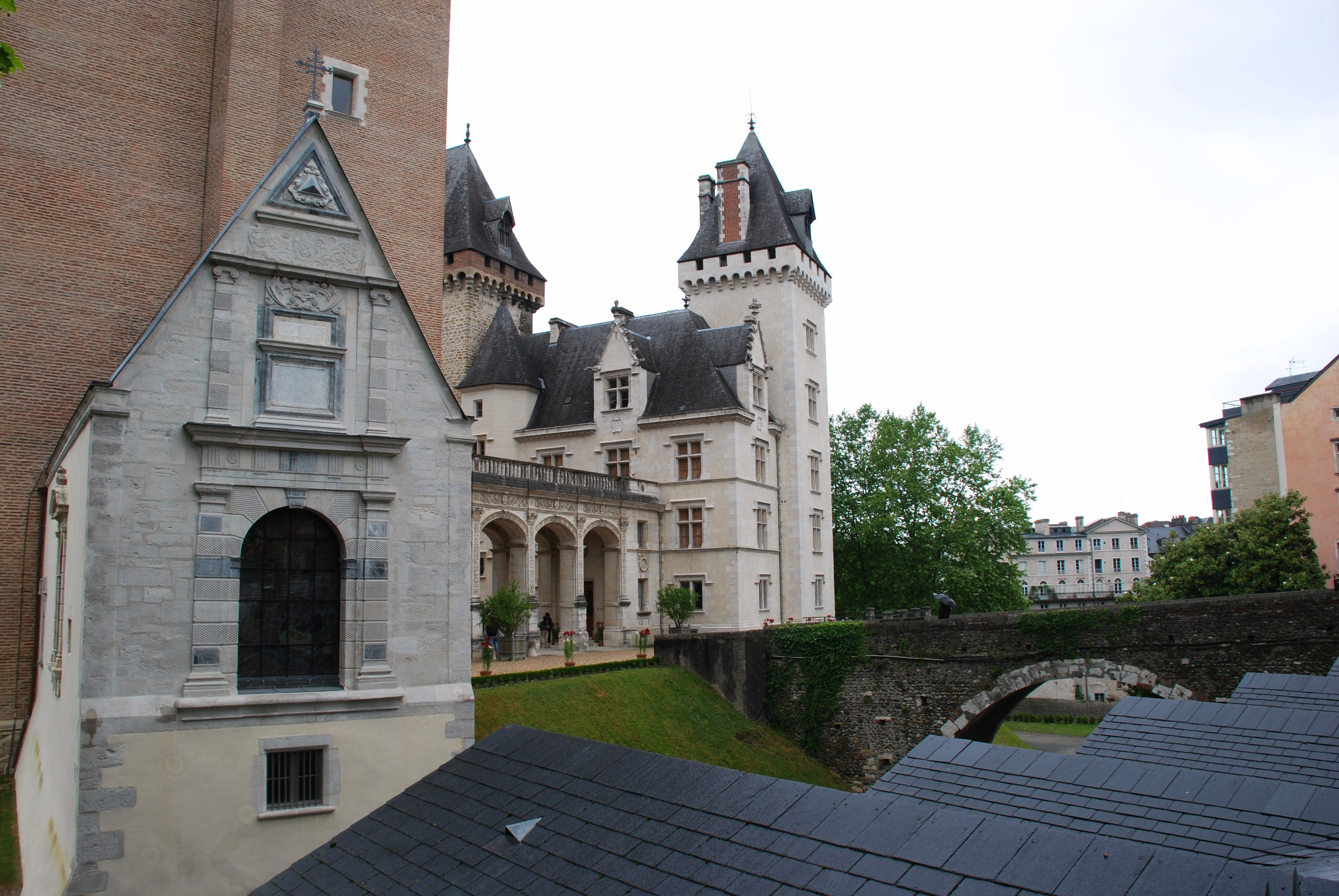
La chapelle contre le donjon.
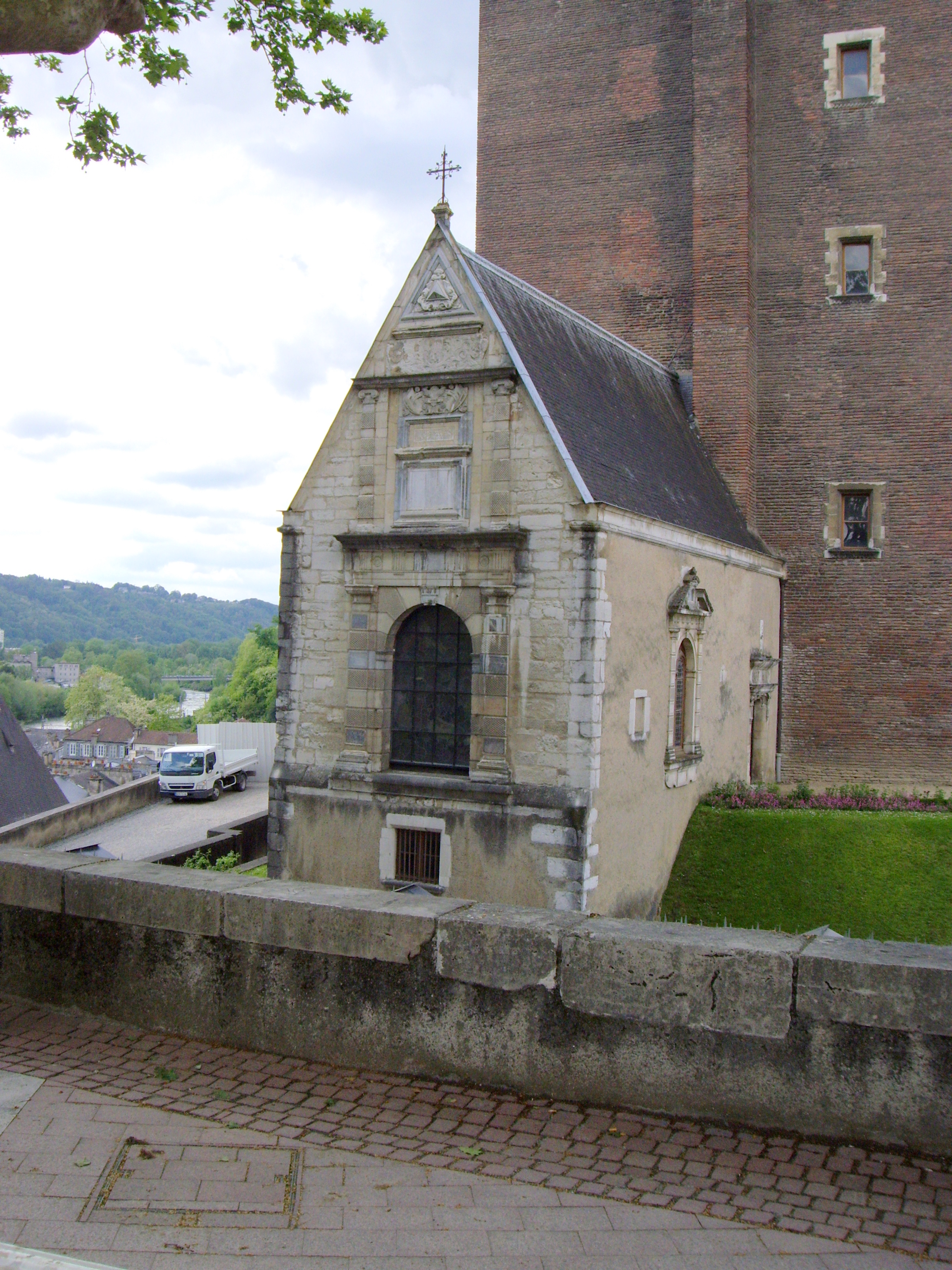
La chapelle.
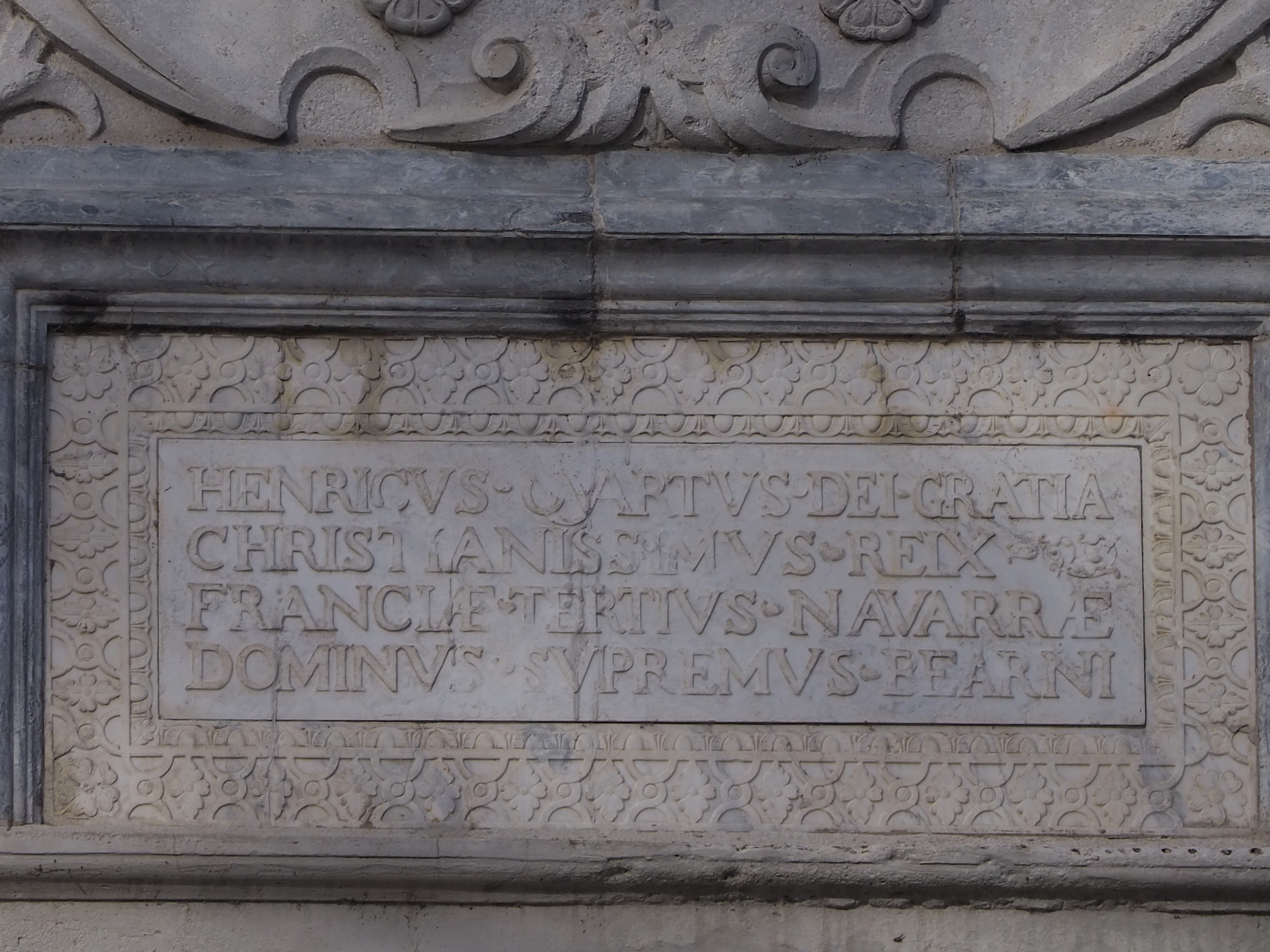
La plaque honorant Henri IV.

### Décoration et ameublement
Il ne reste aujourd'hui quasiment plus rien de l'ancien mobilier du château des princes de Béarn et des rois de Navarre, celui-ci est progressivement éparpillé à partir du XVIIe siècle. Sous Fébus, le mobilier suit le prince dans ses différentes résidences. Doté d'un immense trésor, le prince possède alors une vaisselle d'or et d'argent de grande valeur. Au XVe siècle, deux inventaires permettent de connaître les objets précieux se trouvant au château sous le règne de Jean Ier. Il contient une foule de coupes et tasses, en or, en argent ou en vermeil, constellés de centaines de perles, de saphirs, de rubis balais et de pierres de toutes sortes, ainsi qu'une couronne d'or, une aumônière aux armes de Foix et de Béarn ou encore deux bassins dorés avec la croix de saint Georges. Ce trésor est alors mis à l'abri dans le donjon du château. Avec la Renaissance, le mobilier du château de Pau devient d'une richesse inouïe, de nombreux documents permettent de le décrire avec précision. Les tapisseries sont — comme aujourd'hui — nombreuses et portent sur différents thèmes, dont la destruction de Troie, l'histoire de Jérusalem, celle d'Hercule, une pièce aux armes de Béarn et de Foix est également mentionnée. Le château renferme des tapis d'Orient, des garnitures de lit en velours, des dais de toile d'argent, des rideaux de damas blanc, des quantités de bibelots et objets précieux, de la vaisselle d'or et d'argent, de nombreux meubles de menuiseries et de ferronnerie ainsi qu'une collection de plusieurs dizaines de tableaux. Au XVIIe siècle, le mobilier presque tout entier du château de Pau prend le chemin de Paris, notamment par deux prélèvements considérables opérés en 1602 puis 1636, sous Henri IV et Louis XIII.
Au XIXe siècle, le château est remeublé pour reconstituer un décor d'inspiration Renaissance. Il abrite depuis une large collection de tapisseries des XVIIe siècle et XVIIIe siècle, provenant principalement de la manufacture des Gobelins. Plusieurs thèmes principaux sont abordés par cette collection : les scènes de chasse, les travaux des champs, les loisirs nobles du XVIe siècle, les fastes royaux et la vie de Henri IV. Le château est également agrémenté de différents meubles, comprenant chaises et fauteuils Louis XVI, bahuts et armoires du XVIIe siècle, bargueño du XVIIe siècle, lits du XVIe siècle ou chaire du XVe siècle. Lors des travaux de restauration sous Louis-Philippe, il est décidé de ne pas incorporer de toiles issues de la collection royale afin de privilégier le décor Renaissance des tapisseries. Ce n'est qu'à partir de 1860 que deux toiles de Charles-Gustave Housez et Eugène Giraud sur Henri IV sont installées dans le salon de famille. Depuis une centaine d’œuvres a rejoint la collection de peintures du musée national, avec en particulier des apports successifs à partir de 1945. Parmi les principales pièces du château, on retrouve des éléments du thème henricien, avec la toile Henri IV en Mars par Jacob Bunel, un jeu de trictrac ayant appartenu au roi ou sa statue par Francqueville. L'objet emblématique du château reste la carapace de tortue, qui aurait servi de premier berceau pour le futur Henri IV. Redécouverte au XVIIIe siècle, la carapace de tortue de mer fait l'objet d'un véritable culte jusqu'à la Révolution, pendant laquelle une copie est brûlée.

La décoration et l'ameublement (sélection).
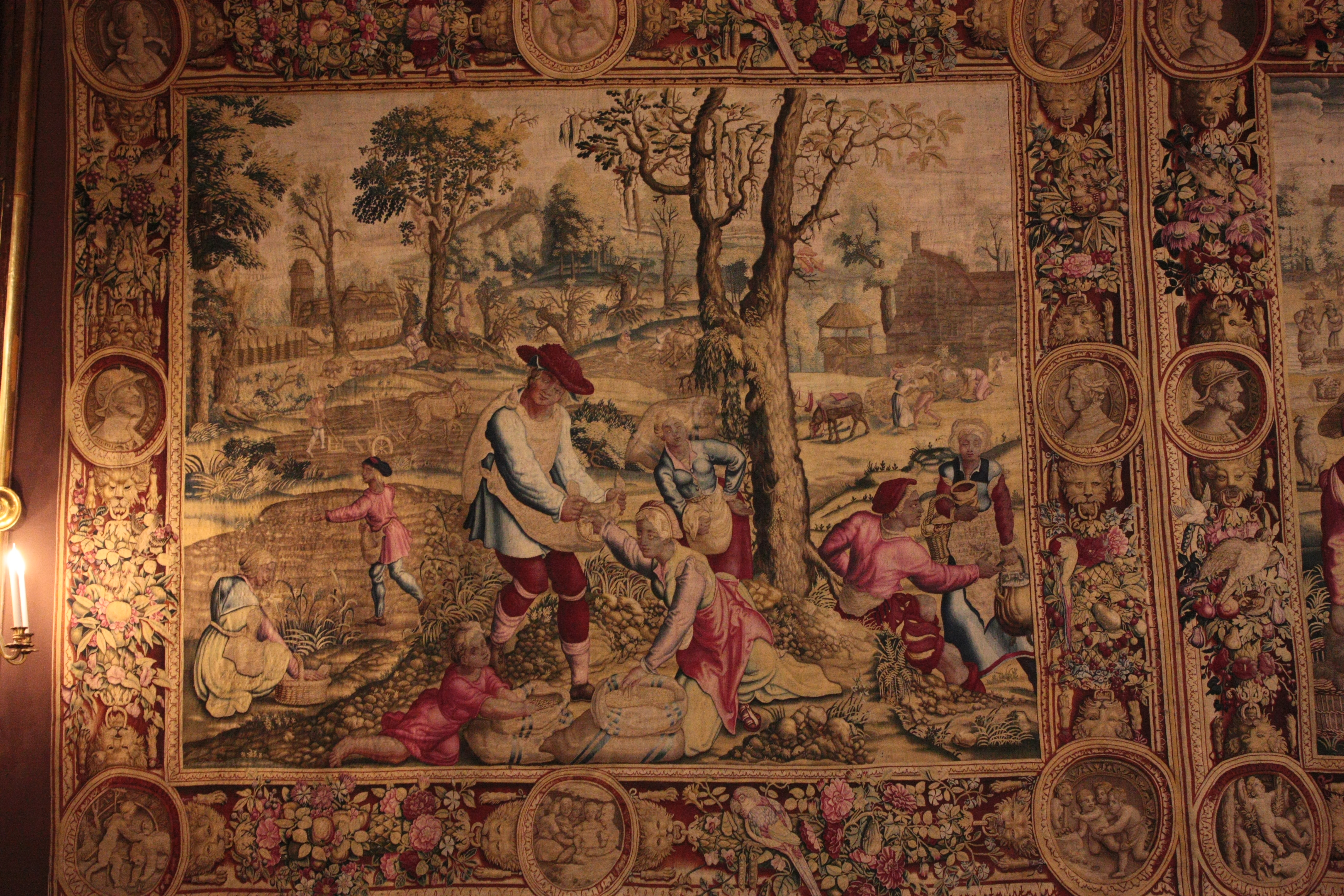
Les Mois Lucas : Sagittaire - Novembre - Les semailles.
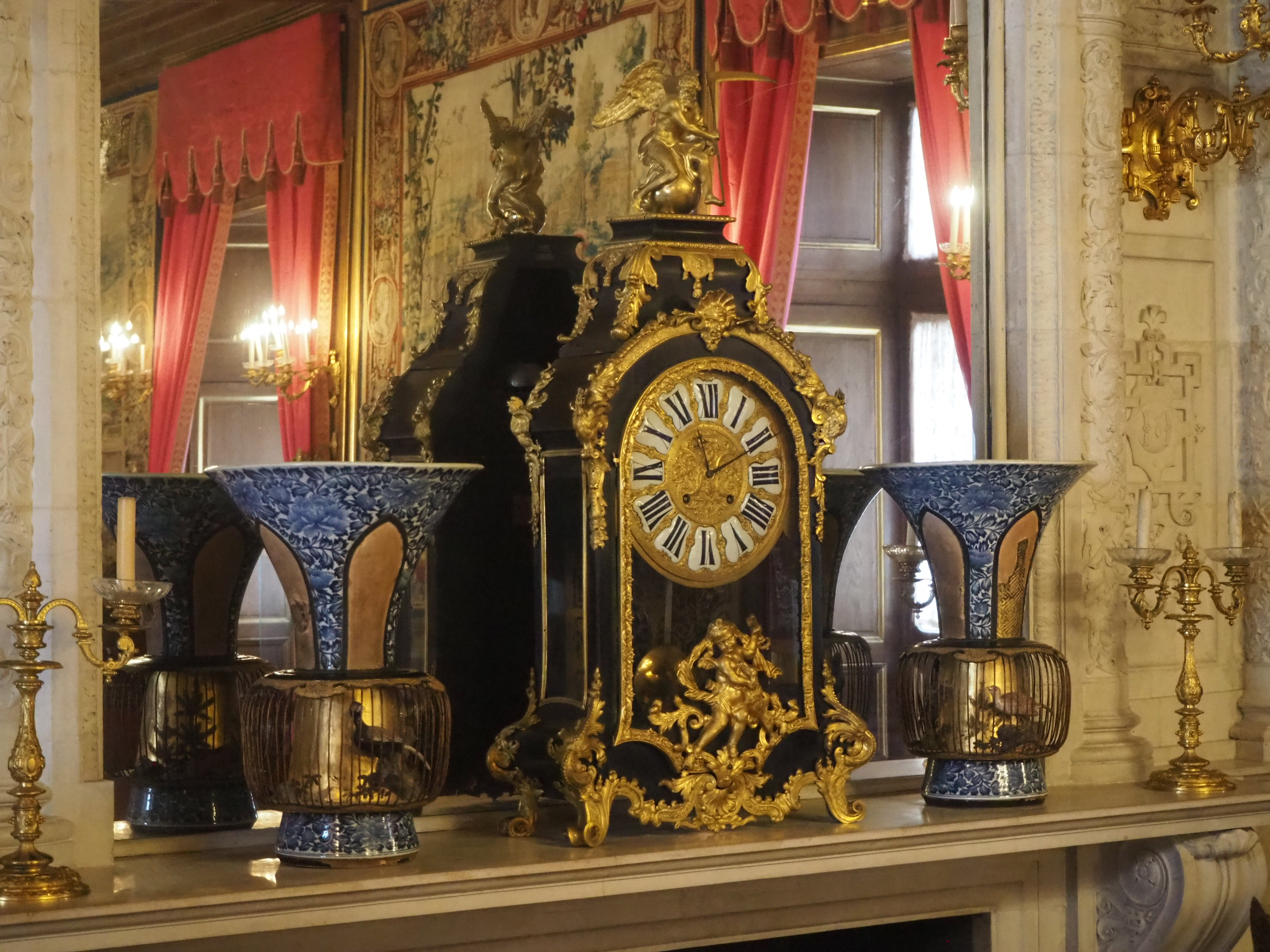
Une horloge dans le salon de réception.
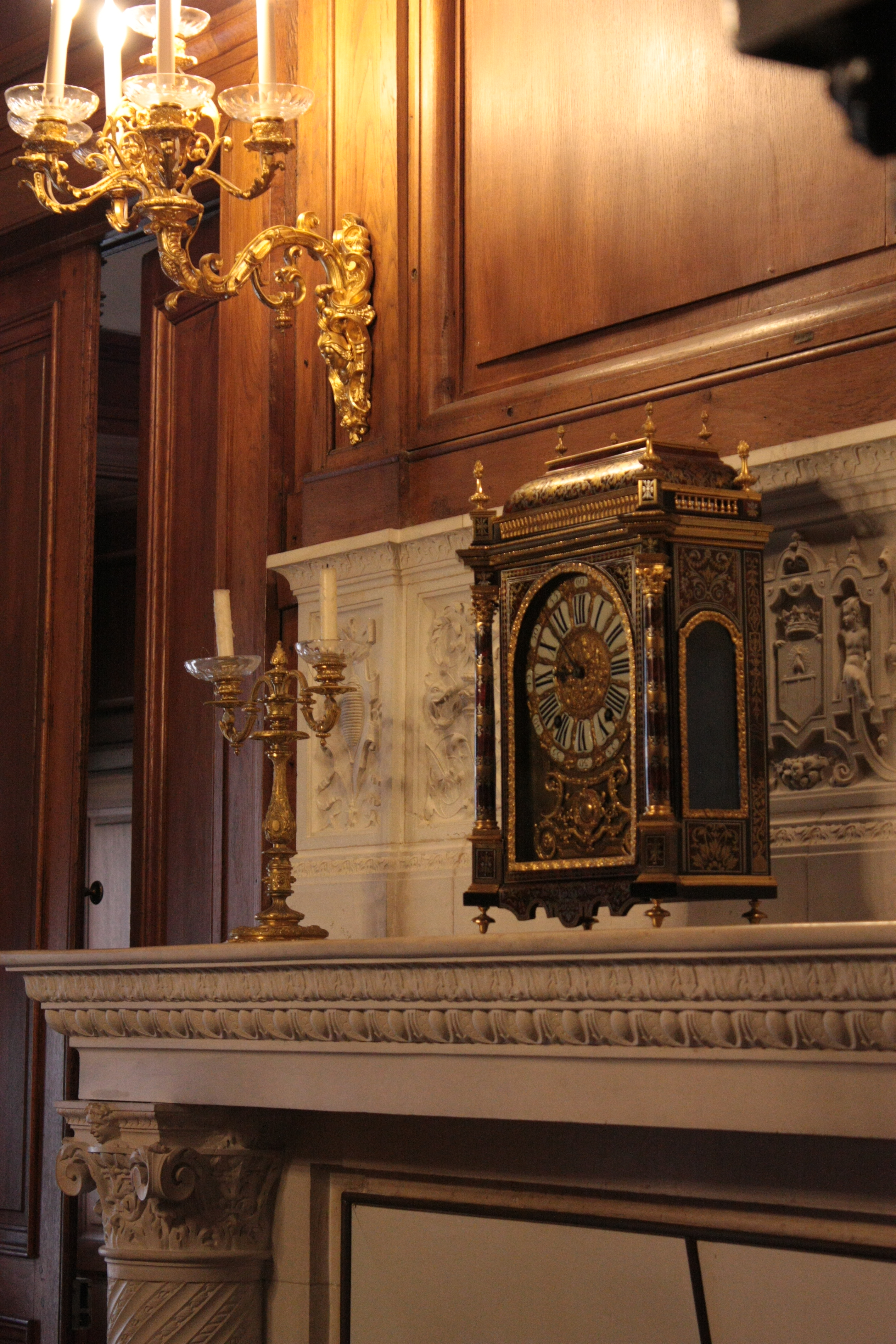
Une horloge dans les appartements de l'Impératrice.
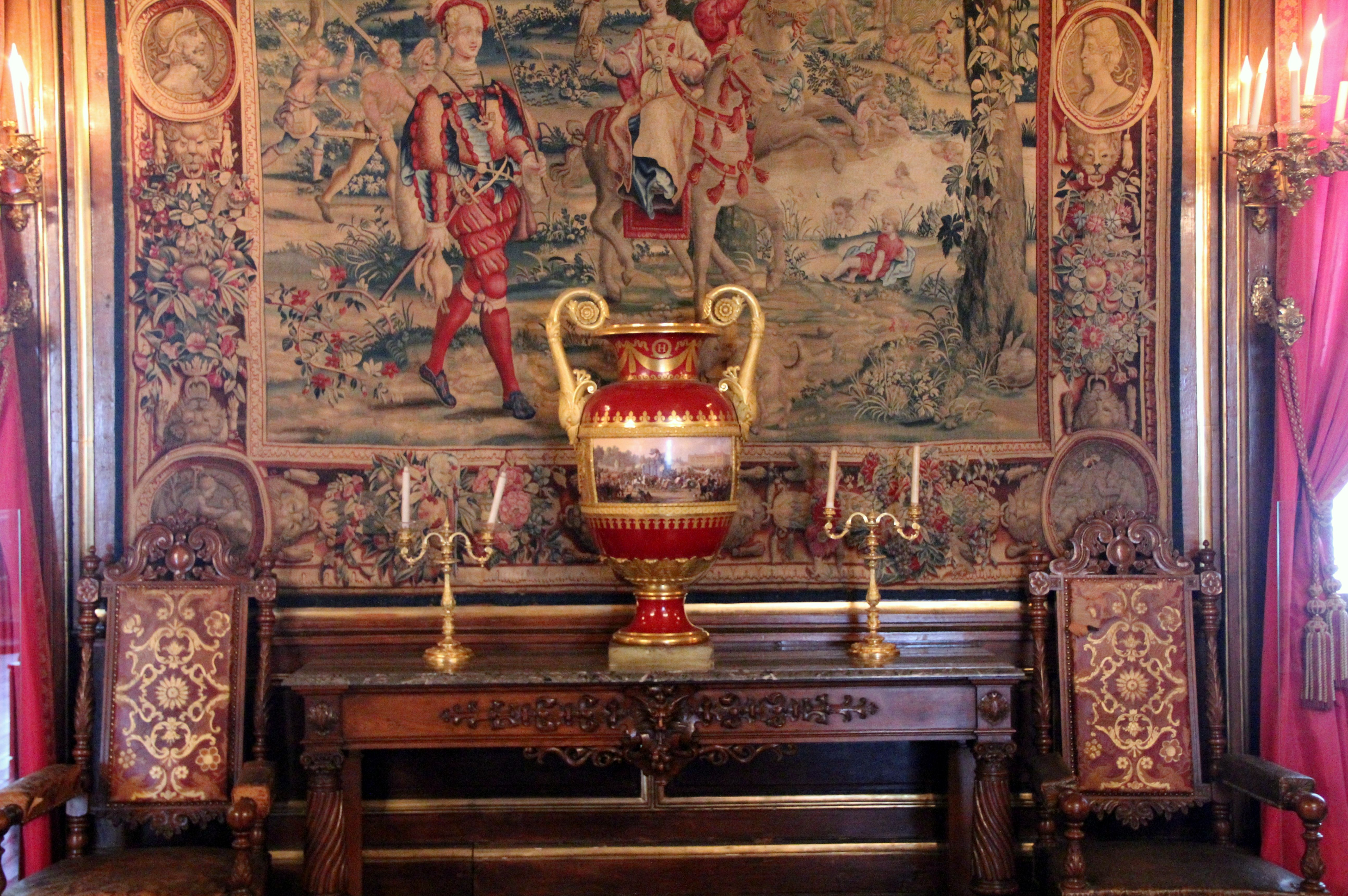
Un vase dans le salon de réception.
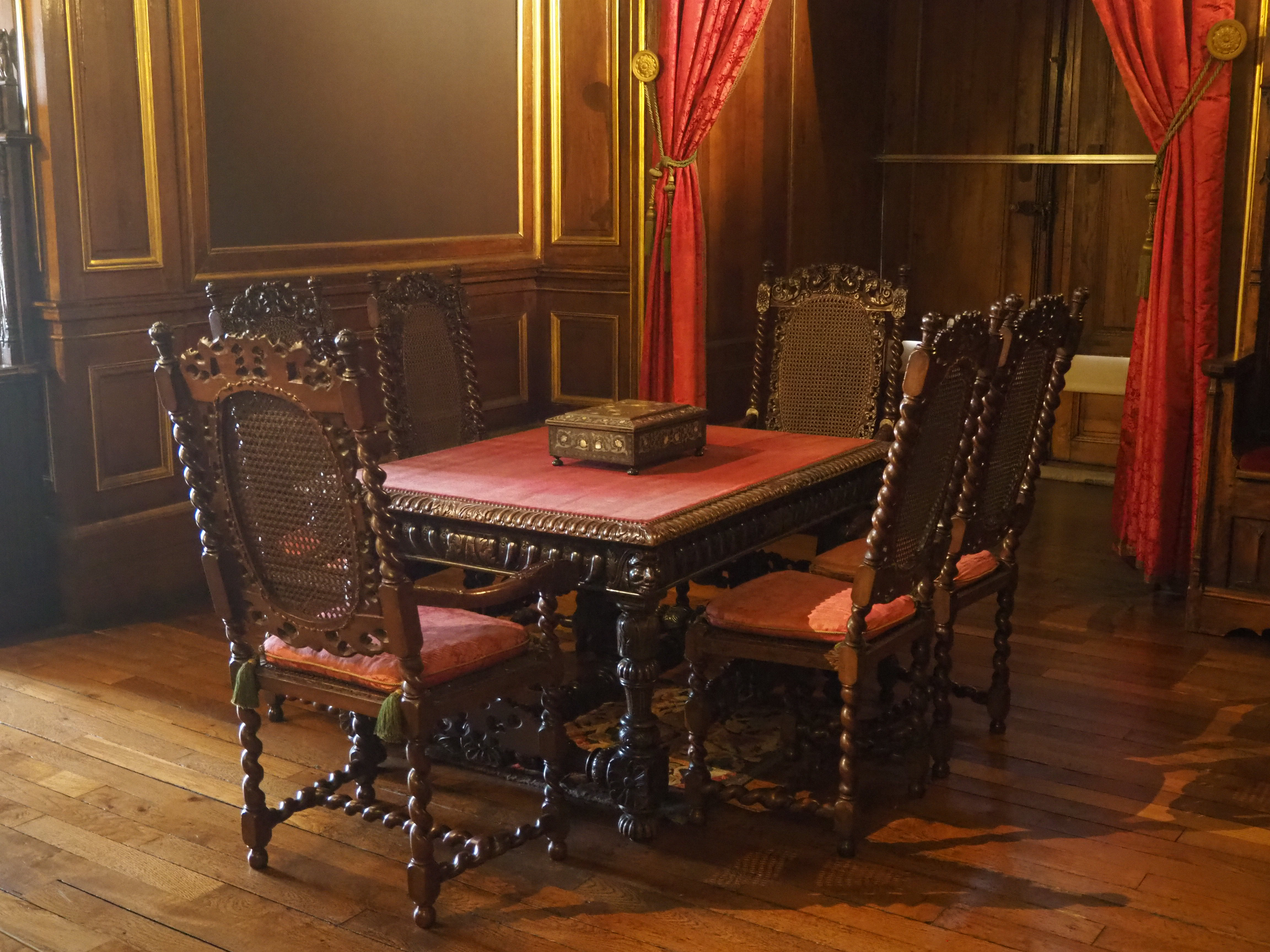
Une table et des chaises dans la chambre de l'Empereur.
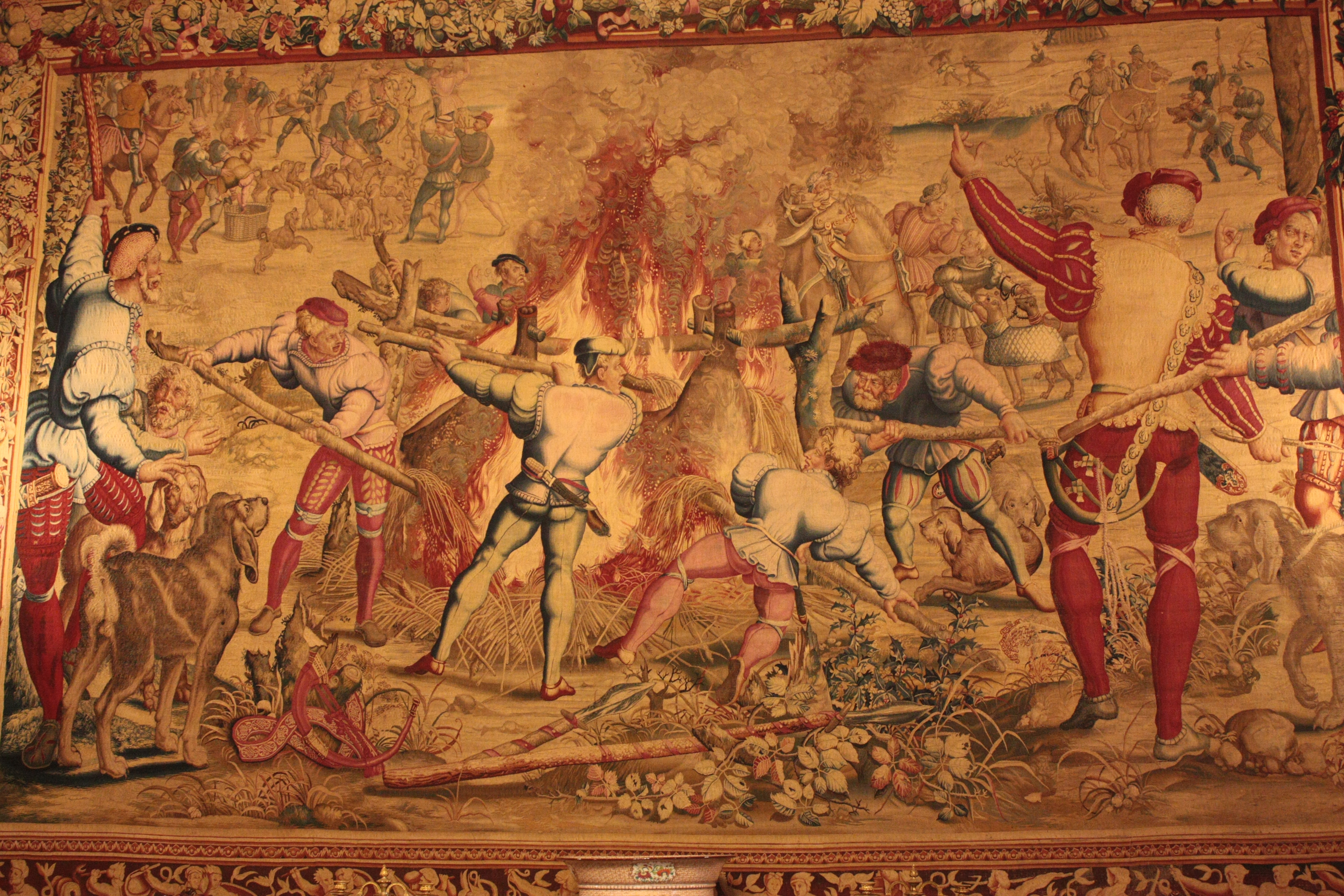
Les Chasses de l'Empereur Maximilien : La Flambée du sanglier (Mois de janvier. 2e tenture).

### Autres éléments

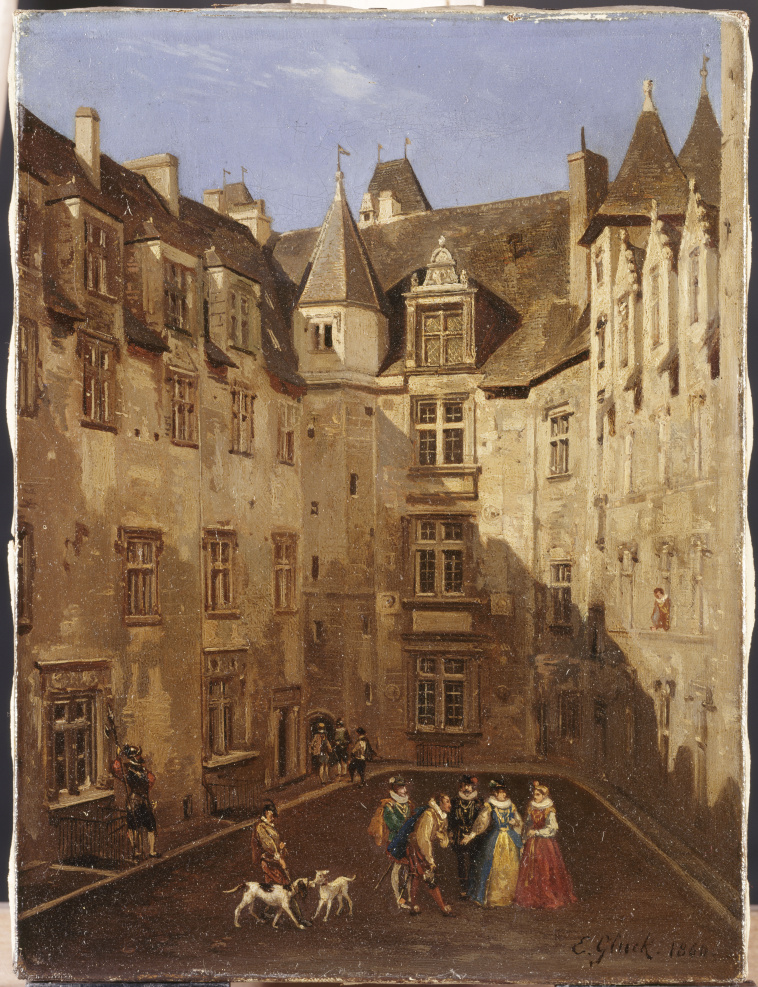
La cour d'honneur.

Au Moyen Âge, la cour d'honneur du château est pavée de pierre. Au XVIe siècle, une calade de galets est installée, composée de cercles à simple et double circonférence. Dans chacun des premiers cercles s'inscrit une fleur à six pétales, dans les autres une étoile à huit branches. Au XIXe siècle, le sol de la cour est en terre battue, un projet d'Auguste Lafollye vise alors à rétablir un pavage en galets à base de motifs circulaires. Néanmoins ce projet n'aboutit pas, et le sol reste en terre battue jusqu'aux années 1960-1970 avec son remplacement par des gravillons. En 2008 et 2012, deux études sont menées pour élaborer un projet de réfection des sols de la cour d'honneur du château. Finalement la cour est recouverte de 28 200 pavés lors de travaux qui aboutissent en 2015. Entre le donjon et la tour Montauser se trouve un puits, qui date probablement de la campagne de travaux de Fébus. Il atteint une profondeur d'environ 68 m, avec une hauteur moyenne de ses eaux qui dépasse les 30 m et un diamètre de 2,38 m. Il est vraisemblable qu'il ait existé des cryptes sous la tour Montauser. Enfin, des caves modernes sont réalisées au XIXe siècle, accessibles sous l'escalier d'honneur et à l'ouest de la tour Montauser, elles renferment côté sud des cuisines. Côté nord, un long couloir souterrain donne accès à la basse-cour. Elles remplacent des caves anciennes, mentionnées dans de nombreux textes.

## Domaine

### Parc et jardins
Le domaine national de 22 ha qui entoure actuellement le château de Pau n'est que le vestige de l'immense et exceptionnel domaine des rois de Navarre. Celui-ci se constitue au Moyen Âge sous Fébus, il fait aménager sur la basse-cour des carrés de simples pour la cuisine et la pharmacopée. La première mention connue du jardin du château remonte à 1418, en voyage vers Jérusalem, le sire de Caumont décrit un « beau jardin en lequel est une belle fontaine ». C'est au XVIe siècle que les jardins connaissent leur apogée, avec l'agrandissement et l'embellissement  du domaine royal sous le règne d'Henri d'Albret et de Marguerite d'Angoulême, mais surtout sous celui de Jeanne d'Albret et Antoine de Bourbon. Les enfants du couple — Henri et Catherine — poursuivent ensuite leurs efforts, si bien qu'un visiteur rochelais — Jacques Esprinchard — qualifie en 1598 les jardins du château de Pau comme les « plus beaux […] en aucun endroit de l'Europe ».
Au XVIe siècle, le domaine est constitué de plusieurs éléments qui participent à la délectation de la cour de Navarre. Le jardin médiéval de Fébus devient alors le petit jardin, planté de nombreux arbustes et aménagé de parterres ornés de figures, de pavillons et de tonnelles. Au nord du château, le grand jardin de bas (ou jardin des parterres) est accessible par la porte des tonnelles (actuelle porte Corisande). Celui-ci est alors constitué de plusieurs éléments, dont une garenne, des vignes, un bois de pins, ou encore plusieurs parterres encadrant un bassin circulaire, le tout séparé par l'allée superbe. Plus au nord s'étendent les grands jardins de haut, immense carré bordé par des canaux remplis de poissons et divisé en quatre parties égales, dont une occupée par la coudraie et une autre par un jardin fruitier. La châtaigneraie arrive ensuite à l'ouest de ces grands jardins de haut, plantée de châtaigniers. À l'ouest du jardin des parterres se trouve le petit parc, entièrement clos de murs de Pau à Billère. Son enceinte renferme un long coteau parallèle au gave, il est traversé par l’allée de Madame, couverte de sable et ornée des deux côtés d'ormeaux, néfliers et noisetiers. Encore à l'ouest se trouve le grand parc, vaste terrain situé à l'est de la commune de Billère et réservé à la chasse par Antoine de Bourbon.
Henri IV garde toujours une affection particulière pour les jardins de son palais natal, le roi se fait même envoyer de Pau des plants d'arbres pour ses jardins parisiens. Sa mort en 1610 n'entraîne pas pour autant l'abandon du domaine royal, il est encore régulièrement entretenu pendant la première moitié du XVIIe siècle. C'est au XVIIIe siècle que la détérioration de cet ensemble s'accélère, les formes élaborées sont simplifiées, les plantations perdent de leur superbe, tandis que les murailles du petit parc sont délabrées. Surtout, la ville de Pau se développe aux dépens du domaine royal, la route de Bayonne coupe le petit parc en deux, la place Gramont est construite sur les berceaux du grand jardin de bas, un cimetière et une caserne occupent les grands jardins de haut (ou Haute-Plante). Malgré tout, une partie du domaine est conservée depuis, constituant le domaine national du château de Pau sur 22 ha. Celui-ci est constitué du petit jardin médiéval, de la Basse-Plante et du parc national, qui représente une partie du petit parc transformée en promenade publique dès le début du XIXe siècle. Plusieurs arbres remarquables sont ainsi représentés dans le parc, dont des platanes, hêtres, ormes, magnolias, chênes, buis, cèdre de l'Atlas et séquoia. Les serres du château de Pau, installées dans le parc national, prennent en charge 20 000 plants chaque année.

Le domaine national (sélection).
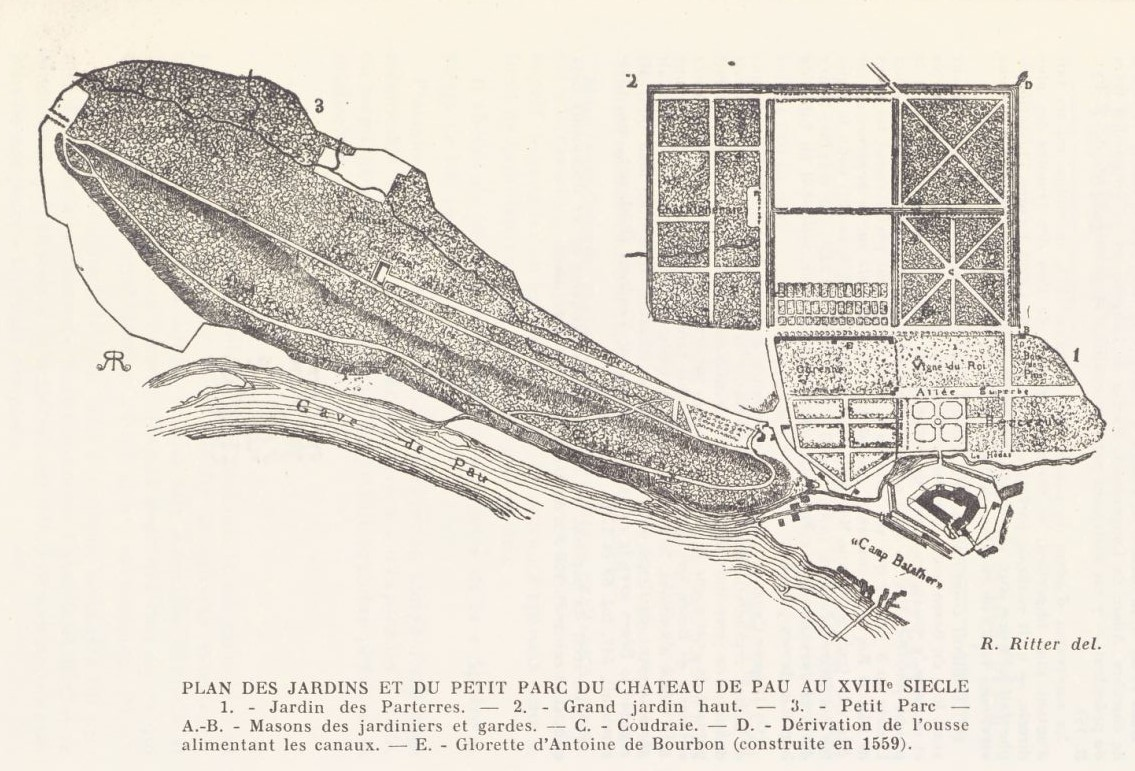
Le domaine du château de Pau au XVIIIe siècle (hors grand parc).
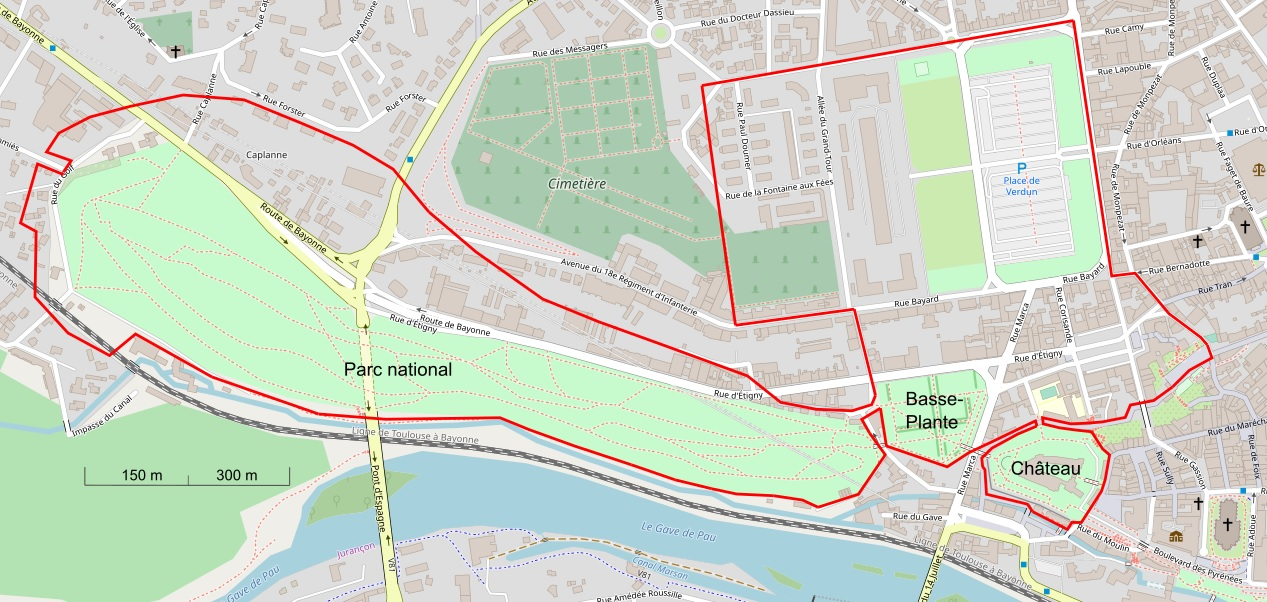
Le domaine du château de Pau aujourd'hui et au XVIIIe siècle (hors grand parc).
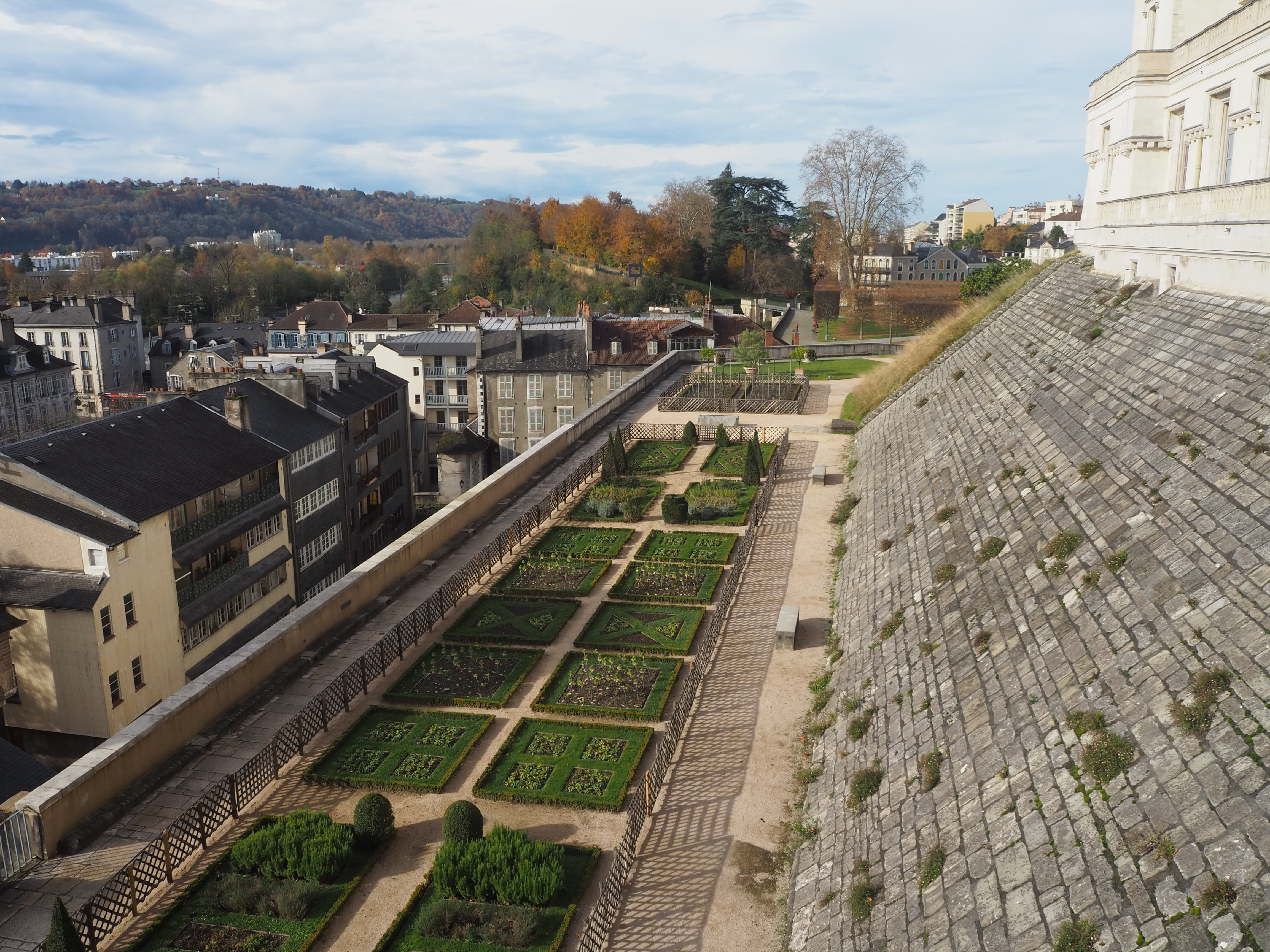
Le petit jardin.
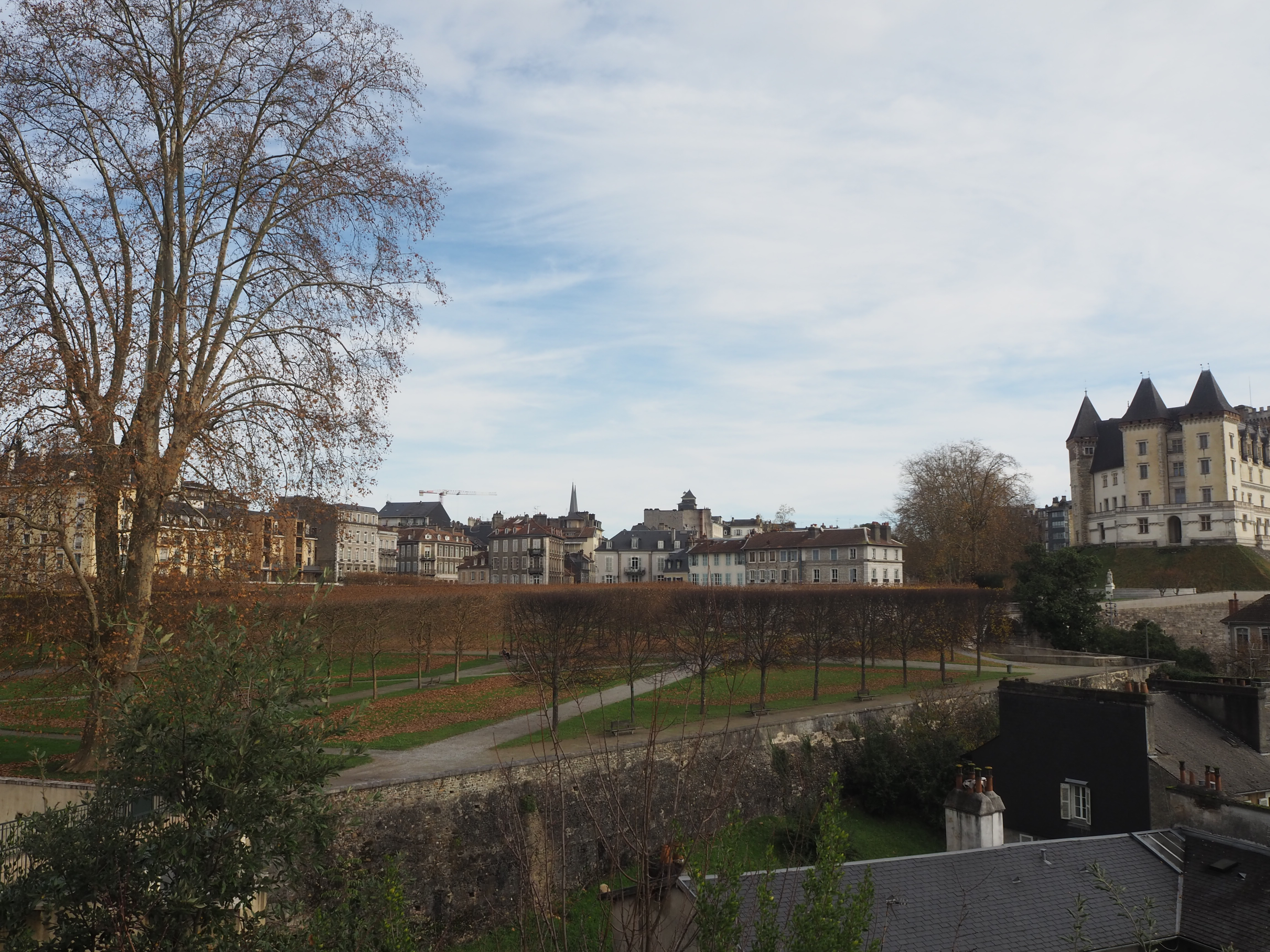
La Basse-Plante.
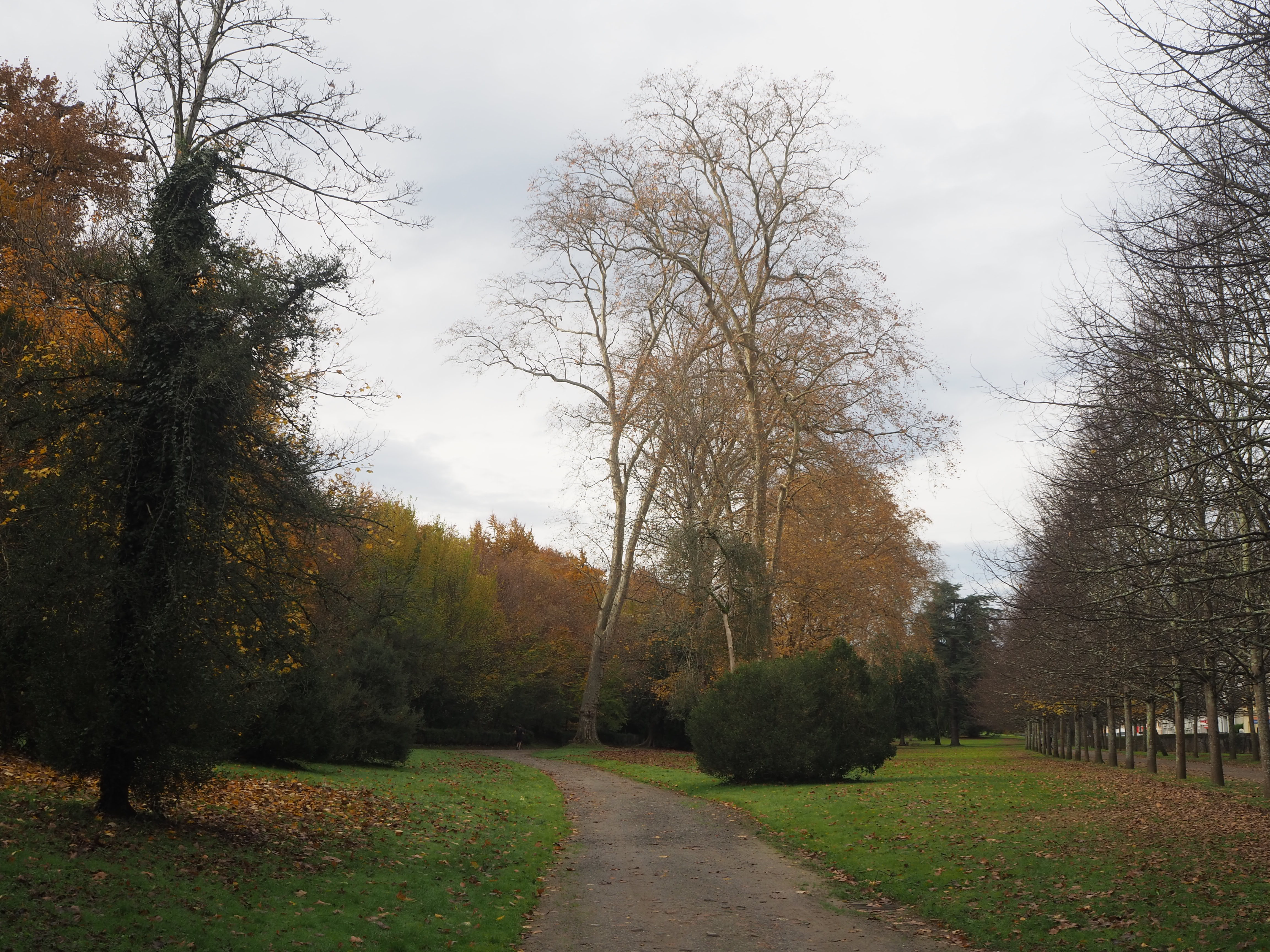
Le parc national.

### Dépendances

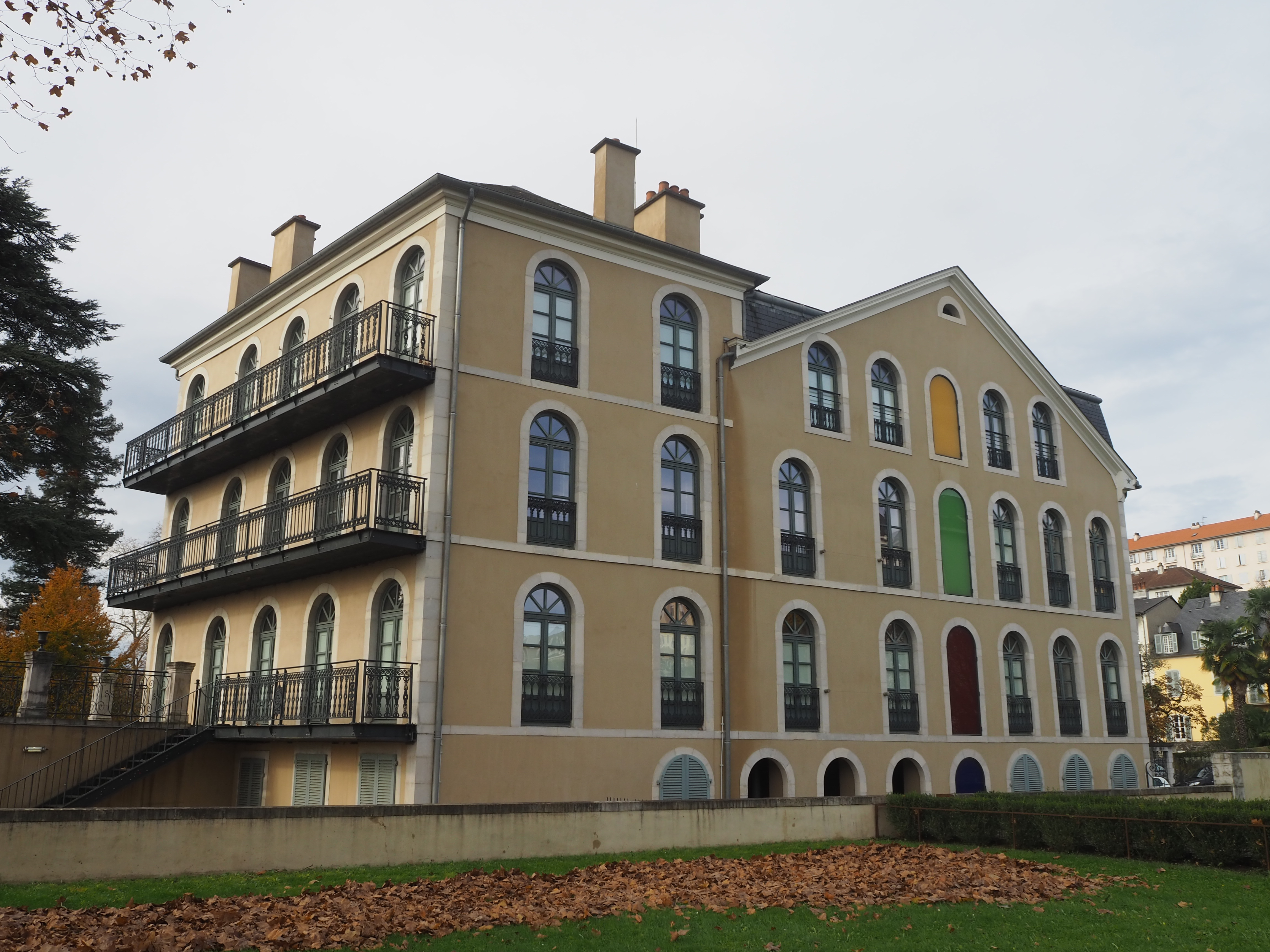
La Maison Baylaucq.

Plusieurs dépendances du château de Pau n'ont pas résisté aux siècles et ont aujourd'hui disparu. C'est notamment le cas du Castèt Besiàt — château chéri en béarnais — construit et aménagé par Jeanne d'Albret entre 1563 et 1564. Cette maison de plaisance se situe dans le petit parc, au bout de l’allée de Madame, elle compte un étage avec une basse-cour ceinte de murs de clôture ornés de deux girouettes portant les noms « Catherine » et « Henry ». Construction restée inachevée, le Castèt Besiàt tombe progressivement en ruine au XVIIIe siècle. Toujours dans le petit parc, se trouve la Tortaguère — un réservoir à tortues aquatiques — construit en 1589 à l'initiative de Catherine de Bourbon, qui apprécie leur chair. Au niveau du côté nord de la basse-cour, la promenade actuelle de platanes occupe l'emplacement des anciennes loges destinées dès le XVIe siècle à accueillir des artisans attachés au château. À partir du XVIIe siècle, ces loges sont attribuées à des particuliers, Pierre Saget note qu'ensuite elles deviennent un lieu de « vice » et de « dissolution » avant leur destruction en 1807. Au XVe siècle, un jeu de paume se trouve dans la cour du château, il est ensuite déplacé à l'est du château, contre l'enceinte extérieure. Ce jeu de paume est détruit en 1569 pour renforcer les fortifications, puis reconstruit au même emplacement deux ans plus tard, il existe encore au milieu du XVIIe siècle et disparaît sans doute au XVIIIe siècle. Jusqu'à la Révolution, les écuries royales se situent dans le Camp batalher au pied du gave, avec la grande écurie, la petite écurie et la fauconnerie.
Aujourd'hui, le château de Pau compte plusieurs dépendances, dont la Maison Baylaucq. Celle-ci se situe entre la Basse-Plante et le parc national, son existence est attestée depuis 1740. Alors nommée Maison au Roy, elle sert de logement aux gardes des bois jusqu'à la Révolution, elle est ensuite vendue comme bien national et passe dans les mains de plusieurs propriétaires pour devenir la Maison de Bains Henri IV à la fin des années 1830. Conservée par la famille Hourticq-Baylaucq, elle est acquise par l'État français en 1999, puis ouverte au public en 2013 comme annexe du musée national. Plusieurs bâtiments sont construits au XIXe siècle, dont des écuries et des remises construites sous Napoléon III à l'emplacement de l'ancien jeu de paume sous le pont d'accès principal, aussi la loge du portier est détruite en 1809 puis reconstruite à partir de 1825 à côté de la porte Corisande. En 1864, est réalisée une statue de Fébus par Henry de Triqueti sur la basse-cour ouest. D'après une légende tenace, un souterrain de 7 km de longueur reliait autrefois le château à Lescar. En 1828, certains veulent emprunter ce souterrain mais des décombres l'obstruent. En 1838, lors de la construction du pont de Nemours, l'entrée du souterrain est fermée par des travaux de maçonnerie.

## Musée national du château de Pau

### Du château fort au musée

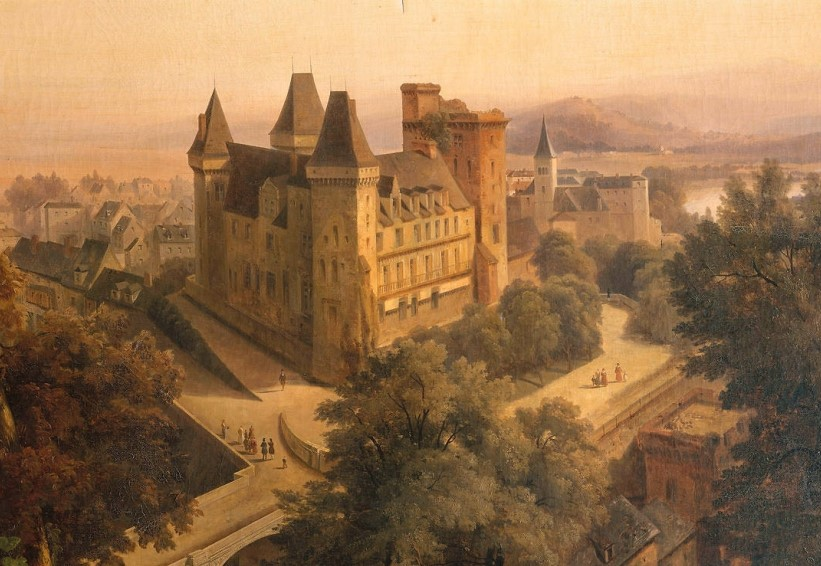
Le château de Pau occupe de nombreuses fonctions durant son histoire.

Bâtiment défensif contrôlant le passage du gave, le château de Pau occupe différents rôles au cours de son histoire, d'abord château fort de Fébus, ensuite palais royal des rois de Navarre puis de France, avant d'être résidence impériale sous Napoléon III et nationale sous la Troisième République. Le château devient finalement musée national au XXe siècle, lieu de mémoire d'Henri IV et de son règne. Le château de Pau devient progressivement le siège du pouvoir des princes de Béarn, notamment à partir du 25 septembre 1464 avec la décision de Gaston IV d'y fixer la Cour majour, jusque là itinérante. Le château accueille ensuite tous les éléments du pouvoir politique béarnais. Les sessions des États s'y déroulent très régulièrement durant la deuxième moitié du XVe siècle puis de manière quasi-exclusive jusqu'à la fin du XVIe siècle. Seule la séance d'ouverture se tient au château — dans le tinel ou les galeries orientales — tandis que les autres se tiennent dans une maison proche, puis à l'hôtel de ville. Après la venue de Louis XIII en 1620 et son serment solennel aux États dans la grande salle basse, la tenue des sessions s'espace et cesse complètement de venir au château à partir de la deuxième moitié du XVIIe siècle, au profit du couvent des Cordeliers. Les principales administrations de la principauté se fixent également au château, dont la cour du sénéchal et la chancellerie au XVe siècle, le Conseil souverain, la Chambre des comptes et un atelier monétaire au XVIe siècle.
À partir de 1620, la majeure partie des instances a disparu ou ne siège plus au château. Il reste tout de même la chancellerie où travaillent conseillers et auditeurs jusqu'aux années 1850. Du XVIIe siècle aux années 1750, le château devient aussi la résidence des intendants de Béarn. Présentes au donjon du château depuis le Moyen Âge, les prisons sont l'objet de nombreuses plaintes pour évasion au XVIIIe siècle. Un décret impérial de 1808 décide de leur déménagement — effectif en 1822 — en échange de l'accueil des établissements militaires alors présents à l'hôtel de ville. Le château de Pau accueille donc un hôpital militaire d'une capacité de 400 lits en 1813 et 1814, pour l'armée d'Espagne en retraite. Le château retrouve son statut de résidence royale à partir de février 1817. Il est inscrit sur la première liste des monuments historiques en 1840, tandis qu'un circuit guidé est réalisé dans le château autour de la mémoire d'Henri IV dès 1848. En 1908, la grande salle basse accueille provisoirement le conseil général des Basses-Pyrénées à la suite de l'incendie de la Préfecture. Depuis les années 1920, la fonction muséographique du château s'affirme. Un Musée Béarnais est créé en 1922 par le poète Louis Ducla, consacré à l'ethnographie, à la nature et à la culture béarnaise. À partir des années 1950, la cohabitation avec le musée national — créé en 1927 — se fait plus difficile, les différents conservateurs du château poussent à son départ, qui se produit finalement en 1999, avec un éparpillement des collections entre Nay et le Haut-Béarn. Aujourd'hui seul occupant des lieux, le musée national du château de Pau dispose en 2019 d'une dotation publique d'1,82 million d'euros pour son fonctionnement et ses investissements.
|                                 | 2012 | 2013 | 2014 | 2015 | 2016 | 2017 | 2018 | 2019 |
| ------------------------------- | ---- | ---- | ---- | ---- | ---- | ---- | ---- | ---- |
| Dotations publiques             | 1,34 | 1,84 | 1,80 | 1,96 | 1,98 | 2,32 | 2,39 | 1,82 |
| dont autorisations d'engagement | 0,68 | 0,93 | 0,94 | 0,92 | 1,04 | 1,33 | 1,08 | 0,91 |
| dont crédits de paiement        | 0,66 | 0,91 | 0,86 | 1,04 | 0,94 | 0,99 | 1,31 | 0,91 |
| Ressources propres              | -    | -    | 0,40 | 0,40 | 0,40 | 0,50 | -    | -    |
| dont billeterie                 | -    | -    | 0,30 | 0,30 | 0,40 | 0,40 | -    | -    |
| dont mécénat et parrainage      | -    | -    | 0,00 | 0,00 | 0,03 | 0,03 | -    | -    |

### Collections
Le musée national du château de Pau conserve aujourd'hui environ 12 000 œuvres et objets. Rénové et décoré au XIXe siècle, le château de Pau présente un ensemble décoratif lié à la mémoire d'Henri IV, Louis-Philippe y associant un véritable programme artistique au soutien de sa légitimité politique. Le mobilier présenté sur trois niveaux des ailes sud et ouest répond au goût néogothique et néo-Renaissance de la première moitié du XIXe siècle. Par leur nombre — une centaine — et par leur qualité, la collection des tapisseries présentées au château de Pau constitue l'un des ensembles les plus riches de France. La plupart datent des règnes de Louis XIV et Louis XV, et sont principalement issues de la manufacture des Gobelins. Ces tentures représentent des scènes mythologiques ou aristocratiques pour recréer l'atmosphère d'un palais Renaissance. Outre ce décor, le musée national compte une large collection d'œuvres et objets liés à la figure d'Henri IV. Celle-ci s'appuie en partie sur la légende du « bon roi Henri » au XVIIIe siècle puis sur la propagande légitimiste qui se déroule après la Révolution, et prend notamment pour figure le prince béarnais au XIXe siècle. Le cabinet d'arts graphiques du musée national détient notamment une collection de 5 000 estampes, 400 photos patrimoniales et 300 dessins présentés lors d'expositions temporaires. Les inventaires du musée disposent également d'un médaillier de 500 œuvres composé de monnaies, jetons, médailles et décorations. Aussi, le musée dispose d'une centaine de peintures du XVIe siècle au XXe siècle concernant Henri IV et le château de Pau, tout comme une collection de sculptures et une bibliothèque de 3 000 volumes du XVIe siècle au XIXe siècle.

Les collections du château (sélection).
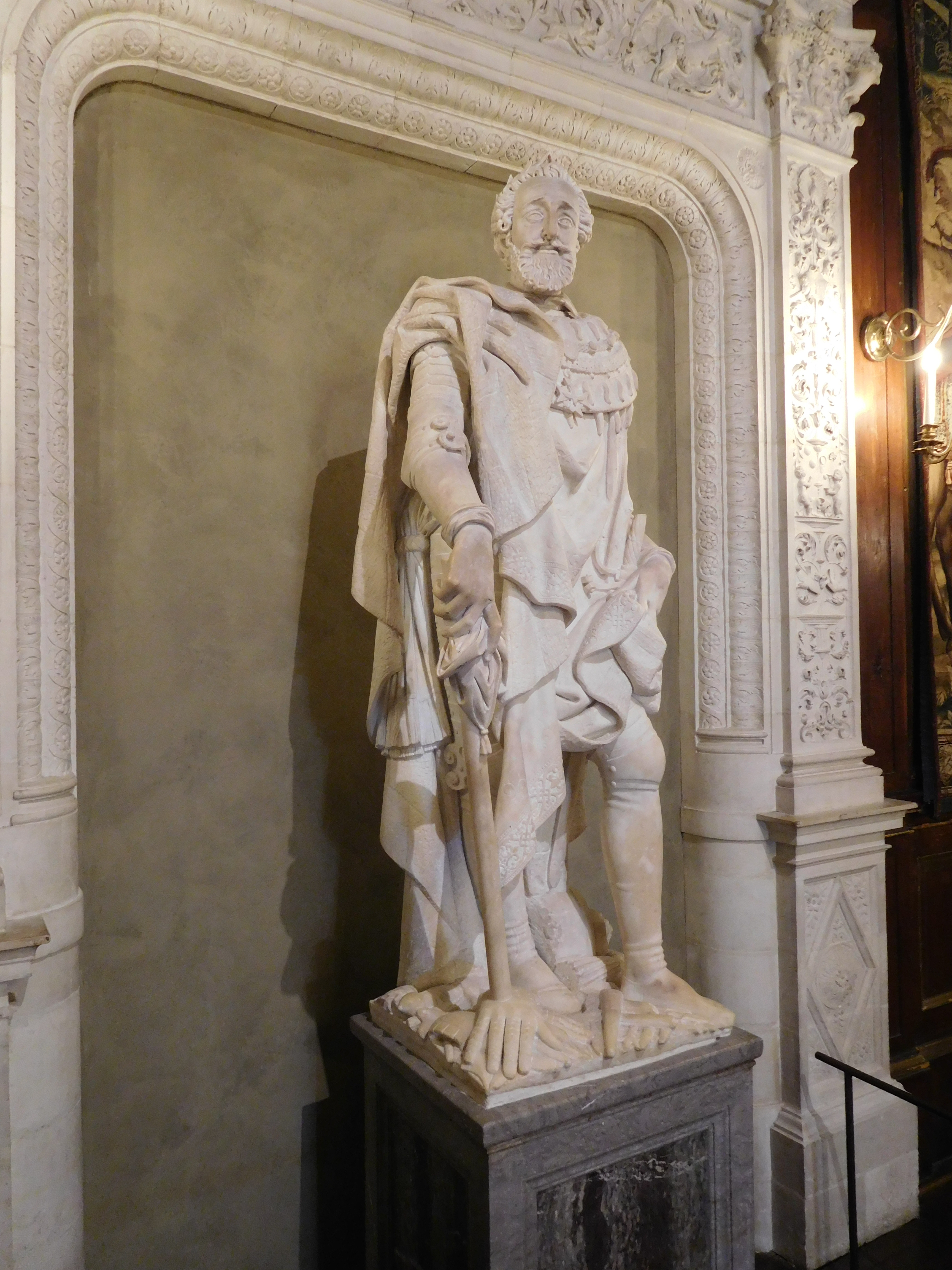
Statue de Henri IV par Pierre de Francqueville.
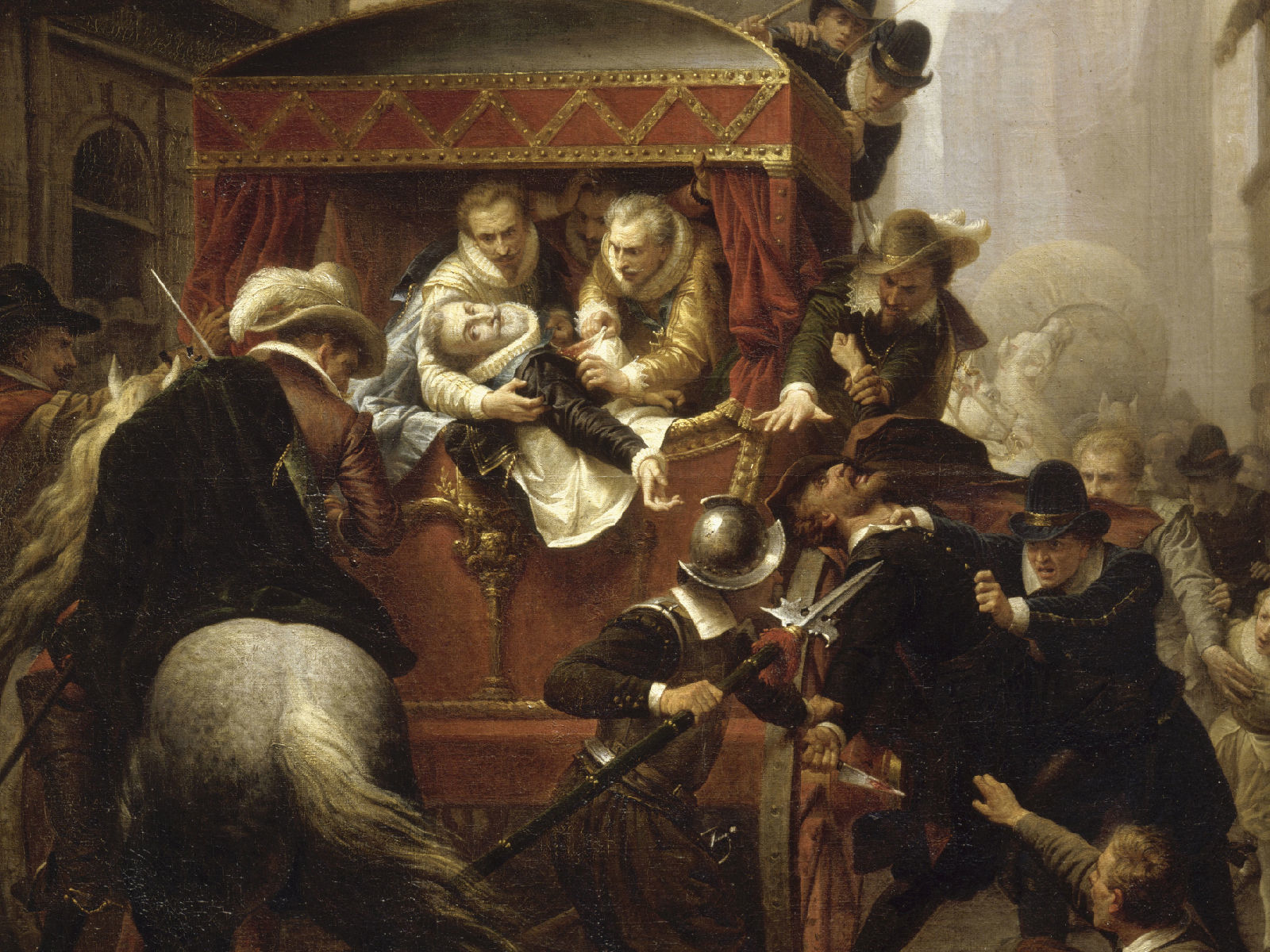
Assassinat d’Henri IV et arrestation de Ravaillac le 14 mai 1610, par Charles-Gustave Housez.
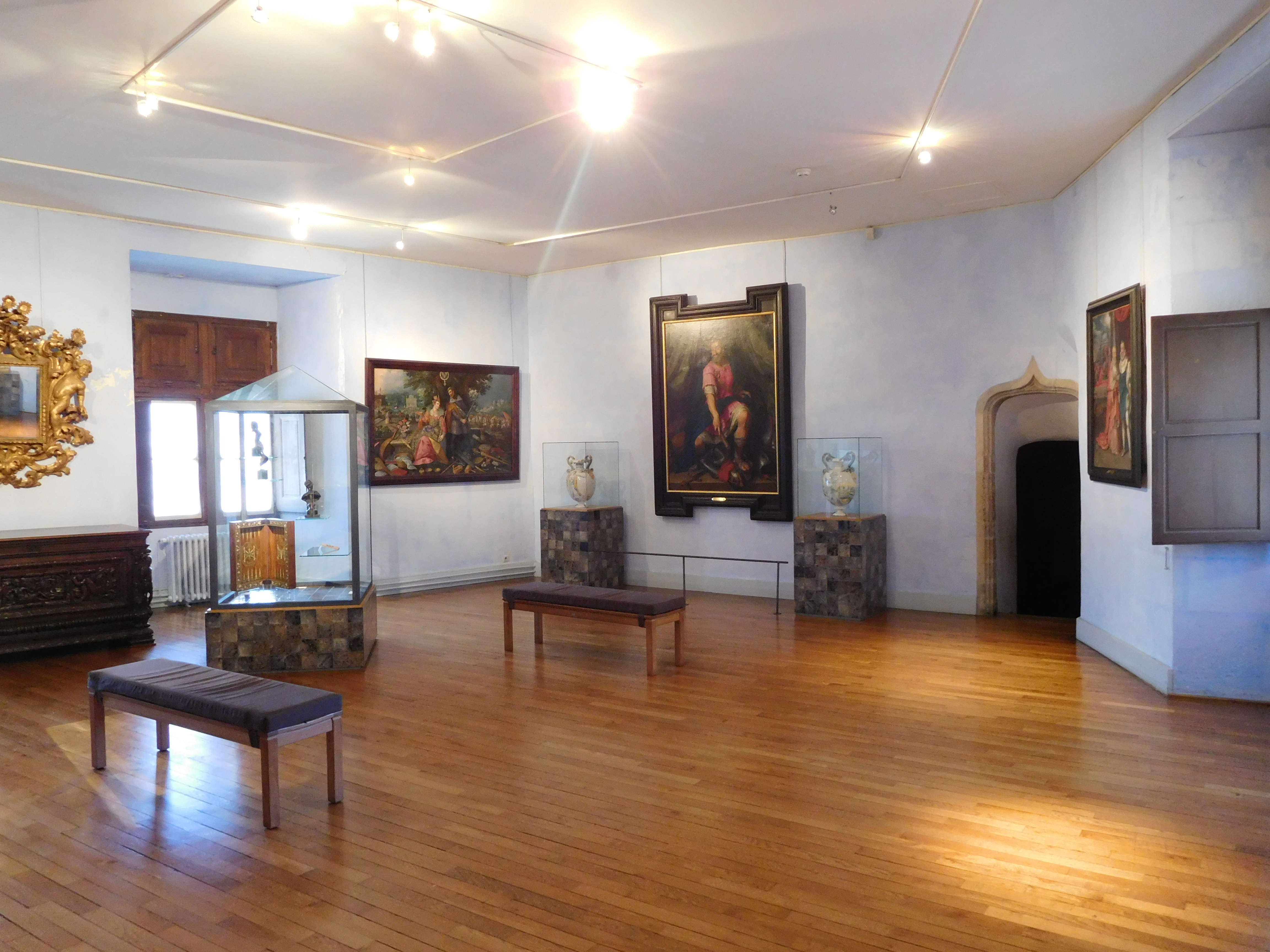
La salle d'exposition permanente Marquet de Vasselot.
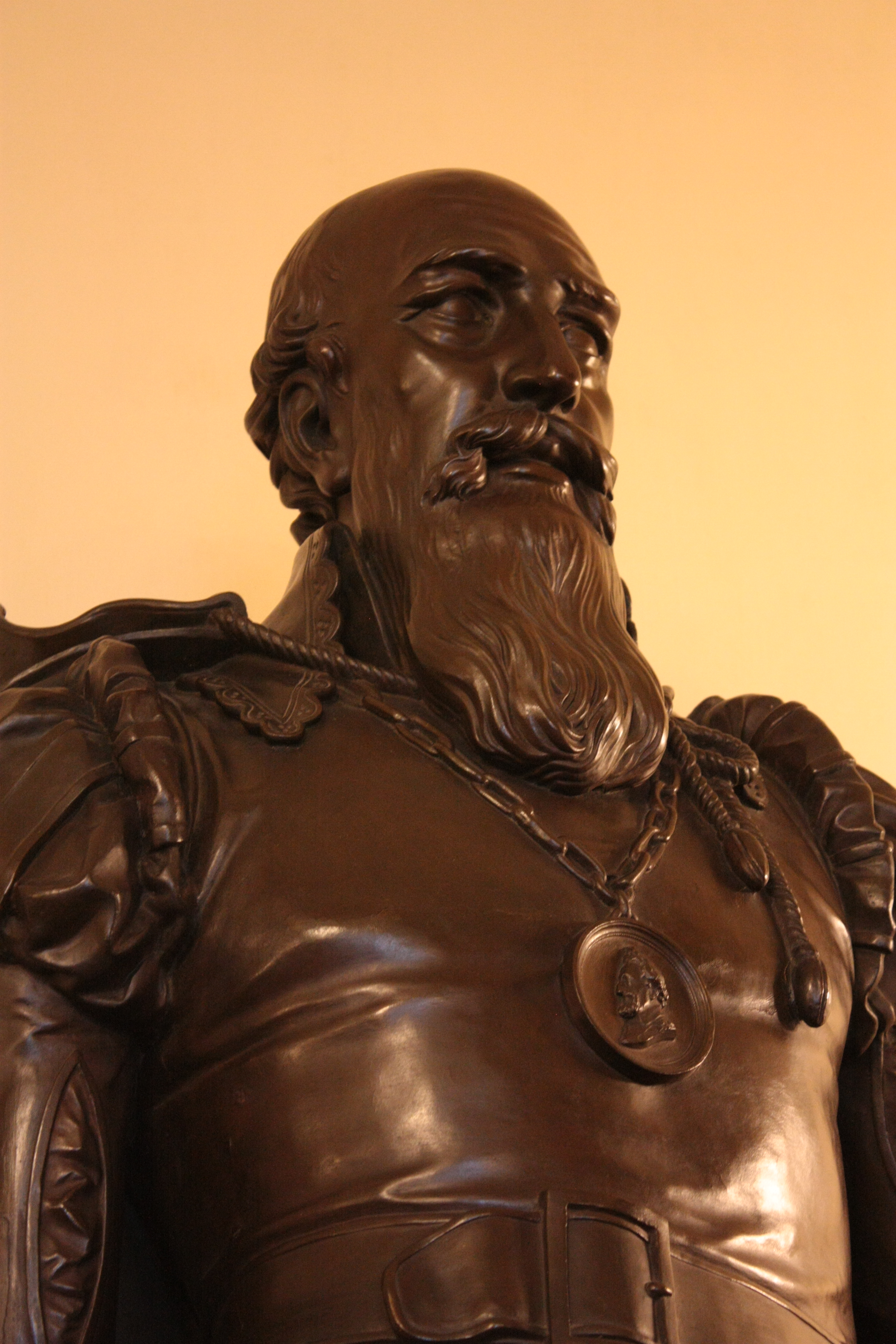
Détail de la statue de Sully.
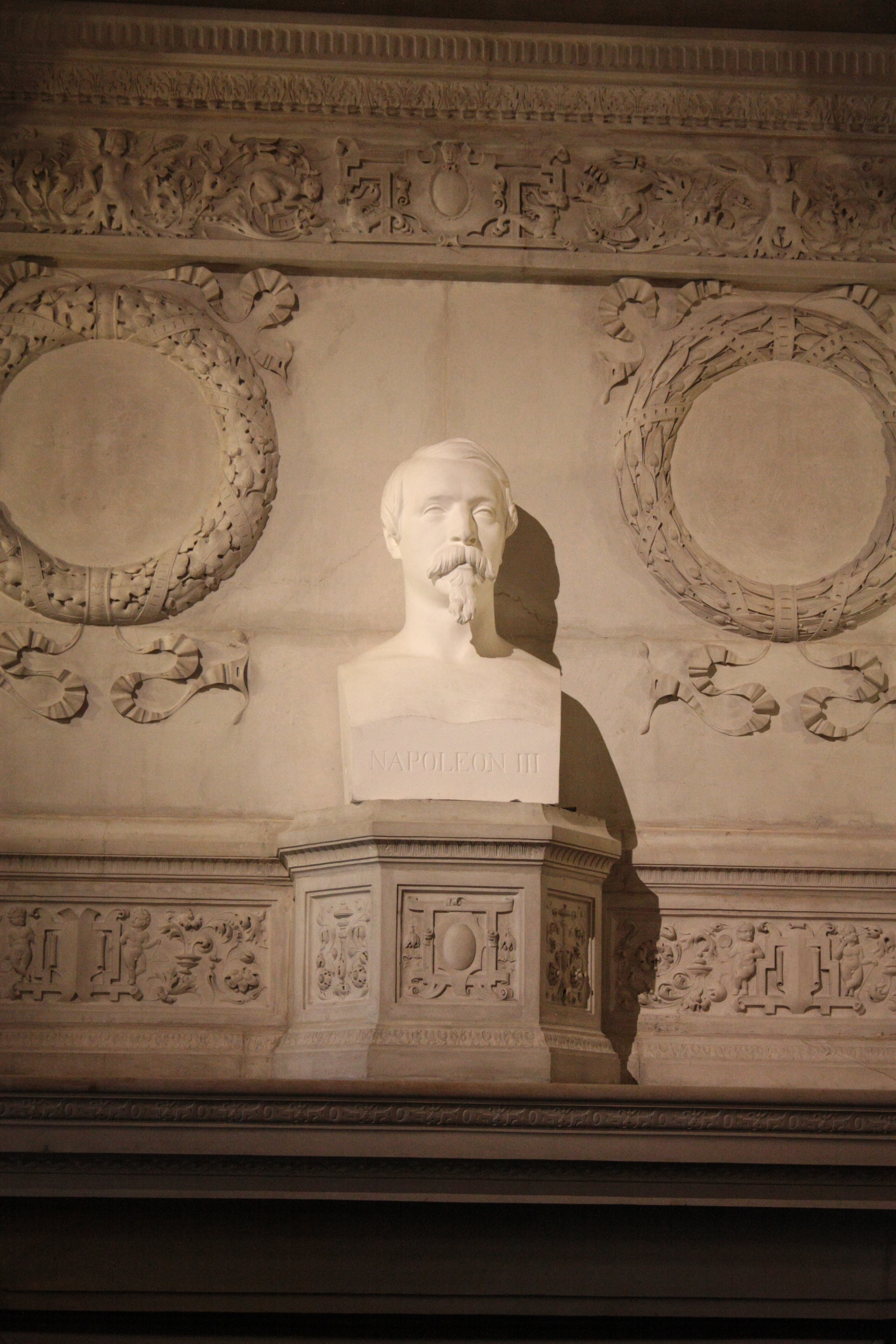
Buste de Napoléon III.
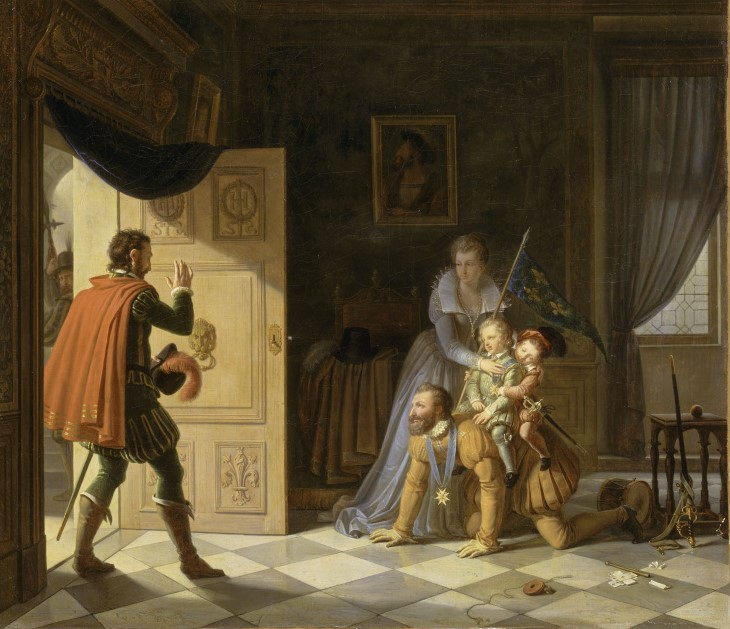
Henri IV et ses enfants, par Pierre Révoil.

### Parcours des visiteurs
La visite du musée national s'effectue — de manière classique — dans un groupe de maximum 35 personnes avec un guide en français. Des visites groupées sont également possibles en espagnol et en anglais. Toute l'année, la visite guidée dure 1 heure environ, hormis en haute saison avec une durée de 45 minutes. Le musée national permet la découverte de 1 750 m2 de trois niveaux des ailes sud et ouest, pour une superficie totale du château de 6 227 m2. Depuis 2017, il est possible d'effectuer une visite libre — sans guide — d'une partie du château. Aussi, le musée organise des visites spécifiques, thématiques voire privées en dehors des heures d'ouverture au public. Au rez-de-chaussée de l'aile nord se trouve la librairie-boutique du musée national, proposant des ouvrages littéraires, historiques et artistiques, ainsi que divers articles cadeaux (verrerie, céramique, bijoux, tapisseries, etc.). Le domaine national, ainsi que la cour d'honneur, sont ouverts au public librement et gratuitement tous les jours.

### Fréquentation
Le château de Pau accueille chaque année autour de 100 000 visiteurs, le placant au deuxième rang des sites les plus visités du Béarn, derrière la cave des producteurs de Jurançon à Gan (270 000 visiteurs par an). En 2010, 84 % des visiteurs du château viennent de France, dont respectivement 27 % et 10 % des anciennes régions Aquitaine et Midi-Pyrénées. Parmi les 16 % de visiteurs étrangers, 7 % viennent d'Espagne et 2 % de Grande-Bretagne, plus de 96 nationalités sont représentées parmi les visiteurs du château de Pau cette année-là.
|                        | 2007    | 2008    | 2009   | 2010    | 2011    | 2012    | 2013   | 2014   | 2015   | 2016   | 2017   |
| ---------------------- | ------- | ------- | ------ | ------- | ------- | ------- | ------ | ------ | ------ | ------ | ------ |
| Total des entrées      | 103 781 | 122 783 | 98 347 | 156 910 | 123 139 | 116 876 | 90 568 | 86 648 | 95 431 | 93 747 | 99 615 |
| dont entrées payantes  | 65 545  | 43 184  | 53 802 | 70 452  | 76 917  | 65 595  | 52 299 | 42 315 | 50 080 | 49 921 | 53 051 |
| dont entrées gratuites | 38 236  | 79 599  | 44 545 | 86 458  | 46 222  | 51 281  | 38 269 | 44 333 | 45 351 | 43 826 | 46 564 |

### Évènements et expositions temporaires

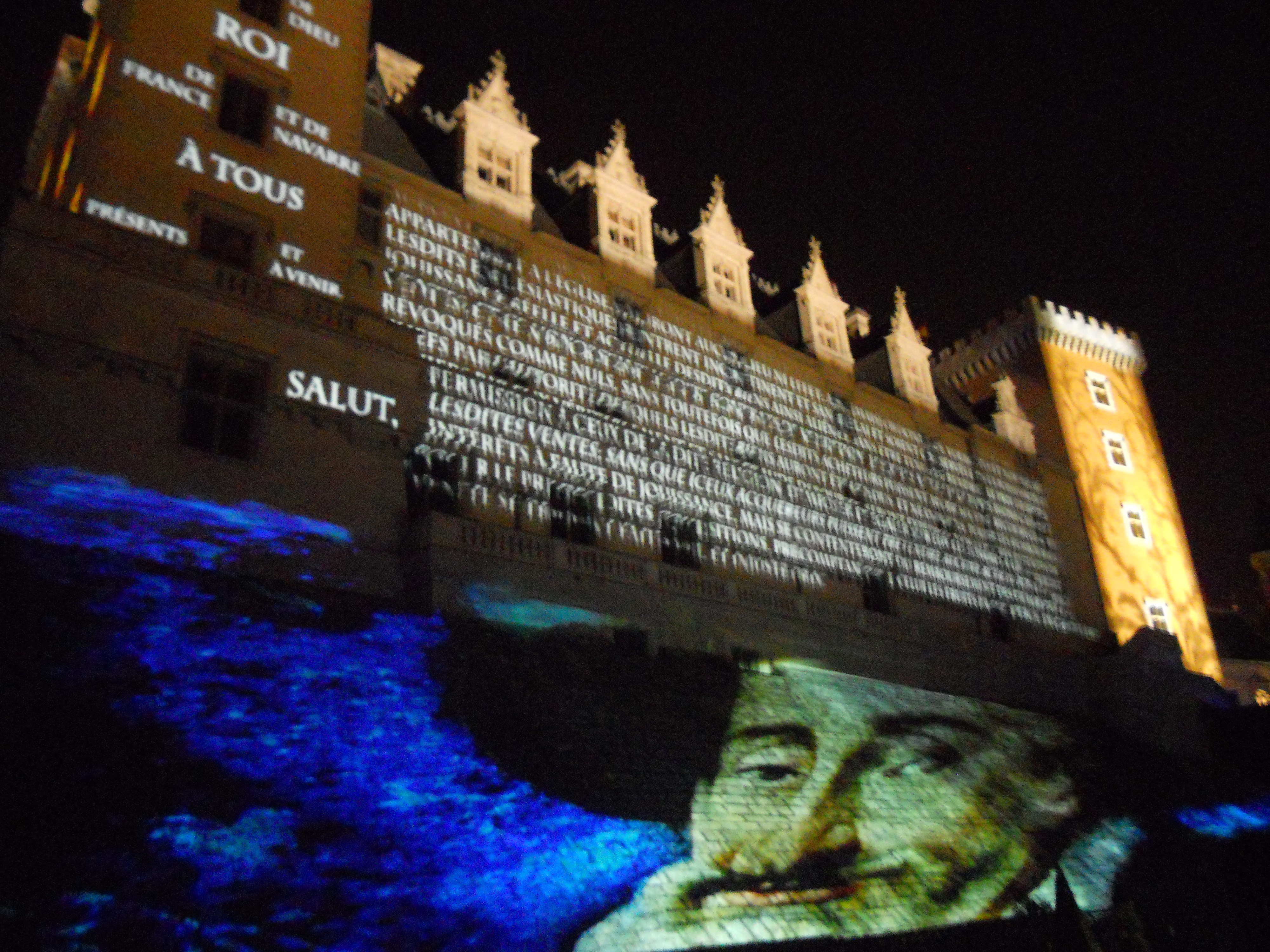
Spectacle son et lumière au château.

Le musée national organise régulièrement des expositions temporaires, conférences, concerts, classes de maître ou encore animations jeunesse pendant les vacances. La Société des Amis du château de Pau — fondée en 1952 — organise notamment des conférences avec des historiens, écrivains, conservateurs, etc. Ayant également son siège social au château de Pau, la Société Henri IV — créée en 1993 — organise des colloques en France et publie du contenu scientifique se rapportant au roi de Navarre et à son époque. De 1977 à 2004, le festival de théâtre de Pau — fondé par Roger Hanin — organise régulièrement des représentations dans la cour d'honneur du château. Le souvenir d'Henri IV est également l'occasion de cérémonies exceptionnelles, comme en 1953 pour le quadricentenaire de sa naissance avec un cycle de manifestations, dont un cortège ramenant les cendres de son cœur à la chapelle du château. En 2010, de nouvelles manifestations sont organisées pour les 400 ans de son décès, dont un grand bal donné dans la cour d'honneur. Depuis 2010, le château de Pau accueille des spectacles son et lumière, dont La lune avec les dents qui attire 40 000 personnes cette année-là. La Basse-Plante accueille aussi régulièrement des projections en plein air durant la manifestation Un été au ciné. Chaque année, la Viguerie royale de Jurançon vendange la treille royale située sur la basse-cour du château.

## Culture populaire
À partir du XVIIIe siècle, un extraordinaire mouvement de sympathie entoure la figure de Henri IV, une affection populaire qui touche également son château natal. Le retour des Bourbons sur le trône de France autour de 1815 est l'occasion d'une politique de revalorisation des signes positifs de la royauté, dont le mythe du « bon roi Henri ». Si la rénovation du château débute en 1838, sous la monarchie de Juillet, les artistes s'emparent de l'image du château dans le premier tiers du XIXe siècle. En 1814, Millin Duperreux achève une Vue du château royal où naquit Henri IV, Louise-Joséphine Sarazin de Belmont fait de même en 1832 avec toujours le même angle utilisé depuis le cadre paysager du parc, dominant le gave, le château en fond et les Pyrénées lointaines. C'est ce point de vue qui est le plus utilisé dans les années qui suivent la Restauration, permettant d'associer l'écrin de verdure du parc, les façades sud et ouest du château, la vallée du gave et le pic du Midi de Bigorre. Les artistes de ce début du XIXe siècle utilisent notamment le style troubadour, composante du romantisme. Dans les années 1830-1840, la vue du sud depuis la berge opposée du gave prédomine, comme dans les œuvres de John Claude Nattes, Antoine Ignace Melling, Frédéric-François d'Andiran ou des premiers photographes. Le château de Pau couve alors lavandières et fileuses occupées dans les rives caillouteuses du gave. Thomas Allom ou Jean-Jacques Heilmann optent eux pour des angles novateurs — et artificiels — dans les années 1840-1850, se situant depuis la Haute-Plante avec vue sur la face nord du château et les cimes enneigées des Pyrénées.
Les représentations artistiques du château de Pau se multiplient dans la deuxième moitié du XIXe siècle, notamment après la fin des travaux de rénovation menés sous Louis-Philippe puis Napoléon III. Cette époque coïncide avec la vague touristique qui s'empare de la ville, Pau devient un centre de villégiature qui égale les grandes villes d'eaux européennes. L'image du château est utilisée pour promouvoir le séjour dans la ville, notamment par la Compagnie du chemin de fer d'Orléans et du Midi. Elle est également utilisée au XXe siècle pour illustrer des timbres — en 1939 et 1982 — ainsi que le 5 000 francs Henri IV en 1958. Une expression béarnaise dit « Qui n'a bis lou castèt de Pau , n'a jamey bis arré de tau ».

Le château dans la culture populaire (sélection).
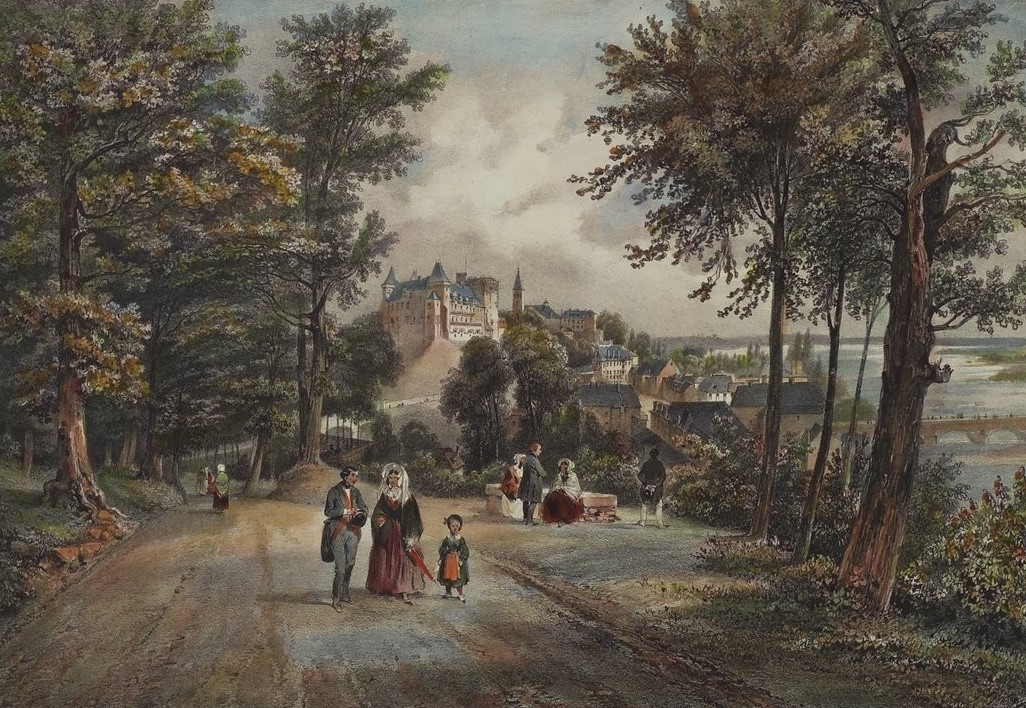
Vue du château de Pau pris du Parc, par Louis-Julien Jacottet.
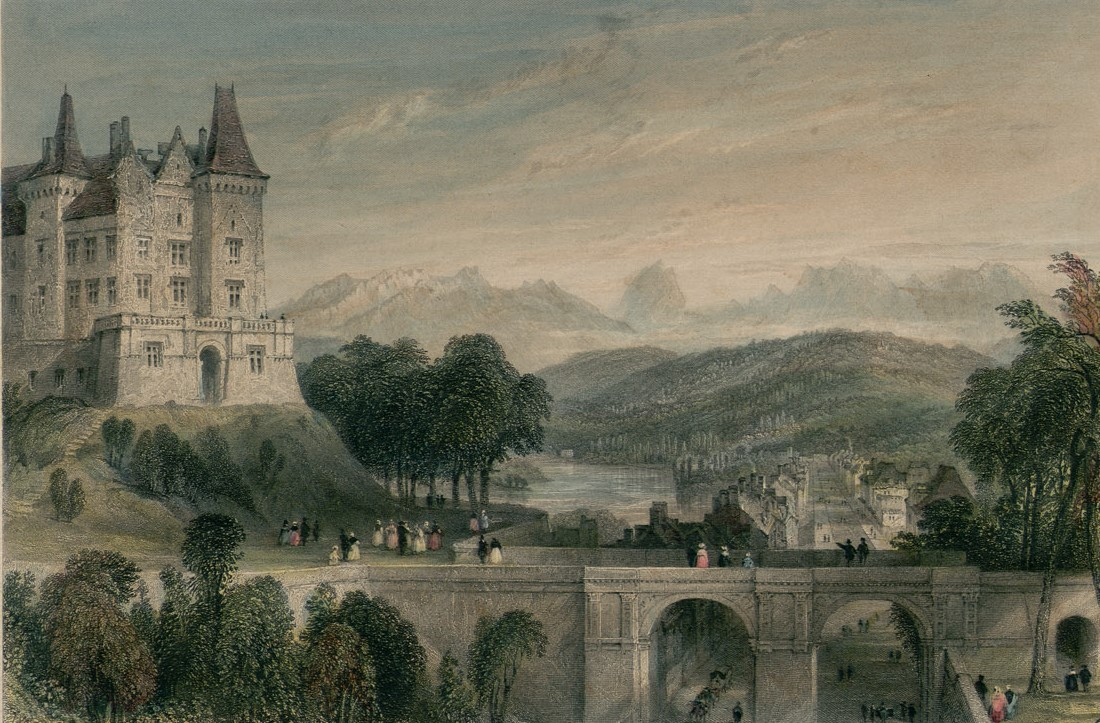
Castle of Pau, the birth-place of Henri Quatre, par Thomas Allom.
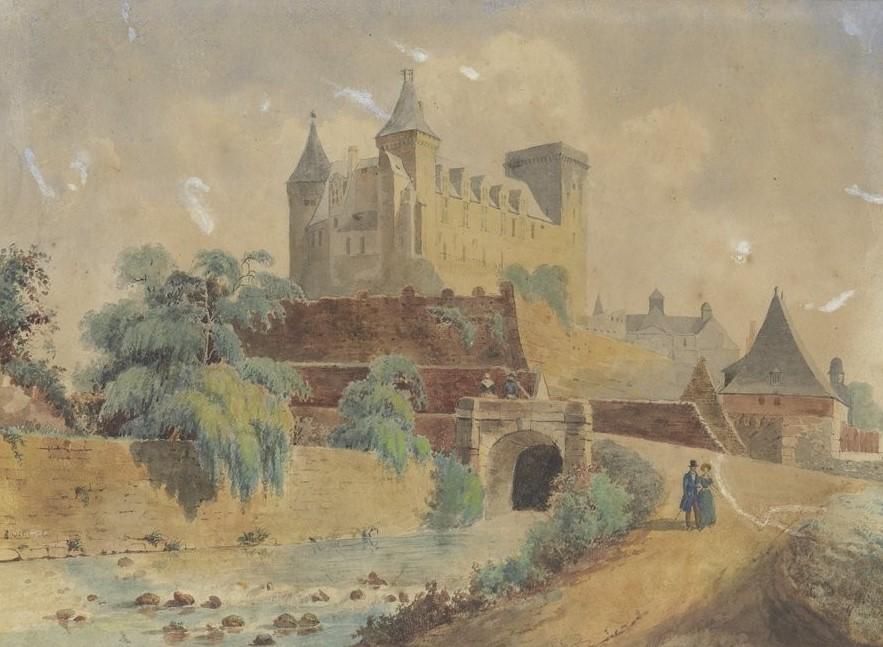
Aquarelle représentant le château de Pau.
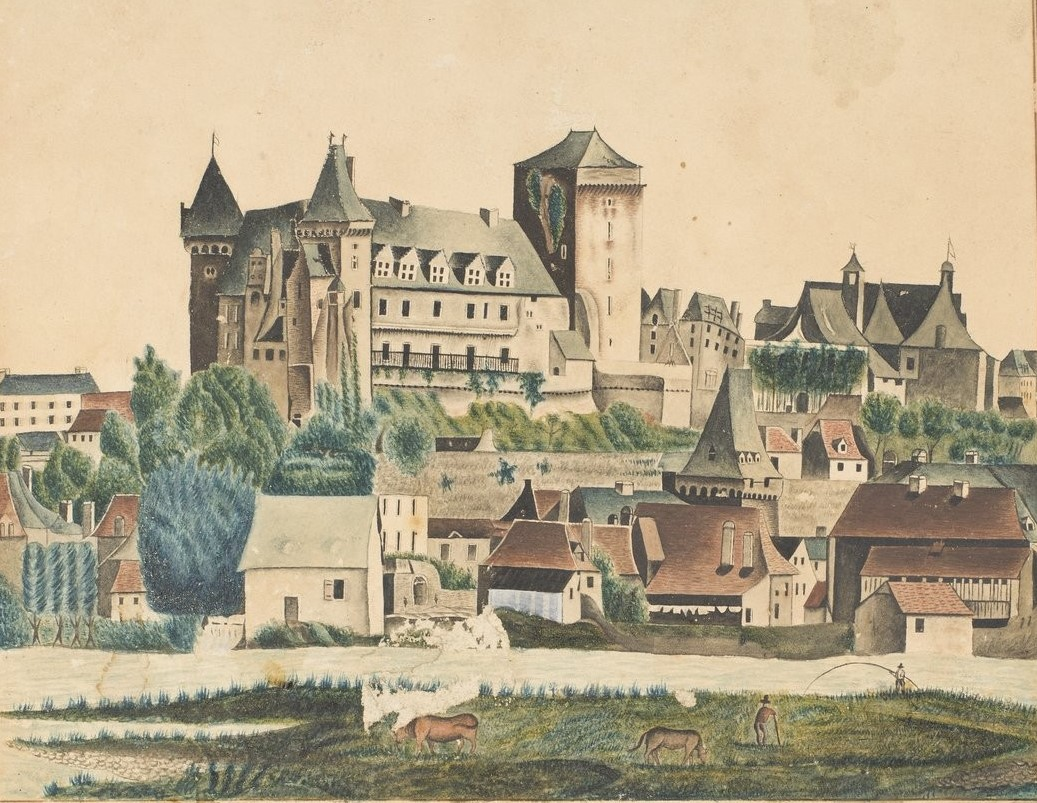
Le Château d'Henri IV, par Jean-Baptiste Chiche.
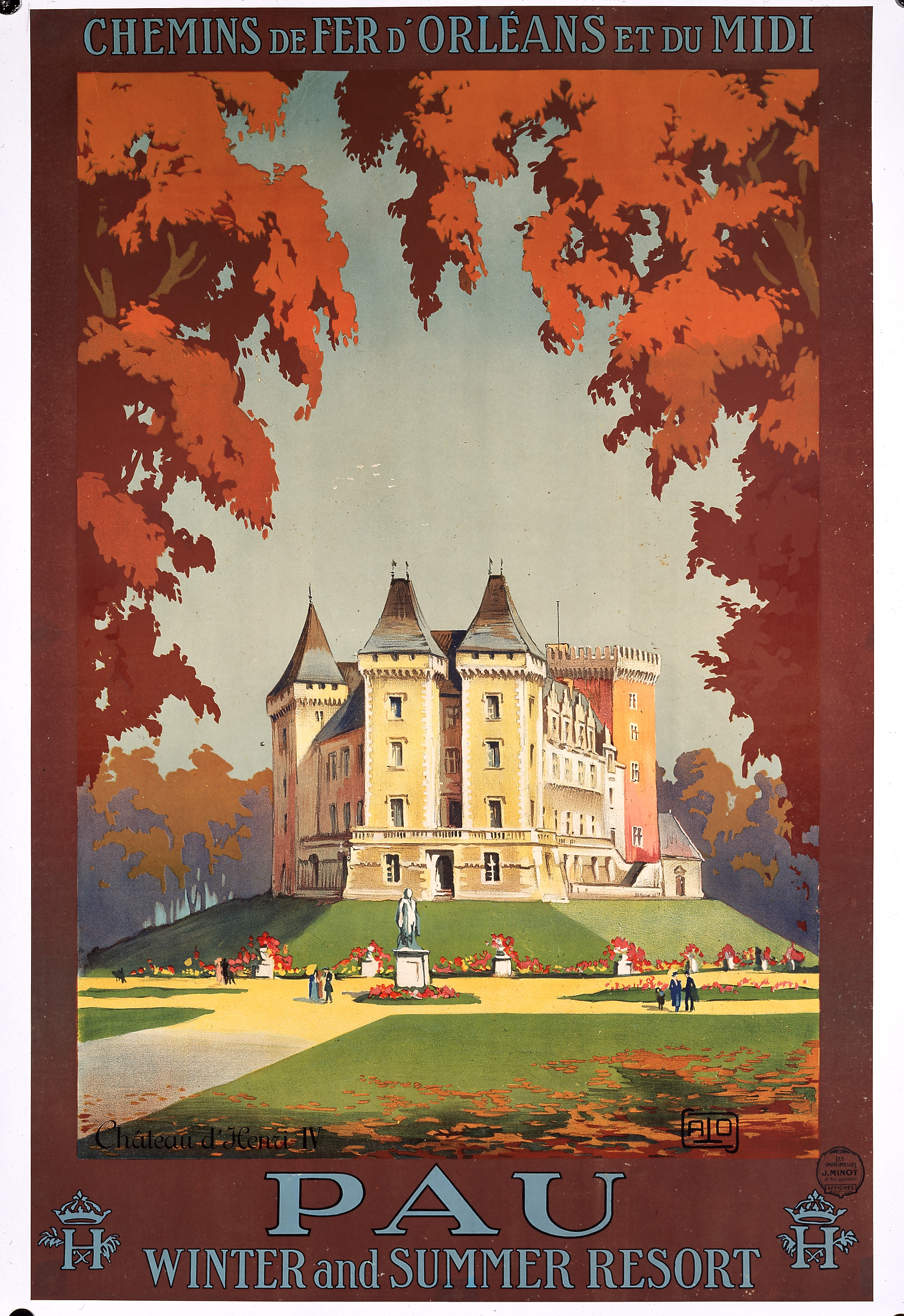
Affiche touristique pour Pau.
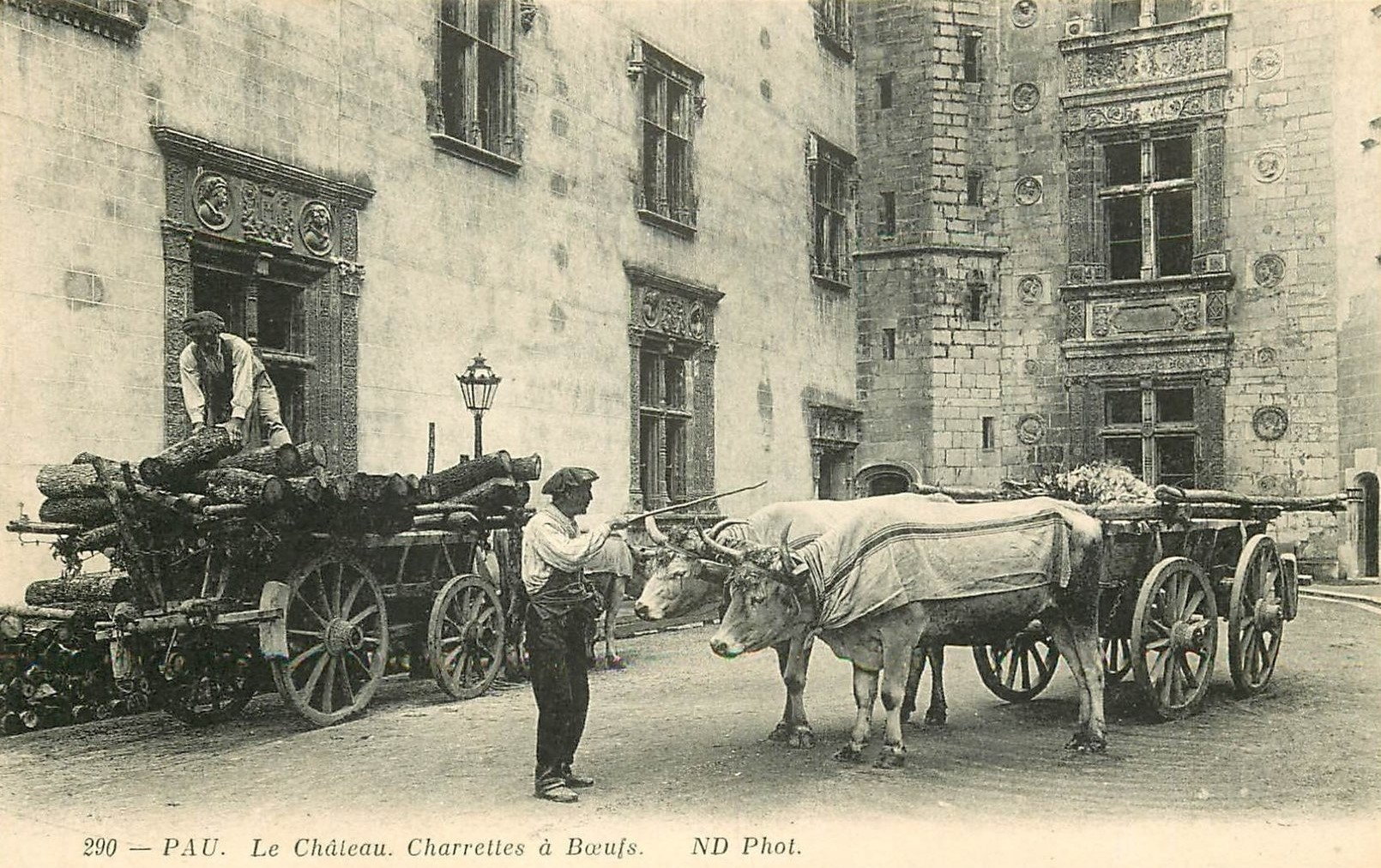
Carte postale Le château de Pau, charrettes à bœufs.

## Personnalités liées au château

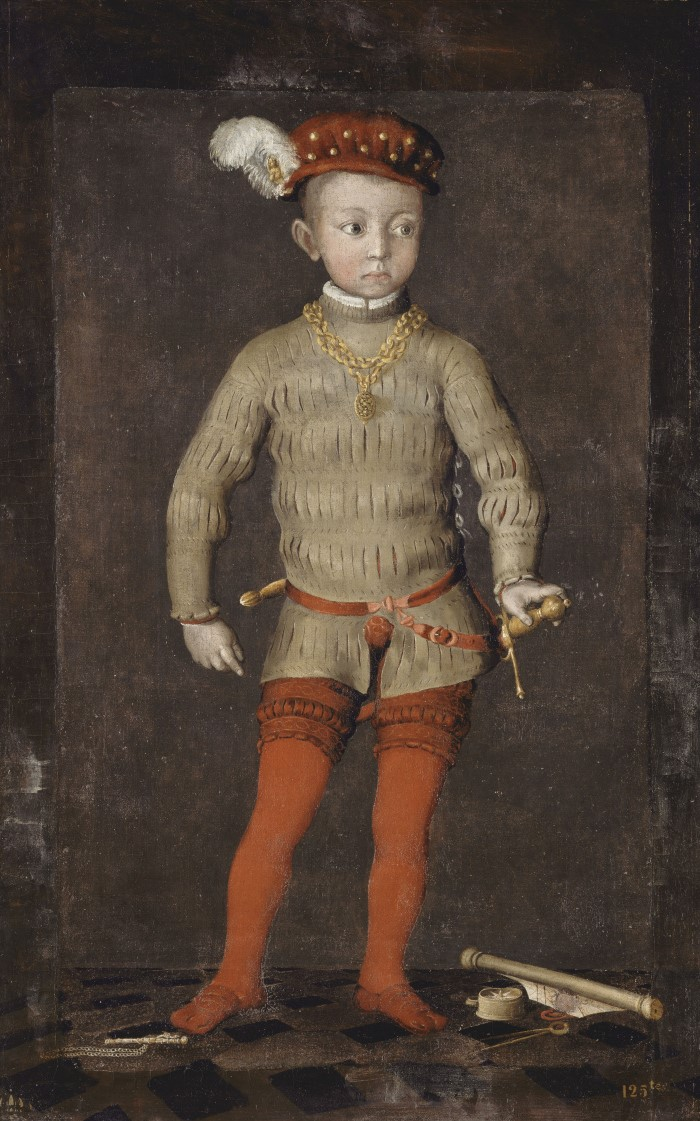
L'image du « bon roi Henri » est utilisée par la propagande royaliste au XIXe siècle.

L'histoire du château de Pau est traversée par l'influence de différentes personnalités, avec au premier rang les princes et princesses de Béarn, devenus souverains de Navarre à partir de 1481. Parmi ces personnages historiques, plusieurs se distinguent, en raison des transformations qu'ils réalisent au château. C'est notamment le cas de Fébus au XIVe siècle, de Gaston IV au XVe siècle, puis des couples Henri d'Albret et Marguerite d'Angoulême ainsi que Jeanne d'Albret et Antoine de Bourbon au XVIe siècle. Le château de Pau devient centre politique du pouvoir béarnais à partir de 1464, il accueille ensuite des évènements marquants de la vie de la principauté, dont la mort de François Fébus en 1483, la naissance et le baptême d'Henri IV dans la deuxième moitié du XVIe siècle, ou encore le rattachement du Béarn au royaume de France lors de la venue de Louis XIII en 1620. Le château de Pau — tout comme le Béarn — est gouverné de façon quasi-ininterrompue par des femmes de 1473 à 1592, que ce soit Madeleine de Viane, Catherine de Navarre, Jeanne d'Albret ou Catherine de Bourbon. La figure d'Henri IV est depuis le XVIIIe siècle profondément attachée à son château de naissance. Son rôle de pacificateur, son caractère royal et empreint de bonhomie forgent la légende du « bon roi Henri » qui est utilisée par les diverses propagandes légitimistes, orléanistes et bonapartistes tout au long du XIXe siècle, et aboutit à la fondation du musée national consacré à la mémoire du prince béarnais au début du XXe siècle.
Après le départ de Catherine de Bourbon en 1592, les rois de Navarre n'exercent plus de pouvoir direct sur le château et le Béarn. Le marquis de la Force — de 1593 à 1620 — puis la famille de Gramont — à partir de 1621 — président aux destinées du château jusqu'à la Révolution. En plein développement du mythe henricien, plusieurs hôtes de marque se signalent au château, dont Napoléon Ier en 1808, le duc d'Angoulême en 1814, le prince de Suède en 1822, le duc de Montpensier en 1841 ou encore Victor Hugo en 1843. Grand nom de la pensée religieuse et tolérante du XIXe siècle, l'émir Abdelkader reste en détention au château de Pau du 29 avril 1848 au 2 novembre 1848. Accompagné d'une suite de 89 personnes, l'émir est accueilli par les protestations des Palois, mais repart six mois plus tard dans une tristesse générale. Pendant son séjour béarnais, Abdelkader écrit « Partout les arbres sont verts, mais il me semble que la verdure des vôtres sont plus riant ». Lors de son départ, l'émir déclare « Je quitte Pau de ma personne, mais j'y laisse mon cœur ». Cela est d’autant plus vrai que plusieurs de ses enfants, morts lors de son incarcération, sont enterrés au cimetière de Pau.
Après la décision de reprendre les travaux de rénovation du château en 1853, Napoléon III et l'impératrice Eugénie y effectuent plusieurs séjours dans les années 1850 et 1860. Pau étant devenue un centre de villégiature renommé en Europe, le château reçoit la visite de plusieurs hôtes de marque durant la Belle Époque, dont le président français Sadi Carnot, ou encore le roi d'Espagne Alphonse XIII et celui d'Angleterre Édouard VII.
Vincent Auriol préside lui les cérémonies du quadricentenaire de la naissance d'Henri IV en 1953. La capitale béarnaise attire également l'attention à partir de 1957 avec le début de l'exploitation du gisement de gaz de Lacq, le général de Gaulle, Haïlé Sélassié Ier, Nikita Khrouchtchev, Georges Pompidou ou encore Omar Bongo se succèdent au château dans les années 1950 et 1960 au cours de leurs visites sur le site industriel. Léopold Sédar Senghor donne une conférence au château le 2 avril 1975 et Valéry Giscard d'Estaing un repas dans la grande salle basse le 5 octobre 1979. La famille royale de Suède visite régulièrement le château de Pau depuis Oscar Ier au XIXe siècle, en souvenir de Jean-Baptiste Bernadotte, né à Pau et fondateur de la dynastie toujours régnante. Charles XVI Gustave visite plusieurs fois le château, en 1968, 1980 et plus récemment en 2018. Emmanuel Macron y tient un sommet G5 Sahel le 6 janvier 2020.

Des personnalités liées au château (sélection).
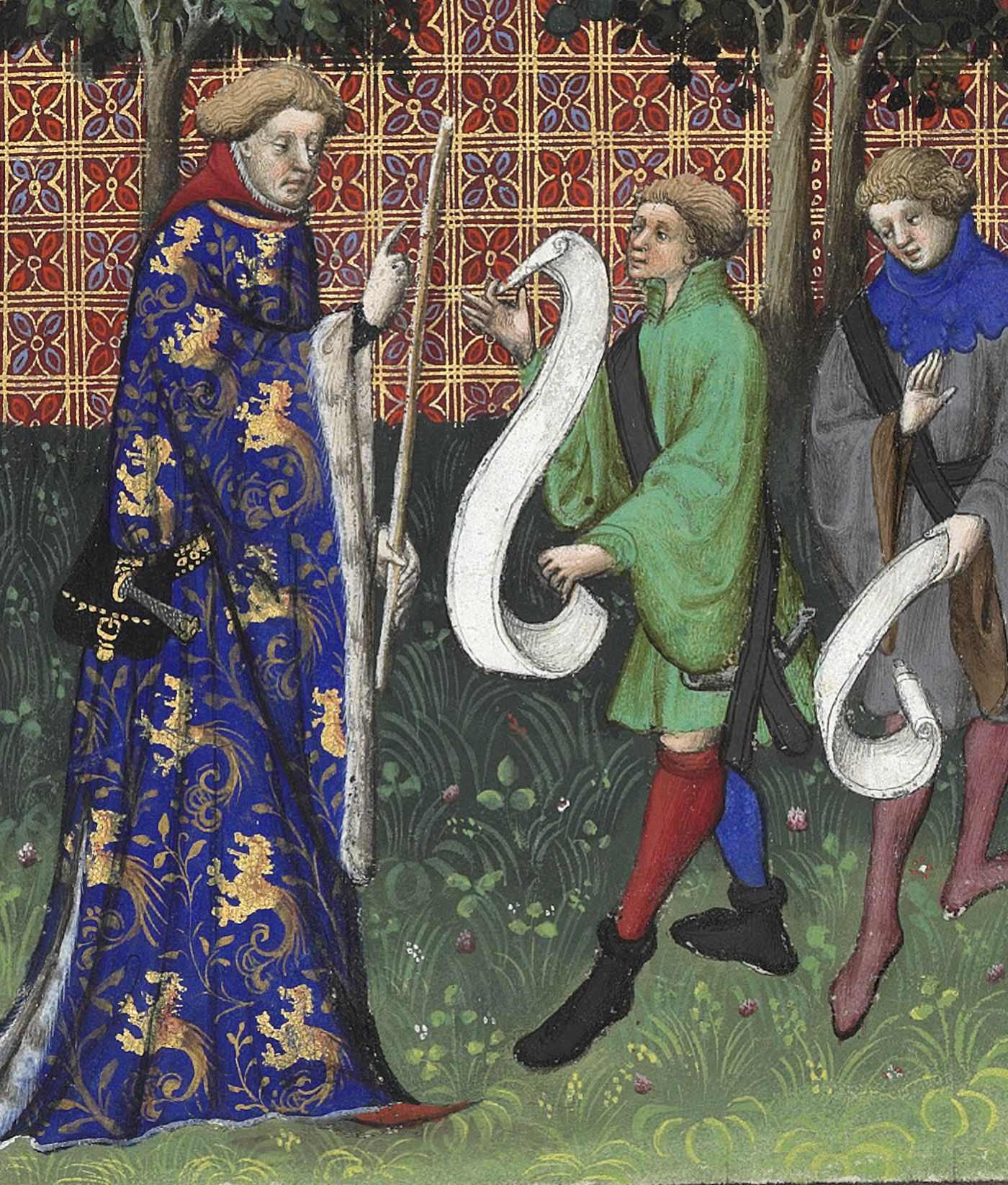
Gaston III de Foix-Béarn, dit Fébus.
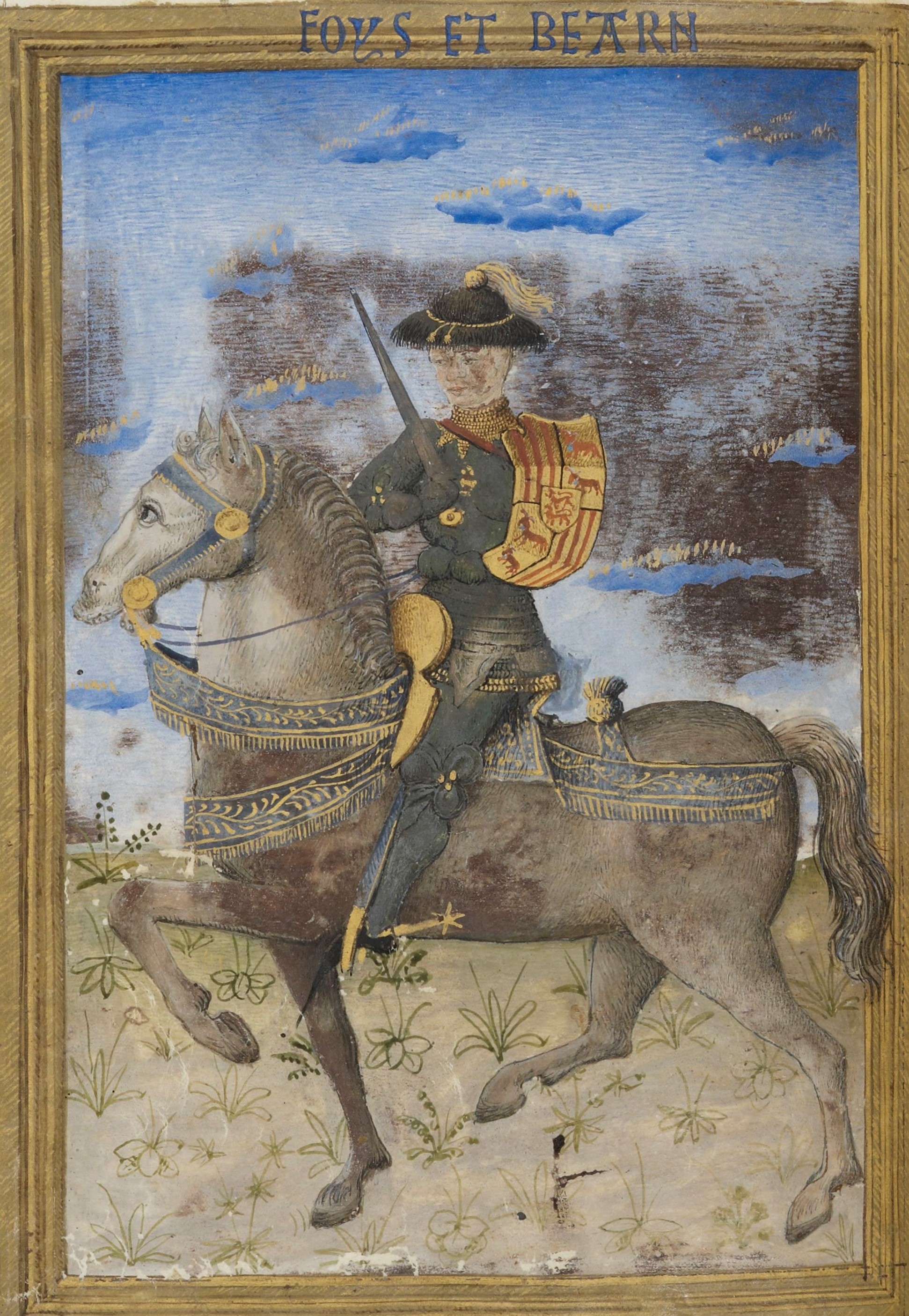
Gaston IV de Foix-Béarn.
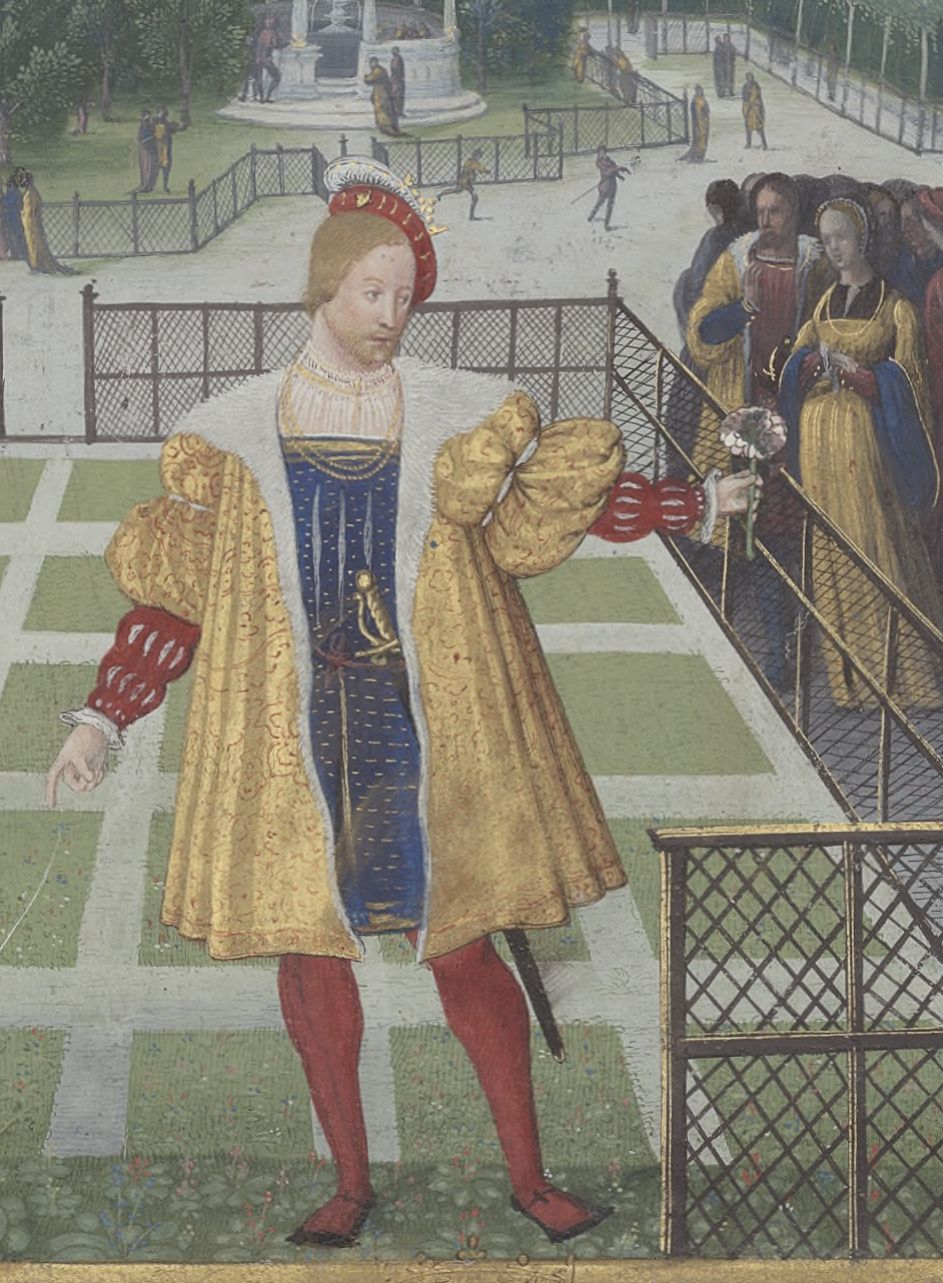
Henri d'Albret.
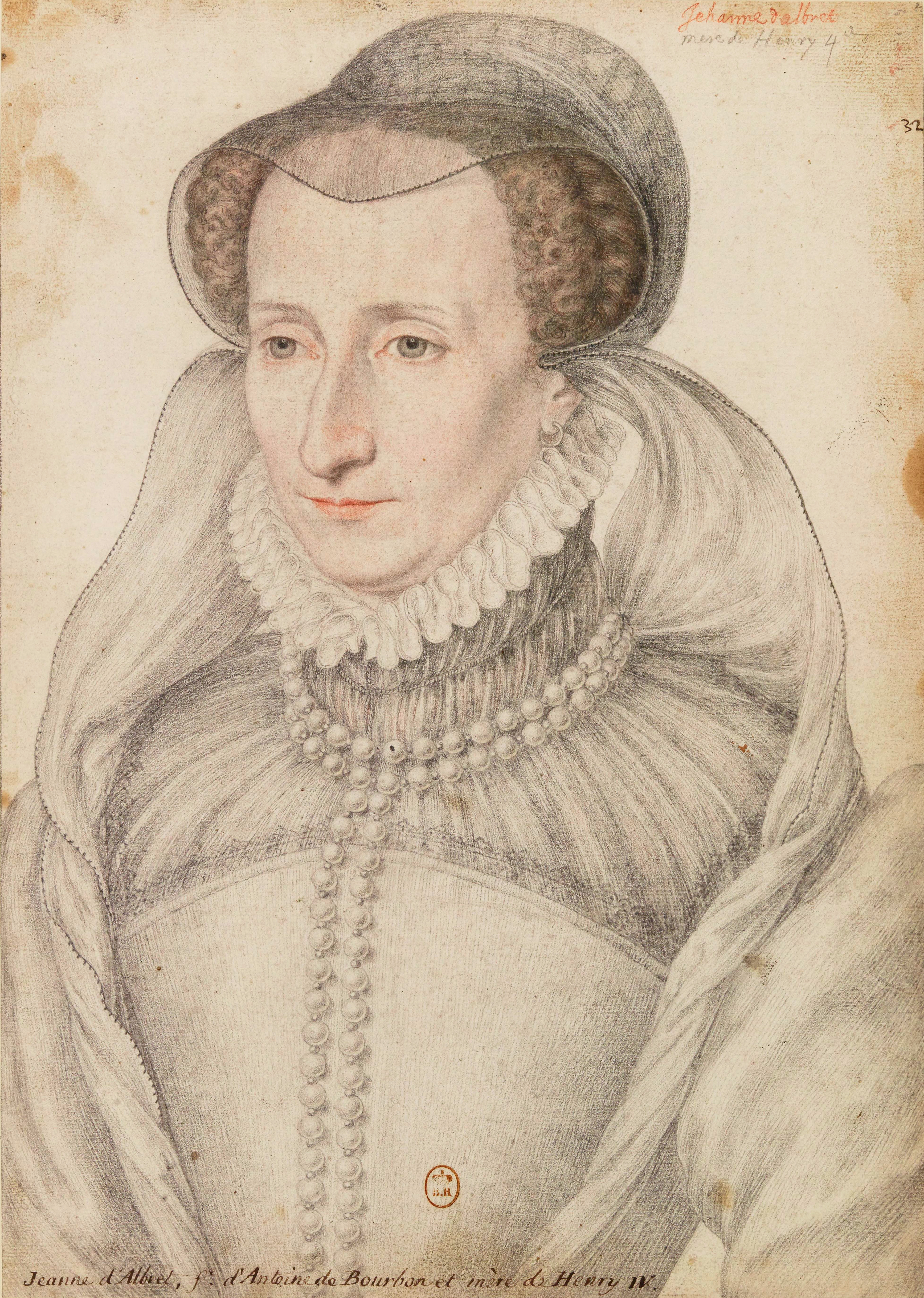
Jeanne d'Albret.
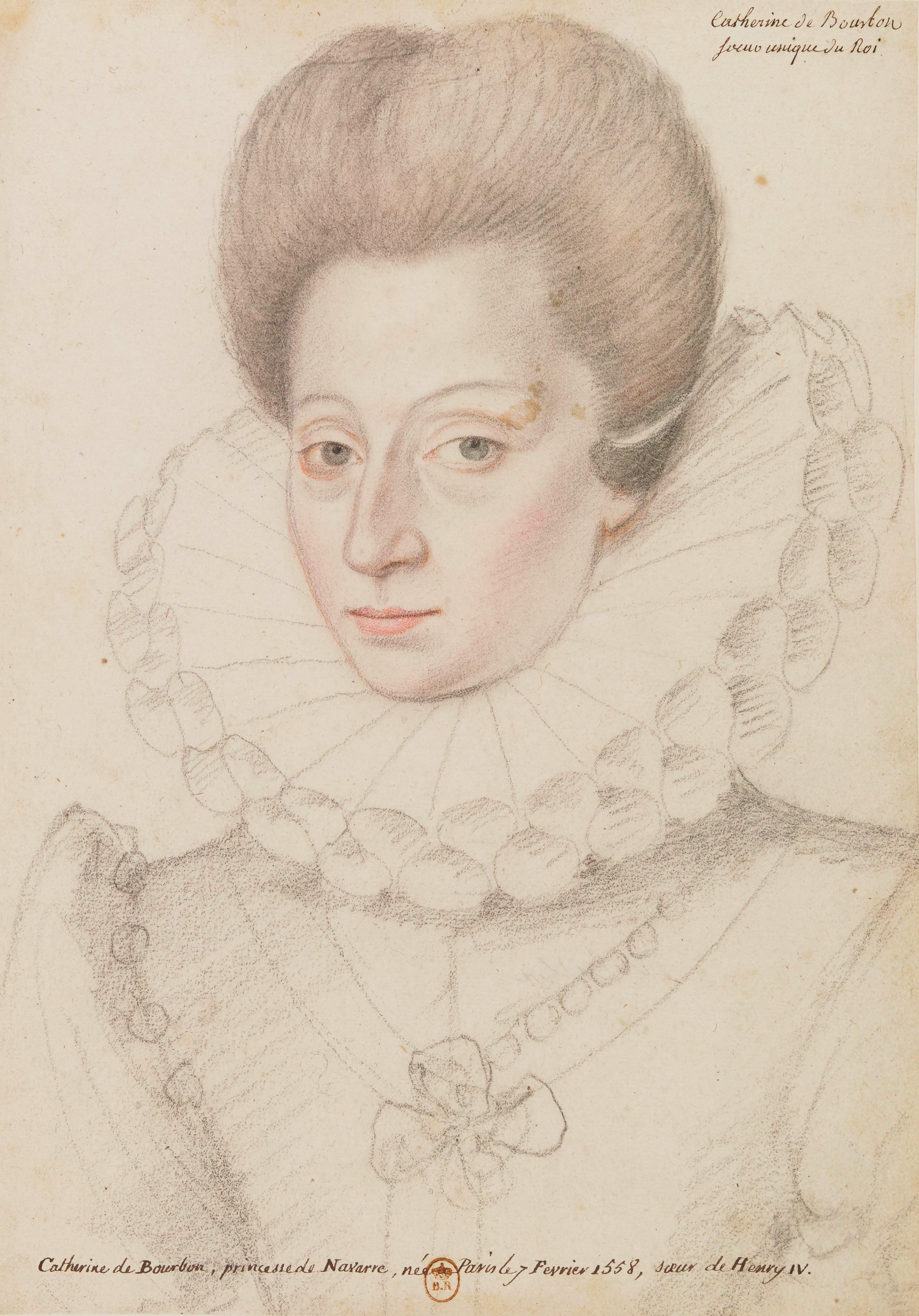
Catherine de Bourbon.
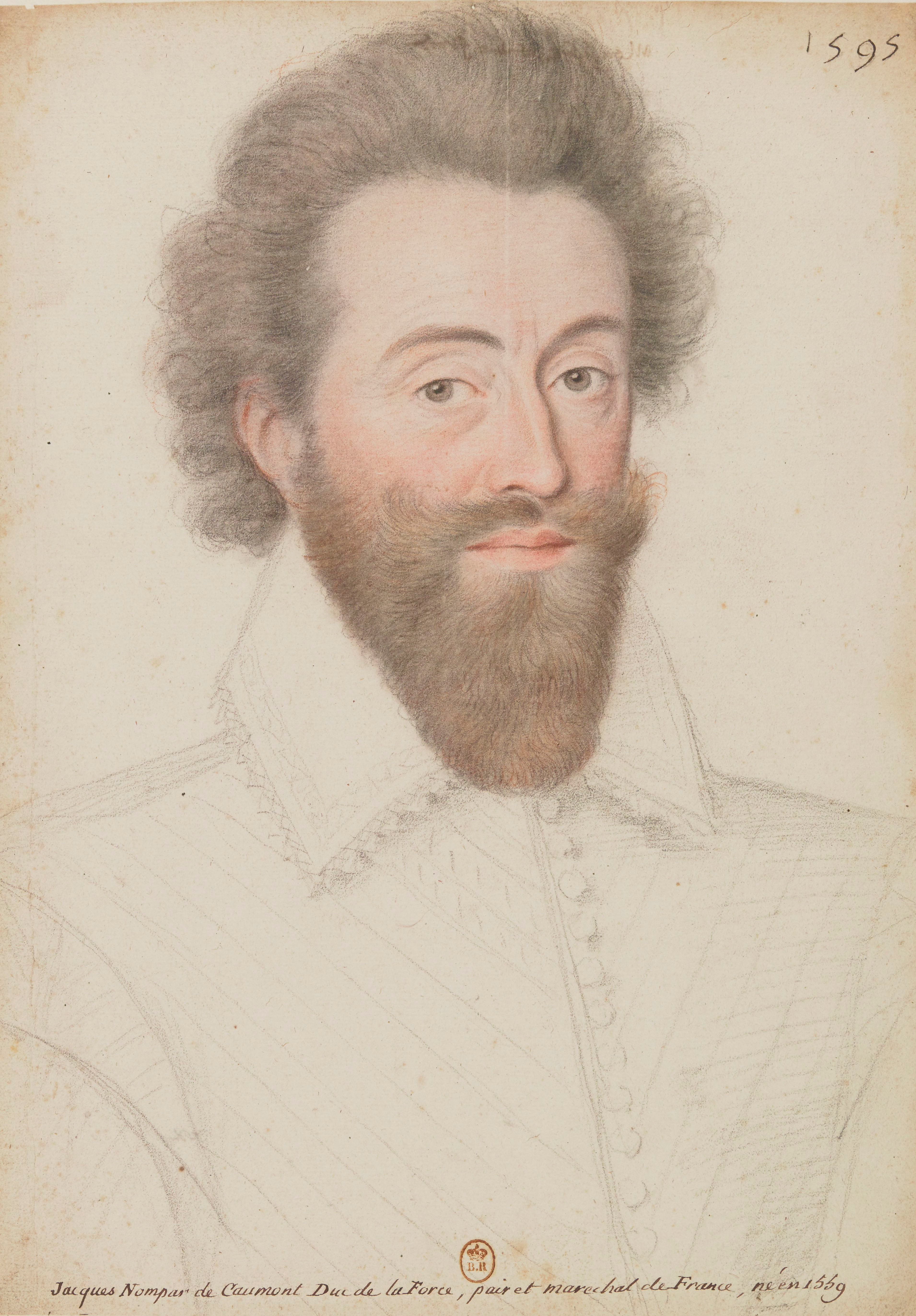
Le marquis de la Force.
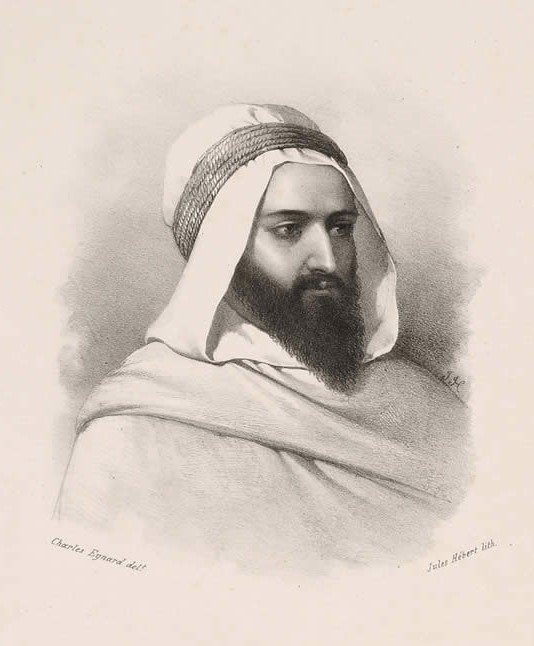
L'émir Abdelkader[y].
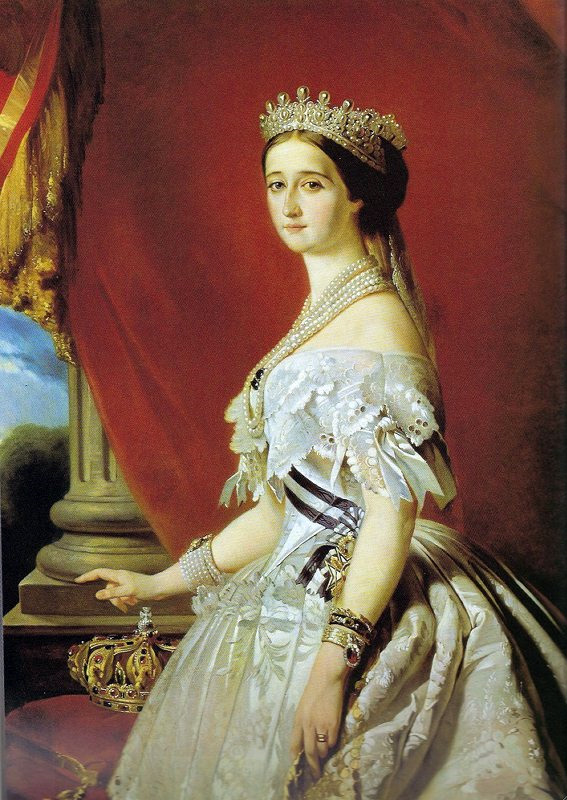
L'impératrice Eugénie.